# Taktik (schack)
Taktik i schack avser en kort sekvens av drag som begränsar motståndarens valmöjligheter och kan resultera i materiella vinster. Ofta används en serie taktiska vändningar i en kombination.
Taktik jämförs vanligtvis med strategi, som avser mer långsiktiga planer där spelet inte är forcerat utan motståndaren kan svara på olika sätt.

## Vanliga taktiska teman
Eftersom de flesta ställningar i schackpartier är unika, går det inte att lära sig taktiska varianter utantill. Däremot kan man lära sig att känna igen ett antal vanliga teman som återkommer i många partier.
I många teman ingår offer där man ger upp en pjäs, eller byter den mot en mindre värdefull pjäs, för att uppnå andra fördelar.

### Gaffel
|   | a | b | c | d | e | f | g | h |   |
| 8 | a8 svart torn · c8 svart löpare · d8 svart drottning · e8 svart kung · h8 svart torn · a7 svart bonde · b7 svart bonde · c7 svart bonde · d7 svart bonde · f7 svart bonde · g7 svart bonde · h7 svart bonde · f6 svart springare · c5 svart löpare · e5 svart springare · e4 vit bonde · b3 vit löpare · c3 vit bonde · g3 vit drottning · a2 vit bonde · b2 vit bonde · f2 vit bonde · g2 vit bonde · h2 vit bonde · a1 vit torn · b1 vit springare · c1 vit löpare · e1 vit kung · g1 vit springare · h1 vit torn | a8 svart torn · c8 svart löpare · d8 svart drottning · e8 svart kung · h8 svart torn · a7 svart bonde · b7 svart bonde · c7 svart bonde · d7 svart bonde · f7 svart bonde · g7 svart bonde · h7 svart bonde · f6 svart springare · c5 svart löpare · e5 svart springare · e4 vit bonde · b3 vit löpare · c3 vit bonde · g3 vit drottning · a2 vit bonde · b2 vit bonde · f2 vit bonde · g2 vit bonde · h2 vit bonde · a1 vit torn · b1 vit springare · c1 vit löpare · e1 vit kung · g1 vit springare · h1 vit torn | a8 svart torn · c8 svart löpare · d8 svart drottning · e8 svart kung · h8 svart torn · a7 svart bonde · b7 svart bonde · c7 svart bonde · d7 svart bonde · f7 svart bonde · g7 svart bonde · h7 svart bonde · f6 svart springare · c5 svart löpare · e5 svart springare · e4 vit bonde · b3 vit löpare · c3 vit bonde · g3 vit drottning · a2 vit bonde · b2 vit bonde · f2 vit bonde · g2 vit bonde · h2 vit bonde · a1 vit torn · b1 vit springare · c1 vit löpare · e1 vit kung · g1 vit springare · h1 vit torn | a8 svart torn · c8 svart löpare · d8 svart drottning · e8 svart kung · h8 svart torn · a7 svart bonde · b7 svart bonde · c7 svart bonde · d7 svart bonde · f7 svart bonde · g7 svart bonde · h7 svart bonde · f6 svart springare · c5 svart löpare · e5 svart springare · e4 vit bonde · b3 vit löpare · c3 vit bonde · g3 vit drottning · a2 vit bonde · b2 vit bonde · f2 vit bonde · g2 vit bonde · h2 vit bonde · a1 vit torn · b1 vit springare · c1 vit löpare · e1 vit kung · g1 vit springare · h1 vit torn | a8 svart torn · c8 svart löpare · d8 svart drottning · e8 svart kung · h8 svart torn · a7 svart bonde · b7 svart bonde · c7 svart bonde · d7 svart bonde · f7 svart bonde · g7 svart bonde · h7 svart bonde · f6 svart springare · c5 svart löpare · e5 svart springare · e4 vit bonde · b3 vit löpare · c3 vit bonde · g3 vit drottning · a2 vit bonde · b2 vit bonde · f2 vit bonde · g2 vit bonde · h2 vit bonde · a1 vit torn · b1 vit springare · c1 vit löpare · e1 vit kung · g1 vit springare · h1 vit torn | a8 svart torn · c8 svart löpare · d8 svart drottning · e8 svart kung · h8 svart torn · a7 svart bonde · b7 svart bonde · c7 svart bonde · d7 svart bonde · f7 svart bonde · g7 svart bonde · h7 svart bonde · f6 svart springare · c5 svart löpare · e5 svart springare · e4 vit bonde · b3 vit löpare · c3 vit bonde · g3 vit drottning · a2 vit bonde · b2 vit bonde · f2 vit bonde · g2 vit bonde · h2 vit bonde · a1 vit torn · b1 vit springare · c1 vit löpare · e1 vit kung · g1 vit springare · h1 vit torn | a8 svart torn · c8 svart löpare · d8 svart drottning · e8 svart kung · h8 svart torn · a7 svart bonde · b7 svart bonde · c7 svart bonde · d7 svart bonde · f7 svart bonde · g7 svart bonde · h7 svart bonde · f6 svart springare · c5 svart löpare · e5 svart springare · e4 vit bonde · b3 vit löpare · c3 vit bonde · g3 vit drottning · a2 vit bonde · b2 vit bonde · f2 vit bonde · g2 vit bonde · h2 vit bonde · a1 vit torn · b1 vit springare · c1 vit löpare · e1 vit kung · g1 vit springare · h1 vit torn | a8 svart torn · c8 svart löpare · d8 svart drottning · e8 svart kung · h8 svart torn · a7 svart bonde · b7 svart bonde · c7 svart bonde · d7 svart bonde · f7 svart bonde · g7 svart bonde · h7 svart bonde · f6 svart springare · c5 svart löpare · e5 svart springare · e4 vit bonde · b3 vit löpare · c3 vit bonde · g3 vit drottning · a2 vit bonde · b2 vit bonde · f2 vit bonde · g2 vit bonde · h2 vit bonde · a1 vit torn · b1 vit springare · c1 vit löpare · e1 vit kung · g1 vit springare · h1 vit torn | 8 |
| 7 | a8 svart torn · c8 svart löpare · d8 svart drottning · e8 svart kung · h8 svart torn · a7 svart bonde · b7 svart bonde · c7 svart bonde · d7 svart bonde · f7 svart bonde · g7 svart bonde · h7 svart bonde · f6 svart springare · c5 svart löpare · e5 svart springare · e4 vit bonde · b3 vit löpare · c3 vit bonde · g3 vit drottning · a2 vit bonde · b2 vit bonde · f2 vit bonde · g2 vit bonde · h2 vit bonde · a1 vit torn · b1 vit springare · c1 vit löpare · e1 vit kung · g1 vit springare · h1 vit torn | a8 svart torn · c8 svart löpare · d8 svart drottning · e8 svart kung · h8 svart torn · a7 svart bonde · b7 svart bonde · c7 svart bonde · d7 svart bonde · f7 svart bonde · g7 svart bonde · h7 svart bonde · f6 svart springare · c5 svart löpare · e5 svart springare · e4 vit bonde · b3 vit löpare · c3 vit bonde · g3 vit drottning · a2 vit bonde · b2 vit bonde · f2 vit bonde · g2 vit bonde · h2 vit bonde · a1 vit torn · b1 vit springare · c1 vit löpare · e1 vit kung · g1 vit springare · h1 vit torn | a8 svart torn · c8 svart löpare · d8 svart drottning · e8 svart kung · h8 svart torn · a7 svart bonde · b7 svart bonde · c7 svart bonde · d7 svart bonde · f7 svart bonde · g7 svart bonde · h7 svart bonde · f6 svart springare · c5 svart löpare · e5 svart springare · e4 vit bonde · b3 vit löpare · c3 vit bonde · g3 vit drottning · a2 vit bonde · b2 vit bonde · f2 vit bonde · g2 vit bonde · h2 vit bonde · a1 vit torn · b1 vit springare · c1 vit löpare · e1 vit kung · g1 vit springare · h1 vit torn | a8 svart torn · c8 svart löpare · d8 svart drottning · e8 svart kung · h8 svart torn · a7 svart bonde · b7 svart bonde · c7 svart bonde · d7 svart bonde · f7 svart bonde · g7 svart bonde · h7 svart bonde · f6 svart springare · c5 svart löpare · e5 svart springare · e4 vit bonde · b3 vit löpare · c3 vit bonde · g3 vit drottning · a2 vit bonde · b2 vit bonde · f2 vit bonde · g2 vit bonde · h2 vit bonde · a1 vit torn · b1 vit springare · c1 vit löpare · e1 vit kung · g1 vit springare · h1 vit torn | a8 svart torn · c8 svart löpare · d8 svart drottning · e8 svart kung · h8 svart torn · a7 svart bonde · b7 svart bonde · c7 svart bonde · d7 svart bonde · f7 svart bonde · g7 svart bonde · h7 svart bonde · f6 svart springare · c5 svart löpare · e5 svart springare · e4 vit bonde · b3 vit löpare · c3 vit bonde · g3 vit drottning · a2 vit bonde · b2 vit bonde · f2 vit bonde · g2 vit bonde · h2 vit bonde · a1 vit torn · b1 vit springare · c1 vit löpare · e1 vit kung · g1 vit springare · h1 vit torn | a8 svart torn · c8 svart löpare · d8 svart drottning · e8 svart kung · h8 svart torn · a7 svart bonde · b7 svart bonde · c7 svart bonde · d7 svart bonde · f7 svart bonde · g7 svart bonde · h7 svart bonde · f6 svart springare · c5 svart löpare · e5 svart springare · e4 vit bonde · b3 vit löpare · c3 vit bonde · g3 vit drottning · a2 vit bonde · b2 vit bonde · f2 vit bonde · g2 vit bonde · h2 vit bonde · a1 vit torn · b1 vit springare · c1 vit löpare · e1 vit kung · g1 vit springare · h1 vit torn | a8 svart torn · c8 svart löpare · d8 svart drottning · e8 svart kung · h8 svart torn · a7 svart bonde · b7 svart bonde · c7 svart bonde · d7 svart bonde · f7 svart bonde · g7 svart bonde · h7 svart bonde · f6 svart springare · c5 svart löpare · e5 svart springare · e4 vit bonde · b3 vit löpare · c3 vit bonde · g3 vit drottning · a2 vit bonde · b2 vit bonde · f2 vit bonde · g2 vit bonde · h2 vit bonde · a1 vit torn · b1 vit springare · c1 vit löpare · e1 vit kung · g1 vit springare · h1 vit torn | a8 svart torn · c8 svart löpare · d8 svart drottning · e8 svart kung · h8 svart torn · a7 svart bonde · b7 svart bonde · c7 svart bonde · d7 svart bonde · f7 svart bonde · g7 svart bonde · h7 svart bonde · f6 svart springare · c5 svart löpare · e5 svart springare · e4 vit bonde · b3 vit löpare · c3 vit bonde · g3 vit drottning · a2 vit bonde · b2 vit bonde · f2 vit bonde · g2 vit bonde · h2 vit bonde · a1 vit torn · b1 vit springare · c1 vit löpare · e1 vit kung · g1 vit springare · h1 vit torn | 7 |
| 6 | a8 svart torn · c8 svart löpare · d8 svart drottning · e8 svart kung · h8 svart torn · a7 svart bonde · b7 svart bonde · c7 svart bonde · d7 svart bonde · f7 svart bonde · g7 svart bonde · h7 svart bonde · f6 svart springare · c5 svart löpare · e5 svart springare · e4 vit bonde · b3 vit löpare · c3 vit bonde · g3 vit drottning · a2 vit bonde · b2 vit bonde · f2 vit bonde · g2 vit bonde · h2 vit bonde · a1 vit torn · b1 vit springare · c1 vit löpare · e1 vit kung · g1 vit springare · h1 vit torn | a8 svart torn · c8 svart löpare · d8 svart drottning · e8 svart kung · h8 svart torn · a7 svart bonde · b7 svart bonde · c7 svart bonde · d7 svart bonde · f7 svart bonde · g7 svart bonde · h7 svart bonde · f6 svart springare · c5 svart löpare · e5 svart springare · e4 vit bonde · b3 vit löpare · c3 vit bonde · g3 vit drottning · a2 vit bonde · b2 vit bonde · f2 vit bonde · g2 vit bonde · h2 vit bonde · a1 vit torn · b1 vit springare · c1 vit löpare · e1 vit kung · g1 vit springare · h1 vit torn | a8 svart torn · c8 svart löpare · d8 svart drottning · e8 svart kung · h8 svart torn · a7 svart bonde · b7 svart bonde · c7 svart bonde · d7 svart bonde · f7 svart bonde · g7 svart bonde · h7 svart bonde · f6 svart springare · c5 svart löpare · e5 svart springare · e4 vit bonde · b3 vit löpare · c3 vit bonde · g3 vit drottning · a2 vit bonde · b2 vit bonde · f2 vit bonde · g2 vit bonde · h2 vit bonde · a1 vit torn · b1 vit springare · c1 vit löpare · e1 vit kung · g1 vit springare · h1 vit torn | a8 svart torn · c8 svart löpare · d8 svart drottning · e8 svart kung · h8 svart torn · a7 svart bonde · b7 svart bonde · c7 svart bonde · d7 svart bonde · f7 svart bonde · g7 svart bonde · h7 svart bonde · f6 svart springare · c5 svart löpare · e5 svart springare · e4 vit bonde · b3 vit löpare · c3 vit bonde · g3 vit drottning · a2 vit bonde · b2 vit bonde · f2 vit bonde · g2 vit bonde · h2 vit bonde · a1 vit torn · b1 vit springare · c1 vit löpare · e1 vit kung · g1 vit springare · h1 vit torn | a8 svart torn · c8 svart löpare · d8 svart drottning · e8 svart kung · h8 svart torn · a7 svart bonde · b7 svart bonde · c7 svart bonde · d7 svart bonde · f7 svart bonde · g7 svart bonde · h7 svart bonde · f6 svart springare · c5 svart löpare · e5 svart springare · e4 vit bonde · b3 vit löpare · c3 vit bonde · g3 vit drottning · a2 vit bonde · b2 vit bonde · f2 vit bonde · g2 vit bonde · h2 vit bonde · a1 vit torn · b1 vit springare · c1 vit löpare · e1 vit kung · g1 vit springare · h1 vit torn | a8 svart torn · c8 svart löpare · d8 svart drottning · e8 svart kung · h8 svart torn · a7 svart bonde · b7 svart bonde · c7 svart bonde · d7 svart bonde · f7 svart bonde · g7 svart bonde · h7 svart bonde · f6 svart springare · c5 svart löpare · e5 svart springare · e4 vit bonde · b3 vit löpare · c3 vit bonde · g3 vit drottning · a2 vit bonde · b2 vit bonde · f2 vit bonde · g2 vit bonde · h2 vit bonde · a1 vit torn · b1 vit springare · c1 vit löpare · e1 vit kung · g1 vit springare · h1 vit torn | a8 svart torn · c8 svart löpare · d8 svart drottning · e8 svart kung · h8 svart torn · a7 svart bonde · b7 svart bonde · c7 svart bonde · d7 svart bonde · f7 svart bonde · g7 svart bonde · h7 svart bonde · f6 svart springare · c5 svart löpare · e5 svart springare · e4 vit bonde · b3 vit löpare · c3 vit bonde · g3 vit drottning · a2 vit bonde · b2 vit bonde · f2 vit bonde · g2 vit bonde · h2 vit bonde · a1 vit torn · b1 vit springare · c1 vit löpare · e1 vit kung · g1 vit springare · h1 vit torn | a8 svart torn · c8 svart löpare · d8 svart drottning · e8 svart kung · h8 svart torn · a7 svart bonde · b7 svart bonde · c7 svart bonde · d7 svart bonde · f7 svart bonde · g7 svart bonde · h7 svart bonde · f6 svart springare · c5 svart löpare · e5 svart springare · e4 vit bonde · b3 vit löpare · c3 vit bonde · g3 vit drottning · a2 vit bonde · b2 vit bonde · f2 vit bonde · g2 vit bonde · h2 vit bonde · a1 vit torn · b1 vit springare · c1 vit löpare · e1 vit kung · g1 vit springare · h1 vit torn | 6 |
| 5 | a8 svart torn · c8 svart löpare · d8 svart drottning · e8 svart kung · h8 svart torn · a7 svart bonde · b7 svart bonde · c7 svart bonde · d7 svart bonde · f7 svart bonde · g7 svart bonde · h7 svart bonde · f6 svart springare · c5 svart löpare · e5 svart springare · e4 vit bonde · b3 vit löpare · c3 vit bonde · g3 vit drottning · a2 vit bonde · b2 vit bonde · f2 vit bonde · g2 vit bonde · h2 vit bonde · a1 vit torn · b1 vit springare · c1 vit löpare · e1 vit kung · g1 vit springare · h1 vit torn | a8 svart torn · c8 svart löpare · d8 svart drottning · e8 svart kung · h8 svart torn · a7 svart bonde · b7 svart bonde · c7 svart bonde · d7 svart bonde · f7 svart bonde · g7 svart bonde · h7 svart bonde · f6 svart springare · c5 svart löpare · e5 svart springare · e4 vit bonde · b3 vit löpare · c3 vit bonde · g3 vit drottning · a2 vit bonde · b2 vit bonde · f2 vit bonde · g2 vit bonde · h2 vit bonde · a1 vit torn · b1 vit springare · c1 vit löpare · e1 vit kung · g1 vit springare · h1 vit torn | a8 svart torn · c8 svart löpare · d8 svart drottning · e8 svart kung · h8 svart torn · a7 svart bonde · b7 svart bonde · c7 svart bonde · d7 svart bonde · f7 svart bonde · g7 svart bonde · h7 svart bonde · f6 svart springare · c5 svart löpare · e5 svart springare · e4 vit bonde · b3 vit löpare · c3 vit bonde · g3 vit drottning · a2 vit bonde · b2 vit bonde · f2 vit bonde · g2 vit bonde · h2 vit bonde · a1 vit torn · b1 vit springare · c1 vit löpare · e1 vit kung · g1 vit springare · h1 vit torn | a8 svart torn · c8 svart löpare · d8 svart drottning · e8 svart kung · h8 svart torn · a7 svart bonde · b7 svart bonde · c7 svart bonde · d7 svart bonde · f7 svart bonde · g7 svart bonde · h7 svart bonde · f6 svart springare · c5 svart löpare · e5 svart springare · e4 vit bonde · b3 vit löpare · c3 vit bonde · g3 vit drottning · a2 vit bonde · b2 vit bonde · f2 vit bonde · g2 vit bonde · h2 vit bonde · a1 vit torn · b1 vit springare · c1 vit löpare · e1 vit kung · g1 vit springare · h1 vit torn | a8 svart torn · c8 svart löpare · d8 svart drottning · e8 svart kung · h8 svart torn · a7 svart bonde · b7 svart bonde · c7 svart bonde · d7 svart bonde · f7 svart bonde · g7 svart bonde · h7 svart bonde · f6 svart springare · c5 svart löpare · e5 svart springare · e4 vit bonde · b3 vit löpare · c3 vit bonde · g3 vit drottning · a2 vit bonde · b2 vit bonde · f2 vit bonde · g2 vit bonde · h2 vit bonde · a1 vit torn · b1 vit springare · c1 vit löpare · e1 vit kung · g1 vit springare · h1 vit torn | a8 svart torn · c8 svart löpare · d8 svart drottning · e8 svart kung · h8 svart torn · a7 svart bonde · b7 svart bonde · c7 svart bonde · d7 svart bonde · f7 svart bonde · g7 svart bonde · h7 svart bonde · f6 svart springare · c5 svart löpare · e5 svart springare · e4 vit bonde · b3 vit löpare · c3 vit bonde · g3 vit drottning · a2 vit bonde · b2 vit bonde · f2 vit bonde · g2 vit bonde · h2 vit bonde · a1 vit torn · b1 vit springare · c1 vit löpare · e1 vit kung · g1 vit springare · h1 vit torn | a8 svart torn · c8 svart löpare · d8 svart drottning · e8 svart kung · h8 svart torn · a7 svart bonde · b7 svart bonde · c7 svart bonde · d7 svart bonde · f7 svart bonde · g7 svart bonde · h7 svart bonde · f6 svart springare · c5 svart löpare · e5 svart springare · e4 vit bonde · b3 vit löpare · c3 vit bonde · g3 vit drottning · a2 vit bonde · b2 vit bonde · f2 vit bonde · g2 vit bonde · h2 vit bonde · a1 vit torn · b1 vit springare · c1 vit löpare · e1 vit kung · g1 vit springare · h1 vit torn | a8 svart torn · c8 svart löpare · d8 svart drottning · e8 svart kung · h8 svart torn · a7 svart bonde · b7 svart bonde · c7 svart bonde · d7 svart bonde · f7 svart bonde · g7 svart bonde · h7 svart bonde · f6 svart springare · c5 svart löpare · e5 svart springare · e4 vit bonde · b3 vit löpare · c3 vit bonde · g3 vit drottning · a2 vit bonde · b2 vit bonde · f2 vit bonde · g2 vit bonde · h2 vit bonde · a1 vit torn · b1 vit springare · c1 vit löpare · e1 vit kung · g1 vit springare · h1 vit torn | 5 |
| 4 | a8 svart torn · c8 svart löpare · d8 svart drottning · e8 svart kung · h8 svart torn · a7 svart bonde · b7 svart bonde · c7 svart bonde · d7 svart bonde · f7 svart bonde · g7 svart bonde · h7 svart bonde · f6 svart springare · c5 svart löpare · e5 svart springare · e4 vit bonde · b3 vit löpare · c3 vit bonde · g3 vit drottning · a2 vit bonde · b2 vit bonde · f2 vit bonde · g2 vit bonde · h2 vit bonde · a1 vit torn · b1 vit springare · c1 vit löpare · e1 vit kung · g1 vit springare · h1 vit torn | a8 svart torn · c8 svart löpare · d8 svart drottning · e8 svart kung · h8 svart torn · a7 svart bonde · b7 svart bonde · c7 svart bonde · d7 svart bonde · f7 svart bonde · g7 svart bonde · h7 svart bonde · f6 svart springare · c5 svart löpare · e5 svart springare · e4 vit bonde · b3 vit löpare · c3 vit bonde · g3 vit drottning · a2 vit bonde · b2 vit bonde · f2 vit bonde · g2 vit bonde · h2 vit bonde · a1 vit torn · b1 vit springare · c1 vit löpare · e1 vit kung · g1 vit springare · h1 vit torn | a8 svart torn · c8 svart löpare · d8 svart drottning · e8 svart kung · h8 svart torn · a7 svart bonde · b7 svart bonde · c7 svart bonde · d7 svart bonde · f7 svart bonde · g7 svart bonde · h7 svart bonde · f6 svart springare · c5 svart löpare · e5 svart springare · e4 vit bonde · b3 vit löpare · c3 vit bonde · g3 vit drottning · a2 vit bonde · b2 vit bonde · f2 vit bonde · g2 vit bonde · h2 vit bonde · a1 vit torn · b1 vit springare · c1 vit löpare · e1 vit kung · g1 vit springare · h1 vit torn | a8 svart torn · c8 svart löpare · d8 svart drottning · e8 svart kung · h8 svart torn · a7 svart bonde · b7 svart bonde · c7 svart bonde · d7 svart bonde · f7 svart bonde · g7 svart bonde · h7 svart bonde · f6 svart springare · c5 svart löpare · e5 svart springare · e4 vit bonde · b3 vit löpare · c3 vit bonde · g3 vit drottning · a2 vit bonde · b2 vit bonde · f2 vit bonde · g2 vit bonde · h2 vit bonde · a1 vit torn · b1 vit springare · c1 vit löpare · e1 vit kung · g1 vit springare · h1 vit torn | a8 svart torn · c8 svart löpare · d8 svart drottning · e8 svart kung · h8 svart torn · a7 svart bonde · b7 svart bonde · c7 svart bonde · d7 svart bonde · f7 svart bonde · g7 svart bonde · h7 svart bonde · f6 svart springare · c5 svart löpare · e5 svart springare · e4 vit bonde · b3 vit löpare · c3 vit bonde · g3 vit drottning · a2 vit bonde · b2 vit bonde · f2 vit bonde · g2 vit bonde · h2 vit bonde · a1 vit torn · b1 vit springare · c1 vit löpare · e1 vit kung · g1 vit springare · h1 vit torn | a8 svart torn · c8 svart löpare · d8 svart drottning · e8 svart kung · h8 svart torn · a7 svart bonde · b7 svart bonde · c7 svart bonde · d7 svart bonde · f7 svart bonde · g7 svart bonde · h7 svart bonde · f6 svart springare · c5 svart löpare · e5 svart springare · e4 vit bonde · b3 vit löpare · c3 vit bonde · g3 vit drottning · a2 vit bonde · b2 vit bonde · f2 vit bonde · g2 vit bonde · h2 vit bonde · a1 vit torn · b1 vit springare · c1 vit löpare · e1 vit kung · g1 vit springare · h1 vit torn | a8 svart torn · c8 svart löpare · d8 svart drottning · e8 svart kung · h8 svart torn · a7 svart bonde · b7 svart bonde · c7 svart bonde · d7 svart bonde · f7 svart bonde · g7 svart bonde · h7 svart bonde · f6 svart springare · c5 svart löpare · e5 svart springare · e4 vit bonde · b3 vit löpare · c3 vit bonde · g3 vit drottning · a2 vit bonde · b2 vit bonde · f2 vit bonde · g2 vit bonde · h2 vit bonde · a1 vit torn · b1 vit springare · c1 vit löpare · e1 vit kung · g1 vit springare · h1 vit torn | a8 svart torn · c8 svart löpare · d8 svart drottning · e8 svart kung · h8 svart torn · a7 svart bonde · b7 svart bonde · c7 svart bonde · d7 svart bonde · f7 svart bonde · g7 svart bonde · h7 svart bonde · f6 svart springare · c5 svart löpare · e5 svart springare · e4 vit bonde · b3 vit löpare · c3 vit bonde · g3 vit drottning · a2 vit bonde · b2 vit bonde · f2 vit bonde · g2 vit bonde · h2 vit bonde · a1 vit torn · b1 vit springare · c1 vit löpare · e1 vit kung · g1 vit springare · h1 vit torn | 4 |
| 3 | a8 svart torn · c8 svart löpare · d8 svart drottning · e8 svart kung · h8 svart torn · a7 svart bonde · b7 svart bonde · c7 svart bonde · d7 svart bonde · f7 svart bonde · g7 svart bonde · h7 svart bonde · f6 svart springare · c5 svart löpare · e5 svart springare · e4 vit bonde · b3 vit löpare · c3 vit bonde · g3 vit drottning · a2 vit bonde · b2 vit bonde · f2 vit bonde · g2 vit bonde · h2 vit bonde · a1 vit torn · b1 vit springare · c1 vit löpare · e1 vit kung · g1 vit springare · h1 vit torn | a8 svart torn · c8 svart löpare · d8 svart drottning · e8 svart kung · h8 svart torn · a7 svart bonde · b7 svart bonde · c7 svart bonde · d7 svart bonde · f7 svart bonde · g7 svart bonde · h7 svart bonde · f6 svart springare · c5 svart löpare · e5 svart springare · e4 vit bonde · b3 vit löpare · c3 vit bonde · g3 vit drottning · a2 vit bonde · b2 vit bonde · f2 vit bonde · g2 vit bonde · h2 vit bonde · a1 vit torn · b1 vit springare · c1 vit löpare · e1 vit kung · g1 vit springare · h1 vit torn | a8 svart torn · c8 svart löpare · d8 svart drottning · e8 svart kung · h8 svart torn · a7 svart bonde · b7 svart bonde · c7 svart bonde · d7 svart bonde · f7 svart bonde · g7 svart bonde · h7 svart bonde · f6 svart springare · c5 svart löpare · e5 svart springare · e4 vit bonde · b3 vit löpare · c3 vit bonde · g3 vit drottning · a2 vit bonde · b2 vit bonde · f2 vit bonde · g2 vit bonde · h2 vit bonde · a1 vit torn · b1 vit springare · c1 vit löpare · e1 vit kung · g1 vit springare · h1 vit torn | a8 svart torn · c8 svart löpare · d8 svart drottning · e8 svart kung · h8 svart torn · a7 svart bonde · b7 svart bonde · c7 svart bonde · d7 svart bonde · f7 svart bonde · g7 svart bonde · h7 svart bonde · f6 svart springare · c5 svart löpare · e5 svart springare · e4 vit bonde · b3 vit löpare · c3 vit bonde · g3 vit drottning · a2 vit bonde · b2 vit bonde · f2 vit bonde · g2 vit bonde · h2 vit bonde · a1 vit torn · b1 vit springare · c1 vit löpare · e1 vit kung · g1 vit springare · h1 vit torn | a8 svart torn · c8 svart löpare · d8 svart drottning · e8 svart kung · h8 svart torn · a7 svart bonde · b7 svart bonde · c7 svart bonde · d7 svart bonde · f7 svart bonde · g7 svart bonde · h7 svart bonde · f6 svart springare · c5 svart löpare · e5 svart springare · e4 vit bonde · b3 vit löpare · c3 vit bonde · g3 vit drottning · a2 vit bonde · b2 vit bonde · f2 vit bonde · g2 vit bonde · h2 vit bonde · a1 vit torn · b1 vit springare · c1 vit löpare · e1 vit kung · g1 vit springare · h1 vit torn | a8 svart torn · c8 svart löpare · d8 svart drottning · e8 svart kung · h8 svart torn · a7 svart bonde · b7 svart bonde · c7 svart bonde · d7 svart bonde · f7 svart bonde · g7 svart bonde · h7 svart bonde · f6 svart springare · c5 svart löpare · e5 svart springare · e4 vit bonde · b3 vit löpare · c3 vit bonde · g3 vit drottning · a2 vit bonde · b2 vit bonde · f2 vit bonde · g2 vit bonde · h2 vit bonde · a1 vit torn · b1 vit springare · c1 vit löpare · e1 vit kung · g1 vit springare · h1 vit torn | a8 svart torn · c8 svart löpare · d8 svart drottning · e8 svart kung · h8 svart torn · a7 svart bonde · b7 svart bonde · c7 svart bonde · d7 svart bonde · f7 svart bonde · g7 svart bonde · h7 svart bonde · f6 svart springare · c5 svart löpare · e5 svart springare · e4 vit bonde · b3 vit löpare · c3 vit bonde · g3 vit drottning · a2 vit bonde · b2 vit bonde · f2 vit bonde · g2 vit bonde · h2 vit bonde · a1 vit torn · b1 vit springare · c1 vit löpare · e1 vit kung · g1 vit springare · h1 vit torn | a8 svart torn · c8 svart löpare · d8 svart drottning · e8 svart kung · h8 svart torn · a7 svart bonde · b7 svart bonde · c7 svart bonde · d7 svart bonde · f7 svart bonde · g7 svart bonde · h7 svart bonde · f6 svart springare · c5 svart löpare · e5 svart springare · e4 vit bonde · b3 vit löpare · c3 vit bonde · g3 vit drottning · a2 vit bonde · b2 vit bonde · f2 vit bonde · g2 vit bonde · h2 vit bonde · a1 vit torn · b1 vit springare · c1 vit löpare · e1 vit kung · g1 vit springare · h1 vit torn | 3 |
| 2 | a8 svart torn · c8 svart löpare · d8 svart drottning · e8 svart kung · h8 svart torn · a7 svart bonde · b7 svart bonde · c7 svart bonde · d7 svart bonde · f7 svart bonde · g7 svart bonde · h7 svart bonde · f6 svart springare · c5 svart löpare · e5 svart springare · e4 vit bonde · b3 vit löpare · c3 vit bonde · g3 vit drottning · a2 vit bonde · b2 vit bonde · f2 vit bonde · g2 vit bonde · h2 vit bonde · a1 vit torn · b1 vit springare · c1 vit löpare · e1 vit kung · g1 vit springare · h1 vit torn | a8 svart torn · c8 svart löpare · d8 svart drottning · e8 svart kung · h8 svart torn · a7 svart bonde · b7 svart bonde · c7 svart bonde · d7 svart bonde · f7 svart bonde · g7 svart bonde · h7 svart bonde · f6 svart springare · c5 svart löpare · e5 svart springare · e4 vit bonde · b3 vit löpare · c3 vit bonde · g3 vit drottning · a2 vit bonde · b2 vit bonde · f2 vit bonde · g2 vit bonde · h2 vit bonde · a1 vit torn · b1 vit springare · c1 vit löpare · e1 vit kung · g1 vit springare · h1 vit torn | a8 svart torn · c8 svart löpare · d8 svart drottning · e8 svart kung · h8 svart torn · a7 svart bonde · b7 svart bonde · c7 svart bonde · d7 svart bonde · f7 svart bonde · g7 svart bonde · h7 svart bonde · f6 svart springare · c5 svart löpare · e5 svart springare · e4 vit bonde · b3 vit löpare · c3 vit bonde · g3 vit drottning · a2 vit bonde · b2 vit bonde · f2 vit bonde · g2 vit bonde · h2 vit bonde · a1 vit torn · b1 vit springare · c1 vit löpare · e1 vit kung · g1 vit springare · h1 vit torn | a8 svart torn · c8 svart löpare · d8 svart drottning · e8 svart kung · h8 svart torn · a7 svart bonde · b7 svart bonde · c7 svart bonde · d7 svart bonde · f7 svart bonde · g7 svart bonde · h7 svart bonde · f6 svart springare · c5 svart löpare · e5 svart springare · e4 vit bonde · b3 vit löpare · c3 vit bonde · g3 vit drottning · a2 vit bonde · b2 vit bonde · f2 vit bonde · g2 vit bonde · h2 vit bonde · a1 vit torn · b1 vit springare · c1 vit löpare · e1 vit kung · g1 vit springare · h1 vit torn | a8 svart torn · c8 svart löpare · d8 svart drottning · e8 svart kung · h8 svart torn · a7 svart bonde · b7 svart bonde · c7 svart bonde · d7 svart bonde · f7 svart bonde · g7 svart bonde · h7 svart bonde · f6 svart springare · c5 svart löpare · e5 svart springare · e4 vit bonde · b3 vit löpare · c3 vit bonde · g3 vit drottning · a2 vit bonde · b2 vit bonde · f2 vit bonde · g2 vit bonde · h2 vit bonde · a1 vit torn · b1 vit springare · c1 vit löpare · e1 vit kung · g1 vit springare · h1 vit torn | a8 svart torn · c8 svart löpare · d8 svart drottning · e8 svart kung · h8 svart torn · a7 svart bonde · b7 svart bonde · c7 svart bonde · d7 svart bonde · f7 svart bonde · g7 svart bonde · h7 svart bonde · f6 svart springare · c5 svart löpare · e5 svart springare · e4 vit bonde · b3 vit löpare · c3 vit bonde · g3 vit drottning · a2 vit bonde · b2 vit bonde · f2 vit bonde · g2 vit bonde · h2 vit bonde · a1 vit torn · b1 vit springare · c1 vit löpare · e1 vit kung · g1 vit springare · h1 vit torn | a8 svart torn · c8 svart löpare · d8 svart drottning · e8 svart kung · h8 svart torn · a7 svart bonde · b7 svart bonde · c7 svart bonde · d7 svart bonde · f7 svart bonde · g7 svart bonde · h7 svart bonde · f6 svart springare · c5 svart löpare · e5 svart springare · e4 vit bonde · b3 vit löpare · c3 vit bonde · g3 vit drottning · a2 vit bonde · b2 vit bonde · f2 vit bonde · g2 vit bonde · h2 vit bonde · a1 vit torn · b1 vit springare · c1 vit löpare · e1 vit kung · g1 vit springare · h1 vit torn | a8 svart torn · c8 svart löpare · d8 svart drottning · e8 svart kung · h8 svart torn · a7 svart bonde · b7 svart bonde · c7 svart bonde · d7 svart bonde · f7 svart bonde · g7 svart bonde · h7 svart bonde · f6 svart springare · c5 svart löpare · e5 svart springare · e4 vit bonde · b3 vit löpare · c3 vit bonde · g3 vit drottning · a2 vit bonde · b2 vit bonde · f2 vit bonde · g2 vit bonde · h2 vit bonde · a1 vit torn · b1 vit springare · c1 vit löpare · e1 vit kung · g1 vit springare · h1 vit torn | 2 |
| 1 | a8 svart torn · c8 svart löpare · d8 svart drottning · e8 svart kung · h8 svart torn · a7 svart bonde · b7 svart bonde · c7 svart bonde · d7 svart bonde · f7 svart bonde · g7 svart bonde · h7 svart bonde · f6 svart springare · c5 svart löpare · e5 svart springare · e4 vit bonde · b3 vit löpare · c3 vit bonde · g3 vit drottning · a2 vit bonde · b2 vit bonde · f2 vit bonde · g2 vit bonde · h2 vit bonde · a1 vit torn · b1 vit springare · c1 vit löpare · e1 vit kung · g1 vit springare · h1 vit torn | a8 svart torn · c8 svart löpare · d8 svart drottning · e8 svart kung · h8 svart torn · a7 svart bonde · b7 svart bonde · c7 svart bonde · d7 svart bonde · f7 svart bonde · g7 svart bonde · h7 svart bonde · f6 svart springare · c5 svart löpare · e5 svart springare · e4 vit bonde · b3 vit löpare · c3 vit bonde · g3 vit drottning · a2 vit bonde · b2 vit bonde · f2 vit bonde · g2 vit bonde · h2 vit bonde · a1 vit torn · b1 vit springare · c1 vit löpare · e1 vit kung · g1 vit springare · h1 vit torn | a8 svart torn · c8 svart löpare · d8 svart drottning · e8 svart kung · h8 svart torn · a7 svart bonde · b7 svart bonde · c7 svart bonde · d7 svart bonde · f7 svart bonde · g7 svart bonde · h7 svart bonde · f6 svart springare · c5 svart löpare · e5 svart springare · e4 vit bonde · b3 vit löpare · c3 vit bonde · g3 vit drottning · a2 vit bonde · b2 vit bonde · f2 vit bonde · g2 vit bonde · h2 vit bonde · a1 vit torn · b1 vit springare · c1 vit löpare · e1 vit kung · g1 vit springare · h1 vit torn | a8 svart torn · c8 svart löpare · d8 svart drottning · e8 svart kung · h8 svart torn · a7 svart bonde · b7 svart bonde · c7 svart bonde · d7 svart bonde · f7 svart bonde · g7 svart bonde · h7 svart bonde · f6 svart springare · c5 svart löpare · e5 svart springare · e4 vit bonde · b3 vit löpare · c3 vit bonde · g3 vit drottning · a2 vit bonde · b2 vit bonde · f2 vit bonde · g2 vit bonde · h2 vit bonde · a1 vit torn · b1 vit springare · c1 vit löpare · e1 vit kung · g1 vit springare · h1 vit torn | a8 svart torn · c8 svart löpare · d8 svart drottning · e8 svart kung · h8 svart torn · a7 svart bonde · b7 svart bonde · c7 svart bonde · d7 svart bonde · f7 svart bonde · g7 svart bonde · h7 svart bonde · f6 svart springare · c5 svart löpare · e5 svart springare · e4 vit bonde · b3 vit löpare · c3 vit bonde · g3 vit drottning · a2 vit bonde · b2 vit bonde · f2 vit bonde · g2 vit bonde · h2 vit bonde · a1 vit torn · b1 vit springare · c1 vit löpare · e1 vit kung · g1 vit springare · h1 vit torn | a8 svart torn · c8 svart löpare · d8 svart drottning · e8 svart kung · h8 svart torn · a7 svart bonde · b7 svart bonde · c7 svart bonde · d7 svart bonde · f7 svart bonde · g7 svart bonde · h7 svart bonde · f6 svart springare · c5 svart löpare · e5 svart springare · e4 vit bonde · b3 vit löpare · c3 vit bonde · g3 vit drottning · a2 vit bonde · b2 vit bonde · f2 vit bonde · g2 vit bonde · h2 vit bonde · a1 vit torn · b1 vit springare · c1 vit löpare · e1 vit kung · g1 vit springare · h1 vit torn | a8 svart torn · c8 svart löpare · d8 svart drottning · e8 svart kung · h8 svart torn · a7 svart bonde · b7 svart bonde · c7 svart bonde · d7 svart bonde · f7 svart bonde · g7 svart bonde · h7 svart bonde · f6 svart springare · c5 svart löpare · e5 svart springare · e4 vit bonde · b3 vit löpare · c3 vit bonde · g3 vit drottning · a2 vit bonde · b2 vit bonde · f2 vit bonde · g2 vit bonde · h2 vit bonde · a1 vit torn · b1 vit springare · c1 vit löpare · e1 vit kung · g1 vit springare · h1 vit torn | a8 svart torn · c8 svart löpare · d8 svart drottning · e8 svart kung · h8 svart torn · a7 svart bonde · b7 svart bonde · c7 svart bonde · d7 svart bonde · f7 svart bonde · g7 svart bonde · h7 svart bonde · f6 svart springare · c5 svart löpare · e5 svart springare · e4 vit bonde · b3 vit löpare · c3 vit bonde · g3 vit drottning · a2 vit bonde · b2 vit bonde · f2 vit bonde · g2 vit bonde · h2 vit bonde · a1 vit torn · b1 vit springare · c1 vit löpare · e1 vit kung · g1 vit springare · h1 vit torn | 1 |
|   | a | b | c | d | e | f | g | h |   |

En gaffel är när en schackpjäs lyckas hota två (eller flera) av motståndarens pjäser samtidigt. Den här typen av dubbelhot är vanliga och leder till materialvinst om inte båda hoten kan bemötas. Detta kan ske genom att båda pjäserna garderas, genom ett mothot, eller genom ett mellandrag. Om den ena hotade pjäsen är kungen, är valmöjligheterna begränsade.
Alla typer av pjäser kan utföra dubbelhot men termen gaffel används framför allt om springargafflar. Dessa är vanliga och springarens speciella rörelsemönster gör det svårt att förutse dem. En springargaffel som hotar både kung och dam kallas ibland för en ”familjeschack.”
I diagrammet kan svart spela 1…Lxf2+ med hot mot kung och dam. Om inte löparen slås går damen förlorad. På 2.Dxf2 följer springargaffeln 2…Sd3+ och på 2.Kxf2 kommer springargaffeln 2…Sxe4+.

### Avdragare
|   | a | b | c | d | e | f | g | h |   |
| 8 | f8 svart torn · g8 svart kung · a7 svart bonde · b7 svart bonde · e7 svart drottning · f7 svart bonde · g7 svart bonde · h7 svart bonde · c6 svart bonde · f6 svart springare · d5 svart bonde · e5 vit springare · c4 vit bonde · d4 vit bonde · b3 vit bonde · h3 vit bonde · a2 vit bonde · f2 vit bonde · g2 vit bonde · d1 vit drottning · e1 vit torn · g1 vit kung | f8 svart torn · g8 svart kung · a7 svart bonde · b7 svart bonde · e7 svart drottning · f7 svart bonde · g7 svart bonde · h7 svart bonde · c6 svart bonde · f6 svart springare · d5 svart bonde · e5 vit springare · c4 vit bonde · d4 vit bonde · b3 vit bonde · h3 vit bonde · a2 vit bonde · f2 vit bonde · g2 vit bonde · d1 vit drottning · e1 vit torn · g1 vit kung | f8 svart torn · g8 svart kung · a7 svart bonde · b7 svart bonde · e7 svart drottning · f7 svart bonde · g7 svart bonde · h7 svart bonde · c6 svart bonde · f6 svart springare · d5 svart bonde · e5 vit springare · c4 vit bonde · d4 vit bonde · b3 vit bonde · h3 vit bonde · a2 vit bonde · f2 vit bonde · g2 vit bonde · d1 vit drottning · e1 vit torn · g1 vit kung | f8 svart torn · g8 svart kung · a7 svart bonde · b7 svart bonde · e7 svart drottning · f7 svart bonde · g7 svart bonde · h7 svart bonde · c6 svart bonde · f6 svart springare · d5 svart bonde · e5 vit springare · c4 vit bonde · d4 vit bonde · b3 vit bonde · h3 vit bonde · a2 vit bonde · f2 vit bonde · g2 vit bonde · d1 vit drottning · e1 vit torn · g1 vit kung | f8 svart torn · g8 svart kung · a7 svart bonde · b7 svart bonde · e7 svart drottning · f7 svart bonde · g7 svart bonde · h7 svart bonde · c6 svart bonde · f6 svart springare · d5 svart bonde · e5 vit springare · c4 vit bonde · d4 vit bonde · b3 vit bonde · h3 vit bonde · a2 vit bonde · f2 vit bonde · g2 vit bonde · d1 vit drottning · e1 vit torn · g1 vit kung | f8 svart torn · g8 svart kung · a7 svart bonde · b7 svart bonde · e7 svart drottning · f7 svart bonde · g7 svart bonde · h7 svart bonde · c6 svart bonde · f6 svart springare · d5 svart bonde · e5 vit springare · c4 vit bonde · d4 vit bonde · b3 vit bonde · h3 vit bonde · a2 vit bonde · f2 vit bonde · g2 vit bonde · d1 vit drottning · e1 vit torn · g1 vit kung | f8 svart torn · g8 svart kung · a7 svart bonde · b7 svart bonde · e7 svart drottning · f7 svart bonde · g7 svart bonde · h7 svart bonde · c6 svart bonde · f6 svart springare · d5 svart bonde · e5 vit springare · c4 vit bonde · d4 vit bonde · b3 vit bonde · h3 vit bonde · a2 vit bonde · f2 vit bonde · g2 vit bonde · d1 vit drottning · e1 vit torn · g1 vit kung | f8 svart torn · g8 svart kung · a7 svart bonde · b7 svart bonde · e7 svart drottning · f7 svart bonde · g7 svart bonde · h7 svart bonde · c6 svart bonde · f6 svart springare · d5 svart bonde · e5 vit springare · c4 vit bonde · d4 vit bonde · b3 vit bonde · h3 vit bonde · a2 vit bonde · f2 vit bonde · g2 vit bonde · d1 vit drottning · e1 vit torn · g1 vit kung | 8 |
| 7 | f8 svart torn · g8 svart kung · a7 svart bonde · b7 svart bonde · e7 svart drottning · f7 svart bonde · g7 svart bonde · h7 svart bonde · c6 svart bonde · f6 svart springare · d5 svart bonde · e5 vit springare · c4 vit bonde · d4 vit bonde · b3 vit bonde · h3 vit bonde · a2 vit bonde · f2 vit bonde · g2 vit bonde · d1 vit drottning · e1 vit torn · g1 vit kung | f8 svart torn · g8 svart kung · a7 svart bonde · b7 svart bonde · e7 svart drottning · f7 svart bonde · g7 svart bonde · h7 svart bonde · c6 svart bonde · f6 svart springare · d5 svart bonde · e5 vit springare · c4 vit bonde · d4 vit bonde · b3 vit bonde · h3 vit bonde · a2 vit bonde · f2 vit bonde · g2 vit bonde · d1 vit drottning · e1 vit torn · g1 vit kung | f8 svart torn · g8 svart kung · a7 svart bonde · b7 svart bonde · e7 svart drottning · f7 svart bonde · g7 svart bonde · h7 svart bonde · c6 svart bonde · f6 svart springare · d5 svart bonde · e5 vit springare · c4 vit bonde · d4 vit bonde · b3 vit bonde · h3 vit bonde · a2 vit bonde · f2 vit bonde · g2 vit bonde · d1 vit drottning · e1 vit torn · g1 vit kung | f8 svart torn · g8 svart kung · a7 svart bonde · b7 svart bonde · e7 svart drottning · f7 svart bonde · g7 svart bonde · h7 svart bonde · c6 svart bonde · f6 svart springare · d5 svart bonde · e5 vit springare · c4 vit bonde · d4 vit bonde · b3 vit bonde · h3 vit bonde · a2 vit bonde · f2 vit bonde · g2 vit bonde · d1 vit drottning · e1 vit torn · g1 vit kung | f8 svart torn · g8 svart kung · a7 svart bonde · b7 svart bonde · e7 svart drottning · f7 svart bonde · g7 svart bonde · h7 svart bonde · c6 svart bonde · f6 svart springare · d5 svart bonde · e5 vit springare · c4 vit bonde · d4 vit bonde · b3 vit bonde · h3 vit bonde · a2 vit bonde · f2 vit bonde · g2 vit bonde · d1 vit drottning · e1 vit torn · g1 vit kung | f8 svart torn · g8 svart kung · a7 svart bonde · b7 svart bonde · e7 svart drottning · f7 svart bonde · g7 svart bonde · h7 svart bonde · c6 svart bonde · f6 svart springare · d5 svart bonde · e5 vit springare · c4 vit bonde · d4 vit bonde · b3 vit bonde · h3 vit bonde · a2 vit bonde · f2 vit bonde · g2 vit bonde · d1 vit drottning · e1 vit torn · g1 vit kung | f8 svart torn · g8 svart kung · a7 svart bonde · b7 svart bonde · e7 svart drottning · f7 svart bonde · g7 svart bonde · h7 svart bonde · c6 svart bonde · f6 svart springare · d5 svart bonde · e5 vit springare · c4 vit bonde · d4 vit bonde · b3 vit bonde · h3 vit bonde · a2 vit bonde · f2 vit bonde · g2 vit bonde · d1 vit drottning · e1 vit torn · g1 vit kung | f8 svart torn · g8 svart kung · a7 svart bonde · b7 svart bonde · e7 svart drottning · f7 svart bonde · g7 svart bonde · h7 svart bonde · c6 svart bonde · f6 svart springare · d5 svart bonde · e5 vit springare · c4 vit bonde · d4 vit bonde · b3 vit bonde · h3 vit bonde · a2 vit bonde · f2 vit bonde · g2 vit bonde · d1 vit drottning · e1 vit torn · g1 vit kung | 7 |
| 6 | f8 svart torn · g8 svart kung · a7 svart bonde · b7 svart bonde · e7 svart drottning · f7 svart bonde · g7 svart bonde · h7 svart bonde · c6 svart bonde · f6 svart springare · d5 svart bonde · e5 vit springare · c4 vit bonde · d4 vit bonde · b3 vit bonde · h3 vit bonde · a2 vit bonde · f2 vit bonde · g2 vit bonde · d1 vit drottning · e1 vit torn · g1 vit kung | f8 svart torn · g8 svart kung · a7 svart bonde · b7 svart bonde · e7 svart drottning · f7 svart bonde · g7 svart bonde · h7 svart bonde · c6 svart bonde · f6 svart springare · d5 svart bonde · e5 vit springare · c4 vit bonde · d4 vit bonde · b3 vit bonde · h3 vit bonde · a2 vit bonde · f2 vit bonde · g2 vit bonde · d1 vit drottning · e1 vit torn · g1 vit kung | f8 svart torn · g8 svart kung · a7 svart bonde · b7 svart bonde · e7 svart drottning · f7 svart bonde · g7 svart bonde · h7 svart bonde · c6 svart bonde · f6 svart springare · d5 svart bonde · e5 vit springare · c4 vit bonde · d4 vit bonde · b3 vit bonde · h3 vit bonde · a2 vit bonde · f2 vit bonde · g2 vit bonde · d1 vit drottning · e1 vit torn · g1 vit kung | f8 svart torn · g8 svart kung · a7 svart bonde · b7 svart bonde · e7 svart drottning · f7 svart bonde · g7 svart bonde · h7 svart bonde · c6 svart bonde · f6 svart springare · d5 svart bonde · e5 vit springare · c4 vit bonde · d4 vit bonde · b3 vit bonde · h3 vit bonde · a2 vit bonde · f2 vit bonde · g2 vit bonde · d1 vit drottning · e1 vit torn · g1 vit kung | f8 svart torn · g8 svart kung · a7 svart bonde · b7 svart bonde · e7 svart drottning · f7 svart bonde · g7 svart bonde · h7 svart bonde · c6 svart bonde · f6 svart springare · d5 svart bonde · e5 vit springare · c4 vit bonde · d4 vit bonde · b3 vit bonde · h3 vit bonde · a2 vit bonde · f2 vit bonde · g2 vit bonde · d1 vit drottning · e1 vit torn · g1 vit kung | f8 svart torn · g8 svart kung · a7 svart bonde · b7 svart bonde · e7 svart drottning · f7 svart bonde · g7 svart bonde · h7 svart bonde · c6 svart bonde · f6 svart springare · d5 svart bonde · e5 vit springare · c4 vit bonde · d4 vit bonde · b3 vit bonde · h3 vit bonde · a2 vit bonde · f2 vit bonde · g2 vit bonde · d1 vit drottning · e1 vit torn · g1 vit kung | f8 svart torn · g8 svart kung · a7 svart bonde · b7 svart bonde · e7 svart drottning · f7 svart bonde · g7 svart bonde · h7 svart bonde · c6 svart bonde · f6 svart springare · d5 svart bonde · e5 vit springare · c4 vit bonde · d4 vit bonde · b3 vit bonde · h3 vit bonde · a2 vit bonde · f2 vit bonde · g2 vit bonde · d1 vit drottning · e1 vit torn · g1 vit kung | f8 svart torn · g8 svart kung · a7 svart bonde · b7 svart bonde · e7 svart drottning · f7 svart bonde · g7 svart bonde · h7 svart bonde · c6 svart bonde · f6 svart springare · d5 svart bonde · e5 vit springare · c4 vit bonde · d4 vit bonde · b3 vit bonde · h3 vit bonde · a2 vit bonde · f2 vit bonde · g2 vit bonde · d1 vit drottning · e1 vit torn · g1 vit kung | 6 |
| 5 | f8 svart torn · g8 svart kung · a7 svart bonde · b7 svart bonde · e7 svart drottning · f7 svart bonde · g7 svart bonde · h7 svart bonde · c6 svart bonde · f6 svart springare · d5 svart bonde · e5 vit springare · c4 vit bonde · d4 vit bonde · b3 vit bonde · h3 vit bonde · a2 vit bonde · f2 vit bonde · g2 vit bonde · d1 vit drottning · e1 vit torn · g1 vit kung | f8 svart torn · g8 svart kung · a7 svart bonde · b7 svart bonde · e7 svart drottning · f7 svart bonde · g7 svart bonde · h7 svart bonde · c6 svart bonde · f6 svart springare · d5 svart bonde · e5 vit springare · c4 vit bonde · d4 vit bonde · b3 vit bonde · h3 vit bonde · a2 vit bonde · f2 vit bonde · g2 vit bonde · d1 vit drottning · e1 vit torn · g1 vit kung | f8 svart torn · g8 svart kung · a7 svart bonde · b7 svart bonde · e7 svart drottning · f7 svart bonde · g7 svart bonde · h7 svart bonde · c6 svart bonde · f6 svart springare · d5 svart bonde · e5 vit springare · c4 vit bonde · d4 vit bonde · b3 vit bonde · h3 vit bonde · a2 vit bonde · f2 vit bonde · g2 vit bonde · d1 vit drottning · e1 vit torn · g1 vit kung | f8 svart torn · g8 svart kung · a7 svart bonde · b7 svart bonde · e7 svart drottning · f7 svart bonde · g7 svart bonde · h7 svart bonde · c6 svart bonde · f6 svart springare · d5 svart bonde · e5 vit springare · c4 vit bonde · d4 vit bonde · b3 vit bonde · h3 vit bonde · a2 vit bonde · f2 vit bonde · g2 vit bonde · d1 vit drottning · e1 vit torn · g1 vit kung | f8 svart torn · g8 svart kung · a7 svart bonde · b7 svart bonde · e7 svart drottning · f7 svart bonde · g7 svart bonde · h7 svart bonde · c6 svart bonde · f6 svart springare · d5 svart bonde · e5 vit springare · c4 vit bonde · d4 vit bonde · b3 vit bonde · h3 vit bonde · a2 vit bonde · f2 vit bonde · g2 vit bonde · d1 vit drottning · e1 vit torn · g1 vit kung | f8 svart torn · g8 svart kung · a7 svart bonde · b7 svart bonde · e7 svart drottning · f7 svart bonde · g7 svart bonde · h7 svart bonde · c6 svart bonde · f6 svart springare · d5 svart bonde · e5 vit springare · c4 vit bonde · d4 vit bonde · b3 vit bonde · h3 vit bonde · a2 vit bonde · f2 vit bonde · g2 vit bonde · d1 vit drottning · e1 vit torn · g1 vit kung | f8 svart torn · g8 svart kung · a7 svart bonde · b7 svart bonde · e7 svart drottning · f7 svart bonde · g7 svart bonde · h7 svart bonde · c6 svart bonde · f6 svart springare · d5 svart bonde · e5 vit springare · c4 vit bonde · d4 vit bonde · b3 vit bonde · h3 vit bonde · a2 vit bonde · f2 vit bonde · g2 vit bonde · d1 vit drottning · e1 vit torn · g1 vit kung | f8 svart torn · g8 svart kung · a7 svart bonde · b7 svart bonde · e7 svart drottning · f7 svart bonde · g7 svart bonde · h7 svart bonde · c6 svart bonde · f6 svart springare · d5 svart bonde · e5 vit springare · c4 vit bonde · d4 vit bonde · b3 vit bonde · h3 vit bonde · a2 vit bonde · f2 vit bonde · g2 vit bonde · d1 vit drottning · e1 vit torn · g1 vit kung | 5 |
| 4 | f8 svart torn · g8 svart kung · a7 svart bonde · b7 svart bonde · e7 svart drottning · f7 svart bonde · g7 svart bonde · h7 svart bonde · c6 svart bonde · f6 svart springare · d5 svart bonde · e5 vit springare · c4 vit bonde · d4 vit bonde · b3 vit bonde · h3 vit bonde · a2 vit bonde · f2 vit bonde · g2 vit bonde · d1 vit drottning · e1 vit torn · g1 vit kung | f8 svart torn · g8 svart kung · a7 svart bonde · b7 svart bonde · e7 svart drottning · f7 svart bonde · g7 svart bonde · h7 svart bonde · c6 svart bonde · f6 svart springare · d5 svart bonde · e5 vit springare · c4 vit bonde · d4 vit bonde · b3 vit bonde · h3 vit bonde · a2 vit bonde · f2 vit bonde · g2 vit bonde · d1 vit drottning · e1 vit torn · g1 vit kung | f8 svart torn · g8 svart kung · a7 svart bonde · b7 svart bonde · e7 svart drottning · f7 svart bonde · g7 svart bonde · h7 svart bonde · c6 svart bonde · f6 svart springare · d5 svart bonde · e5 vit springare · c4 vit bonde · d4 vit bonde · b3 vit bonde · h3 vit bonde · a2 vit bonde · f2 vit bonde · g2 vit bonde · d1 vit drottning · e1 vit torn · g1 vit kung | f8 svart torn · g8 svart kung · a7 svart bonde · b7 svart bonde · e7 svart drottning · f7 svart bonde · g7 svart bonde · h7 svart bonde · c6 svart bonde · f6 svart springare · d5 svart bonde · e5 vit springare · c4 vit bonde · d4 vit bonde · b3 vit bonde · h3 vit bonde · a2 vit bonde · f2 vit bonde · g2 vit bonde · d1 vit drottning · e1 vit torn · g1 vit kung | f8 svart torn · g8 svart kung · a7 svart bonde · b7 svart bonde · e7 svart drottning · f7 svart bonde · g7 svart bonde · h7 svart bonde · c6 svart bonde · f6 svart springare · d5 svart bonde · e5 vit springare · c4 vit bonde · d4 vit bonde · b3 vit bonde · h3 vit bonde · a2 vit bonde · f2 vit bonde · g2 vit bonde · d1 vit drottning · e1 vit torn · g1 vit kung | f8 svart torn · g8 svart kung · a7 svart bonde · b7 svart bonde · e7 svart drottning · f7 svart bonde · g7 svart bonde · h7 svart bonde · c6 svart bonde · f6 svart springare · d5 svart bonde · e5 vit springare · c4 vit bonde · d4 vit bonde · b3 vit bonde · h3 vit bonde · a2 vit bonde · f2 vit bonde · g2 vit bonde · d1 vit drottning · e1 vit torn · g1 vit kung | f8 svart torn · g8 svart kung · a7 svart bonde · b7 svart bonde · e7 svart drottning · f7 svart bonde · g7 svart bonde · h7 svart bonde · c6 svart bonde · f6 svart springare · d5 svart bonde · e5 vit springare · c4 vit bonde · d4 vit bonde · b3 vit bonde · h3 vit bonde · a2 vit bonde · f2 vit bonde · g2 vit bonde · d1 vit drottning · e1 vit torn · g1 vit kung | f8 svart torn · g8 svart kung · a7 svart bonde · b7 svart bonde · e7 svart drottning · f7 svart bonde · g7 svart bonde · h7 svart bonde · c6 svart bonde · f6 svart springare · d5 svart bonde · e5 vit springare · c4 vit bonde · d4 vit bonde · b3 vit bonde · h3 vit bonde · a2 vit bonde · f2 vit bonde · g2 vit bonde · d1 vit drottning · e1 vit torn · g1 vit kung | 4 |
| 3 | f8 svart torn · g8 svart kung · a7 svart bonde · b7 svart bonde · e7 svart drottning · f7 svart bonde · g7 svart bonde · h7 svart bonde · c6 svart bonde · f6 svart springare · d5 svart bonde · e5 vit springare · c4 vit bonde · d4 vit bonde · b3 vit bonde · h3 vit bonde · a2 vit bonde · f2 vit bonde · g2 vit bonde · d1 vit drottning · e1 vit torn · g1 vit kung | f8 svart torn · g8 svart kung · a7 svart bonde · b7 svart bonde · e7 svart drottning · f7 svart bonde · g7 svart bonde · h7 svart bonde · c6 svart bonde · f6 svart springare · d5 svart bonde · e5 vit springare · c4 vit bonde · d4 vit bonde · b3 vit bonde · h3 vit bonde · a2 vit bonde · f2 vit bonde · g2 vit bonde · d1 vit drottning · e1 vit torn · g1 vit kung | f8 svart torn · g8 svart kung · a7 svart bonde · b7 svart bonde · e7 svart drottning · f7 svart bonde · g7 svart bonde · h7 svart bonde · c6 svart bonde · f6 svart springare · d5 svart bonde · e5 vit springare · c4 vit bonde · d4 vit bonde · b3 vit bonde · h3 vit bonde · a2 vit bonde · f2 vit bonde · g2 vit bonde · d1 vit drottning · e1 vit torn · g1 vit kung | f8 svart torn · g8 svart kung · a7 svart bonde · b7 svart bonde · e7 svart drottning · f7 svart bonde · g7 svart bonde · h7 svart bonde · c6 svart bonde · f6 svart springare · d5 svart bonde · e5 vit springare · c4 vit bonde · d4 vit bonde · b3 vit bonde · h3 vit bonde · a2 vit bonde · f2 vit bonde · g2 vit bonde · d1 vit drottning · e1 vit torn · g1 vit kung | f8 svart torn · g8 svart kung · a7 svart bonde · b7 svart bonde · e7 svart drottning · f7 svart bonde · g7 svart bonde · h7 svart bonde · c6 svart bonde · f6 svart springare · d5 svart bonde · e5 vit springare · c4 vit bonde · d4 vit bonde · b3 vit bonde · h3 vit bonde · a2 vit bonde · f2 vit bonde · g2 vit bonde · d1 vit drottning · e1 vit torn · g1 vit kung | f8 svart torn · g8 svart kung · a7 svart bonde · b7 svart bonde · e7 svart drottning · f7 svart bonde · g7 svart bonde · h7 svart bonde · c6 svart bonde · f6 svart springare · d5 svart bonde · e5 vit springare · c4 vit bonde · d4 vit bonde · b3 vit bonde · h3 vit bonde · a2 vit bonde · f2 vit bonde · g2 vit bonde · d1 vit drottning · e1 vit torn · g1 vit kung | f8 svart torn · g8 svart kung · a7 svart bonde · b7 svart bonde · e7 svart drottning · f7 svart bonde · g7 svart bonde · h7 svart bonde · c6 svart bonde · f6 svart springare · d5 svart bonde · e5 vit springare · c4 vit bonde · d4 vit bonde · b3 vit bonde · h3 vit bonde · a2 vit bonde · f2 vit bonde · g2 vit bonde · d1 vit drottning · e1 vit torn · g1 vit kung | f8 svart torn · g8 svart kung · a7 svart bonde · b7 svart bonde · e7 svart drottning · f7 svart bonde · g7 svart bonde · h7 svart bonde · c6 svart bonde · f6 svart springare · d5 svart bonde · e5 vit springare · c4 vit bonde · d4 vit bonde · b3 vit bonde · h3 vit bonde · a2 vit bonde · f2 vit bonde · g2 vit bonde · d1 vit drottning · e1 vit torn · g1 vit kung | 3 |
| 2 | f8 svart torn · g8 svart kung · a7 svart bonde · b7 svart bonde · e7 svart drottning · f7 svart bonde · g7 svart bonde · h7 svart bonde · c6 svart bonde · f6 svart springare · d5 svart bonde · e5 vit springare · c4 vit bonde · d4 vit bonde · b3 vit bonde · h3 vit bonde · a2 vit bonde · f2 vit bonde · g2 vit bonde · d1 vit drottning · e1 vit torn · g1 vit kung | f8 svart torn · g8 svart kung · a7 svart bonde · b7 svart bonde · e7 svart drottning · f7 svart bonde · g7 svart bonde · h7 svart bonde · c6 svart bonde · f6 svart springare · d5 svart bonde · e5 vit springare · c4 vit bonde · d4 vit bonde · b3 vit bonde · h3 vit bonde · a2 vit bonde · f2 vit bonde · g2 vit bonde · d1 vit drottning · e1 vit torn · g1 vit kung | f8 svart torn · g8 svart kung · a7 svart bonde · b7 svart bonde · e7 svart drottning · f7 svart bonde · g7 svart bonde · h7 svart bonde · c6 svart bonde · f6 svart springare · d5 svart bonde · e5 vit springare · c4 vit bonde · d4 vit bonde · b3 vit bonde · h3 vit bonde · a2 vit bonde · f2 vit bonde · g2 vit bonde · d1 vit drottning · e1 vit torn · g1 vit kung | f8 svart torn · g8 svart kung · a7 svart bonde · b7 svart bonde · e7 svart drottning · f7 svart bonde · g7 svart bonde · h7 svart bonde · c6 svart bonde · f6 svart springare · d5 svart bonde · e5 vit springare · c4 vit bonde · d4 vit bonde · b3 vit bonde · h3 vit bonde · a2 vit bonde · f2 vit bonde · g2 vit bonde · d1 vit drottning · e1 vit torn · g1 vit kung | f8 svart torn · g8 svart kung · a7 svart bonde · b7 svart bonde · e7 svart drottning · f7 svart bonde · g7 svart bonde · h7 svart bonde · c6 svart bonde · f6 svart springare · d5 svart bonde · e5 vit springare · c4 vit bonde · d4 vit bonde · b3 vit bonde · h3 vit bonde · a2 vit bonde · f2 vit bonde · g2 vit bonde · d1 vit drottning · e1 vit torn · g1 vit kung | f8 svart torn · g8 svart kung · a7 svart bonde · b7 svart bonde · e7 svart drottning · f7 svart bonde · g7 svart bonde · h7 svart bonde · c6 svart bonde · f6 svart springare · d5 svart bonde · e5 vit springare · c4 vit bonde · d4 vit bonde · b3 vit bonde · h3 vit bonde · a2 vit bonde · f2 vit bonde · g2 vit bonde · d1 vit drottning · e1 vit torn · g1 vit kung | f8 svart torn · g8 svart kung · a7 svart bonde · b7 svart bonde · e7 svart drottning · f7 svart bonde · g7 svart bonde · h7 svart bonde · c6 svart bonde · f6 svart springare · d5 svart bonde · e5 vit springare · c4 vit bonde · d4 vit bonde · b3 vit bonde · h3 vit bonde · a2 vit bonde · f2 vit bonde · g2 vit bonde · d1 vit drottning · e1 vit torn · g1 vit kung | f8 svart torn · g8 svart kung · a7 svart bonde · b7 svart bonde · e7 svart drottning · f7 svart bonde · g7 svart bonde · h7 svart bonde · c6 svart bonde · f6 svart springare · d5 svart bonde · e5 vit springare · c4 vit bonde · d4 vit bonde · b3 vit bonde · h3 vit bonde · a2 vit bonde · f2 vit bonde · g2 vit bonde · d1 vit drottning · e1 vit torn · g1 vit kung | 2 |
| 1 | f8 svart torn · g8 svart kung · a7 svart bonde · b7 svart bonde · e7 svart drottning · f7 svart bonde · g7 svart bonde · h7 svart bonde · c6 svart bonde · f6 svart springare · d5 svart bonde · e5 vit springare · c4 vit bonde · d4 vit bonde · b3 vit bonde · h3 vit bonde · a2 vit bonde · f2 vit bonde · g2 vit bonde · d1 vit drottning · e1 vit torn · g1 vit kung | f8 svart torn · g8 svart kung · a7 svart bonde · b7 svart bonde · e7 svart drottning · f7 svart bonde · g7 svart bonde · h7 svart bonde · c6 svart bonde · f6 svart springare · d5 svart bonde · e5 vit springare · c4 vit bonde · d4 vit bonde · b3 vit bonde · h3 vit bonde · a2 vit bonde · f2 vit bonde · g2 vit bonde · d1 vit drottning · e1 vit torn · g1 vit kung | f8 svart torn · g8 svart kung · a7 svart bonde · b7 svart bonde · e7 svart drottning · f7 svart bonde · g7 svart bonde · h7 svart bonde · c6 svart bonde · f6 svart springare · d5 svart bonde · e5 vit springare · c4 vit bonde · d4 vit bonde · b3 vit bonde · h3 vit bonde · a2 vit bonde · f2 vit bonde · g2 vit bonde · d1 vit drottning · e1 vit torn · g1 vit kung | f8 svart torn · g8 svart kung · a7 svart bonde · b7 svart bonde · e7 svart drottning · f7 svart bonde · g7 svart bonde · h7 svart bonde · c6 svart bonde · f6 svart springare · d5 svart bonde · e5 vit springare · c4 vit bonde · d4 vit bonde · b3 vit bonde · h3 vit bonde · a2 vit bonde · f2 vit bonde · g2 vit bonde · d1 vit drottning · e1 vit torn · g1 vit kung | f8 svart torn · g8 svart kung · a7 svart bonde · b7 svart bonde · e7 svart drottning · f7 svart bonde · g7 svart bonde · h7 svart bonde · c6 svart bonde · f6 svart springare · d5 svart bonde · e5 vit springare · c4 vit bonde · d4 vit bonde · b3 vit bonde · h3 vit bonde · a2 vit bonde · f2 vit bonde · g2 vit bonde · d1 vit drottning · e1 vit torn · g1 vit kung | f8 svart torn · g8 svart kung · a7 svart bonde · b7 svart bonde · e7 svart drottning · f7 svart bonde · g7 svart bonde · h7 svart bonde · c6 svart bonde · f6 svart springare · d5 svart bonde · e5 vit springare · c4 vit bonde · d4 vit bonde · b3 vit bonde · h3 vit bonde · a2 vit bonde · f2 vit bonde · g2 vit bonde · d1 vit drottning · e1 vit torn · g1 vit kung | f8 svart torn · g8 svart kung · a7 svart bonde · b7 svart bonde · e7 svart drottning · f7 svart bonde · g7 svart bonde · h7 svart bonde · c6 svart bonde · f6 svart springare · d5 svart bonde · e5 vit springare · c4 vit bonde · d4 vit bonde · b3 vit bonde · h3 vit bonde · a2 vit bonde · f2 vit bonde · g2 vit bonde · d1 vit drottning · e1 vit torn · g1 vit kung | f8 svart torn · g8 svart kung · a7 svart bonde · b7 svart bonde · e7 svart drottning · f7 svart bonde · g7 svart bonde · h7 svart bonde · c6 svart bonde · f6 svart springare · d5 svart bonde · e5 vit springare · c4 vit bonde · d4 vit bonde · b3 vit bonde · h3 vit bonde · a2 vit bonde · f2 vit bonde · g2 vit bonde · d1 vit drottning · e1 vit torn · g1 vit kung | 1 |
|   | a | b | c | d | e | f | g | h |   |

En avdragare uppkommer när man flyttar en pjäs som blockerat en attack från en annan pjäs. Avdragare kan exempelvis användas för att skapa fler hot än motståndaren kan möta med ett drag. En avdragare som innebär en schack kallas för en avdragsschack.
I diagrammet kan vit spela avdragaren Sg6 som hotar svarts dam med tornet. Damen måste flytta och vit kan sen slå tornet på f8 i nästa drag.

### Bindning
|   | a | b | c | d | e | f | g | h |   |
| 8 | b7 svart bonde · f7 svart bonde · g7 svart kung · a6 svart bonde · f6 svart springare · g6 svart bonde · d4 vit löpare · h4 vit bonde · a3 vit bonde · b2 vit bonde · g1 vit kung | b7 svart bonde · f7 svart bonde · g7 svart kung · a6 svart bonde · f6 svart springare · g6 svart bonde · d4 vit löpare · h4 vit bonde · a3 vit bonde · b2 vit bonde · g1 vit kung | b7 svart bonde · f7 svart bonde · g7 svart kung · a6 svart bonde · f6 svart springare · g6 svart bonde · d4 vit löpare · h4 vit bonde · a3 vit bonde · b2 vit bonde · g1 vit kung | b7 svart bonde · f7 svart bonde · g7 svart kung · a6 svart bonde · f6 svart springare · g6 svart bonde · d4 vit löpare · h4 vit bonde · a3 vit bonde · b2 vit bonde · g1 vit kung | b7 svart bonde · f7 svart bonde · g7 svart kung · a6 svart bonde · f6 svart springare · g6 svart bonde · d4 vit löpare · h4 vit bonde · a3 vit bonde · b2 vit bonde · g1 vit kung | b7 svart bonde · f7 svart bonde · g7 svart kung · a6 svart bonde · f6 svart springare · g6 svart bonde · d4 vit löpare · h4 vit bonde · a3 vit bonde · b2 vit bonde · g1 vit kung | b7 svart bonde · f7 svart bonde · g7 svart kung · a6 svart bonde · f6 svart springare · g6 svart bonde · d4 vit löpare · h4 vit bonde · a3 vit bonde · b2 vit bonde · g1 vit kung | b7 svart bonde · f7 svart bonde · g7 svart kung · a6 svart bonde · f6 svart springare · g6 svart bonde · d4 vit löpare · h4 vit bonde · a3 vit bonde · b2 vit bonde · g1 vit kung | 8 |
| 7 | b7 svart bonde · f7 svart bonde · g7 svart kung · a6 svart bonde · f6 svart springare · g6 svart bonde · d4 vit löpare · h4 vit bonde · a3 vit bonde · b2 vit bonde · g1 vit kung | b7 svart bonde · f7 svart bonde · g7 svart kung · a6 svart bonde · f6 svart springare · g6 svart bonde · d4 vit löpare · h4 vit bonde · a3 vit bonde · b2 vit bonde · g1 vit kung | b7 svart bonde · f7 svart bonde · g7 svart kung · a6 svart bonde · f6 svart springare · g6 svart bonde · d4 vit löpare · h4 vit bonde · a3 vit bonde · b2 vit bonde · g1 vit kung | b7 svart bonde · f7 svart bonde · g7 svart kung · a6 svart bonde · f6 svart springare · g6 svart bonde · d4 vit löpare · h4 vit bonde · a3 vit bonde · b2 vit bonde · g1 vit kung | b7 svart bonde · f7 svart bonde · g7 svart kung · a6 svart bonde · f6 svart springare · g6 svart bonde · d4 vit löpare · h4 vit bonde · a3 vit bonde · b2 vit bonde · g1 vit kung | b7 svart bonde · f7 svart bonde · g7 svart kung · a6 svart bonde · f6 svart springare · g6 svart bonde · d4 vit löpare · h4 vit bonde · a3 vit bonde · b2 vit bonde · g1 vit kung | b7 svart bonde · f7 svart bonde · g7 svart kung · a6 svart bonde · f6 svart springare · g6 svart bonde · d4 vit löpare · h4 vit bonde · a3 vit bonde · b2 vit bonde · g1 vit kung | b7 svart bonde · f7 svart bonde · g7 svart kung · a6 svart bonde · f6 svart springare · g6 svart bonde · d4 vit löpare · h4 vit bonde · a3 vit bonde · b2 vit bonde · g1 vit kung | 7 |
| 6 | b7 svart bonde · f7 svart bonde · g7 svart kung · a6 svart bonde · f6 svart springare · g6 svart bonde · d4 vit löpare · h4 vit bonde · a3 vit bonde · b2 vit bonde · g1 vit kung | b7 svart bonde · f7 svart bonde · g7 svart kung · a6 svart bonde · f6 svart springare · g6 svart bonde · d4 vit löpare · h4 vit bonde · a3 vit bonde · b2 vit bonde · g1 vit kung | b7 svart bonde · f7 svart bonde · g7 svart kung · a6 svart bonde · f6 svart springare · g6 svart bonde · d4 vit löpare · h4 vit bonde · a3 vit bonde · b2 vit bonde · g1 vit kung | b7 svart bonde · f7 svart bonde · g7 svart kung · a6 svart bonde · f6 svart springare · g6 svart bonde · d4 vit löpare · h4 vit bonde · a3 vit bonde · b2 vit bonde · g1 vit kung | b7 svart bonde · f7 svart bonde · g7 svart kung · a6 svart bonde · f6 svart springare · g6 svart bonde · d4 vit löpare · h4 vit bonde · a3 vit bonde · b2 vit bonde · g1 vit kung | b7 svart bonde · f7 svart bonde · g7 svart kung · a6 svart bonde · f6 svart springare · g6 svart bonde · d4 vit löpare · h4 vit bonde · a3 vit bonde · b2 vit bonde · g1 vit kung | b7 svart bonde · f7 svart bonde · g7 svart kung · a6 svart bonde · f6 svart springare · g6 svart bonde · d4 vit löpare · h4 vit bonde · a3 vit bonde · b2 vit bonde · g1 vit kung | b7 svart bonde · f7 svart bonde · g7 svart kung · a6 svart bonde · f6 svart springare · g6 svart bonde · d4 vit löpare · h4 vit bonde · a3 vit bonde · b2 vit bonde · g1 vit kung | 6 |
| 5 | b7 svart bonde · f7 svart bonde · g7 svart kung · a6 svart bonde · f6 svart springare · g6 svart bonde · d4 vit löpare · h4 vit bonde · a3 vit bonde · b2 vit bonde · g1 vit kung | b7 svart bonde · f7 svart bonde · g7 svart kung · a6 svart bonde · f6 svart springare · g6 svart bonde · d4 vit löpare · h4 vit bonde · a3 vit bonde · b2 vit bonde · g1 vit kung | b7 svart bonde · f7 svart bonde · g7 svart kung · a6 svart bonde · f6 svart springare · g6 svart bonde · d4 vit löpare · h4 vit bonde · a3 vit bonde · b2 vit bonde · g1 vit kung | b7 svart bonde · f7 svart bonde · g7 svart kung · a6 svart bonde · f6 svart springare · g6 svart bonde · d4 vit löpare · h4 vit bonde · a3 vit bonde · b2 vit bonde · g1 vit kung | b7 svart bonde · f7 svart bonde · g7 svart kung · a6 svart bonde · f6 svart springare · g6 svart bonde · d4 vit löpare · h4 vit bonde · a3 vit bonde · b2 vit bonde · g1 vit kung | b7 svart bonde · f7 svart bonde · g7 svart kung · a6 svart bonde · f6 svart springare · g6 svart bonde · d4 vit löpare · h4 vit bonde · a3 vit bonde · b2 vit bonde · g1 vit kung | b7 svart bonde · f7 svart bonde · g7 svart kung · a6 svart bonde · f6 svart springare · g6 svart bonde · d4 vit löpare · h4 vit bonde · a3 vit bonde · b2 vit bonde · g1 vit kung | b7 svart bonde · f7 svart bonde · g7 svart kung · a6 svart bonde · f6 svart springare · g6 svart bonde · d4 vit löpare · h4 vit bonde · a3 vit bonde · b2 vit bonde · g1 vit kung | 5 |
| 4 | b7 svart bonde · f7 svart bonde · g7 svart kung · a6 svart bonde · f6 svart springare · g6 svart bonde · d4 vit löpare · h4 vit bonde · a3 vit bonde · b2 vit bonde · g1 vit kung | b7 svart bonde · f7 svart bonde · g7 svart kung · a6 svart bonde · f6 svart springare · g6 svart bonde · d4 vit löpare · h4 vit bonde · a3 vit bonde · b2 vit bonde · g1 vit kung | b7 svart bonde · f7 svart bonde · g7 svart kung · a6 svart bonde · f6 svart springare · g6 svart bonde · d4 vit löpare · h4 vit bonde · a3 vit bonde · b2 vit bonde · g1 vit kung | b7 svart bonde · f7 svart bonde · g7 svart kung · a6 svart bonde · f6 svart springare · g6 svart bonde · d4 vit löpare · h4 vit bonde · a3 vit bonde · b2 vit bonde · g1 vit kung | b7 svart bonde · f7 svart bonde · g7 svart kung · a6 svart bonde · f6 svart springare · g6 svart bonde · d4 vit löpare · h4 vit bonde · a3 vit bonde · b2 vit bonde · g1 vit kung | b7 svart bonde · f7 svart bonde · g7 svart kung · a6 svart bonde · f6 svart springare · g6 svart bonde · d4 vit löpare · h4 vit bonde · a3 vit bonde · b2 vit bonde · g1 vit kung | b7 svart bonde · f7 svart bonde · g7 svart kung · a6 svart bonde · f6 svart springare · g6 svart bonde · d4 vit löpare · h4 vit bonde · a3 vit bonde · b2 vit bonde · g1 vit kung | b7 svart bonde · f7 svart bonde · g7 svart kung · a6 svart bonde · f6 svart springare · g6 svart bonde · d4 vit löpare · h4 vit bonde · a3 vit bonde · b2 vit bonde · g1 vit kung | 4 |
| 3 | b7 svart bonde · f7 svart bonde · g7 svart kung · a6 svart bonde · f6 svart springare · g6 svart bonde · d4 vit löpare · h4 vit bonde · a3 vit bonde · b2 vit bonde · g1 vit kung | b7 svart bonde · f7 svart bonde · g7 svart kung · a6 svart bonde · f6 svart springare · g6 svart bonde · d4 vit löpare · h4 vit bonde · a3 vit bonde · b2 vit bonde · g1 vit kung | b7 svart bonde · f7 svart bonde · g7 svart kung · a6 svart bonde · f6 svart springare · g6 svart bonde · d4 vit löpare · h4 vit bonde · a3 vit bonde · b2 vit bonde · g1 vit kung | b7 svart bonde · f7 svart bonde · g7 svart kung · a6 svart bonde · f6 svart springare · g6 svart bonde · d4 vit löpare · h4 vit bonde · a3 vit bonde · b2 vit bonde · g1 vit kung | b7 svart bonde · f7 svart bonde · g7 svart kung · a6 svart bonde · f6 svart springare · g6 svart bonde · d4 vit löpare · h4 vit bonde · a3 vit bonde · b2 vit bonde · g1 vit kung | b7 svart bonde · f7 svart bonde · g7 svart kung · a6 svart bonde · f6 svart springare · g6 svart bonde · d4 vit löpare · h4 vit bonde · a3 vit bonde · b2 vit bonde · g1 vit kung | b7 svart bonde · f7 svart bonde · g7 svart kung · a6 svart bonde · f6 svart springare · g6 svart bonde · d4 vit löpare · h4 vit bonde · a3 vit bonde · b2 vit bonde · g1 vit kung | b7 svart bonde · f7 svart bonde · g7 svart kung · a6 svart bonde · f6 svart springare · g6 svart bonde · d4 vit löpare · h4 vit bonde · a3 vit bonde · b2 vit bonde · g1 vit kung | 3 |
| 2 | b7 svart bonde · f7 svart bonde · g7 svart kung · a6 svart bonde · f6 svart springare · g6 svart bonde · d4 vit löpare · h4 vit bonde · a3 vit bonde · b2 vit bonde · g1 vit kung | b7 svart bonde · f7 svart bonde · g7 svart kung · a6 svart bonde · f6 svart springare · g6 svart bonde · d4 vit löpare · h4 vit bonde · a3 vit bonde · b2 vit bonde · g1 vit kung | b7 svart bonde · f7 svart bonde · g7 svart kung · a6 svart bonde · f6 svart springare · g6 svart bonde · d4 vit löpare · h4 vit bonde · a3 vit bonde · b2 vit bonde · g1 vit kung | b7 svart bonde · f7 svart bonde · g7 svart kung · a6 svart bonde · f6 svart springare · g6 svart bonde · d4 vit löpare · h4 vit bonde · a3 vit bonde · b2 vit bonde · g1 vit kung | b7 svart bonde · f7 svart bonde · g7 svart kung · a6 svart bonde · f6 svart springare · g6 svart bonde · d4 vit löpare · h4 vit bonde · a3 vit bonde · b2 vit bonde · g1 vit kung | b7 svart bonde · f7 svart bonde · g7 svart kung · a6 svart bonde · f6 svart springare · g6 svart bonde · d4 vit löpare · h4 vit bonde · a3 vit bonde · b2 vit bonde · g1 vit kung | b7 svart bonde · f7 svart bonde · g7 svart kung · a6 svart bonde · f6 svart springare · g6 svart bonde · d4 vit löpare · h4 vit bonde · a3 vit bonde · b2 vit bonde · g1 vit kung | b7 svart bonde · f7 svart bonde · g7 svart kung · a6 svart bonde · f6 svart springare · g6 svart bonde · d4 vit löpare · h4 vit bonde · a3 vit bonde · b2 vit bonde · g1 vit kung | 2 |
| 1 | b7 svart bonde · f7 svart bonde · g7 svart kung · a6 svart bonde · f6 svart springare · g6 svart bonde · d4 vit löpare · h4 vit bonde · a3 vit bonde · b2 vit bonde · g1 vit kung | b7 svart bonde · f7 svart bonde · g7 svart kung · a6 svart bonde · f6 svart springare · g6 svart bonde · d4 vit löpare · h4 vit bonde · a3 vit bonde · b2 vit bonde · g1 vit kung | b7 svart bonde · f7 svart bonde · g7 svart kung · a6 svart bonde · f6 svart springare · g6 svart bonde · d4 vit löpare · h4 vit bonde · a3 vit bonde · b2 vit bonde · g1 vit kung | b7 svart bonde · f7 svart bonde · g7 svart kung · a6 svart bonde · f6 svart springare · g6 svart bonde · d4 vit löpare · h4 vit bonde · a3 vit bonde · b2 vit bonde · g1 vit kung | b7 svart bonde · f7 svart bonde · g7 svart kung · a6 svart bonde · f6 svart springare · g6 svart bonde · d4 vit löpare · h4 vit bonde · a3 vit bonde · b2 vit bonde · g1 vit kung | b7 svart bonde · f7 svart bonde · g7 svart kung · a6 svart bonde · f6 svart springare · g6 svart bonde · d4 vit löpare · h4 vit bonde · a3 vit bonde · b2 vit bonde · g1 vit kung | b7 svart bonde · f7 svart bonde · g7 svart kung · a6 svart bonde · f6 svart springare · g6 svart bonde · d4 vit löpare · h4 vit bonde · a3 vit bonde · b2 vit bonde · g1 vit kung | b7 svart bonde · f7 svart bonde · g7 svart kung · a6 svart bonde · f6 svart springare · g6 svart bonde · d4 vit löpare · h4 vit bonde · a3 vit bonde · b2 vit bonde · g1 vit kung | 1 |
|   | a | b | c | d | e | f | g | h |   |

En bindning uppstår när en attackerad pjäs inte kan flyttas utan att exponera en mer värdefull pjäs. Bindningar begränsar motståndarpjäsernas rörlighet. Löpare, torn och damer kan binda pjäser.
Speciellt besvärliga är bindningar mot kungen och diagrammet visar ett enkelt exempel på en bindning som svart inte kan komma ur. Svart kan göra några drag med bönderna men till slut blir han tvungen att flytta kungen (eller spela ...g5) och förlorar springaren.

### Instängning
|   | a | b | c | d | e | f | g | h |   |
| 8 | a8 svart torn · c8 svart löpare · d8 svart drottning · f8 svart torn · g8 svart kung · c7 svart bonde · d7 svart bonde · e7 svart löpare · f7 svart bonde · g7 svart bonde · h7 svart bonde · a6 svart bonde · f6 svart springare · b5 svart bonde · d4 vit drottning · e4 vit bonde · b3 vit löpare · a2 vit bonde · b2 vit bonde · c2 vit bonde · f2 vit bonde · g2 vit bonde · h2 vit bonde · a1 vit torn · b1 vit springare · c1 vit löpare · e1 vit torn · g1 vit kung | a8 svart torn · c8 svart löpare · d8 svart drottning · f8 svart torn · g8 svart kung · c7 svart bonde · d7 svart bonde · e7 svart löpare · f7 svart bonde · g7 svart bonde · h7 svart bonde · a6 svart bonde · f6 svart springare · b5 svart bonde · d4 vit drottning · e4 vit bonde · b3 vit löpare · a2 vit bonde · b2 vit bonde · c2 vit bonde · f2 vit bonde · g2 vit bonde · h2 vit bonde · a1 vit torn · b1 vit springare · c1 vit löpare · e1 vit torn · g1 vit kung | a8 svart torn · c8 svart löpare · d8 svart drottning · f8 svart torn · g8 svart kung · c7 svart bonde · d7 svart bonde · e7 svart löpare · f7 svart bonde · g7 svart bonde · h7 svart bonde · a6 svart bonde · f6 svart springare · b5 svart bonde · d4 vit drottning · e4 vit bonde · b3 vit löpare · a2 vit bonde · b2 vit bonde · c2 vit bonde · f2 vit bonde · g2 vit bonde · h2 vit bonde · a1 vit torn · b1 vit springare · c1 vit löpare · e1 vit torn · g1 vit kung | a8 svart torn · c8 svart löpare · d8 svart drottning · f8 svart torn · g8 svart kung · c7 svart bonde · d7 svart bonde · e7 svart löpare · f7 svart bonde · g7 svart bonde · h7 svart bonde · a6 svart bonde · f6 svart springare · b5 svart bonde · d4 vit drottning · e4 vit bonde · b3 vit löpare · a2 vit bonde · b2 vit bonde · c2 vit bonde · f2 vit bonde · g2 vit bonde · h2 vit bonde · a1 vit torn · b1 vit springare · c1 vit löpare · e1 vit torn · g1 vit kung | a8 svart torn · c8 svart löpare · d8 svart drottning · f8 svart torn · g8 svart kung · c7 svart bonde · d7 svart bonde · e7 svart löpare · f7 svart bonde · g7 svart bonde · h7 svart bonde · a6 svart bonde · f6 svart springare · b5 svart bonde · d4 vit drottning · e4 vit bonde · b3 vit löpare · a2 vit bonde · b2 vit bonde · c2 vit bonde · f2 vit bonde · g2 vit bonde · h2 vit bonde · a1 vit torn · b1 vit springare · c1 vit löpare · e1 vit torn · g1 vit kung | a8 svart torn · c8 svart löpare · d8 svart drottning · f8 svart torn · g8 svart kung · c7 svart bonde · d7 svart bonde · e7 svart löpare · f7 svart bonde · g7 svart bonde · h7 svart bonde · a6 svart bonde · f6 svart springare · b5 svart bonde · d4 vit drottning · e4 vit bonde · b3 vit löpare · a2 vit bonde · b2 vit bonde · c2 vit bonde · f2 vit bonde · g2 vit bonde · h2 vit bonde · a1 vit torn · b1 vit springare · c1 vit löpare · e1 vit torn · g1 vit kung | a8 svart torn · c8 svart löpare · d8 svart drottning · f8 svart torn · g8 svart kung · c7 svart bonde · d7 svart bonde · e7 svart löpare · f7 svart bonde · g7 svart bonde · h7 svart bonde · a6 svart bonde · f6 svart springare · b5 svart bonde · d4 vit drottning · e4 vit bonde · b3 vit löpare · a2 vit bonde · b2 vit bonde · c2 vit bonde · f2 vit bonde · g2 vit bonde · h2 vit bonde · a1 vit torn · b1 vit springare · c1 vit löpare · e1 vit torn · g1 vit kung | a8 svart torn · c8 svart löpare · d8 svart drottning · f8 svart torn · g8 svart kung · c7 svart bonde · d7 svart bonde · e7 svart löpare · f7 svart bonde · g7 svart bonde · h7 svart bonde · a6 svart bonde · f6 svart springare · b5 svart bonde · d4 vit drottning · e4 vit bonde · b3 vit löpare · a2 vit bonde · b2 vit bonde · c2 vit bonde · f2 vit bonde · g2 vit bonde · h2 vit bonde · a1 vit torn · b1 vit springare · c1 vit löpare · e1 vit torn · g1 vit kung | 8 |
| 7 | a8 svart torn · c8 svart löpare · d8 svart drottning · f8 svart torn · g8 svart kung · c7 svart bonde · d7 svart bonde · e7 svart löpare · f7 svart bonde · g7 svart bonde · h7 svart bonde · a6 svart bonde · f6 svart springare · b5 svart bonde · d4 vit drottning · e4 vit bonde · b3 vit löpare · a2 vit bonde · b2 vit bonde · c2 vit bonde · f2 vit bonde · g2 vit bonde · h2 vit bonde · a1 vit torn · b1 vit springare · c1 vit löpare · e1 vit torn · g1 vit kung | a8 svart torn · c8 svart löpare · d8 svart drottning · f8 svart torn · g8 svart kung · c7 svart bonde · d7 svart bonde · e7 svart löpare · f7 svart bonde · g7 svart bonde · h7 svart bonde · a6 svart bonde · f6 svart springare · b5 svart bonde · d4 vit drottning · e4 vit bonde · b3 vit löpare · a2 vit bonde · b2 vit bonde · c2 vit bonde · f2 vit bonde · g2 vit bonde · h2 vit bonde · a1 vit torn · b1 vit springare · c1 vit löpare · e1 vit torn · g1 vit kung | a8 svart torn · c8 svart löpare · d8 svart drottning · f8 svart torn · g8 svart kung · c7 svart bonde · d7 svart bonde · e7 svart löpare · f7 svart bonde · g7 svart bonde · h7 svart bonde · a6 svart bonde · f6 svart springare · b5 svart bonde · d4 vit drottning · e4 vit bonde · b3 vit löpare · a2 vit bonde · b2 vit bonde · c2 vit bonde · f2 vit bonde · g2 vit bonde · h2 vit bonde · a1 vit torn · b1 vit springare · c1 vit löpare · e1 vit torn · g1 vit kung | a8 svart torn · c8 svart löpare · d8 svart drottning · f8 svart torn · g8 svart kung · c7 svart bonde · d7 svart bonde · e7 svart löpare · f7 svart bonde · g7 svart bonde · h7 svart bonde · a6 svart bonde · f6 svart springare · b5 svart bonde · d4 vit drottning · e4 vit bonde · b3 vit löpare · a2 vit bonde · b2 vit bonde · c2 vit bonde · f2 vit bonde · g2 vit bonde · h2 vit bonde · a1 vit torn · b1 vit springare · c1 vit löpare · e1 vit torn · g1 vit kung | a8 svart torn · c8 svart löpare · d8 svart drottning · f8 svart torn · g8 svart kung · c7 svart bonde · d7 svart bonde · e7 svart löpare · f7 svart bonde · g7 svart bonde · h7 svart bonde · a6 svart bonde · f6 svart springare · b5 svart bonde · d4 vit drottning · e4 vit bonde · b3 vit löpare · a2 vit bonde · b2 vit bonde · c2 vit bonde · f2 vit bonde · g2 vit bonde · h2 vit bonde · a1 vit torn · b1 vit springare · c1 vit löpare · e1 vit torn · g1 vit kung | a8 svart torn · c8 svart löpare · d8 svart drottning · f8 svart torn · g8 svart kung · c7 svart bonde · d7 svart bonde · e7 svart löpare · f7 svart bonde · g7 svart bonde · h7 svart bonde · a6 svart bonde · f6 svart springare · b5 svart bonde · d4 vit drottning · e4 vit bonde · b3 vit löpare · a2 vit bonde · b2 vit bonde · c2 vit bonde · f2 vit bonde · g2 vit bonde · h2 vit bonde · a1 vit torn · b1 vit springare · c1 vit löpare · e1 vit torn · g1 vit kung | a8 svart torn · c8 svart löpare · d8 svart drottning · f8 svart torn · g8 svart kung · c7 svart bonde · d7 svart bonde · e7 svart löpare · f7 svart bonde · g7 svart bonde · h7 svart bonde · a6 svart bonde · f6 svart springare · b5 svart bonde · d4 vit drottning · e4 vit bonde · b3 vit löpare · a2 vit bonde · b2 vit bonde · c2 vit bonde · f2 vit bonde · g2 vit bonde · h2 vit bonde · a1 vit torn · b1 vit springare · c1 vit löpare · e1 vit torn · g1 vit kung | a8 svart torn · c8 svart löpare · d8 svart drottning · f8 svart torn · g8 svart kung · c7 svart bonde · d7 svart bonde · e7 svart löpare · f7 svart bonde · g7 svart bonde · h7 svart bonde · a6 svart bonde · f6 svart springare · b5 svart bonde · d4 vit drottning · e4 vit bonde · b3 vit löpare · a2 vit bonde · b2 vit bonde · c2 vit bonde · f2 vit bonde · g2 vit bonde · h2 vit bonde · a1 vit torn · b1 vit springare · c1 vit löpare · e1 vit torn · g1 vit kung | 7 |
| 6 | a8 svart torn · c8 svart löpare · d8 svart drottning · f8 svart torn · g8 svart kung · c7 svart bonde · d7 svart bonde · e7 svart löpare · f7 svart bonde · g7 svart bonde · h7 svart bonde · a6 svart bonde · f6 svart springare · b5 svart bonde · d4 vit drottning · e4 vit bonde · b3 vit löpare · a2 vit bonde · b2 vit bonde · c2 vit bonde · f2 vit bonde · g2 vit bonde · h2 vit bonde · a1 vit torn · b1 vit springare · c1 vit löpare · e1 vit torn · g1 vit kung | a8 svart torn · c8 svart löpare · d8 svart drottning · f8 svart torn · g8 svart kung · c7 svart bonde · d7 svart bonde · e7 svart löpare · f7 svart bonde · g7 svart bonde · h7 svart bonde · a6 svart bonde · f6 svart springare · b5 svart bonde · d4 vit drottning · e4 vit bonde · b3 vit löpare · a2 vit bonde · b2 vit bonde · c2 vit bonde · f2 vit bonde · g2 vit bonde · h2 vit bonde · a1 vit torn · b1 vit springare · c1 vit löpare · e1 vit torn · g1 vit kung | a8 svart torn · c8 svart löpare · d8 svart drottning · f8 svart torn · g8 svart kung · c7 svart bonde · d7 svart bonde · e7 svart löpare · f7 svart bonde · g7 svart bonde · h7 svart bonde · a6 svart bonde · f6 svart springare · b5 svart bonde · d4 vit drottning · e4 vit bonde · b3 vit löpare · a2 vit bonde · b2 vit bonde · c2 vit bonde · f2 vit bonde · g2 vit bonde · h2 vit bonde · a1 vit torn · b1 vit springare · c1 vit löpare · e1 vit torn · g1 vit kung | a8 svart torn · c8 svart löpare · d8 svart drottning · f8 svart torn · g8 svart kung · c7 svart bonde · d7 svart bonde · e7 svart löpare · f7 svart bonde · g7 svart bonde · h7 svart bonde · a6 svart bonde · f6 svart springare · b5 svart bonde · d4 vit drottning · e4 vit bonde · b3 vit löpare · a2 vit bonde · b2 vit bonde · c2 vit bonde · f2 vit bonde · g2 vit bonde · h2 vit bonde · a1 vit torn · b1 vit springare · c1 vit löpare · e1 vit torn · g1 vit kung | a8 svart torn · c8 svart löpare · d8 svart drottning · f8 svart torn · g8 svart kung · c7 svart bonde · d7 svart bonde · e7 svart löpare · f7 svart bonde · g7 svart bonde · h7 svart bonde · a6 svart bonde · f6 svart springare · b5 svart bonde · d4 vit drottning · e4 vit bonde · b3 vit löpare · a2 vit bonde · b2 vit bonde · c2 vit bonde · f2 vit bonde · g2 vit bonde · h2 vit bonde · a1 vit torn · b1 vit springare · c1 vit löpare · e1 vit torn · g1 vit kung | a8 svart torn · c8 svart löpare · d8 svart drottning · f8 svart torn · g8 svart kung · c7 svart bonde · d7 svart bonde · e7 svart löpare · f7 svart bonde · g7 svart bonde · h7 svart bonde · a6 svart bonde · f6 svart springare · b5 svart bonde · d4 vit drottning · e4 vit bonde · b3 vit löpare · a2 vit bonde · b2 vit bonde · c2 vit bonde · f2 vit bonde · g2 vit bonde · h2 vit bonde · a1 vit torn · b1 vit springare · c1 vit löpare · e1 vit torn · g1 vit kung | a8 svart torn · c8 svart löpare · d8 svart drottning · f8 svart torn · g8 svart kung · c7 svart bonde · d7 svart bonde · e7 svart löpare · f7 svart bonde · g7 svart bonde · h7 svart bonde · a6 svart bonde · f6 svart springare · b5 svart bonde · d4 vit drottning · e4 vit bonde · b3 vit löpare · a2 vit bonde · b2 vit bonde · c2 vit bonde · f2 vit bonde · g2 vit bonde · h2 vit bonde · a1 vit torn · b1 vit springare · c1 vit löpare · e1 vit torn · g1 vit kung | a8 svart torn · c8 svart löpare · d8 svart drottning · f8 svart torn · g8 svart kung · c7 svart bonde · d7 svart bonde · e7 svart löpare · f7 svart bonde · g7 svart bonde · h7 svart bonde · a6 svart bonde · f6 svart springare · b5 svart bonde · d4 vit drottning · e4 vit bonde · b3 vit löpare · a2 vit bonde · b2 vit bonde · c2 vit bonde · f2 vit bonde · g2 vit bonde · h2 vit bonde · a1 vit torn · b1 vit springare · c1 vit löpare · e1 vit torn · g1 vit kung | 6 |
| 5 | a8 svart torn · c8 svart löpare · d8 svart drottning · f8 svart torn · g8 svart kung · c7 svart bonde · d7 svart bonde · e7 svart löpare · f7 svart bonde · g7 svart bonde · h7 svart bonde · a6 svart bonde · f6 svart springare · b5 svart bonde · d4 vit drottning · e4 vit bonde · b3 vit löpare · a2 vit bonde · b2 vit bonde · c2 vit bonde · f2 vit bonde · g2 vit bonde · h2 vit bonde · a1 vit torn · b1 vit springare · c1 vit löpare · e1 vit torn · g1 vit kung | a8 svart torn · c8 svart löpare · d8 svart drottning · f8 svart torn · g8 svart kung · c7 svart bonde · d7 svart bonde · e7 svart löpare · f7 svart bonde · g7 svart bonde · h7 svart bonde · a6 svart bonde · f6 svart springare · b5 svart bonde · d4 vit drottning · e4 vit bonde · b3 vit löpare · a2 vit bonde · b2 vit bonde · c2 vit bonde · f2 vit bonde · g2 vit bonde · h2 vit bonde · a1 vit torn · b1 vit springare · c1 vit löpare · e1 vit torn · g1 vit kung | a8 svart torn · c8 svart löpare · d8 svart drottning · f8 svart torn · g8 svart kung · c7 svart bonde · d7 svart bonde · e7 svart löpare · f7 svart bonde · g7 svart bonde · h7 svart bonde · a6 svart bonde · f6 svart springare · b5 svart bonde · d4 vit drottning · e4 vit bonde · b3 vit löpare · a2 vit bonde · b2 vit bonde · c2 vit bonde · f2 vit bonde · g2 vit bonde · h2 vit bonde · a1 vit torn · b1 vit springare · c1 vit löpare · e1 vit torn · g1 vit kung | a8 svart torn · c8 svart löpare · d8 svart drottning · f8 svart torn · g8 svart kung · c7 svart bonde · d7 svart bonde · e7 svart löpare · f7 svart bonde · g7 svart bonde · h7 svart bonde · a6 svart bonde · f6 svart springare · b5 svart bonde · d4 vit drottning · e4 vit bonde · b3 vit löpare · a2 vit bonde · b2 vit bonde · c2 vit bonde · f2 vit bonde · g2 vit bonde · h2 vit bonde · a1 vit torn · b1 vit springare · c1 vit löpare · e1 vit torn · g1 vit kung | a8 svart torn · c8 svart löpare · d8 svart drottning · f8 svart torn · g8 svart kung · c7 svart bonde · d7 svart bonde · e7 svart löpare · f7 svart bonde · g7 svart bonde · h7 svart bonde · a6 svart bonde · f6 svart springare · b5 svart bonde · d4 vit drottning · e4 vit bonde · b3 vit löpare · a2 vit bonde · b2 vit bonde · c2 vit bonde · f2 vit bonde · g2 vit bonde · h2 vit bonde · a1 vit torn · b1 vit springare · c1 vit löpare · e1 vit torn · g1 vit kung | a8 svart torn · c8 svart löpare · d8 svart drottning · f8 svart torn · g8 svart kung · c7 svart bonde · d7 svart bonde · e7 svart löpare · f7 svart bonde · g7 svart bonde · h7 svart bonde · a6 svart bonde · f6 svart springare · b5 svart bonde · d4 vit drottning · e4 vit bonde · b3 vit löpare · a2 vit bonde · b2 vit bonde · c2 vit bonde · f2 vit bonde · g2 vit bonde · h2 vit bonde · a1 vit torn · b1 vit springare · c1 vit löpare · e1 vit torn · g1 vit kung | a8 svart torn · c8 svart löpare · d8 svart drottning · f8 svart torn · g8 svart kung · c7 svart bonde · d7 svart bonde · e7 svart löpare · f7 svart bonde · g7 svart bonde · h7 svart bonde · a6 svart bonde · f6 svart springare · b5 svart bonde · d4 vit drottning · e4 vit bonde · b3 vit löpare · a2 vit bonde · b2 vit bonde · c2 vit bonde · f2 vit bonde · g2 vit bonde · h2 vit bonde · a1 vit torn · b1 vit springare · c1 vit löpare · e1 vit torn · g1 vit kung | a8 svart torn · c8 svart löpare · d8 svart drottning · f8 svart torn · g8 svart kung · c7 svart bonde · d7 svart bonde · e7 svart löpare · f7 svart bonde · g7 svart bonde · h7 svart bonde · a6 svart bonde · f6 svart springare · b5 svart bonde · d4 vit drottning · e4 vit bonde · b3 vit löpare · a2 vit bonde · b2 vit bonde · c2 vit bonde · f2 vit bonde · g2 vit bonde · h2 vit bonde · a1 vit torn · b1 vit springare · c1 vit löpare · e1 vit torn · g1 vit kung | 5 |
| 4 | a8 svart torn · c8 svart löpare · d8 svart drottning · f8 svart torn · g8 svart kung · c7 svart bonde · d7 svart bonde · e7 svart löpare · f7 svart bonde · g7 svart bonde · h7 svart bonde · a6 svart bonde · f6 svart springare · b5 svart bonde · d4 vit drottning · e4 vit bonde · b3 vit löpare · a2 vit bonde · b2 vit bonde · c2 vit bonde · f2 vit bonde · g2 vit bonde · h2 vit bonde · a1 vit torn · b1 vit springare · c1 vit löpare · e1 vit torn · g1 vit kung | a8 svart torn · c8 svart löpare · d8 svart drottning · f8 svart torn · g8 svart kung · c7 svart bonde · d7 svart bonde · e7 svart löpare · f7 svart bonde · g7 svart bonde · h7 svart bonde · a6 svart bonde · f6 svart springare · b5 svart bonde · d4 vit drottning · e4 vit bonde · b3 vit löpare · a2 vit bonde · b2 vit bonde · c2 vit bonde · f2 vit bonde · g2 vit bonde · h2 vit bonde · a1 vit torn · b1 vit springare · c1 vit löpare · e1 vit torn · g1 vit kung | a8 svart torn · c8 svart löpare · d8 svart drottning · f8 svart torn · g8 svart kung · c7 svart bonde · d7 svart bonde · e7 svart löpare · f7 svart bonde · g7 svart bonde · h7 svart bonde · a6 svart bonde · f6 svart springare · b5 svart bonde · d4 vit drottning · e4 vit bonde · b3 vit löpare · a2 vit bonde · b2 vit bonde · c2 vit bonde · f2 vit bonde · g2 vit bonde · h2 vit bonde · a1 vit torn · b1 vit springare · c1 vit löpare · e1 vit torn · g1 vit kung | a8 svart torn · c8 svart löpare · d8 svart drottning · f8 svart torn · g8 svart kung · c7 svart bonde · d7 svart bonde · e7 svart löpare · f7 svart bonde · g7 svart bonde · h7 svart bonde · a6 svart bonde · f6 svart springare · b5 svart bonde · d4 vit drottning · e4 vit bonde · b3 vit löpare · a2 vit bonde · b2 vit bonde · c2 vit bonde · f2 vit bonde · g2 vit bonde · h2 vit bonde · a1 vit torn · b1 vit springare · c1 vit löpare · e1 vit torn · g1 vit kung | a8 svart torn · c8 svart löpare · d8 svart drottning · f8 svart torn · g8 svart kung · c7 svart bonde · d7 svart bonde · e7 svart löpare · f7 svart bonde · g7 svart bonde · h7 svart bonde · a6 svart bonde · f6 svart springare · b5 svart bonde · d4 vit drottning · e4 vit bonde · b3 vit löpare · a2 vit bonde · b2 vit bonde · c2 vit bonde · f2 vit bonde · g2 vit bonde · h2 vit bonde · a1 vit torn · b1 vit springare · c1 vit löpare · e1 vit torn · g1 vit kung | a8 svart torn · c8 svart löpare · d8 svart drottning · f8 svart torn · g8 svart kung · c7 svart bonde · d7 svart bonde · e7 svart löpare · f7 svart bonde · g7 svart bonde · h7 svart bonde · a6 svart bonde · f6 svart springare · b5 svart bonde · d4 vit drottning · e4 vit bonde · b3 vit löpare · a2 vit bonde · b2 vit bonde · c2 vit bonde · f2 vit bonde · g2 vit bonde · h2 vit bonde · a1 vit torn · b1 vit springare · c1 vit löpare · e1 vit torn · g1 vit kung | a8 svart torn · c8 svart löpare · d8 svart drottning · f8 svart torn · g8 svart kung · c7 svart bonde · d7 svart bonde · e7 svart löpare · f7 svart bonde · g7 svart bonde · h7 svart bonde · a6 svart bonde · f6 svart springare · b5 svart bonde · d4 vit drottning · e4 vit bonde · b3 vit löpare · a2 vit bonde · b2 vit bonde · c2 vit bonde · f2 vit bonde · g2 vit bonde · h2 vit bonde · a1 vit torn · b1 vit springare · c1 vit löpare · e1 vit torn · g1 vit kung | a8 svart torn · c8 svart löpare · d8 svart drottning · f8 svart torn · g8 svart kung · c7 svart bonde · d7 svart bonde · e7 svart löpare · f7 svart bonde · g7 svart bonde · h7 svart bonde · a6 svart bonde · f6 svart springare · b5 svart bonde · d4 vit drottning · e4 vit bonde · b3 vit löpare · a2 vit bonde · b2 vit bonde · c2 vit bonde · f2 vit bonde · g2 vit bonde · h2 vit bonde · a1 vit torn · b1 vit springare · c1 vit löpare · e1 vit torn · g1 vit kung | 4 |
| 3 | a8 svart torn · c8 svart löpare · d8 svart drottning · f8 svart torn · g8 svart kung · c7 svart bonde · d7 svart bonde · e7 svart löpare · f7 svart bonde · g7 svart bonde · h7 svart bonde · a6 svart bonde · f6 svart springare · b5 svart bonde · d4 vit drottning · e4 vit bonde · b3 vit löpare · a2 vit bonde · b2 vit bonde · c2 vit bonde · f2 vit bonde · g2 vit bonde · h2 vit bonde · a1 vit torn · b1 vit springare · c1 vit löpare · e1 vit torn · g1 vit kung | a8 svart torn · c8 svart löpare · d8 svart drottning · f8 svart torn · g8 svart kung · c7 svart bonde · d7 svart bonde · e7 svart löpare · f7 svart bonde · g7 svart bonde · h7 svart bonde · a6 svart bonde · f6 svart springare · b5 svart bonde · d4 vit drottning · e4 vit bonde · b3 vit löpare · a2 vit bonde · b2 vit bonde · c2 vit bonde · f2 vit bonde · g2 vit bonde · h2 vit bonde · a1 vit torn · b1 vit springare · c1 vit löpare · e1 vit torn · g1 vit kung | a8 svart torn · c8 svart löpare · d8 svart drottning · f8 svart torn · g8 svart kung · c7 svart bonde · d7 svart bonde · e7 svart löpare · f7 svart bonde · g7 svart bonde · h7 svart bonde · a6 svart bonde · f6 svart springare · b5 svart bonde · d4 vit drottning · e4 vit bonde · b3 vit löpare · a2 vit bonde · b2 vit bonde · c2 vit bonde · f2 vit bonde · g2 vit bonde · h2 vit bonde · a1 vit torn · b1 vit springare · c1 vit löpare · e1 vit torn · g1 vit kung | a8 svart torn · c8 svart löpare · d8 svart drottning · f8 svart torn · g8 svart kung · c7 svart bonde · d7 svart bonde · e7 svart löpare · f7 svart bonde · g7 svart bonde · h7 svart bonde · a6 svart bonde · f6 svart springare · b5 svart bonde · d4 vit drottning · e4 vit bonde · b3 vit löpare · a2 vit bonde · b2 vit bonde · c2 vit bonde · f2 vit bonde · g2 vit bonde · h2 vit bonde · a1 vit torn · b1 vit springare · c1 vit löpare · e1 vit torn · g1 vit kung | a8 svart torn · c8 svart löpare · d8 svart drottning · f8 svart torn · g8 svart kung · c7 svart bonde · d7 svart bonde · e7 svart löpare · f7 svart bonde · g7 svart bonde · h7 svart bonde · a6 svart bonde · f6 svart springare · b5 svart bonde · d4 vit drottning · e4 vit bonde · b3 vit löpare · a2 vit bonde · b2 vit bonde · c2 vit bonde · f2 vit bonde · g2 vit bonde · h2 vit bonde · a1 vit torn · b1 vit springare · c1 vit löpare · e1 vit torn · g1 vit kung | a8 svart torn · c8 svart löpare · d8 svart drottning · f8 svart torn · g8 svart kung · c7 svart bonde · d7 svart bonde · e7 svart löpare · f7 svart bonde · g7 svart bonde · h7 svart bonde · a6 svart bonde · f6 svart springare · b5 svart bonde · d4 vit drottning · e4 vit bonde · b3 vit löpare · a2 vit bonde · b2 vit bonde · c2 vit bonde · f2 vit bonde · g2 vit bonde · h2 vit bonde · a1 vit torn · b1 vit springare · c1 vit löpare · e1 vit torn · g1 vit kung | a8 svart torn · c8 svart löpare · d8 svart drottning · f8 svart torn · g8 svart kung · c7 svart bonde · d7 svart bonde · e7 svart löpare · f7 svart bonde · g7 svart bonde · h7 svart bonde · a6 svart bonde · f6 svart springare · b5 svart bonde · d4 vit drottning · e4 vit bonde · b3 vit löpare · a2 vit bonde · b2 vit bonde · c2 vit bonde · f2 vit bonde · g2 vit bonde · h2 vit bonde · a1 vit torn · b1 vit springare · c1 vit löpare · e1 vit torn · g1 vit kung | a8 svart torn · c8 svart löpare · d8 svart drottning · f8 svart torn · g8 svart kung · c7 svart bonde · d7 svart bonde · e7 svart löpare · f7 svart bonde · g7 svart bonde · h7 svart bonde · a6 svart bonde · f6 svart springare · b5 svart bonde · d4 vit drottning · e4 vit bonde · b3 vit löpare · a2 vit bonde · b2 vit bonde · c2 vit bonde · f2 vit bonde · g2 vit bonde · h2 vit bonde · a1 vit torn · b1 vit springare · c1 vit löpare · e1 vit torn · g1 vit kung | 3 |
| 2 | a8 svart torn · c8 svart löpare · d8 svart drottning · f8 svart torn · g8 svart kung · c7 svart bonde · d7 svart bonde · e7 svart löpare · f7 svart bonde · g7 svart bonde · h7 svart bonde · a6 svart bonde · f6 svart springare · b5 svart bonde · d4 vit drottning · e4 vit bonde · b3 vit löpare · a2 vit bonde · b2 vit bonde · c2 vit bonde · f2 vit bonde · g2 vit bonde · h2 vit bonde · a1 vit torn · b1 vit springare · c1 vit löpare · e1 vit torn · g1 vit kung | a8 svart torn · c8 svart löpare · d8 svart drottning · f8 svart torn · g8 svart kung · c7 svart bonde · d7 svart bonde · e7 svart löpare · f7 svart bonde · g7 svart bonde · h7 svart bonde · a6 svart bonde · f6 svart springare · b5 svart bonde · d4 vit drottning · e4 vit bonde · b3 vit löpare · a2 vit bonde · b2 vit bonde · c2 vit bonde · f2 vit bonde · g2 vit bonde · h2 vit bonde · a1 vit torn · b1 vit springare · c1 vit löpare · e1 vit torn · g1 vit kung | a8 svart torn · c8 svart löpare · d8 svart drottning · f8 svart torn · g8 svart kung · c7 svart bonde · d7 svart bonde · e7 svart löpare · f7 svart bonde · g7 svart bonde · h7 svart bonde · a6 svart bonde · f6 svart springare · b5 svart bonde · d4 vit drottning · e4 vit bonde · b3 vit löpare · a2 vit bonde · b2 vit bonde · c2 vit bonde · f2 vit bonde · g2 vit bonde · h2 vit bonde · a1 vit torn · b1 vit springare · c1 vit löpare · e1 vit torn · g1 vit kung | a8 svart torn · c8 svart löpare · d8 svart drottning · f8 svart torn · g8 svart kung · c7 svart bonde · d7 svart bonde · e7 svart löpare · f7 svart bonde · g7 svart bonde · h7 svart bonde · a6 svart bonde · f6 svart springare · b5 svart bonde · d4 vit drottning · e4 vit bonde · b3 vit löpare · a2 vit bonde · b2 vit bonde · c2 vit bonde · f2 vit bonde · g2 vit bonde · h2 vit bonde · a1 vit torn · b1 vit springare · c1 vit löpare · e1 vit torn · g1 vit kung | a8 svart torn · c8 svart löpare · d8 svart drottning · f8 svart torn · g8 svart kung · c7 svart bonde · d7 svart bonde · e7 svart löpare · f7 svart bonde · g7 svart bonde · h7 svart bonde · a6 svart bonde · f6 svart springare · b5 svart bonde · d4 vit drottning · e4 vit bonde · b3 vit löpare · a2 vit bonde · b2 vit bonde · c2 vit bonde · f2 vit bonde · g2 vit bonde · h2 vit bonde · a1 vit torn · b1 vit springare · c1 vit löpare · e1 vit torn · g1 vit kung | a8 svart torn · c8 svart löpare · d8 svart drottning · f8 svart torn · g8 svart kung · c7 svart bonde · d7 svart bonde · e7 svart löpare · f7 svart bonde · g7 svart bonde · h7 svart bonde · a6 svart bonde · f6 svart springare · b5 svart bonde · d4 vit drottning · e4 vit bonde · b3 vit löpare · a2 vit bonde · b2 vit bonde · c2 vit bonde · f2 vit bonde · g2 vit bonde · h2 vit bonde · a1 vit torn · b1 vit springare · c1 vit löpare · e1 vit torn · g1 vit kung | a8 svart torn · c8 svart löpare · d8 svart drottning · f8 svart torn · g8 svart kung · c7 svart bonde · d7 svart bonde · e7 svart löpare · f7 svart bonde · g7 svart bonde · h7 svart bonde · a6 svart bonde · f6 svart springare · b5 svart bonde · d4 vit drottning · e4 vit bonde · b3 vit löpare · a2 vit bonde · b2 vit bonde · c2 vit bonde · f2 vit bonde · g2 vit bonde · h2 vit bonde · a1 vit torn · b1 vit springare · c1 vit löpare · e1 vit torn · g1 vit kung | a8 svart torn · c8 svart löpare · d8 svart drottning · f8 svart torn · g8 svart kung · c7 svart bonde · d7 svart bonde · e7 svart löpare · f7 svart bonde · g7 svart bonde · h7 svart bonde · a6 svart bonde · f6 svart springare · b5 svart bonde · d4 vit drottning · e4 vit bonde · b3 vit löpare · a2 vit bonde · b2 vit bonde · c2 vit bonde · f2 vit bonde · g2 vit bonde · h2 vit bonde · a1 vit torn · b1 vit springare · c1 vit löpare · e1 vit torn · g1 vit kung | 2 |
| 1 | a8 svart torn · c8 svart löpare · d8 svart drottning · f8 svart torn · g8 svart kung · c7 svart bonde · d7 svart bonde · e7 svart löpare · f7 svart bonde · g7 svart bonde · h7 svart bonde · a6 svart bonde · f6 svart springare · b5 svart bonde · d4 vit drottning · e4 vit bonde · b3 vit löpare · a2 vit bonde · b2 vit bonde · c2 vit bonde · f2 vit bonde · g2 vit bonde · h2 vit bonde · a1 vit torn · b1 vit springare · c1 vit löpare · e1 vit torn · g1 vit kung | a8 svart torn · c8 svart löpare · d8 svart drottning · f8 svart torn · g8 svart kung · c7 svart bonde · d7 svart bonde · e7 svart löpare · f7 svart bonde · g7 svart bonde · h7 svart bonde · a6 svart bonde · f6 svart springare · b5 svart bonde · d4 vit drottning · e4 vit bonde · b3 vit löpare · a2 vit bonde · b2 vit bonde · c2 vit bonde · f2 vit bonde · g2 vit bonde · h2 vit bonde · a1 vit torn · b1 vit springare · c1 vit löpare · e1 vit torn · g1 vit kung | a8 svart torn · c8 svart löpare · d8 svart drottning · f8 svart torn · g8 svart kung · c7 svart bonde · d7 svart bonde · e7 svart löpare · f7 svart bonde · g7 svart bonde · h7 svart bonde · a6 svart bonde · f6 svart springare · b5 svart bonde · d4 vit drottning · e4 vit bonde · b3 vit löpare · a2 vit bonde · b2 vit bonde · c2 vit bonde · f2 vit bonde · g2 vit bonde · h2 vit bonde · a1 vit torn · b1 vit springare · c1 vit löpare · e1 vit torn · g1 vit kung | a8 svart torn · c8 svart löpare · d8 svart drottning · f8 svart torn · g8 svart kung · c7 svart bonde · d7 svart bonde · e7 svart löpare · f7 svart bonde · g7 svart bonde · h7 svart bonde · a6 svart bonde · f6 svart springare · b5 svart bonde · d4 vit drottning · e4 vit bonde · b3 vit löpare · a2 vit bonde · b2 vit bonde · c2 vit bonde · f2 vit bonde · g2 vit bonde · h2 vit bonde · a1 vit torn · b1 vit springare · c1 vit löpare · e1 vit torn · g1 vit kung | a8 svart torn · c8 svart löpare · d8 svart drottning · f8 svart torn · g8 svart kung · c7 svart bonde · d7 svart bonde · e7 svart löpare · f7 svart bonde · g7 svart bonde · h7 svart bonde · a6 svart bonde · f6 svart springare · b5 svart bonde · d4 vit drottning · e4 vit bonde · b3 vit löpare · a2 vit bonde · b2 vit bonde · c2 vit bonde · f2 vit bonde · g2 vit bonde · h2 vit bonde · a1 vit torn · b1 vit springare · c1 vit löpare · e1 vit torn · g1 vit kung | a8 svart torn · c8 svart löpare · d8 svart drottning · f8 svart torn · g8 svart kung · c7 svart bonde · d7 svart bonde · e7 svart löpare · f7 svart bonde · g7 svart bonde · h7 svart bonde · a6 svart bonde · f6 svart springare · b5 svart bonde · d4 vit drottning · e4 vit bonde · b3 vit löpare · a2 vit bonde · b2 vit bonde · c2 vit bonde · f2 vit bonde · g2 vit bonde · h2 vit bonde · a1 vit torn · b1 vit springare · c1 vit löpare · e1 vit torn · g1 vit kung | a8 svart torn · c8 svart löpare · d8 svart drottning · f8 svart torn · g8 svart kung · c7 svart bonde · d7 svart bonde · e7 svart löpare · f7 svart bonde · g7 svart bonde · h7 svart bonde · a6 svart bonde · f6 svart springare · b5 svart bonde · d4 vit drottning · e4 vit bonde · b3 vit löpare · a2 vit bonde · b2 vit bonde · c2 vit bonde · f2 vit bonde · g2 vit bonde · h2 vit bonde · a1 vit torn · b1 vit springare · c1 vit löpare · e1 vit torn · g1 vit kung | a8 svart torn · c8 svart löpare · d8 svart drottning · f8 svart torn · g8 svart kung · c7 svart bonde · d7 svart bonde · e7 svart löpare · f7 svart bonde · g7 svart bonde · h7 svart bonde · a6 svart bonde · f6 svart springare · b5 svart bonde · d4 vit drottning · e4 vit bonde · b3 vit löpare · a2 vit bonde · b2 vit bonde · c2 vit bonde · f2 vit bonde · g2 vit bonde · h2 vit bonde · a1 vit torn · b1 vit springare · c1 vit löpare · e1 vit torn · g1 vit kung | 1 |
|   | a | b | c | d | e | f | g | h |   |

Pjäser som blir instängda kan inte delta i spelet och kan ofta erövras.
Löpare kan bli instängda redan i öppningen av framryckande bönder. I diagrammet kan svart stänga in vits löpare på b3 genom att spela …c5. Vits dam måste flytta och svart fortsätter med …c4 och löparen är fångad.
Löpare som slår en kantbonde riskerar också att bli instängda. En svart löpare som slår en bonde på a2 blir instängd om vit kan spela b3.
I slutspelet kan en springare på ett kantfält (till exempel a5) bli instängd av en löpare (på d5).
Även torn kan bli instängda, framför allt när de rör sig längs raderna mellan de båda bondelägren.
I det kortaste vinstpartiet som spelats i en VM-match vann Viswanathan Anand genom att stänga in Boris Gelfands dam.

### Överlastning
|   | a | b | c | d | e | f | g | h |   |
| 8 | f7 svart bonde · g7 svart löpare · h7 svart kung · g6 svart bonde · d5 vit drottning · e4 svart drottning · b3 vit springare · c3 svart torn · g3 vit bonde · h3 svart bonde · a2 vit bonde · f2 vit bonde · h2 vit bonde · d1 vit torn · g1 vit kung | f7 svart bonde · g7 svart löpare · h7 svart kung · g6 svart bonde · d5 vit drottning · e4 svart drottning · b3 vit springare · c3 svart torn · g3 vit bonde · h3 svart bonde · a2 vit bonde · f2 vit bonde · h2 vit bonde · d1 vit torn · g1 vit kung | f7 svart bonde · g7 svart löpare · h7 svart kung · g6 svart bonde · d5 vit drottning · e4 svart drottning · b3 vit springare · c3 svart torn · g3 vit bonde · h3 svart bonde · a2 vit bonde · f2 vit bonde · h2 vit bonde · d1 vit torn · g1 vit kung | f7 svart bonde · g7 svart löpare · h7 svart kung · g6 svart bonde · d5 vit drottning · e4 svart drottning · b3 vit springare · c3 svart torn · g3 vit bonde · h3 svart bonde · a2 vit bonde · f2 vit bonde · h2 vit bonde · d1 vit torn · g1 vit kung | f7 svart bonde · g7 svart löpare · h7 svart kung · g6 svart bonde · d5 vit drottning · e4 svart drottning · b3 vit springare · c3 svart torn · g3 vit bonde · h3 svart bonde · a2 vit bonde · f2 vit bonde · h2 vit bonde · d1 vit torn · g1 vit kung | f7 svart bonde · g7 svart löpare · h7 svart kung · g6 svart bonde · d5 vit drottning · e4 svart drottning · b3 vit springare · c3 svart torn · g3 vit bonde · h3 svart bonde · a2 vit bonde · f2 vit bonde · h2 vit bonde · d1 vit torn · g1 vit kung | f7 svart bonde · g7 svart löpare · h7 svart kung · g6 svart bonde · d5 vit drottning · e4 svart drottning · b3 vit springare · c3 svart torn · g3 vit bonde · h3 svart bonde · a2 vit bonde · f2 vit bonde · h2 vit bonde · d1 vit torn · g1 vit kung | f7 svart bonde · g7 svart löpare · h7 svart kung · g6 svart bonde · d5 vit drottning · e4 svart drottning · b3 vit springare · c3 svart torn · g3 vit bonde · h3 svart bonde · a2 vit bonde · f2 vit bonde · h2 vit bonde · d1 vit torn · g1 vit kung | 8 |
| 7 | f7 svart bonde · g7 svart löpare · h7 svart kung · g6 svart bonde · d5 vit drottning · e4 svart drottning · b3 vit springare · c3 svart torn · g3 vit bonde · h3 svart bonde · a2 vit bonde · f2 vit bonde · h2 vit bonde · d1 vit torn · g1 vit kung | f7 svart bonde · g7 svart löpare · h7 svart kung · g6 svart bonde · d5 vit drottning · e4 svart drottning · b3 vit springare · c3 svart torn · g3 vit bonde · h3 svart bonde · a2 vit bonde · f2 vit bonde · h2 vit bonde · d1 vit torn · g1 vit kung | f7 svart bonde · g7 svart löpare · h7 svart kung · g6 svart bonde · d5 vit drottning · e4 svart drottning · b3 vit springare · c3 svart torn · g3 vit bonde · h3 svart bonde · a2 vit bonde · f2 vit bonde · h2 vit bonde · d1 vit torn · g1 vit kung | f7 svart bonde · g7 svart löpare · h7 svart kung · g6 svart bonde · d5 vit drottning · e4 svart drottning · b3 vit springare · c3 svart torn · g3 vit bonde · h3 svart bonde · a2 vit bonde · f2 vit bonde · h2 vit bonde · d1 vit torn · g1 vit kung | f7 svart bonde · g7 svart löpare · h7 svart kung · g6 svart bonde · d5 vit drottning · e4 svart drottning · b3 vit springare · c3 svart torn · g3 vit bonde · h3 svart bonde · a2 vit bonde · f2 vit bonde · h2 vit bonde · d1 vit torn · g1 vit kung | f7 svart bonde · g7 svart löpare · h7 svart kung · g6 svart bonde · d5 vit drottning · e4 svart drottning · b3 vit springare · c3 svart torn · g3 vit bonde · h3 svart bonde · a2 vit bonde · f2 vit bonde · h2 vit bonde · d1 vit torn · g1 vit kung | f7 svart bonde · g7 svart löpare · h7 svart kung · g6 svart bonde · d5 vit drottning · e4 svart drottning · b3 vit springare · c3 svart torn · g3 vit bonde · h3 svart bonde · a2 vit bonde · f2 vit bonde · h2 vit bonde · d1 vit torn · g1 vit kung | f7 svart bonde · g7 svart löpare · h7 svart kung · g6 svart bonde · d5 vit drottning · e4 svart drottning · b3 vit springare · c3 svart torn · g3 vit bonde · h3 svart bonde · a2 vit bonde · f2 vit bonde · h2 vit bonde · d1 vit torn · g1 vit kung | 7 |
| 6 | f7 svart bonde · g7 svart löpare · h7 svart kung · g6 svart bonde · d5 vit drottning · e4 svart drottning · b3 vit springare · c3 svart torn · g3 vit bonde · h3 svart bonde · a2 vit bonde · f2 vit bonde · h2 vit bonde · d1 vit torn · g1 vit kung | f7 svart bonde · g7 svart löpare · h7 svart kung · g6 svart bonde · d5 vit drottning · e4 svart drottning · b3 vit springare · c3 svart torn · g3 vit bonde · h3 svart bonde · a2 vit bonde · f2 vit bonde · h2 vit bonde · d1 vit torn · g1 vit kung | f7 svart bonde · g7 svart löpare · h7 svart kung · g6 svart bonde · d5 vit drottning · e4 svart drottning · b3 vit springare · c3 svart torn · g3 vit bonde · h3 svart bonde · a2 vit bonde · f2 vit bonde · h2 vit bonde · d1 vit torn · g1 vit kung | f7 svart bonde · g7 svart löpare · h7 svart kung · g6 svart bonde · d5 vit drottning · e4 svart drottning · b3 vit springare · c3 svart torn · g3 vit bonde · h3 svart bonde · a2 vit bonde · f2 vit bonde · h2 vit bonde · d1 vit torn · g1 vit kung | f7 svart bonde · g7 svart löpare · h7 svart kung · g6 svart bonde · d5 vit drottning · e4 svart drottning · b3 vit springare · c3 svart torn · g3 vit bonde · h3 svart bonde · a2 vit bonde · f2 vit bonde · h2 vit bonde · d1 vit torn · g1 vit kung | f7 svart bonde · g7 svart löpare · h7 svart kung · g6 svart bonde · d5 vit drottning · e4 svart drottning · b3 vit springare · c3 svart torn · g3 vit bonde · h3 svart bonde · a2 vit bonde · f2 vit bonde · h2 vit bonde · d1 vit torn · g1 vit kung | f7 svart bonde · g7 svart löpare · h7 svart kung · g6 svart bonde · d5 vit drottning · e4 svart drottning · b3 vit springare · c3 svart torn · g3 vit bonde · h3 svart bonde · a2 vit bonde · f2 vit bonde · h2 vit bonde · d1 vit torn · g1 vit kung | f7 svart bonde · g7 svart löpare · h7 svart kung · g6 svart bonde · d5 vit drottning · e4 svart drottning · b3 vit springare · c3 svart torn · g3 vit bonde · h3 svart bonde · a2 vit bonde · f2 vit bonde · h2 vit bonde · d1 vit torn · g1 vit kung | 6 |
| 5 | f7 svart bonde · g7 svart löpare · h7 svart kung · g6 svart bonde · d5 vit drottning · e4 svart drottning · b3 vit springare · c3 svart torn · g3 vit bonde · h3 svart bonde · a2 vit bonde · f2 vit bonde · h2 vit bonde · d1 vit torn · g1 vit kung | f7 svart bonde · g7 svart löpare · h7 svart kung · g6 svart bonde · d5 vit drottning · e4 svart drottning · b3 vit springare · c3 svart torn · g3 vit bonde · h3 svart bonde · a2 vit bonde · f2 vit bonde · h2 vit bonde · d1 vit torn · g1 vit kung | f7 svart bonde · g7 svart löpare · h7 svart kung · g6 svart bonde · d5 vit drottning · e4 svart drottning · b3 vit springare · c3 svart torn · g3 vit bonde · h3 svart bonde · a2 vit bonde · f2 vit bonde · h2 vit bonde · d1 vit torn · g1 vit kung | f7 svart bonde · g7 svart löpare · h7 svart kung · g6 svart bonde · d5 vit drottning · e4 svart drottning · b3 vit springare · c3 svart torn · g3 vit bonde · h3 svart bonde · a2 vit bonde · f2 vit bonde · h2 vit bonde · d1 vit torn · g1 vit kung | f7 svart bonde · g7 svart löpare · h7 svart kung · g6 svart bonde · d5 vit drottning · e4 svart drottning · b3 vit springare · c3 svart torn · g3 vit bonde · h3 svart bonde · a2 vit bonde · f2 vit bonde · h2 vit bonde · d1 vit torn · g1 vit kung | f7 svart bonde · g7 svart löpare · h7 svart kung · g6 svart bonde · d5 vit drottning · e4 svart drottning · b3 vit springare · c3 svart torn · g3 vit bonde · h3 svart bonde · a2 vit bonde · f2 vit bonde · h2 vit bonde · d1 vit torn · g1 vit kung | f7 svart bonde · g7 svart löpare · h7 svart kung · g6 svart bonde · d5 vit drottning · e4 svart drottning · b3 vit springare · c3 svart torn · g3 vit bonde · h3 svart bonde · a2 vit bonde · f2 vit bonde · h2 vit bonde · d1 vit torn · g1 vit kung | f7 svart bonde · g7 svart löpare · h7 svart kung · g6 svart bonde · d5 vit drottning · e4 svart drottning · b3 vit springare · c3 svart torn · g3 vit bonde · h3 svart bonde · a2 vit bonde · f2 vit bonde · h2 vit bonde · d1 vit torn · g1 vit kung | 5 |
| 4 | f7 svart bonde · g7 svart löpare · h7 svart kung · g6 svart bonde · d5 vit drottning · e4 svart drottning · b3 vit springare · c3 svart torn · g3 vit bonde · h3 svart bonde · a2 vit bonde · f2 vit bonde · h2 vit bonde · d1 vit torn · g1 vit kung | f7 svart bonde · g7 svart löpare · h7 svart kung · g6 svart bonde · d5 vit drottning · e4 svart drottning · b3 vit springare · c3 svart torn · g3 vit bonde · h3 svart bonde · a2 vit bonde · f2 vit bonde · h2 vit bonde · d1 vit torn · g1 vit kung | f7 svart bonde · g7 svart löpare · h7 svart kung · g6 svart bonde · d5 vit drottning · e4 svart drottning · b3 vit springare · c3 svart torn · g3 vit bonde · h3 svart bonde · a2 vit bonde · f2 vit bonde · h2 vit bonde · d1 vit torn · g1 vit kung | f7 svart bonde · g7 svart löpare · h7 svart kung · g6 svart bonde · d5 vit drottning · e4 svart drottning · b3 vit springare · c3 svart torn · g3 vit bonde · h3 svart bonde · a2 vit bonde · f2 vit bonde · h2 vit bonde · d1 vit torn · g1 vit kung | f7 svart bonde · g7 svart löpare · h7 svart kung · g6 svart bonde · d5 vit drottning · e4 svart drottning · b3 vit springare · c3 svart torn · g3 vit bonde · h3 svart bonde · a2 vit bonde · f2 vit bonde · h2 vit bonde · d1 vit torn · g1 vit kung | f7 svart bonde · g7 svart löpare · h7 svart kung · g6 svart bonde · d5 vit drottning · e4 svart drottning · b3 vit springare · c3 svart torn · g3 vit bonde · h3 svart bonde · a2 vit bonde · f2 vit bonde · h2 vit bonde · d1 vit torn · g1 vit kung | f7 svart bonde · g7 svart löpare · h7 svart kung · g6 svart bonde · d5 vit drottning · e4 svart drottning · b3 vit springare · c3 svart torn · g3 vit bonde · h3 svart bonde · a2 vit bonde · f2 vit bonde · h2 vit bonde · d1 vit torn · g1 vit kung | f7 svart bonde · g7 svart löpare · h7 svart kung · g6 svart bonde · d5 vit drottning · e4 svart drottning · b3 vit springare · c3 svart torn · g3 vit bonde · h3 svart bonde · a2 vit bonde · f2 vit bonde · h2 vit bonde · d1 vit torn · g1 vit kung | 4 |
| 3 | f7 svart bonde · g7 svart löpare · h7 svart kung · g6 svart bonde · d5 vit drottning · e4 svart drottning · b3 vit springare · c3 svart torn · g3 vit bonde · h3 svart bonde · a2 vit bonde · f2 vit bonde · h2 vit bonde · d1 vit torn · g1 vit kung | f7 svart bonde · g7 svart löpare · h7 svart kung · g6 svart bonde · d5 vit drottning · e4 svart drottning · b3 vit springare · c3 svart torn · g3 vit bonde · h3 svart bonde · a2 vit bonde · f2 vit bonde · h2 vit bonde · d1 vit torn · g1 vit kung | f7 svart bonde · g7 svart löpare · h7 svart kung · g6 svart bonde · d5 vit drottning · e4 svart drottning · b3 vit springare · c3 svart torn · g3 vit bonde · h3 svart bonde · a2 vit bonde · f2 vit bonde · h2 vit bonde · d1 vit torn · g1 vit kung | f7 svart bonde · g7 svart löpare · h7 svart kung · g6 svart bonde · d5 vit drottning · e4 svart drottning · b3 vit springare · c3 svart torn · g3 vit bonde · h3 svart bonde · a2 vit bonde · f2 vit bonde · h2 vit bonde · d1 vit torn · g1 vit kung | f7 svart bonde · g7 svart löpare · h7 svart kung · g6 svart bonde · d5 vit drottning · e4 svart drottning · b3 vit springare · c3 svart torn · g3 vit bonde · h3 svart bonde · a2 vit bonde · f2 vit bonde · h2 vit bonde · d1 vit torn · g1 vit kung | f7 svart bonde · g7 svart löpare · h7 svart kung · g6 svart bonde · d5 vit drottning · e4 svart drottning · b3 vit springare · c3 svart torn · g3 vit bonde · h3 svart bonde · a2 vit bonde · f2 vit bonde · h2 vit bonde · d1 vit torn · g1 vit kung | f7 svart bonde · g7 svart löpare · h7 svart kung · g6 svart bonde · d5 vit drottning · e4 svart drottning · b3 vit springare · c3 svart torn · g3 vit bonde · h3 svart bonde · a2 vit bonde · f2 vit bonde · h2 vit bonde · d1 vit torn · g1 vit kung | f7 svart bonde · g7 svart löpare · h7 svart kung · g6 svart bonde · d5 vit drottning · e4 svart drottning · b3 vit springare · c3 svart torn · g3 vit bonde · h3 svart bonde · a2 vit bonde · f2 vit bonde · h2 vit bonde · d1 vit torn · g1 vit kung | 3 |
| 2 | f7 svart bonde · g7 svart löpare · h7 svart kung · g6 svart bonde · d5 vit drottning · e4 svart drottning · b3 vit springare · c3 svart torn · g3 vit bonde · h3 svart bonde · a2 vit bonde · f2 vit bonde · h2 vit bonde · d1 vit torn · g1 vit kung | f7 svart bonde · g7 svart löpare · h7 svart kung · g6 svart bonde · d5 vit drottning · e4 svart drottning · b3 vit springare · c3 svart torn · g3 vit bonde · h3 svart bonde · a2 vit bonde · f2 vit bonde · h2 vit bonde · d1 vit torn · g1 vit kung | f7 svart bonde · g7 svart löpare · h7 svart kung · g6 svart bonde · d5 vit drottning · e4 svart drottning · b3 vit springare · c3 svart torn · g3 vit bonde · h3 svart bonde · a2 vit bonde · f2 vit bonde · h2 vit bonde · d1 vit torn · g1 vit kung | f7 svart bonde · g7 svart löpare · h7 svart kung · g6 svart bonde · d5 vit drottning · e4 svart drottning · b3 vit springare · c3 svart torn · g3 vit bonde · h3 svart bonde · a2 vit bonde · f2 vit bonde · h2 vit bonde · d1 vit torn · g1 vit kung | f7 svart bonde · g7 svart löpare · h7 svart kung · g6 svart bonde · d5 vit drottning · e4 svart drottning · b3 vit springare · c3 svart torn · g3 vit bonde · h3 svart bonde · a2 vit bonde · f2 vit bonde · h2 vit bonde · d1 vit torn · g1 vit kung | f7 svart bonde · g7 svart löpare · h7 svart kung · g6 svart bonde · d5 vit drottning · e4 svart drottning · b3 vit springare · c3 svart torn · g3 vit bonde · h3 svart bonde · a2 vit bonde · f2 vit bonde · h2 vit bonde · d1 vit torn · g1 vit kung | f7 svart bonde · g7 svart löpare · h7 svart kung · g6 svart bonde · d5 vit drottning · e4 svart drottning · b3 vit springare · c3 svart torn · g3 vit bonde · h3 svart bonde · a2 vit bonde · f2 vit bonde · h2 vit bonde · d1 vit torn · g1 vit kung | f7 svart bonde · g7 svart löpare · h7 svart kung · g6 svart bonde · d5 vit drottning · e4 svart drottning · b3 vit springare · c3 svart torn · g3 vit bonde · h3 svart bonde · a2 vit bonde · f2 vit bonde · h2 vit bonde · d1 vit torn · g1 vit kung | 2 |
| 1 | f7 svart bonde · g7 svart löpare · h7 svart kung · g6 svart bonde · d5 vit drottning · e4 svart drottning · b3 vit springare · c3 svart torn · g3 vit bonde · h3 svart bonde · a2 vit bonde · f2 vit bonde · h2 vit bonde · d1 vit torn · g1 vit kung | f7 svart bonde · g7 svart löpare · h7 svart kung · g6 svart bonde · d5 vit drottning · e4 svart drottning · b3 vit springare · c3 svart torn · g3 vit bonde · h3 svart bonde · a2 vit bonde · f2 vit bonde · h2 vit bonde · d1 vit torn · g1 vit kung | f7 svart bonde · g7 svart löpare · h7 svart kung · g6 svart bonde · d5 vit drottning · e4 svart drottning · b3 vit springare · c3 svart torn · g3 vit bonde · h3 svart bonde · a2 vit bonde · f2 vit bonde · h2 vit bonde · d1 vit torn · g1 vit kung | f7 svart bonde · g7 svart löpare · h7 svart kung · g6 svart bonde · d5 vit drottning · e4 svart drottning · b3 vit springare · c3 svart torn · g3 vit bonde · h3 svart bonde · a2 vit bonde · f2 vit bonde · h2 vit bonde · d1 vit torn · g1 vit kung | f7 svart bonde · g7 svart löpare · h7 svart kung · g6 svart bonde · d5 vit drottning · e4 svart drottning · b3 vit springare · c3 svart torn · g3 vit bonde · h3 svart bonde · a2 vit bonde · f2 vit bonde · h2 vit bonde · d1 vit torn · g1 vit kung | f7 svart bonde · g7 svart löpare · h7 svart kung · g6 svart bonde · d5 vit drottning · e4 svart drottning · b3 vit springare · c3 svart torn · g3 vit bonde · h3 svart bonde · a2 vit bonde · f2 vit bonde · h2 vit bonde · d1 vit torn · g1 vit kung | f7 svart bonde · g7 svart löpare · h7 svart kung · g6 svart bonde · d5 vit drottning · e4 svart drottning · b3 vit springare · c3 svart torn · g3 vit bonde · h3 svart bonde · a2 vit bonde · f2 vit bonde · h2 vit bonde · d1 vit torn · g1 vit kung | f7 svart bonde · g7 svart löpare · h7 svart kung · g6 svart bonde · d5 vit drottning · e4 svart drottning · b3 vit springare · c3 svart torn · g3 vit bonde · h3 svart bonde · a2 vit bonde · f2 vit bonde · h2 vit bonde · d1 vit torn · g1 vit kung | 1 |
|   | a | b | c | d | e | f | g | h |   |

Överlastning innebär att en pjäs har fler uppgifter att fylla än den klarar av. Den kan då bli tvungen att släppa försvaret av en pjäs eller ett fält. 
I diagrammet spelade svart 41…Td3! och vits dam är överlastad. Den kan inte både gardera första raden och fältet g2. Om 42.Dxd3 så 42…Dg2# och på 42.Dxe4 följer 42…Txd1+ 43.De1 Txe1#.

### Avlänkning
|   | a | b | c | d | e | f | g | h |   |
| 8 | g8 vit torn · a7 svart bonde · f7 svart bonde · b6 svart bonde · e6 svart drottning · h6 svart bonde · g4 vit bonde · h4 svart kung · a2 vit bonde · b2 vit bonde · e2 svart torn · g2 vit bonde · h2 vit kung · d1 vit drottning | g8 vit torn · a7 svart bonde · f7 svart bonde · b6 svart bonde · e6 svart drottning · h6 svart bonde · g4 vit bonde · h4 svart kung · a2 vit bonde · b2 vit bonde · e2 svart torn · g2 vit bonde · h2 vit kung · d1 vit drottning | g8 vit torn · a7 svart bonde · f7 svart bonde · b6 svart bonde · e6 svart drottning · h6 svart bonde · g4 vit bonde · h4 svart kung · a2 vit bonde · b2 vit bonde · e2 svart torn · g2 vit bonde · h2 vit kung · d1 vit drottning | g8 vit torn · a7 svart bonde · f7 svart bonde · b6 svart bonde · e6 svart drottning · h6 svart bonde · g4 vit bonde · h4 svart kung · a2 vit bonde · b2 vit bonde · e2 svart torn · g2 vit bonde · h2 vit kung · d1 vit drottning | g8 vit torn · a7 svart bonde · f7 svart bonde · b6 svart bonde · e6 svart drottning · h6 svart bonde · g4 vit bonde · h4 svart kung · a2 vit bonde · b2 vit bonde · e2 svart torn · g2 vit bonde · h2 vit kung · d1 vit drottning | g8 vit torn · a7 svart bonde · f7 svart bonde · b6 svart bonde · e6 svart drottning · h6 svart bonde · g4 vit bonde · h4 svart kung · a2 vit bonde · b2 vit bonde · e2 svart torn · g2 vit bonde · h2 vit kung · d1 vit drottning | g8 vit torn · a7 svart bonde · f7 svart bonde · b6 svart bonde · e6 svart drottning · h6 svart bonde · g4 vit bonde · h4 svart kung · a2 vit bonde · b2 vit bonde · e2 svart torn · g2 vit bonde · h2 vit kung · d1 vit drottning | g8 vit torn · a7 svart bonde · f7 svart bonde · b6 svart bonde · e6 svart drottning · h6 svart bonde · g4 vit bonde · h4 svart kung · a2 vit bonde · b2 vit bonde · e2 svart torn · g2 vit bonde · h2 vit kung · d1 vit drottning | 8 |
| 7 | g8 vit torn · a7 svart bonde · f7 svart bonde · b6 svart bonde · e6 svart drottning · h6 svart bonde · g4 vit bonde · h4 svart kung · a2 vit bonde · b2 vit bonde · e2 svart torn · g2 vit bonde · h2 vit kung · d1 vit drottning | g8 vit torn · a7 svart bonde · f7 svart bonde · b6 svart bonde · e6 svart drottning · h6 svart bonde · g4 vit bonde · h4 svart kung · a2 vit bonde · b2 vit bonde · e2 svart torn · g2 vit bonde · h2 vit kung · d1 vit drottning | g8 vit torn · a7 svart bonde · f7 svart bonde · b6 svart bonde · e6 svart drottning · h6 svart bonde · g4 vit bonde · h4 svart kung · a2 vit bonde · b2 vit bonde · e2 svart torn · g2 vit bonde · h2 vit kung · d1 vit drottning | g8 vit torn · a7 svart bonde · f7 svart bonde · b6 svart bonde · e6 svart drottning · h6 svart bonde · g4 vit bonde · h4 svart kung · a2 vit bonde · b2 vit bonde · e2 svart torn · g2 vit bonde · h2 vit kung · d1 vit drottning | g8 vit torn · a7 svart bonde · f7 svart bonde · b6 svart bonde · e6 svart drottning · h6 svart bonde · g4 vit bonde · h4 svart kung · a2 vit bonde · b2 vit bonde · e2 svart torn · g2 vit bonde · h2 vit kung · d1 vit drottning | g8 vit torn · a7 svart bonde · f7 svart bonde · b6 svart bonde · e6 svart drottning · h6 svart bonde · g4 vit bonde · h4 svart kung · a2 vit bonde · b2 vit bonde · e2 svart torn · g2 vit bonde · h2 vit kung · d1 vit drottning | g8 vit torn · a7 svart bonde · f7 svart bonde · b6 svart bonde · e6 svart drottning · h6 svart bonde · g4 vit bonde · h4 svart kung · a2 vit bonde · b2 vit bonde · e2 svart torn · g2 vit bonde · h2 vit kung · d1 vit drottning | g8 vit torn · a7 svart bonde · f7 svart bonde · b6 svart bonde · e6 svart drottning · h6 svart bonde · g4 vit bonde · h4 svart kung · a2 vit bonde · b2 vit bonde · e2 svart torn · g2 vit bonde · h2 vit kung · d1 vit drottning | 7 |
| 6 | g8 vit torn · a7 svart bonde · f7 svart bonde · b6 svart bonde · e6 svart drottning · h6 svart bonde · g4 vit bonde · h4 svart kung · a2 vit bonde · b2 vit bonde · e2 svart torn · g2 vit bonde · h2 vit kung · d1 vit drottning | g8 vit torn · a7 svart bonde · f7 svart bonde · b6 svart bonde · e6 svart drottning · h6 svart bonde · g4 vit bonde · h4 svart kung · a2 vit bonde · b2 vit bonde · e2 svart torn · g2 vit bonde · h2 vit kung · d1 vit drottning | g8 vit torn · a7 svart bonde · f7 svart bonde · b6 svart bonde · e6 svart drottning · h6 svart bonde · g4 vit bonde · h4 svart kung · a2 vit bonde · b2 vit bonde · e2 svart torn · g2 vit bonde · h2 vit kung · d1 vit drottning | g8 vit torn · a7 svart bonde · f7 svart bonde · b6 svart bonde · e6 svart drottning · h6 svart bonde · g4 vit bonde · h4 svart kung · a2 vit bonde · b2 vit bonde · e2 svart torn · g2 vit bonde · h2 vit kung · d1 vit drottning | g8 vit torn · a7 svart bonde · f7 svart bonde · b6 svart bonde · e6 svart drottning · h6 svart bonde · g4 vit bonde · h4 svart kung · a2 vit bonde · b2 vit bonde · e2 svart torn · g2 vit bonde · h2 vit kung · d1 vit drottning | g8 vit torn · a7 svart bonde · f7 svart bonde · b6 svart bonde · e6 svart drottning · h6 svart bonde · g4 vit bonde · h4 svart kung · a2 vit bonde · b2 vit bonde · e2 svart torn · g2 vit bonde · h2 vit kung · d1 vit drottning | g8 vit torn · a7 svart bonde · f7 svart bonde · b6 svart bonde · e6 svart drottning · h6 svart bonde · g4 vit bonde · h4 svart kung · a2 vit bonde · b2 vit bonde · e2 svart torn · g2 vit bonde · h2 vit kung · d1 vit drottning | g8 vit torn · a7 svart bonde · f7 svart bonde · b6 svart bonde · e6 svart drottning · h6 svart bonde · g4 vit bonde · h4 svart kung · a2 vit bonde · b2 vit bonde · e2 svart torn · g2 vit bonde · h2 vit kung · d1 vit drottning | 6 |
| 5 | g8 vit torn · a7 svart bonde · f7 svart bonde · b6 svart bonde · e6 svart drottning · h6 svart bonde · g4 vit bonde · h4 svart kung · a2 vit bonde · b2 vit bonde · e2 svart torn · g2 vit bonde · h2 vit kung · d1 vit drottning | g8 vit torn · a7 svart bonde · f7 svart bonde · b6 svart bonde · e6 svart drottning · h6 svart bonde · g4 vit bonde · h4 svart kung · a2 vit bonde · b2 vit bonde · e2 svart torn · g2 vit bonde · h2 vit kung · d1 vit drottning | g8 vit torn · a7 svart bonde · f7 svart bonde · b6 svart bonde · e6 svart drottning · h6 svart bonde · g4 vit bonde · h4 svart kung · a2 vit bonde · b2 vit bonde · e2 svart torn · g2 vit bonde · h2 vit kung · d1 vit drottning | g8 vit torn · a7 svart bonde · f7 svart bonde · b6 svart bonde · e6 svart drottning · h6 svart bonde · g4 vit bonde · h4 svart kung · a2 vit bonde · b2 vit bonde · e2 svart torn · g2 vit bonde · h2 vit kung · d1 vit drottning | g8 vit torn · a7 svart bonde · f7 svart bonde · b6 svart bonde · e6 svart drottning · h6 svart bonde · g4 vit bonde · h4 svart kung · a2 vit bonde · b2 vit bonde · e2 svart torn · g2 vit bonde · h2 vit kung · d1 vit drottning | g8 vit torn · a7 svart bonde · f7 svart bonde · b6 svart bonde · e6 svart drottning · h6 svart bonde · g4 vit bonde · h4 svart kung · a2 vit bonde · b2 vit bonde · e2 svart torn · g2 vit bonde · h2 vit kung · d1 vit drottning | g8 vit torn · a7 svart bonde · f7 svart bonde · b6 svart bonde · e6 svart drottning · h6 svart bonde · g4 vit bonde · h4 svart kung · a2 vit bonde · b2 vit bonde · e2 svart torn · g2 vit bonde · h2 vit kung · d1 vit drottning | g8 vit torn · a7 svart bonde · f7 svart bonde · b6 svart bonde · e6 svart drottning · h6 svart bonde · g4 vit bonde · h4 svart kung · a2 vit bonde · b2 vit bonde · e2 svart torn · g2 vit bonde · h2 vit kung · d1 vit drottning | 5 |
| 4 | g8 vit torn · a7 svart bonde · f7 svart bonde · b6 svart bonde · e6 svart drottning · h6 svart bonde · g4 vit bonde · h4 svart kung · a2 vit bonde · b2 vit bonde · e2 svart torn · g2 vit bonde · h2 vit kung · d1 vit drottning | g8 vit torn · a7 svart bonde · f7 svart bonde · b6 svart bonde · e6 svart drottning · h6 svart bonde · g4 vit bonde · h4 svart kung · a2 vit bonde · b2 vit bonde · e2 svart torn · g2 vit bonde · h2 vit kung · d1 vit drottning | g8 vit torn · a7 svart bonde · f7 svart bonde · b6 svart bonde · e6 svart drottning · h6 svart bonde · g4 vit bonde · h4 svart kung · a2 vit bonde · b2 vit bonde · e2 svart torn · g2 vit bonde · h2 vit kung · d1 vit drottning | g8 vit torn · a7 svart bonde · f7 svart bonde · b6 svart bonde · e6 svart drottning · h6 svart bonde · g4 vit bonde · h4 svart kung · a2 vit bonde · b2 vit bonde · e2 svart torn · g2 vit bonde · h2 vit kung · d1 vit drottning | g8 vit torn · a7 svart bonde · f7 svart bonde · b6 svart bonde · e6 svart drottning · h6 svart bonde · g4 vit bonde · h4 svart kung · a2 vit bonde · b2 vit bonde · e2 svart torn · g2 vit bonde · h2 vit kung · d1 vit drottning | g8 vit torn · a7 svart bonde · f7 svart bonde · b6 svart bonde · e6 svart drottning · h6 svart bonde · g4 vit bonde · h4 svart kung · a2 vit bonde · b2 vit bonde · e2 svart torn · g2 vit bonde · h2 vit kung · d1 vit drottning | g8 vit torn · a7 svart bonde · f7 svart bonde · b6 svart bonde · e6 svart drottning · h6 svart bonde · g4 vit bonde · h4 svart kung · a2 vit bonde · b2 vit bonde · e2 svart torn · g2 vit bonde · h2 vit kung · d1 vit drottning | g8 vit torn · a7 svart bonde · f7 svart bonde · b6 svart bonde · e6 svart drottning · h6 svart bonde · g4 vit bonde · h4 svart kung · a2 vit bonde · b2 vit bonde · e2 svart torn · g2 vit bonde · h2 vit kung · d1 vit drottning | 4 |
| 3 | g8 vit torn · a7 svart bonde · f7 svart bonde · b6 svart bonde · e6 svart drottning · h6 svart bonde · g4 vit bonde · h4 svart kung · a2 vit bonde · b2 vit bonde · e2 svart torn · g2 vit bonde · h2 vit kung · d1 vit drottning | g8 vit torn · a7 svart bonde · f7 svart bonde · b6 svart bonde · e6 svart drottning · h6 svart bonde · g4 vit bonde · h4 svart kung · a2 vit bonde · b2 vit bonde · e2 svart torn · g2 vit bonde · h2 vit kung · d1 vit drottning | g8 vit torn · a7 svart bonde · f7 svart bonde · b6 svart bonde · e6 svart drottning · h6 svart bonde · g4 vit bonde · h4 svart kung · a2 vit bonde · b2 vit bonde · e2 svart torn · g2 vit bonde · h2 vit kung · d1 vit drottning | g8 vit torn · a7 svart bonde · f7 svart bonde · b6 svart bonde · e6 svart drottning · h6 svart bonde · g4 vit bonde · h4 svart kung · a2 vit bonde · b2 vit bonde · e2 svart torn · g2 vit bonde · h2 vit kung · d1 vit drottning | g8 vit torn · a7 svart bonde · f7 svart bonde · b6 svart bonde · e6 svart drottning · h6 svart bonde · g4 vit bonde · h4 svart kung · a2 vit bonde · b2 vit bonde · e2 svart torn · g2 vit bonde · h2 vit kung · d1 vit drottning | g8 vit torn · a7 svart bonde · f7 svart bonde · b6 svart bonde · e6 svart drottning · h6 svart bonde · g4 vit bonde · h4 svart kung · a2 vit bonde · b2 vit bonde · e2 svart torn · g2 vit bonde · h2 vit kung · d1 vit drottning | g8 vit torn · a7 svart bonde · f7 svart bonde · b6 svart bonde · e6 svart drottning · h6 svart bonde · g4 vit bonde · h4 svart kung · a2 vit bonde · b2 vit bonde · e2 svart torn · g2 vit bonde · h2 vit kung · d1 vit drottning | g8 vit torn · a7 svart bonde · f7 svart bonde · b6 svart bonde · e6 svart drottning · h6 svart bonde · g4 vit bonde · h4 svart kung · a2 vit bonde · b2 vit bonde · e2 svart torn · g2 vit bonde · h2 vit kung · d1 vit drottning | 3 |
| 2 | g8 vit torn · a7 svart bonde · f7 svart bonde · b6 svart bonde · e6 svart drottning · h6 svart bonde · g4 vit bonde · h4 svart kung · a2 vit bonde · b2 vit bonde · e2 svart torn · g2 vit bonde · h2 vit kung · d1 vit drottning | g8 vit torn · a7 svart bonde · f7 svart bonde · b6 svart bonde · e6 svart drottning · h6 svart bonde · g4 vit bonde · h4 svart kung · a2 vit bonde · b2 vit bonde · e2 svart torn · g2 vit bonde · h2 vit kung · d1 vit drottning | g8 vit torn · a7 svart bonde · f7 svart bonde · b6 svart bonde · e6 svart drottning · h6 svart bonde · g4 vit bonde · h4 svart kung · a2 vit bonde · b2 vit bonde · e2 svart torn · g2 vit bonde · h2 vit kung · d1 vit drottning | g8 vit torn · a7 svart bonde · f7 svart bonde · b6 svart bonde · e6 svart drottning · h6 svart bonde · g4 vit bonde · h4 svart kung · a2 vit bonde · b2 vit bonde · e2 svart torn · g2 vit bonde · h2 vit kung · d1 vit drottning | g8 vit torn · a7 svart bonde · f7 svart bonde · b6 svart bonde · e6 svart drottning · h6 svart bonde · g4 vit bonde · h4 svart kung · a2 vit bonde · b2 vit bonde · e2 svart torn · g2 vit bonde · h2 vit kung · d1 vit drottning | g8 vit torn · a7 svart bonde · f7 svart bonde · b6 svart bonde · e6 svart drottning · h6 svart bonde · g4 vit bonde · h4 svart kung · a2 vit bonde · b2 vit bonde · e2 svart torn · g2 vit bonde · h2 vit kung · d1 vit drottning | g8 vit torn · a7 svart bonde · f7 svart bonde · b6 svart bonde · e6 svart drottning · h6 svart bonde · g4 vit bonde · h4 svart kung · a2 vit bonde · b2 vit bonde · e2 svart torn · g2 vit bonde · h2 vit kung · d1 vit drottning | g8 vit torn · a7 svart bonde · f7 svart bonde · b6 svart bonde · e6 svart drottning · h6 svart bonde · g4 vit bonde · h4 svart kung · a2 vit bonde · b2 vit bonde · e2 svart torn · g2 vit bonde · h2 vit kung · d1 vit drottning | 2 |
| 1 | g8 vit torn · a7 svart bonde · f7 svart bonde · b6 svart bonde · e6 svart drottning · h6 svart bonde · g4 vit bonde · h4 svart kung · a2 vit bonde · b2 vit bonde · e2 svart torn · g2 vit bonde · h2 vit kung · d1 vit drottning | g8 vit torn · a7 svart bonde · f7 svart bonde · b6 svart bonde · e6 svart drottning · h6 svart bonde · g4 vit bonde · h4 svart kung · a2 vit bonde · b2 vit bonde · e2 svart torn · g2 vit bonde · h2 vit kung · d1 vit drottning | g8 vit torn · a7 svart bonde · f7 svart bonde · b6 svart bonde · e6 svart drottning · h6 svart bonde · g4 vit bonde · h4 svart kung · a2 vit bonde · b2 vit bonde · e2 svart torn · g2 vit bonde · h2 vit kung · d1 vit drottning | g8 vit torn · a7 svart bonde · f7 svart bonde · b6 svart bonde · e6 svart drottning · h6 svart bonde · g4 vit bonde · h4 svart kung · a2 vit bonde · b2 vit bonde · e2 svart torn · g2 vit bonde · h2 vit kung · d1 vit drottning | g8 vit torn · a7 svart bonde · f7 svart bonde · b6 svart bonde · e6 svart drottning · h6 svart bonde · g4 vit bonde · h4 svart kung · a2 vit bonde · b2 vit bonde · e2 svart torn · g2 vit bonde · h2 vit kung · d1 vit drottning | g8 vit torn · a7 svart bonde · f7 svart bonde · b6 svart bonde · e6 svart drottning · h6 svart bonde · g4 vit bonde · h4 svart kung · a2 vit bonde · b2 vit bonde · e2 svart torn · g2 vit bonde · h2 vit kung · d1 vit drottning | g8 vit torn · a7 svart bonde · f7 svart bonde · b6 svart bonde · e6 svart drottning · h6 svart bonde · g4 vit bonde · h4 svart kung · a2 vit bonde · b2 vit bonde · e2 svart torn · g2 vit bonde · h2 vit kung · d1 vit drottning | g8 vit torn · a7 svart bonde · f7 svart bonde · b6 svart bonde · e6 svart drottning · h6 svart bonde · g4 vit bonde · h4 svart kung · a2 vit bonde · b2 vit bonde · e2 svart torn · g2 vit bonde · h2 vit kung · d1 vit drottning | 1 |
|   | a | b | c | d | e | f | g | h |   |

Avlänkning innebär att en pjäs tvingas bort från ett fält där den fyller en viktig uppgift.
Det kan ses som ett sätt att utnyttja en överlastad pjäs.
I diagrammet skulle vit kunna spela g3# om inte svarts torn bundit bonden mot kungen. Vit spelade därför avlänkningsdraget 48.De1+! och svart gav upp eftersom 48…Txe1 49.g3# är matt. 

### Mellandrag
|   | a | b | c | d | e | f | g | h |   |
| 8 | d8 svart torn · f8 svart torn · g8 svart kung · b7 svart bonde · d7 svart löpare · e7 svart springare · f7 svart bonde · g7 svart bonde · h7 svart bonde · a6 svart bonde · f6 svart springare · a5 svart drottning · d5 svart bonde · c4 svart bonde · d4 vit bonde · a3 vit bonde · c3 vit springare · f3 vit löpare · g3 vit springare · b2 vit bonde · c2 vit bonde · d2 vit drottning · f2 vit bonde · g2 vit bonde · h2 vit bonde · b1 vit kung · d1 vit torn · h1 vit torn | d8 svart torn · f8 svart torn · g8 svart kung · b7 svart bonde · d7 svart löpare · e7 svart springare · f7 svart bonde · g7 svart bonde · h7 svart bonde · a6 svart bonde · f6 svart springare · a5 svart drottning · d5 svart bonde · c4 svart bonde · d4 vit bonde · a3 vit bonde · c3 vit springare · f3 vit löpare · g3 vit springare · b2 vit bonde · c2 vit bonde · d2 vit drottning · f2 vit bonde · g2 vit bonde · h2 vit bonde · b1 vit kung · d1 vit torn · h1 vit torn | d8 svart torn · f8 svart torn · g8 svart kung · b7 svart bonde · d7 svart löpare · e7 svart springare · f7 svart bonde · g7 svart bonde · h7 svart bonde · a6 svart bonde · f6 svart springare · a5 svart drottning · d5 svart bonde · c4 svart bonde · d4 vit bonde · a3 vit bonde · c3 vit springare · f3 vit löpare · g3 vit springare · b2 vit bonde · c2 vit bonde · d2 vit drottning · f2 vit bonde · g2 vit bonde · h2 vit bonde · b1 vit kung · d1 vit torn · h1 vit torn | d8 svart torn · f8 svart torn · g8 svart kung · b7 svart bonde · d7 svart löpare · e7 svart springare · f7 svart bonde · g7 svart bonde · h7 svart bonde · a6 svart bonde · f6 svart springare · a5 svart drottning · d5 svart bonde · c4 svart bonde · d4 vit bonde · a3 vit bonde · c3 vit springare · f3 vit löpare · g3 vit springare · b2 vit bonde · c2 vit bonde · d2 vit drottning · f2 vit bonde · g2 vit bonde · h2 vit bonde · b1 vit kung · d1 vit torn · h1 vit torn | d8 svart torn · f8 svart torn · g8 svart kung · b7 svart bonde · d7 svart löpare · e7 svart springare · f7 svart bonde · g7 svart bonde · h7 svart bonde · a6 svart bonde · f6 svart springare · a5 svart drottning · d5 svart bonde · c4 svart bonde · d4 vit bonde · a3 vit bonde · c3 vit springare · f3 vit löpare · g3 vit springare · b2 vit bonde · c2 vit bonde · d2 vit drottning · f2 vit bonde · g2 vit bonde · h2 vit bonde · b1 vit kung · d1 vit torn · h1 vit torn | d8 svart torn · f8 svart torn · g8 svart kung · b7 svart bonde · d7 svart löpare · e7 svart springare · f7 svart bonde · g7 svart bonde · h7 svart bonde · a6 svart bonde · f6 svart springare · a5 svart drottning · d5 svart bonde · c4 svart bonde · d4 vit bonde · a3 vit bonde · c3 vit springare · f3 vit löpare · g3 vit springare · b2 vit bonde · c2 vit bonde · d2 vit drottning · f2 vit bonde · g2 vit bonde · h2 vit bonde · b1 vit kung · d1 vit torn · h1 vit torn | d8 svart torn · f8 svart torn · g8 svart kung · b7 svart bonde · d7 svart löpare · e7 svart springare · f7 svart bonde · g7 svart bonde · h7 svart bonde · a6 svart bonde · f6 svart springare · a5 svart drottning · d5 svart bonde · c4 svart bonde · d4 vit bonde · a3 vit bonde · c3 vit springare · f3 vit löpare · g3 vit springare · b2 vit bonde · c2 vit bonde · d2 vit drottning · f2 vit bonde · g2 vit bonde · h2 vit bonde · b1 vit kung · d1 vit torn · h1 vit torn | d8 svart torn · f8 svart torn · g8 svart kung · b7 svart bonde · d7 svart löpare · e7 svart springare · f7 svart bonde · g7 svart bonde · h7 svart bonde · a6 svart bonde · f6 svart springare · a5 svart drottning · d5 svart bonde · c4 svart bonde · d4 vit bonde · a3 vit bonde · c3 vit springare · f3 vit löpare · g3 vit springare · b2 vit bonde · c2 vit bonde · d2 vit drottning · f2 vit bonde · g2 vit bonde · h2 vit bonde · b1 vit kung · d1 vit torn · h1 vit torn | 8 |
| 7 | d8 svart torn · f8 svart torn · g8 svart kung · b7 svart bonde · d7 svart löpare · e7 svart springare · f7 svart bonde · g7 svart bonde · h7 svart bonde · a6 svart bonde · f6 svart springare · a5 svart drottning · d5 svart bonde · c4 svart bonde · d4 vit bonde · a3 vit bonde · c3 vit springare · f3 vit löpare · g3 vit springare · b2 vit bonde · c2 vit bonde · d2 vit drottning · f2 vit bonde · g2 vit bonde · h2 vit bonde · b1 vit kung · d1 vit torn · h1 vit torn | d8 svart torn · f8 svart torn · g8 svart kung · b7 svart bonde · d7 svart löpare · e7 svart springare · f7 svart bonde · g7 svart bonde · h7 svart bonde · a6 svart bonde · f6 svart springare · a5 svart drottning · d5 svart bonde · c4 svart bonde · d4 vit bonde · a3 vit bonde · c3 vit springare · f3 vit löpare · g3 vit springare · b2 vit bonde · c2 vit bonde · d2 vit drottning · f2 vit bonde · g2 vit bonde · h2 vit bonde · b1 vit kung · d1 vit torn · h1 vit torn | d8 svart torn · f8 svart torn · g8 svart kung · b7 svart bonde · d7 svart löpare · e7 svart springare · f7 svart bonde · g7 svart bonde · h7 svart bonde · a6 svart bonde · f6 svart springare · a5 svart drottning · d5 svart bonde · c4 svart bonde · d4 vit bonde · a3 vit bonde · c3 vit springare · f3 vit löpare · g3 vit springare · b2 vit bonde · c2 vit bonde · d2 vit drottning · f2 vit bonde · g2 vit bonde · h2 vit bonde · b1 vit kung · d1 vit torn · h1 vit torn | d8 svart torn · f8 svart torn · g8 svart kung · b7 svart bonde · d7 svart löpare · e7 svart springare · f7 svart bonde · g7 svart bonde · h7 svart bonde · a6 svart bonde · f6 svart springare · a5 svart drottning · d5 svart bonde · c4 svart bonde · d4 vit bonde · a3 vit bonde · c3 vit springare · f3 vit löpare · g3 vit springare · b2 vit bonde · c2 vit bonde · d2 vit drottning · f2 vit bonde · g2 vit bonde · h2 vit bonde · b1 vit kung · d1 vit torn · h1 vit torn | d8 svart torn · f8 svart torn · g8 svart kung · b7 svart bonde · d7 svart löpare · e7 svart springare · f7 svart bonde · g7 svart bonde · h7 svart bonde · a6 svart bonde · f6 svart springare · a5 svart drottning · d5 svart bonde · c4 svart bonde · d4 vit bonde · a3 vit bonde · c3 vit springare · f3 vit löpare · g3 vit springare · b2 vit bonde · c2 vit bonde · d2 vit drottning · f2 vit bonde · g2 vit bonde · h2 vit bonde · b1 vit kung · d1 vit torn · h1 vit torn | d8 svart torn · f8 svart torn · g8 svart kung · b7 svart bonde · d7 svart löpare · e7 svart springare · f7 svart bonde · g7 svart bonde · h7 svart bonde · a6 svart bonde · f6 svart springare · a5 svart drottning · d5 svart bonde · c4 svart bonde · d4 vit bonde · a3 vit bonde · c3 vit springare · f3 vit löpare · g3 vit springare · b2 vit bonde · c2 vit bonde · d2 vit drottning · f2 vit bonde · g2 vit bonde · h2 vit bonde · b1 vit kung · d1 vit torn · h1 vit torn | d8 svart torn · f8 svart torn · g8 svart kung · b7 svart bonde · d7 svart löpare · e7 svart springare · f7 svart bonde · g7 svart bonde · h7 svart bonde · a6 svart bonde · f6 svart springare · a5 svart drottning · d5 svart bonde · c4 svart bonde · d4 vit bonde · a3 vit bonde · c3 vit springare · f3 vit löpare · g3 vit springare · b2 vit bonde · c2 vit bonde · d2 vit drottning · f2 vit bonde · g2 vit bonde · h2 vit bonde · b1 vit kung · d1 vit torn · h1 vit torn | d8 svart torn · f8 svart torn · g8 svart kung · b7 svart bonde · d7 svart löpare · e7 svart springare · f7 svart bonde · g7 svart bonde · h7 svart bonde · a6 svart bonde · f6 svart springare · a5 svart drottning · d5 svart bonde · c4 svart bonde · d4 vit bonde · a3 vit bonde · c3 vit springare · f3 vit löpare · g3 vit springare · b2 vit bonde · c2 vit bonde · d2 vit drottning · f2 vit bonde · g2 vit bonde · h2 vit bonde · b1 vit kung · d1 vit torn · h1 vit torn | 7 |
| 6 | d8 svart torn · f8 svart torn · g8 svart kung · b7 svart bonde · d7 svart löpare · e7 svart springare · f7 svart bonde · g7 svart bonde · h7 svart bonde · a6 svart bonde · f6 svart springare · a5 svart drottning · d5 svart bonde · c4 svart bonde · d4 vit bonde · a3 vit bonde · c3 vit springare · f3 vit löpare · g3 vit springare · b2 vit bonde · c2 vit bonde · d2 vit drottning · f2 vit bonde · g2 vit bonde · h2 vit bonde · b1 vit kung · d1 vit torn · h1 vit torn | d8 svart torn · f8 svart torn · g8 svart kung · b7 svart bonde · d7 svart löpare · e7 svart springare · f7 svart bonde · g7 svart bonde · h7 svart bonde · a6 svart bonde · f6 svart springare · a5 svart drottning · d5 svart bonde · c4 svart bonde · d4 vit bonde · a3 vit bonde · c3 vit springare · f3 vit löpare · g3 vit springare · b2 vit bonde · c2 vit bonde · d2 vit drottning · f2 vit bonde · g2 vit bonde · h2 vit bonde · b1 vit kung · d1 vit torn · h1 vit torn | d8 svart torn · f8 svart torn · g8 svart kung · b7 svart bonde · d7 svart löpare · e7 svart springare · f7 svart bonde · g7 svart bonde · h7 svart bonde · a6 svart bonde · f6 svart springare · a5 svart drottning · d5 svart bonde · c4 svart bonde · d4 vit bonde · a3 vit bonde · c3 vit springare · f3 vit löpare · g3 vit springare · b2 vit bonde · c2 vit bonde · d2 vit drottning · f2 vit bonde · g2 vit bonde · h2 vit bonde · b1 vit kung · d1 vit torn · h1 vit torn | d8 svart torn · f8 svart torn · g8 svart kung · b7 svart bonde · d7 svart löpare · e7 svart springare · f7 svart bonde · g7 svart bonde · h7 svart bonde · a6 svart bonde · f6 svart springare · a5 svart drottning · d5 svart bonde · c4 svart bonde · d4 vit bonde · a3 vit bonde · c3 vit springare · f3 vit löpare · g3 vit springare · b2 vit bonde · c2 vit bonde · d2 vit drottning · f2 vit bonde · g2 vit bonde · h2 vit bonde · b1 vit kung · d1 vit torn · h1 vit torn | d8 svart torn · f8 svart torn · g8 svart kung · b7 svart bonde · d7 svart löpare · e7 svart springare · f7 svart bonde · g7 svart bonde · h7 svart bonde · a6 svart bonde · f6 svart springare · a5 svart drottning · d5 svart bonde · c4 svart bonde · d4 vit bonde · a3 vit bonde · c3 vit springare · f3 vit löpare · g3 vit springare · b2 vit bonde · c2 vit bonde · d2 vit drottning · f2 vit bonde · g2 vit bonde · h2 vit bonde · b1 vit kung · d1 vit torn · h1 vit torn | d8 svart torn · f8 svart torn · g8 svart kung · b7 svart bonde · d7 svart löpare · e7 svart springare · f7 svart bonde · g7 svart bonde · h7 svart bonde · a6 svart bonde · f6 svart springare · a5 svart drottning · d5 svart bonde · c4 svart bonde · d4 vit bonde · a3 vit bonde · c3 vit springare · f3 vit löpare · g3 vit springare · b2 vit bonde · c2 vit bonde · d2 vit drottning · f2 vit bonde · g2 vit bonde · h2 vit bonde · b1 vit kung · d1 vit torn · h1 vit torn | d8 svart torn · f8 svart torn · g8 svart kung · b7 svart bonde · d7 svart löpare · e7 svart springare · f7 svart bonde · g7 svart bonde · h7 svart bonde · a6 svart bonde · f6 svart springare · a5 svart drottning · d5 svart bonde · c4 svart bonde · d4 vit bonde · a3 vit bonde · c3 vit springare · f3 vit löpare · g3 vit springare · b2 vit bonde · c2 vit bonde · d2 vit drottning · f2 vit bonde · g2 vit bonde · h2 vit bonde · b1 vit kung · d1 vit torn · h1 vit torn | d8 svart torn · f8 svart torn · g8 svart kung · b7 svart bonde · d7 svart löpare · e7 svart springare · f7 svart bonde · g7 svart bonde · h7 svart bonde · a6 svart bonde · f6 svart springare · a5 svart drottning · d5 svart bonde · c4 svart bonde · d4 vit bonde · a3 vit bonde · c3 vit springare · f3 vit löpare · g3 vit springare · b2 vit bonde · c2 vit bonde · d2 vit drottning · f2 vit bonde · g2 vit bonde · h2 vit bonde · b1 vit kung · d1 vit torn · h1 vit torn | 6 |
| 5 | d8 svart torn · f8 svart torn · g8 svart kung · b7 svart bonde · d7 svart löpare · e7 svart springare · f7 svart bonde · g7 svart bonde · h7 svart bonde · a6 svart bonde · f6 svart springare · a5 svart drottning · d5 svart bonde · c4 svart bonde · d4 vit bonde · a3 vit bonde · c3 vit springare · f3 vit löpare · g3 vit springare · b2 vit bonde · c2 vit bonde · d2 vit drottning · f2 vit bonde · g2 vit bonde · h2 vit bonde · b1 vit kung · d1 vit torn · h1 vit torn | d8 svart torn · f8 svart torn · g8 svart kung · b7 svart bonde · d7 svart löpare · e7 svart springare · f7 svart bonde · g7 svart bonde · h7 svart bonde · a6 svart bonde · f6 svart springare · a5 svart drottning · d5 svart bonde · c4 svart bonde · d4 vit bonde · a3 vit bonde · c3 vit springare · f3 vit löpare · g3 vit springare · b2 vit bonde · c2 vit bonde · d2 vit drottning · f2 vit bonde · g2 vit bonde · h2 vit bonde · b1 vit kung · d1 vit torn · h1 vit torn | d8 svart torn · f8 svart torn · g8 svart kung · b7 svart bonde · d7 svart löpare · e7 svart springare · f7 svart bonde · g7 svart bonde · h7 svart bonde · a6 svart bonde · f6 svart springare · a5 svart drottning · d5 svart bonde · c4 svart bonde · d4 vit bonde · a3 vit bonde · c3 vit springare · f3 vit löpare · g3 vit springare · b2 vit bonde · c2 vit bonde · d2 vit drottning · f2 vit bonde · g2 vit bonde · h2 vit bonde · b1 vit kung · d1 vit torn · h1 vit torn | d8 svart torn · f8 svart torn · g8 svart kung · b7 svart bonde · d7 svart löpare · e7 svart springare · f7 svart bonde · g7 svart bonde · h7 svart bonde · a6 svart bonde · f6 svart springare · a5 svart drottning · d5 svart bonde · c4 svart bonde · d4 vit bonde · a3 vit bonde · c3 vit springare · f3 vit löpare · g3 vit springare · b2 vit bonde · c2 vit bonde · d2 vit drottning · f2 vit bonde · g2 vit bonde · h2 vit bonde · b1 vit kung · d1 vit torn · h1 vit torn | d8 svart torn · f8 svart torn · g8 svart kung · b7 svart bonde · d7 svart löpare · e7 svart springare · f7 svart bonde · g7 svart bonde · h7 svart bonde · a6 svart bonde · f6 svart springare · a5 svart drottning · d5 svart bonde · c4 svart bonde · d4 vit bonde · a3 vit bonde · c3 vit springare · f3 vit löpare · g3 vit springare · b2 vit bonde · c2 vit bonde · d2 vit drottning · f2 vit bonde · g2 vit bonde · h2 vit bonde · b1 vit kung · d1 vit torn · h1 vit torn | d8 svart torn · f8 svart torn · g8 svart kung · b7 svart bonde · d7 svart löpare · e7 svart springare · f7 svart bonde · g7 svart bonde · h7 svart bonde · a6 svart bonde · f6 svart springare · a5 svart drottning · d5 svart bonde · c4 svart bonde · d4 vit bonde · a3 vit bonde · c3 vit springare · f3 vit löpare · g3 vit springare · b2 vit bonde · c2 vit bonde · d2 vit drottning · f2 vit bonde · g2 vit bonde · h2 vit bonde · b1 vit kung · d1 vit torn · h1 vit torn | d8 svart torn · f8 svart torn · g8 svart kung · b7 svart bonde · d7 svart löpare · e7 svart springare · f7 svart bonde · g7 svart bonde · h7 svart bonde · a6 svart bonde · f6 svart springare · a5 svart drottning · d5 svart bonde · c4 svart bonde · d4 vit bonde · a3 vit bonde · c3 vit springare · f3 vit löpare · g3 vit springare · b2 vit bonde · c2 vit bonde · d2 vit drottning · f2 vit bonde · g2 vit bonde · h2 vit bonde · b1 vit kung · d1 vit torn · h1 vit torn | d8 svart torn · f8 svart torn · g8 svart kung · b7 svart bonde · d7 svart löpare · e7 svart springare · f7 svart bonde · g7 svart bonde · h7 svart bonde · a6 svart bonde · f6 svart springare · a5 svart drottning · d5 svart bonde · c4 svart bonde · d4 vit bonde · a3 vit bonde · c3 vit springare · f3 vit löpare · g3 vit springare · b2 vit bonde · c2 vit bonde · d2 vit drottning · f2 vit bonde · g2 vit bonde · h2 vit bonde · b1 vit kung · d1 vit torn · h1 vit torn | 5 |
| 4 | d8 svart torn · f8 svart torn · g8 svart kung · b7 svart bonde · d7 svart löpare · e7 svart springare · f7 svart bonde · g7 svart bonde · h7 svart bonde · a6 svart bonde · f6 svart springare · a5 svart drottning · d5 svart bonde · c4 svart bonde · d4 vit bonde · a3 vit bonde · c3 vit springare · f3 vit löpare · g3 vit springare · b2 vit bonde · c2 vit bonde · d2 vit drottning · f2 vit bonde · g2 vit bonde · h2 vit bonde · b1 vit kung · d1 vit torn · h1 vit torn | d8 svart torn · f8 svart torn · g8 svart kung · b7 svart bonde · d7 svart löpare · e7 svart springare · f7 svart bonde · g7 svart bonde · h7 svart bonde · a6 svart bonde · f6 svart springare · a5 svart drottning · d5 svart bonde · c4 svart bonde · d4 vit bonde · a3 vit bonde · c3 vit springare · f3 vit löpare · g3 vit springare · b2 vit bonde · c2 vit bonde · d2 vit drottning · f2 vit bonde · g2 vit bonde · h2 vit bonde · b1 vit kung · d1 vit torn · h1 vit torn | d8 svart torn · f8 svart torn · g8 svart kung · b7 svart bonde · d7 svart löpare · e7 svart springare · f7 svart bonde · g7 svart bonde · h7 svart bonde · a6 svart bonde · f6 svart springare · a5 svart drottning · d5 svart bonde · c4 svart bonde · d4 vit bonde · a3 vit bonde · c3 vit springare · f3 vit löpare · g3 vit springare · b2 vit bonde · c2 vit bonde · d2 vit drottning · f2 vit bonde · g2 vit bonde · h2 vit bonde · b1 vit kung · d1 vit torn · h1 vit torn | d8 svart torn · f8 svart torn · g8 svart kung · b7 svart bonde · d7 svart löpare · e7 svart springare · f7 svart bonde · g7 svart bonde · h7 svart bonde · a6 svart bonde · f6 svart springare · a5 svart drottning · d5 svart bonde · c4 svart bonde · d4 vit bonde · a3 vit bonde · c3 vit springare · f3 vit löpare · g3 vit springare · b2 vit bonde · c2 vit bonde · d2 vit drottning · f2 vit bonde · g2 vit bonde · h2 vit bonde · b1 vit kung · d1 vit torn · h1 vit torn | d8 svart torn · f8 svart torn · g8 svart kung · b7 svart bonde · d7 svart löpare · e7 svart springare · f7 svart bonde · g7 svart bonde · h7 svart bonde · a6 svart bonde · f6 svart springare · a5 svart drottning · d5 svart bonde · c4 svart bonde · d4 vit bonde · a3 vit bonde · c3 vit springare · f3 vit löpare · g3 vit springare · b2 vit bonde · c2 vit bonde · d2 vit drottning · f2 vit bonde · g2 vit bonde · h2 vit bonde · b1 vit kung · d1 vit torn · h1 vit torn | d8 svart torn · f8 svart torn · g8 svart kung · b7 svart bonde · d7 svart löpare · e7 svart springare · f7 svart bonde · g7 svart bonde · h7 svart bonde · a6 svart bonde · f6 svart springare · a5 svart drottning · d5 svart bonde · c4 svart bonde · d4 vit bonde · a3 vit bonde · c3 vit springare · f3 vit löpare · g3 vit springare · b2 vit bonde · c2 vit bonde · d2 vit drottning · f2 vit bonde · g2 vit bonde · h2 vit bonde · b1 vit kung · d1 vit torn · h1 vit torn | d8 svart torn · f8 svart torn · g8 svart kung · b7 svart bonde · d7 svart löpare · e7 svart springare · f7 svart bonde · g7 svart bonde · h7 svart bonde · a6 svart bonde · f6 svart springare · a5 svart drottning · d5 svart bonde · c4 svart bonde · d4 vit bonde · a3 vit bonde · c3 vit springare · f3 vit löpare · g3 vit springare · b2 vit bonde · c2 vit bonde · d2 vit drottning · f2 vit bonde · g2 vit bonde · h2 vit bonde · b1 vit kung · d1 vit torn · h1 vit torn | d8 svart torn · f8 svart torn · g8 svart kung · b7 svart bonde · d7 svart löpare · e7 svart springare · f7 svart bonde · g7 svart bonde · h7 svart bonde · a6 svart bonde · f6 svart springare · a5 svart drottning · d5 svart bonde · c4 svart bonde · d4 vit bonde · a3 vit bonde · c3 vit springare · f3 vit löpare · g3 vit springare · b2 vit bonde · c2 vit bonde · d2 vit drottning · f2 vit bonde · g2 vit bonde · h2 vit bonde · b1 vit kung · d1 vit torn · h1 vit torn | 4 |
| 3 | d8 svart torn · f8 svart torn · g8 svart kung · b7 svart bonde · d7 svart löpare · e7 svart springare · f7 svart bonde · g7 svart bonde · h7 svart bonde · a6 svart bonde · f6 svart springare · a5 svart drottning · d5 svart bonde · c4 svart bonde · d4 vit bonde · a3 vit bonde · c3 vit springare · f3 vit löpare · g3 vit springare · b2 vit bonde · c2 vit bonde · d2 vit drottning · f2 vit bonde · g2 vit bonde · h2 vit bonde · b1 vit kung · d1 vit torn · h1 vit torn | d8 svart torn · f8 svart torn · g8 svart kung · b7 svart bonde · d7 svart löpare · e7 svart springare · f7 svart bonde · g7 svart bonde · h7 svart bonde · a6 svart bonde · f6 svart springare · a5 svart drottning · d5 svart bonde · c4 svart bonde · d4 vit bonde · a3 vit bonde · c3 vit springare · f3 vit löpare · g3 vit springare · b2 vit bonde · c2 vit bonde · d2 vit drottning · f2 vit bonde · g2 vit bonde · h2 vit bonde · b1 vit kung · d1 vit torn · h1 vit torn | d8 svart torn · f8 svart torn · g8 svart kung · b7 svart bonde · d7 svart löpare · e7 svart springare · f7 svart bonde · g7 svart bonde · h7 svart bonde · a6 svart bonde · f6 svart springare · a5 svart drottning · d5 svart bonde · c4 svart bonde · d4 vit bonde · a3 vit bonde · c3 vit springare · f3 vit löpare · g3 vit springare · b2 vit bonde · c2 vit bonde · d2 vit drottning · f2 vit bonde · g2 vit bonde · h2 vit bonde · b1 vit kung · d1 vit torn · h1 vit torn | d8 svart torn · f8 svart torn · g8 svart kung · b7 svart bonde · d7 svart löpare · e7 svart springare · f7 svart bonde · g7 svart bonde · h7 svart bonde · a6 svart bonde · f6 svart springare · a5 svart drottning · d5 svart bonde · c4 svart bonde · d4 vit bonde · a3 vit bonde · c3 vit springare · f3 vit löpare · g3 vit springare · b2 vit bonde · c2 vit bonde · d2 vit drottning · f2 vit bonde · g2 vit bonde · h2 vit bonde · b1 vit kung · d1 vit torn · h1 vit torn | d8 svart torn · f8 svart torn · g8 svart kung · b7 svart bonde · d7 svart löpare · e7 svart springare · f7 svart bonde · g7 svart bonde · h7 svart bonde · a6 svart bonde · f6 svart springare · a5 svart drottning · d5 svart bonde · c4 svart bonde · d4 vit bonde · a3 vit bonde · c3 vit springare · f3 vit löpare · g3 vit springare · b2 vit bonde · c2 vit bonde · d2 vit drottning · f2 vit bonde · g2 vit bonde · h2 vit bonde · b1 vit kung · d1 vit torn · h1 vit torn | d8 svart torn · f8 svart torn · g8 svart kung · b7 svart bonde · d7 svart löpare · e7 svart springare · f7 svart bonde · g7 svart bonde · h7 svart bonde · a6 svart bonde · f6 svart springare · a5 svart drottning · d5 svart bonde · c4 svart bonde · d4 vit bonde · a3 vit bonde · c3 vit springare · f3 vit löpare · g3 vit springare · b2 vit bonde · c2 vit bonde · d2 vit drottning · f2 vit bonde · g2 vit bonde · h2 vit bonde · b1 vit kung · d1 vit torn · h1 vit torn | d8 svart torn · f8 svart torn · g8 svart kung · b7 svart bonde · d7 svart löpare · e7 svart springare · f7 svart bonde · g7 svart bonde · h7 svart bonde · a6 svart bonde · f6 svart springare · a5 svart drottning · d5 svart bonde · c4 svart bonde · d4 vit bonde · a3 vit bonde · c3 vit springare · f3 vit löpare · g3 vit springare · b2 vit bonde · c2 vit bonde · d2 vit drottning · f2 vit bonde · g2 vit bonde · h2 vit bonde · b1 vit kung · d1 vit torn · h1 vit torn | d8 svart torn · f8 svart torn · g8 svart kung · b7 svart bonde · d7 svart löpare · e7 svart springare · f7 svart bonde · g7 svart bonde · h7 svart bonde · a6 svart bonde · f6 svart springare · a5 svart drottning · d5 svart bonde · c4 svart bonde · d4 vit bonde · a3 vit bonde · c3 vit springare · f3 vit löpare · g3 vit springare · b2 vit bonde · c2 vit bonde · d2 vit drottning · f2 vit bonde · g2 vit bonde · h2 vit bonde · b1 vit kung · d1 vit torn · h1 vit torn | 3 |
| 2 | d8 svart torn · f8 svart torn · g8 svart kung · b7 svart bonde · d7 svart löpare · e7 svart springare · f7 svart bonde · g7 svart bonde · h7 svart bonde · a6 svart bonde · f6 svart springare · a5 svart drottning · d5 svart bonde · c4 svart bonde · d4 vit bonde · a3 vit bonde · c3 vit springare · f3 vit löpare · g3 vit springare · b2 vit bonde · c2 vit bonde · d2 vit drottning · f2 vit bonde · g2 vit bonde · h2 vit bonde · b1 vit kung · d1 vit torn · h1 vit torn | d8 svart torn · f8 svart torn · g8 svart kung · b7 svart bonde · d7 svart löpare · e7 svart springare · f7 svart bonde · g7 svart bonde · h7 svart bonde · a6 svart bonde · f6 svart springare · a5 svart drottning · d5 svart bonde · c4 svart bonde · d4 vit bonde · a3 vit bonde · c3 vit springare · f3 vit löpare · g3 vit springare · b2 vit bonde · c2 vit bonde · d2 vit drottning · f2 vit bonde · g2 vit bonde · h2 vit bonde · b1 vit kung · d1 vit torn · h1 vit torn | d8 svart torn · f8 svart torn · g8 svart kung · b7 svart bonde · d7 svart löpare · e7 svart springare · f7 svart bonde · g7 svart bonde · h7 svart bonde · a6 svart bonde · f6 svart springare · a5 svart drottning · d5 svart bonde · c4 svart bonde · d4 vit bonde · a3 vit bonde · c3 vit springare · f3 vit löpare · g3 vit springare · b2 vit bonde · c2 vit bonde · d2 vit drottning · f2 vit bonde · g2 vit bonde · h2 vit bonde · b1 vit kung · d1 vit torn · h1 vit torn | d8 svart torn · f8 svart torn · g8 svart kung · b7 svart bonde · d7 svart löpare · e7 svart springare · f7 svart bonde · g7 svart bonde · h7 svart bonde · a6 svart bonde · f6 svart springare · a5 svart drottning · d5 svart bonde · c4 svart bonde · d4 vit bonde · a3 vit bonde · c3 vit springare · f3 vit löpare · g3 vit springare · b2 vit bonde · c2 vit bonde · d2 vit drottning · f2 vit bonde · g2 vit bonde · h2 vit bonde · b1 vit kung · d1 vit torn · h1 vit torn | d8 svart torn · f8 svart torn · g8 svart kung · b7 svart bonde · d7 svart löpare · e7 svart springare · f7 svart bonde · g7 svart bonde · h7 svart bonde · a6 svart bonde · f6 svart springare · a5 svart drottning · d5 svart bonde · c4 svart bonde · d4 vit bonde · a3 vit bonde · c3 vit springare · f3 vit löpare · g3 vit springare · b2 vit bonde · c2 vit bonde · d2 vit drottning · f2 vit bonde · g2 vit bonde · h2 vit bonde · b1 vit kung · d1 vit torn · h1 vit torn | d8 svart torn · f8 svart torn · g8 svart kung · b7 svart bonde · d7 svart löpare · e7 svart springare · f7 svart bonde · g7 svart bonde · h7 svart bonde · a6 svart bonde · f6 svart springare · a5 svart drottning · d5 svart bonde · c4 svart bonde · d4 vit bonde · a3 vit bonde · c3 vit springare · f3 vit löpare · g3 vit springare · b2 vit bonde · c2 vit bonde · d2 vit drottning · f2 vit bonde · g2 vit bonde · h2 vit bonde · b1 vit kung · d1 vit torn · h1 vit torn | d8 svart torn · f8 svart torn · g8 svart kung · b7 svart bonde · d7 svart löpare · e7 svart springare · f7 svart bonde · g7 svart bonde · h7 svart bonde · a6 svart bonde · f6 svart springare · a5 svart drottning · d5 svart bonde · c4 svart bonde · d4 vit bonde · a3 vit bonde · c3 vit springare · f3 vit löpare · g3 vit springare · b2 vit bonde · c2 vit bonde · d2 vit drottning · f2 vit bonde · g2 vit bonde · h2 vit bonde · b1 vit kung · d1 vit torn · h1 vit torn | d8 svart torn · f8 svart torn · g8 svart kung · b7 svart bonde · d7 svart löpare · e7 svart springare · f7 svart bonde · g7 svart bonde · h7 svart bonde · a6 svart bonde · f6 svart springare · a5 svart drottning · d5 svart bonde · c4 svart bonde · d4 vit bonde · a3 vit bonde · c3 vit springare · f3 vit löpare · g3 vit springare · b2 vit bonde · c2 vit bonde · d2 vit drottning · f2 vit bonde · g2 vit bonde · h2 vit bonde · b1 vit kung · d1 vit torn · h1 vit torn | 2 |
| 1 | d8 svart torn · f8 svart torn · g8 svart kung · b7 svart bonde · d7 svart löpare · e7 svart springare · f7 svart bonde · g7 svart bonde · h7 svart bonde · a6 svart bonde · f6 svart springare · a5 svart drottning · d5 svart bonde · c4 svart bonde · d4 vit bonde · a3 vit bonde · c3 vit springare · f3 vit löpare · g3 vit springare · b2 vit bonde · c2 vit bonde · d2 vit drottning · f2 vit bonde · g2 vit bonde · h2 vit bonde · b1 vit kung · d1 vit torn · h1 vit torn | d8 svart torn · f8 svart torn · g8 svart kung · b7 svart bonde · d7 svart löpare · e7 svart springare · f7 svart bonde · g7 svart bonde · h7 svart bonde · a6 svart bonde · f6 svart springare · a5 svart drottning · d5 svart bonde · c4 svart bonde · d4 vit bonde · a3 vit bonde · c3 vit springare · f3 vit löpare · g3 vit springare · b2 vit bonde · c2 vit bonde · d2 vit drottning · f2 vit bonde · g2 vit bonde · h2 vit bonde · b1 vit kung · d1 vit torn · h1 vit torn | d8 svart torn · f8 svart torn · g8 svart kung · b7 svart bonde · d7 svart löpare · e7 svart springare · f7 svart bonde · g7 svart bonde · h7 svart bonde · a6 svart bonde · f6 svart springare · a5 svart drottning · d5 svart bonde · c4 svart bonde · d4 vit bonde · a3 vit bonde · c3 vit springare · f3 vit löpare · g3 vit springare · b2 vit bonde · c2 vit bonde · d2 vit drottning · f2 vit bonde · g2 vit bonde · h2 vit bonde · b1 vit kung · d1 vit torn · h1 vit torn | d8 svart torn · f8 svart torn · g8 svart kung · b7 svart bonde · d7 svart löpare · e7 svart springare · f7 svart bonde · g7 svart bonde · h7 svart bonde · a6 svart bonde · f6 svart springare · a5 svart drottning · d5 svart bonde · c4 svart bonde · d4 vit bonde · a3 vit bonde · c3 vit springare · f3 vit löpare · g3 vit springare · b2 vit bonde · c2 vit bonde · d2 vit drottning · f2 vit bonde · g2 vit bonde · h2 vit bonde · b1 vit kung · d1 vit torn · h1 vit torn | d8 svart torn · f8 svart torn · g8 svart kung · b7 svart bonde · d7 svart löpare · e7 svart springare · f7 svart bonde · g7 svart bonde · h7 svart bonde · a6 svart bonde · f6 svart springare · a5 svart drottning · d5 svart bonde · c4 svart bonde · d4 vit bonde · a3 vit bonde · c3 vit springare · f3 vit löpare · g3 vit springare · b2 vit bonde · c2 vit bonde · d2 vit drottning · f2 vit bonde · g2 vit bonde · h2 vit bonde · b1 vit kung · d1 vit torn · h1 vit torn | d8 svart torn · f8 svart torn · g8 svart kung · b7 svart bonde · d7 svart löpare · e7 svart springare · f7 svart bonde · g7 svart bonde · h7 svart bonde · a6 svart bonde · f6 svart springare · a5 svart drottning · d5 svart bonde · c4 svart bonde · d4 vit bonde · a3 vit bonde · c3 vit springare · f3 vit löpare · g3 vit springare · b2 vit bonde · c2 vit bonde · d2 vit drottning · f2 vit bonde · g2 vit bonde · h2 vit bonde · b1 vit kung · d1 vit torn · h1 vit torn | d8 svart torn · f8 svart torn · g8 svart kung · b7 svart bonde · d7 svart löpare · e7 svart springare · f7 svart bonde · g7 svart bonde · h7 svart bonde · a6 svart bonde · f6 svart springare · a5 svart drottning · d5 svart bonde · c4 svart bonde · d4 vit bonde · a3 vit bonde · c3 vit springare · f3 vit löpare · g3 vit springare · b2 vit bonde · c2 vit bonde · d2 vit drottning · f2 vit bonde · g2 vit bonde · h2 vit bonde · b1 vit kung · d1 vit torn · h1 vit torn | d8 svart torn · f8 svart torn · g8 svart kung · b7 svart bonde · d7 svart löpare · e7 svart springare · f7 svart bonde · g7 svart bonde · h7 svart bonde · a6 svart bonde · f6 svart springare · a5 svart drottning · d5 svart bonde · c4 svart bonde · d4 vit bonde · a3 vit bonde · c3 vit springare · f3 vit löpare · g3 vit springare · b2 vit bonde · c2 vit bonde · d2 vit drottning · f2 vit bonde · g2 vit bonde · h2 vit bonde · b1 vit kung · d1 vit torn · h1 vit torn | 1 |
|   | a | b | c | d | e | f | g | h |   |

Ett mellandrag (det tyska zwischenzug används på flera språk) är när man i stället för att omedelbart göra ett uppenbart drag, som att bemöta ett hot eller ta tillbaka en pjäs, sticker in ett mothot som motståndaren måste ta hänsyn till. Mellandrag kan vara både offensiva (för att vinna material) och defensiva (för att klara sig ur dubbelhot).
I diagrammet kan vit spela 1.Sxd5! med hot mot damen. Efter 1…Dxd2 spelar vit mellandraget 2.Sxe7+ och först efter 2…Kh8 tar vit tillbaka damen med 3.Txd2. Vit vinner därigenom en pjäs.

### Dolk
|   | a | b | c | d | e | f | g | h |   |
| 8 | c8 vit drottning · b7 svart bonde · g7 svart drottning · a6 svart bonde · e5 svart kung · g5 svart bonde · a4 vit bonde · h3 vit bonde · f2 vit bonde · g2 vit bonde · g1 vit kung | c8 vit drottning · b7 svart bonde · g7 svart drottning · a6 svart bonde · e5 svart kung · g5 svart bonde · a4 vit bonde · h3 vit bonde · f2 vit bonde · g2 vit bonde · g1 vit kung | c8 vit drottning · b7 svart bonde · g7 svart drottning · a6 svart bonde · e5 svart kung · g5 svart bonde · a4 vit bonde · h3 vit bonde · f2 vit bonde · g2 vit bonde · g1 vit kung | c8 vit drottning · b7 svart bonde · g7 svart drottning · a6 svart bonde · e5 svart kung · g5 svart bonde · a4 vit bonde · h3 vit bonde · f2 vit bonde · g2 vit bonde · g1 vit kung | c8 vit drottning · b7 svart bonde · g7 svart drottning · a6 svart bonde · e5 svart kung · g5 svart bonde · a4 vit bonde · h3 vit bonde · f2 vit bonde · g2 vit bonde · g1 vit kung | c8 vit drottning · b7 svart bonde · g7 svart drottning · a6 svart bonde · e5 svart kung · g5 svart bonde · a4 vit bonde · h3 vit bonde · f2 vit bonde · g2 vit bonde · g1 vit kung | c8 vit drottning · b7 svart bonde · g7 svart drottning · a6 svart bonde · e5 svart kung · g5 svart bonde · a4 vit bonde · h3 vit bonde · f2 vit bonde · g2 vit bonde · g1 vit kung | c8 vit drottning · b7 svart bonde · g7 svart drottning · a6 svart bonde · e5 svart kung · g5 svart bonde · a4 vit bonde · h3 vit bonde · f2 vit bonde · g2 vit bonde · g1 vit kung | 8 |
| 7 | c8 vit drottning · b7 svart bonde · g7 svart drottning · a6 svart bonde · e5 svart kung · g5 svart bonde · a4 vit bonde · h3 vit bonde · f2 vit bonde · g2 vit bonde · g1 vit kung | c8 vit drottning · b7 svart bonde · g7 svart drottning · a6 svart bonde · e5 svart kung · g5 svart bonde · a4 vit bonde · h3 vit bonde · f2 vit bonde · g2 vit bonde · g1 vit kung | c8 vit drottning · b7 svart bonde · g7 svart drottning · a6 svart bonde · e5 svart kung · g5 svart bonde · a4 vit bonde · h3 vit bonde · f2 vit bonde · g2 vit bonde · g1 vit kung | c8 vit drottning · b7 svart bonde · g7 svart drottning · a6 svart bonde · e5 svart kung · g5 svart bonde · a4 vit bonde · h3 vit bonde · f2 vit bonde · g2 vit bonde · g1 vit kung | c8 vit drottning · b7 svart bonde · g7 svart drottning · a6 svart bonde · e5 svart kung · g5 svart bonde · a4 vit bonde · h3 vit bonde · f2 vit bonde · g2 vit bonde · g1 vit kung | c8 vit drottning · b7 svart bonde · g7 svart drottning · a6 svart bonde · e5 svart kung · g5 svart bonde · a4 vit bonde · h3 vit bonde · f2 vit bonde · g2 vit bonde · g1 vit kung | c8 vit drottning · b7 svart bonde · g7 svart drottning · a6 svart bonde · e5 svart kung · g5 svart bonde · a4 vit bonde · h3 vit bonde · f2 vit bonde · g2 vit bonde · g1 vit kung | c8 vit drottning · b7 svart bonde · g7 svart drottning · a6 svart bonde · e5 svart kung · g5 svart bonde · a4 vit bonde · h3 vit bonde · f2 vit bonde · g2 vit bonde · g1 vit kung | 7 |
| 6 | c8 vit drottning · b7 svart bonde · g7 svart drottning · a6 svart bonde · e5 svart kung · g5 svart bonde · a4 vit bonde · h3 vit bonde · f2 vit bonde · g2 vit bonde · g1 vit kung | c8 vit drottning · b7 svart bonde · g7 svart drottning · a6 svart bonde · e5 svart kung · g5 svart bonde · a4 vit bonde · h3 vit bonde · f2 vit bonde · g2 vit bonde · g1 vit kung | c8 vit drottning · b7 svart bonde · g7 svart drottning · a6 svart bonde · e5 svart kung · g5 svart bonde · a4 vit bonde · h3 vit bonde · f2 vit bonde · g2 vit bonde · g1 vit kung | c8 vit drottning · b7 svart bonde · g7 svart drottning · a6 svart bonde · e5 svart kung · g5 svart bonde · a4 vit bonde · h3 vit bonde · f2 vit bonde · g2 vit bonde · g1 vit kung | c8 vit drottning · b7 svart bonde · g7 svart drottning · a6 svart bonde · e5 svart kung · g5 svart bonde · a4 vit bonde · h3 vit bonde · f2 vit bonde · g2 vit bonde · g1 vit kung | c8 vit drottning · b7 svart bonde · g7 svart drottning · a6 svart bonde · e5 svart kung · g5 svart bonde · a4 vit bonde · h3 vit bonde · f2 vit bonde · g2 vit bonde · g1 vit kung | c8 vit drottning · b7 svart bonde · g7 svart drottning · a6 svart bonde · e5 svart kung · g5 svart bonde · a4 vit bonde · h3 vit bonde · f2 vit bonde · g2 vit bonde · g1 vit kung | c8 vit drottning · b7 svart bonde · g7 svart drottning · a6 svart bonde · e5 svart kung · g5 svart bonde · a4 vit bonde · h3 vit bonde · f2 vit bonde · g2 vit bonde · g1 vit kung | 6 |
| 5 | c8 vit drottning · b7 svart bonde · g7 svart drottning · a6 svart bonde · e5 svart kung · g5 svart bonde · a4 vit bonde · h3 vit bonde · f2 vit bonde · g2 vit bonde · g1 vit kung | c8 vit drottning · b7 svart bonde · g7 svart drottning · a6 svart bonde · e5 svart kung · g5 svart bonde · a4 vit bonde · h3 vit bonde · f2 vit bonde · g2 vit bonde · g1 vit kung | c8 vit drottning · b7 svart bonde · g7 svart drottning · a6 svart bonde · e5 svart kung · g5 svart bonde · a4 vit bonde · h3 vit bonde · f2 vit bonde · g2 vit bonde · g1 vit kung | c8 vit drottning · b7 svart bonde · g7 svart drottning · a6 svart bonde · e5 svart kung · g5 svart bonde · a4 vit bonde · h3 vit bonde · f2 vit bonde · g2 vit bonde · g1 vit kung | c8 vit drottning · b7 svart bonde · g7 svart drottning · a6 svart bonde · e5 svart kung · g5 svart bonde · a4 vit bonde · h3 vit bonde · f2 vit bonde · g2 vit bonde · g1 vit kung | c8 vit drottning · b7 svart bonde · g7 svart drottning · a6 svart bonde · e5 svart kung · g5 svart bonde · a4 vit bonde · h3 vit bonde · f2 vit bonde · g2 vit bonde · g1 vit kung | c8 vit drottning · b7 svart bonde · g7 svart drottning · a6 svart bonde · e5 svart kung · g5 svart bonde · a4 vit bonde · h3 vit bonde · f2 vit bonde · g2 vit bonde · g1 vit kung | c8 vit drottning · b7 svart bonde · g7 svart drottning · a6 svart bonde · e5 svart kung · g5 svart bonde · a4 vit bonde · h3 vit bonde · f2 vit bonde · g2 vit bonde · g1 vit kung | 5 |
| 4 | c8 vit drottning · b7 svart bonde · g7 svart drottning · a6 svart bonde · e5 svart kung · g5 svart bonde · a4 vit bonde · h3 vit bonde · f2 vit bonde · g2 vit bonde · g1 vit kung | c8 vit drottning · b7 svart bonde · g7 svart drottning · a6 svart bonde · e5 svart kung · g5 svart bonde · a4 vit bonde · h3 vit bonde · f2 vit bonde · g2 vit bonde · g1 vit kung | c8 vit drottning · b7 svart bonde · g7 svart drottning · a6 svart bonde · e5 svart kung · g5 svart bonde · a4 vit bonde · h3 vit bonde · f2 vit bonde · g2 vit bonde · g1 vit kung | c8 vit drottning · b7 svart bonde · g7 svart drottning · a6 svart bonde · e5 svart kung · g5 svart bonde · a4 vit bonde · h3 vit bonde · f2 vit bonde · g2 vit bonde · g1 vit kung | c8 vit drottning · b7 svart bonde · g7 svart drottning · a6 svart bonde · e5 svart kung · g5 svart bonde · a4 vit bonde · h3 vit bonde · f2 vit bonde · g2 vit bonde · g1 vit kung | c8 vit drottning · b7 svart bonde · g7 svart drottning · a6 svart bonde · e5 svart kung · g5 svart bonde · a4 vit bonde · h3 vit bonde · f2 vit bonde · g2 vit bonde · g1 vit kung | c8 vit drottning · b7 svart bonde · g7 svart drottning · a6 svart bonde · e5 svart kung · g5 svart bonde · a4 vit bonde · h3 vit bonde · f2 vit bonde · g2 vit bonde · g1 vit kung | c8 vit drottning · b7 svart bonde · g7 svart drottning · a6 svart bonde · e5 svart kung · g5 svart bonde · a4 vit bonde · h3 vit bonde · f2 vit bonde · g2 vit bonde · g1 vit kung | 4 |
| 3 | c8 vit drottning · b7 svart bonde · g7 svart drottning · a6 svart bonde · e5 svart kung · g5 svart bonde · a4 vit bonde · h3 vit bonde · f2 vit bonde · g2 vit bonde · g1 vit kung | c8 vit drottning · b7 svart bonde · g7 svart drottning · a6 svart bonde · e5 svart kung · g5 svart bonde · a4 vit bonde · h3 vit bonde · f2 vit bonde · g2 vit bonde · g1 vit kung | c8 vit drottning · b7 svart bonde · g7 svart drottning · a6 svart bonde · e5 svart kung · g5 svart bonde · a4 vit bonde · h3 vit bonde · f2 vit bonde · g2 vit bonde · g1 vit kung | c8 vit drottning · b7 svart bonde · g7 svart drottning · a6 svart bonde · e5 svart kung · g5 svart bonde · a4 vit bonde · h3 vit bonde · f2 vit bonde · g2 vit bonde · g1 vit kung | c8 vit drottning · b7 svart bonde · g7 svart drottning · a6 svart bonde · e5 svart kung · g5 svart bonde · a4 vit bonde · h3 vit bonde · f2 vit bonde · g2 vit bonde · g1 vit kung | c8 vit drottning · b7 svart bonde · g7 svart drottning · a6 svart bonde · e5 svart kung · g5 svart bonde · a4 vit bonde · h3 vit bonde · f2 vit bonde · g2 vit bonde · g1 vit kung | c8 vit drottning · b7 svart bonde · g7 svart drottning · a6 svart bonde · e5 svart kung · g5 svart bonde · a4 vit bonde · h3 vit bonde · f2 vit bonde · g2 vit bonde · g1 vit kung | c8 vit drottning · b7 svart bonde · g7 svart drottning · a6 svart bonde · e5 svart kung · g5 svart bonde · a4 vit bonde · h3 vit bonde · f2 vit bonde · g2 vit bonde · g1 vit kung | 3 |
| 2 | c8 vit drottning · b7 svart bonde · g7 svart drottning · a6 svart bonde · e5 svart kung · g5 svart bonde · a4 vit bonde · h3 vit bonde · f2 vit bonde · g2 vit bonde · g1 vit kung | c8 vit drottning · b7 svart bonde · g7 svart drottning · a6 svart bonde · e5 svart kung · g5 svart bonde · a4 vit bonde · h3 vit bonde · f2 vit bonde · g2 vit bonde · g1 vit kung | c8 vit drottning · b7 svart bonde · g7 svart drottning · a6 svart bonde · e5 svart kung · g5 svart bonde · a4 vit bonde · h3 vit bonde · f2 vit bonde · g2 vit bonde · g1 vit kung | c8 vit drottning · b7 svart bonde · g7 svart drottning · a6 svart bonde · e5 svart kung · g5 svart bonde · a4 vit bonde · h3 vit bonde · f2 vit bonde · g2 vit bonde · g1 vit kung | c8 vit drottning · b7 svart bonde · g7 svart drottning · a6 svart bonde · e5 svart kung · g5 svart bonde · a4 vit bonde · h3 vit bonde · f2 vit bonde · g2 vit bonde · g1 vit kung | c8 vit drottning · b7 svart bonde · g7 svart drottning · a6 svart bonde · e5 svart kung · g5 svart bonde · a4 vit bonde · h3 vit bonde · f2 vit bonde · g2 vit bonde · g1 vit kung | c8 vit drottning · b7 svart bonde · g7 svart drottning · a6 svart bonde · e5 svart kung · g5 svart bonde · a4 vit bonde · h3 vit bonde · f2 vit bonde · g2 vit bonde · g1 vit kung | c8 vit drottning · b7 svart bonde · g7 svart drottning · a6 svart bonde · e5 svart kung · g5 svart bonde · a4 vit bonde · h3 vit bonde · f2 vit bonde · g2 vit bonde · g1 vit kung | 2 |
| 1 | c8 vit drottning · b7 svart bonde · g7 svart drottning · a6 svart bonde · e5 svart kung · g5 svart bonde · a4 vit bonde · h3 vit bonde · f2 vit bonde · g2 vit bonde · g1 vit kung | c8 vit drottning · b7 svart bonde · g7 svart drottning · a6 svart bonde · e5 svart kung · g5 svart bonde · a4 vit bonde · h3 vit bonde · f2 vit bonde · g2 vit bonde · g1 vit kung | c8 vit drottning · b7 svart bonde · g7 svart drottning · a6 svart bonde · e5 svart kung · g5 svart bonde · a4 vit bonde · h3 vit bonde · f2 vit bonde · g2 vit bonde · g1 vit kung | c8 vit drottning · b7 svart bonde · g7 svart drottning · a6 svart bonde · e5 svart kung · g5 svart bonde · a4 vit bonde · h3 vit bonde · f2 vit bonde · g2 vit bonde · g1 vit kung | c8 vit drottning · b7 svart bonde · g7 svart drottning · a6 svart bonde · e5 svart kung · g5 svart bonde · a4 vit bonde · h3 vit bonde · f2 vit bonde · g2 vit bonde · g1 vit kung | c8 vit drottning · b7 svart bonde · g7 svart drottning · a6 svart bonde · e5 svart kung · g5 svart bonde · a4 vit bonde · h3 vit bonde · f2 vit bonde · g2 vit bonde · g1 vit kung | c8 vit drottning · b7 svart bonde · g7 svart drottning · a6 svart bonde · e5 svart kung · g5 svart bonde · a4 vit bonde · h3 vit bonde · f2 vit bonde · g2 vit bonde · g1 vit kung | c8 vit drottning · b7 svart bonde · g7 svart drottning · a6 svart bonde · e5 svart kung · g5 svart bonde · a4 vit bonde · h3 vit bonde · f2 vit bonde · g2 vit bonde · g1 vit kung | 1 |
|   | a | b | c | d | e | f | g | h |   |

En dolk är ett drag som attackerar en pjäs som står framför en mindre viktig pjäs. Dolken kan beskrivas som en omvänd bindning. En dolk tvingar motståndaren att flytta den värdefullare schackpjäsen, vilket gör det möjligt att ta den bakomstående schackpjäsen. Endast långdistanspjäserna (damen, tornet och löparen) har förmågan att dolka.
I diagrammet kan vit avgöra med dolken Dc3+ som vinner svarts dam.

### Avlägsna försvarare
|   | a | b | c | d | e | f | g | h |   |
| 8 | b8 svart torn · g8 svart kung · d7 svart drottning · f7 svart bonde · h7 svart bonde · d6 svart bonde · g6 svart bonde · b5 svart bonde · d5 vit springare · e5 svart löpare · c3 vit bonde · b2 vit bonde · e2 vit drottning · f2 vit bonde · g2 vit bonde · h2 vit bonde · e1 vit torn · g1 vit kung | b8 svart torn · g8 svart kung · d7 svart drottning · f7 svart bonde · h7 svart bonde · d6 svart bonde · g6 svart bonde · b5 svart bonde · d5 vit springare · e5 svart löpare · c3 vit bonde · b2 vit bonde · e2 vit drottning · f2 vit bonde · g2 vit bonde · h2 vit bonde · e1 vit torn · g1 vit kung | b8 svart torn · g8 svart kung · d7 svart drottning · f7 svart bonde · h7 svart bonde · d6 svart bonde · g6 svart bonde · b5 svart bonde · d5 vit springare · e5 svart löpare · c3 vit bonde · b2 vit bonde · e2 vit drottning · f2 vit bonde · g2 vit bonde · h2 vit bonde · e1 vit torn · g1 vit kung | b8 svart torn · g8 svart kung · d7 svart drottning · f7 svart bonde · h7 svart bonde · d6 svart bonde · g6 svart bonde · b5 svart bonde · d5 vit springare · e5 svart löpare · c3 vit bonde · b2 vit bonde · e2 vit drottning · f2 vit bonde · g2 vit bonde · h2 vit bonde · e1 vit torn · g1 vit kung | b8 svart torn · g8 svart kung · d7 svart drottning · f7 svart bonde · h7 svart bonde · d6 svart bonde · g6 svart bonde · b5 svart bonde · d5 vit springare · e5 svart löpare · c3 vit bonde · b2 vit bonde · e2 vit drottning · f2 vit bonde · g2 vit bonde · h2 vit bonde · e1 vit torn · g1 vit kung | b8 svart torn · g8 svart kung · d7 svart drottning · f7 svart bonde · h7 svart bonde · d6 svart bonde · g6 svart bonde · b5 svart bonde · d5 vit springare · e5 svart löpare · c3 vit bonde · b2 vit bonde · e2 vit drottning · f2 vit bonde · g2 vit bonde · h2 vit bonde · e1 vit torn · g1 vit kung | b8 svart torn · g8 svart kung · d7 svart drottning · f7 svart bonde · h7 svart bonde · d6 svart bonde · g6 svart bonde · b5 svart bonde · d5 vit springare · e5 svart löpare · c3 vit bonde · b2 vit bonde · e2 vit drottning · f2 vit bonde · g2 vit bonde · h2 vit bonde · e1 vit torn · g1 vit kung | b8 svart torn · g8 svart kung · d7 svart drottning · f7 svart bonde · h7 svart bonde · d6 svart bonde · g6 svart bonde · b5 svart bonde · d5 vit springare · e5 svart löpare · c3 vit bonde · b2 vit bonde · e2 vit drottning · f2 vit bonde · g2 vit bonde · h2 vit bonde · e1 vit torn · g1 vit kung | 8 |
| 7 | b8 svart torn · g8 svart kung · d7 svart drottning · f7 svart bonde · h7 svart bonde · d6 svart bonde · g6 svart bonde · b5 svart bonde · d5 vit springare · e5 svart löpare · c3 vit bonde · b2 vit bonde · e2 vit drottning · f2 vit bonde · g2 vit bonde · h2 vit bonde · e1 vit torn · g1 vit kung | b8 svart torn · g8 svart kung · d7 svart drottning · f7 svart bonde · h7 svart bonde · d6 svart bonde · g6 svart bonde · b5 svart bonde · d5 vit springare · e5 svart löpare · c3 vit bonde · b2 vit bonde · e2 vit drottning · f2 vit bonde · g2 vit bonde · h2 vit bonde · e1 vit torn · g1 vit kung | b8 svart torn · g8 svart kung · d7 svart drottning · f7 svart bonde · h7 svart bonde · d6 svart bonde · g6 svart bonde · b5 svart bonde · d5 vit springare · e5 svart löpare · c3 vit bonde · b2 vit bonde · e2 vit drottning · f2 vit bonde · g2 vit bonde · h2 vit bonde · e1 vit torn · g1 vit kung | b8 svart torn · g8 svart kung · d7 svart drottning · f7 svart bonde · h7 svart bonde · d6 svart bonde · g6 svart bonde · b5 svart bonde · d5 vit springare · e5 svart löpare · c3 vit bonde · b2 vit bonde · e2 vit drottning · f2 vit bonde · g2 vit bonde · h2 vit bonde · e1 vit torn · g1 vit kung | b8 svart torn · g8 svart kung · d7 svart drottning · f7 svart bonde · h7 svart bonde · d6 svart bonde · g6 svart bonde · b5 svart bonde · d5 vit springare · e5 svart löpare · c3 vit bonde · b2 vit bonde · e2 vit drottning · f2 vit bonde · g2 vit bonde · h2 vit bonde · e1 vit torn · g1 vit kung | b8 svart torn · g8 svart kung · d7 svart drottning · f7 svart bonde · h7 svart bonde · d6 svart bonde · g6 svart bonde · b5 svart bonde · d5 vit springare · e5 svart löpare · c3 vit bonde · b2 vit bonde · e2 vit drottning · f2 vit bonde · g2 vit bonde · h2 vit bonde · e1 vit torn · g1 vit kung | b8 svart torn · g8 svart kung · d7 svart drottning · f7 svart bonde · h7 svart bonde · d6 svart bonde · g6 svart bonde · b5 svart bonde · d5 vit springare · e5 svart löpare · c3 vit bonde · b2 vit bonde · e2 vit drottning · f2 vit bonde · g2 vit bonde · h2 vit bonde · e1 vit torn · g1 vit kung | b8 svart torn · g8 svart kung · d7 svart drottning · f7 svart bonde · h7 svart bonde · d6 svart bonde · g6 svart bonde · b5 svart bonde · d5 vit springare · e5 svart löpare · c3 vit bonde · b2 vit bonde · e2 vit drottning · f2 vit bonde · g2 vit bonde · h2 vit bonde · e1 vit torn · g1 vit kung | 7 |
| 6 | b8 svart torn · g8 svart kung · d7 svart drottning · f7 svart bonde · h7 svart bonde · d6 svart bonde · g6 svart bonde · b5 svart bonde · d5 vit springare · e5 svart löpare · c3 vit bonde · b2 vit bonde · e2 vit drottning · f2 vit bonde · g2 vit bonde · h2 vit bonde · e1 vit torn · g1 vit kung | b8 svart torn · g8 svart kung · d7 svart drottning · f7 svart bonde · h7 svart bonde · d6 svart bonde · g6 svart bonde · b5 svart bonde · d5 vit springare · e5 svart löpare · c3 vit bonde · b2 vit bonde · e2 vit drottning · f2 vit bonde · g2 vit bonde · h2 vit bonde · e1 vit torn · g1 vit kung | b8 svart torn · g8 svart kung · d7 svart drottning · f7 svart bonde · h7 svart bonde · d6 svart bonde · g6 svart bonde · b5 svart bonde · d5 vit springare · e5 svart löpare · c3 vit bonde · b2 vit bonde · e2 vit drottning · f2 vit bonde · g2 vit bonde · h2 vit bonde · e1 vit torn · g1 vit kung | b8 svart torn · g8 svart kung · d7 svart drottning · f7 svart bonde · h7 svart bonde · d6 svart bonde · g6 svart bonde · b5 svart bonde · d5 vit springare · e5 svart löpare · c3 vit bonde · b2 vit bonde · e2 vit drottning · f2 vit bonde · g2 vit bonde · h2 vit bonde · e1 vit torn · g1 vit kung | b8 svart torn · g8 svart kung · d7 svart drottning · f7 svart bonde · h7 svart bonde · d6 svart bonde · g6 svart bonde · b5 svart bonde · d5 vit springare · e5 svart löpare · c3 vit bonde · b2 vit bonde · e2 vit drottning · f2 vit bonde · g2 vit bonde · h2 vit bonde · e1 vit torn · g1 vit kung | b8 svart torn · g8 svart kung · d7 svart drottning · f7 svart bonde · h7 svart bonde · d6 svart bonde · g6 svart bonde · b5 svart bonde · d5 vit springare · e5 svart löpare · c3 vit bonde · b2 vit bonde · e2 vit drottning · f2 vit bonde · g2 vit bonde · h2 vit bonde · e1 vit torn · g1 vit kung | b8 svart torn · g8 svart kung · d7 svart drottning · f7 svart bonde · h7 svart bonde · d6 svart bonde · g6 svart bonde · b5 svart bonde · d5 vit springare · e5 svart löpare · c3 vit bonde · b2 vit bonde · e2 vit drottning · f2 vit bonde · g2 vit bonde · h2 vit bonde · e1 vit torn · g1 vit kung | b8 svart torn · g8 svart kung · d7 svart drottning · f7 svart bonde · h7 svart bonde · d6 svart bonde · g6 svart bonde · b5 svart bonde · d5 vit springare · e5 svart löpare · c3 vit bonde · b2 vit bonde · e2 vit drottning · f2 vit bonde · g2 vit bonde · h2 vit bonde · e1 vit torn · g1 vit kung | 6 |
| 5 | b8 svart torn · g8 svart kung · d7 svart drottning · f7 svart bonde · h7 svart bonde · d6 svart bonde · g6 svart bonde · b5 svart bonde · d5 vit springare · e5 svart löpare · c3 vit bonde · b2 vit bonde · e2 vit drottning · f2 vit bonde · g2 vit bonde · h2 vit bonde · e1 vit torn · g1 vit kung | b8 svart torn · g8 svart kung · d7 svart drottning · f7 svart bonde · h7 svart bonde · d6 svart bonde · g6 svart bonde · b5 svart bonde · d5 vit springare · e5 svart löpare · c3 vit bonde · b2 vit bonde · e2 vit drottning · f2 vit bonde · g2 vit bonde · h2 vit bonde · e1 vit torn · g1 vit kung | b8 svart torn · g8 svart kung · d7 svart drottning · f7 svart bonde · h7 svart bonde · d6 svart bonde · g6 svart bonde · b5 svart bonde · d5 vit springare · e5 svart löpare · c3 vit bonde · b2 vit bonde · e2 vit drottning · f2 vit bonde · g2 vit bonde · h2 vit bonde · e1 vit torn · g1 vit kung | b8 svart torn · g8 svart kung · d7 svart drottning · f7 svart bonde · h7 svart bonde · d6 svart bonde · g6 svart bonde · b5 svart bonde · d5 vit springare · e5 svart löpare · c3 vit bonde · b2 vit bonde · e2 vit drottning · f2 vit bonde · g2 vit bonde · h2 vit bonde · e1 vit torn · g1 vit kung | b8 svart torn · g8 svart kung · d7 svart drottning · f7 svart bonde · h7 svart bonde · d6 svart bonde · g6 svart bonde · b5 svart bonde · d5 vit springare · e5 svart löpare · c3 vit bonde · b2 vit bonde · e2 vit drottning · f2 vit bonde · g2 vit bonde · h2 vit bonde · e1 vit torn · g1 vit kung | b8 svart torn · g8 svart kung · d7 svart drottning · f7 svart bonde · h7 svart bonde · d6 svart bonde · g6 svart bonde · b5 svart bonde · d5 vit springare · e5 svart löpare · c3 vit bonde · b2 vit bonde · e2 vit drottning · f2 vit bonde · g2 vit bonde · h2 vit bonde · e1 vit torn · g1 vit kung | b8 svart torn · g8 svart kung · d7 svart drottning · f7 svart bonde · h7 svart bonde · d6 svart bonde · g6 svart bonde · b5 svart bonde · d5 vit springare · e5 svart löpare · c3 vit bonde · b2 vit bonde · e2 vit drottning · f2 vit bonde · g2 vit bonde · h2 vit bonde · e1 vit torn · g1 vit kung | b8 svart torn · g8 svart kung · d7 svart drottning · f7 svart bonde · h7 svart bonde · d6 svart bonde · g6 svart bonde · b5 svart bonde · d5 vit springare · e5 svart löpare · c3 vit bonde · b2 vit bonde · e2 vit drottning · f2 vit bonde · g2 vit bonde · h2 vit bonde · e1 vit torn · g1 vit kung | 5 |
| 4 | b8 svart torn · g8 svart kung · d7 svart drottning · f7 svart bonde · h7 svart bonde · d6 svart bonde · g6 svart bonde · b5 svart bonde · d5 vit springare · e5 svart löpare · c3 vit bonde · b2 vit bonde · e2 vit drottning · f2 vit bonde · g2 vit bonde · h2 vit bonde · e1 vit torn · g1 vit kung | b8 svart torn · g8 svart kung · d7 svart drottning · f7 svart bonde · h7 svart bonde · d6 svart bonde · g6 svart bonde · b5 svart bonde · d5 vit springare · e5 svart löpare · c3 vit bonde · b2 vit bonde · e2 vit drottning · f2 vit bonde · g2 vit bonde · h2 vit bonde · e1 vit torn · g1 vit kung | b8 svart torn · g8 svart kung · d7 svart drottning · f7 svart bonde · h7 svart bonde · d6 svart bonde · g6 svart bonde · b5 svart bonde · d5 vit springare · e5 svart löpare · c3 vit bonde · b2 vit bonde · e2 vit drottning · f2 vit bonde · g2 vit bonde · h2 vit bonde · e1 vit torn · g1 vit kung | b8 svart torn · g8 svart kung · d7 svart drottning · f7 svart bonde · h7 svart bonde · d6 svart bonde · g6 svart bonde · b5 svart bonde · d5 vit springare · e5 svart löpare · c3 vit bonde · b2 vit bonde · e2 vit drottning · f2 vit bonde · g2 vit bonde · h2 vit bonde · e1 vit torn · g1 vit kung | b8 svart torn · g8 svart kung · d7 svart drottning · f7 svart bonde · h7 svart bonde · d6 svart bonde · g6 svart bonde · b5 svart bonde · d5 vit springare · e5 svart löpare · c3 vit bonde · b2 vit bonde · e2 vit drottning · f2 vit bonde · g2 vit bonde · h2 vit bonde · e1 vit torn · g1 vit kung | b8 svart torn · g8 svart kung · d7 svart drottning · f7 svart bonde · h7 svart bonde · d6 svart bonde · g6 svart bonde · b5 svart bonde · d5 vit springare · e5 svart löpare · c3 vit bonde · b2 vit bonde · e2 vit drottning · f2 vit bonde · g2 vit bonde · h2 vit bonde · e1 vit torn · g1 vit kung | b8 svart torn · g8 svart kung · d7 svart drottning · f7 svart bonde · h7 svart bonde · d6 svart bonde · g6 svart bonde · b5 svart bonde · d5 vit springare · e5 svart löpare · c3 vit bonde · b2 vit bonde · e2 vit drottning · f2 vit bonde · g2 vit bonde · h2 vit bonde · e1 vit torn · g1 vit kung | b8 svart torn · g8 svart kung · d7 svart drottning · f7 svart bonde · h7 svart bonde · d6 svart bonde · g6 svart bonde · b5 svart bonde · d5 vit springare · e5 svart löpare · c3 vit bonde · b2 vit bonde · e2 vit drottning · f2 vit bonde · g2 vit bonde · h2 vit bonde · e1 vit torn · g1 vit kung | 4 |
| 3 | b8 svart torn · g8 svart kung · d7 svart drottning · f7 svart bonde · h7 svart bonde · d6 svart bonde · g6 svart bonde · b5 svart bonde · d5 vit springare · e5 svart löpare · c3 vit bonde · b2 vit bonde · e2 vit drottning · f2 vit bonde · g2 vit bonde · h2 vit bonde · e1 vit torn · g1 vit kung | b8 svart torn · g8 svart kung · d7 svart drottning · f7 svart bonde · h7 svart bonde · d6 svart bonde · g6 svart bonde · b5 svart bonde · d5 vit springare · e5 svart löpare · c3 vit bonde · b2 vit bonde · e2 vit drottning · f2 vit bonde · g2 vit bonde · h2 vit bonde · e1 vit torn · g1 vit kung | b8 svart torn · g8 svart kung · d7 svart drottning · f7 svart bonde · h7 svart bonde · d6 svart bonde · g6 svart bonde · b5 svart bonde · d5 vit springare · e5 svart löpare · c3 vit bonde · b2 vit bonde · e2 vit drottning · f2 vit bonde · g2 vit bonde · h2 vit bonde · e1 vit torn · g1 vit kung | b8 svart torn · g8 svart kung · d7 svart drottning · f7 svart bonde · h7 svart bonde · d6 svart bonde · g6 svart bonde · b5 svart bonde · d5 vit springare · e5 svart löpare · c3 vit bonde · b2 vit bonde · e2 vit drottning · f2 vit bonde · g2 vit bonde · h2 vit bonde · e1 vit torn · g1 vit kung | b8 svart torn · g8 svart kung · d7 svart drottning · f7 svart bonde · h7 svart bonde · d6 svart bonde · g6 svart bonde · b5 svart bonde · d5 vit springare · e5 svart löpare · c3 vit bonde · b2 vit bonde · e2 vit drottning · f2 vit bonde · g2 vit bonde · h2 vit bonde · e1 vit torn · g1 vit kung | b8 svart torn · g8 svart kung · d7 svart drottning · f7 svart bonde · h7 svart bonde · d6 svart bonde · g6 svart bonde · b5 svart bonde · d5 vit springare · e5 svart löpare · c3 vit bonde · b2 vit bonde · e2 vit drottning · f2 vit bonde · g2 vit bonde · h2 vit bonde · e1 vit torn · g1 vit kung | b8 svart torn · g8 svart kung · d7 svart drottning · f7 svart bonde · h7 svart bonde · d6 svart bonde · g6 svart bonde · b5 svart bonde · d5 vit springare · e5 svart löpare · c3 vit bonde · b2 vit bonde · e2 vit drottning · f2 vit bonde · g2 vit bonde · h2 vit bonde · e1 vit torn · g1 vit kung | b8 svart torn · g8 svart kung · d7 svart drottning · f7 svart bonde · h7 svart bonde · d6 svart bonde · g6 svart bonde · b5 svart bonde · d5 vit springare · e5 svart löpare · c3 vit bonde · b2 vit bonde · e2 vit drottning · f2 vit bonde · g2 vit bonde · h2 vit bonde · e1 vit torn · g1 vit kung | 3 |
| 2 | b8 svart torn · g8 svart kung · d7 svart drottning · f7 svart bonde · h7 svart bonde · d6 svart bonde · g6 svart bonde · b5 svart bonde · d5 vit springare · e5 svart löpare · c3 vit bonde · b2 vit bonde · e2 vit drottning · f2 vit bonde · g2 vit bonde · h2 vit bonde · e1 vit torn · g1 vit kung | b8 svart torn · g8 svart kung · d7 svart drottning · f7 svart bonde · h7 svart bonde · d6 svart bonde · g6 svart bonde · b5 svart bonde · d5 vit springare · e5 svart löpare · c3 vit bonde · b2 vit bonde · e2 vit drottning · f2 vit bonde · g2 vit bonde · h2 vit bonde · e1 vit torn · g1 vit kung | b8 svart torn · g8 svart kung · d7 svart drottning · f7 svart bonde · h7 svart bonde · d6 svart bonde · g6 svart bonde · b5 svart bonde · d5 vit springare · e5 svart löpare · c3 vit bonde · b2 vit bonde · e2 vit drottning · f2 vit bonde · g2 vit bonde · h2 vit bonde · e1 vit torn · g1 vit kung | b8 svart torn · g8 svart kung · d7 svart drottning · f7 svart bonde · h7 svart bonde · d6 svart bonde · g6 svart bonde · b5 svart bonde · d5 vit springare · e5 svart löpare · c3 vit bonde · b2 vit bonde · e2 vit drottning · f2 vit bonde · g2 vit bonde · h2 vit bonde · e1 vit torn · g1 vit kung | b8 svart torn · g8 svart kung · d7 svart drottning · f7 svart bonde · h7 svart bonde · d6 svart bonde · g6 svart bonde · b5 svart bonde · d5 vit springare · e5 svart löpare · c3 vit bonde · b2 vit bonde · e2 vit drottning · f2 vit bonde · g2 vit bonde · h2 vit bonde · e1 vit torn · g1 vit kung | b8 svart torn · g8 svart kung · d7 svart drottning · f7 svart bonde · h7 svart bonde · d6 svart bonde · g6 svart bonde · b5 svart bonde · d5 vit springare · e5 svart löpare · c3 vit bonde · b2 vit bonde · e2 vit drottning · f2 vit bonde · g2 vit bonde · h2 vit bonde · e1 vit torn · g1 vit kung | b8 svart torn · g8 svart kung · d7 svart drottning · f7 svart bonde · h7 svart bonde · d6 svart bonde · g6 svart bonde · b5 svart bonde · d5 vit springare · e5 svart löpare · c3 vit bonde · b2 vit bonde · e2 vit drottning · f2 vit bonde · g2 vit bonde · h2 vit bonde · e1 vit torn · g1 vit kung | b8 svart torn · g8 svart kung · d7 svart drottning · f7 svart bonde · h7 svart bonde · d6 svart bonde · g6 svart bonde · b5 svart bonde · d5 vit springare · e5 svart löpare · c3 vit bonde · b2 vit bonde · e2 vit drottning · f2 vit bonde · g2 vit bonde · h2 vit bonde · e1 vit torn · g1 vit kung | 2 |
| 1 | b8 svart torn · g8 svart kung · d7 svart drottning · f7 svart bonde · h7 svart bonde · d6 svart bonde · g6 svart bonde · b5 svart bonde · d5 vit springare · e5 svart löpare · c3 vit bonde · b2 vit bonde · e2 vit drottning · f2 vit bonde · g2 vit bonde · h2 vit bonde · e1 vit torn · g1 vit kung | b8 svart torn · g8 svart kung · d7 svart drottning · f7 svart bonde · h7 svart bonde · d6 svart bonde · g6 svart bonde · b5 svart bonde · d5 vit springare · e5 svart löpare · c3 vit bonde · b2 vit bonde · e2 vit drottning · f2 vit bonde · g2 vit bonde · h2 vit bonde · e1 vit torn · g1 vit kung | b8 svart torn · g8 svart kung · d7 svart drottning · f7 svart bonde · h7 svart bonde · d6 svart bonde · g6 svart bonde · b5 svart bonde · d5 vit springare · e5 svart löpare · c3 vit bonde · b2 vit bonde · e2 vit drottning · f2 vit bonde · g2 vit bonde · h2 vit bonde · e1 vit torn · g1 vit kung | b8 svart torn · g8 svart kung · d7 svart drottning · f7 svart bonde · h7 svart bonde · d6 svart bonde · g6 svart bonde · b5 svart bonde · d5 vit springare · e5 svart löpare · c3 vit bonde · b2 vit bonde · e2 vit drottning · f2 vit bonde · g2 vit bonde · h2 vit bonde · e1 vit torn · g1 vit kung | b8 svart torn · g8 svart kung · d7 svart drottning · f7 svart bonde · h7 svart bonde · d6 svart bonde · g6 svart bonde · b5 svart bonde · d5 vit springare · e5 svart löpare · c3 vit bonde · b2 vit bonde · e2 vit drottning · f2 vit bonde · g2 vit bonde · h2 vit bonde · e1 vit torn · g1 vit kung | b8 svart torn · g8 svart kung · d7 svart drottning · f7 svart bonde · h7 svart bonde · d6 svart bonde · g6 svart bonde · b5 svart bonde · d5 vit springare · e5 svart löpare · c3 vit bonde · b2 vit bonde · e2 vit drottning · f2 vit bonde · g2 vit bonde · h2 vit bonde · e1 vit torn · g1 vit kung | b8 svart torn · g8 svart kung · d7 svart drottning · f7 svart bonde · h7 svart bonde · d6 svart bonde · g6 svart bonde · b5 svart bonde · d5 vit springare · e5 svart löpare · c3 vit bonde · b2 vit bonde · e2 vit drottning · f2 vit bonde · g2 vit bonde · h2 vit bonde · e1 vit torn · g1 vit kung | b8 svart torn · g8 svart kung · d7 svart drottning · f7 svart bonde · h7 svart bonde · d6 svart bonde · g6 svart bonde · b5 svart bonde · d5 vit springare · e5 svart löpare · c3 vit bonde · b2 vit bonde · e2 vit drottning · f2 vit bonde · g2 vit bonde · h2 vit bonde · e1 vit torn · g1 vit kung | 1 |
|   | a | b | c | d | e | f | g | h |   |

Att undanröja viktiga pjäser genom avbyten eller offer är ett vanligt angreppstema för att underminera motståndarens försvar. Det är relativt lätt att hitta den här typen av kombinationer om man identifierar vilka pjäser som försvarar andra pjäser, eller står i vägen för angreppet.
I diagrammet skulle vit kunna vinna med springargaffeln Sf6+ om inte löparen försvarade fältet f6. Vit spelar därför 1.Dxe5 dxe5 2.Sf6+ Kg7 3.Sxd7 med pjäsvinst.

### Utrymning
|   | a | b | c | d | e | f | g | h |   |
| 8 | f8 svart torn · a7 svart bonde · d7 svart drottning · f7 svart torn · h7 svart bonde · h6 svart kung · d5 svart bonde · e5 vit drottning · g5 vit torn · f4 svart bonde · g4 svart löpare · h4 vit bonde · a2 vit bonde · b2 vit bonde · d2 vit löpare · f2 vit bonde · g2 vit bonde · e1 vit torn · g1 vit kung | f8 svart torn · a7 svart bonde · d7 svart drottning · f7 svart torn · h7 svart bonde · h6 svart kung · d5 svart bonde · e5 vit drottning · g5 vit torn · f4 svart bonde · g4 svart löpare · h4 vit bonde · a2 vit bonde · b2 vit bonde · d2 vit löpare · f2 vit bonde · g2 vit bonde · e1 vit torn · g1 vit kung | f8 svart torn · a7 svart bonde · d7 svart drottning · f7 svart torn · h7 svart bonde · h6 svart kung · d5 svart bonde · e5 vit drottning · g5 vit torn · f4 svart bonde · g4 svart löpare · h4 vit bonde · a2 vit bonde · b2 vit bonde · d2 vit löpare · f2 vit bonde · g2 vit bonde · e1 vit torn · g1 vit kung | f8 svart torn · a7 svart bonde · d7 svart drottning · f7 svart torn · h7 svart bonde · h6 svart kung · d5 svart bonde · e5 vit drottning · g5 vit torn · f4 svart bonde · g4 svart löpare · h4 vit bonde · a2 vit bonde · b2 vit bonde · d2 vit löpare · f2 vit bonde · g2 vit bonde · e1 vit torn · g1 vit kung | f8 svart torn · a7 svart bonde · d7 svart drottning · f7 svart torn · h7 svart bonde · h6 svart kung · d5 svart bonde · e5 vit drottning · g5 vit torn · f4 svart bonde · g4 svart löpare · h4 vit bonde · a2 vit bonde · b2 vit bonde · d2 vit löpare · f2 vit bonde · g2 vit bonde · e1 vit torn · g1 vit kung | f8 svart torn · a7 svart bonde · d7 svart drottning · f7 svart torn · h7 svart bonde · h6 svart kung · d5 svart bonde · e5 vit drottning · g5 vit torn · f4 svart bonde · g4 svart löpare · h4 vit bonde · a2 vit bonde · b2 vit bonde · d2 vit löpare · f2 vit bonde · g2 vit bonde · e1 vit torn · g1 vit kung | f8 svart torn · a7 svart bonde · d7 svart drottning · f7 svart torn · h7 svart bonde · h6 svart kung · d5 svart bonde · e5 vit drottning · g5 vit torn · f4 svart bonde · g4 svart löpare · h4 vit bonde · a2 vit bonde · b2 vit bonde · d2 vit löpare · f2 vit bonde · g2 vit bonde · e1 vit torn · g1 vit kung | f8 svart torn · a7 svart bonde · d7 svart drottning · f7 svart torn · h7 svart bonde · h6 svart kung · d5 svart bonde · e5 vit drottning · g5 vit torn · f4 svart bonde · g4 svart löpare · h4 vit bonde · a2 vit bonde · b2 vit bonde · d2 vit löpare · f2 vit bonde · g2 vit bonde · e1 vit torn · g1 vit kung | 8 |
| 7 | f8 svart torn · a7 svart bonde · d7 svart drottning · f7 svart torn · h7 svart bonde · h6 svart kung · d5 svart bonde · e5 vit drottning · g5 vit torn · f4 svart bonde · g4 svart löpare · h4 vit bonde · a2 vit bonde · b2 vit bonde · d2 vit löpare · f2 vit bonde · g2 vit bonde · e1 vit torn · g1 vit kung | f8 svart torn · a7 svart bonde · d7 svart drottning · f7 svart torn · h7 svart bonde · h6 svart kung · d5 svart bonde · e5 vit drottning · g5 vit torn · f4 svart bonde · g4 svart löpare · h4 vit bonde · a2 vit bonde · b2 vit bonde · d2 vit löpare · f2 vit bonde · g2 vit bonde · e1 vit torn · g1 vit kung | f8 svart torn · a7 svart bonde · d7 svart drottning · f7 svart torn · h7 svart bonde · h6 svart kung · d5 svart bonde · e5 vit drottning · g5 vit torn · f4 svart bonde · g4 svart löpare · h4 vit bonde · a2 vit bonde · b2 vit bonde · d2 vit löpare · f2 vit bonde · g2 vit bonde · e1 vit torn · g1 vit kung | f8 svart torn · a7 svart bonde · d7 svart drottning · f7 svart torn · h7 svart bonde · h6 svart kung · d5 svart bonde · e5 vit drottning · g5 vit torn · f4 svart bonde · g4 svart löpare · h4 vit bonde · a2 vit bonde · b2 vit bonde · d2 vit löpare · f2 vit bonde · g2 vit bonde · e1 vit torn · g1 vit kung | f8 svart torn · a7 svart bonde · d7 svart drottning · f7 svart torn · h7 svart bonde · h6 svart kung · d5 svart bonde · e5 vit drottning · g5 vit torn · f4 svart bonde · g4 svart löpare · h4 vit bonde · a2 vit bonde · b2 vit bonde · d2 vit löpare · f2 vit bonde · g2 vit bonde · e1 vit torn · g1 vit kung | f8 svart torn · a7 svart bonde · d7 svart drottning · f7 svart torn · h7 svart bonde · h6 svart kung · d5 svart bonde · e5 vit drottning · g5 vit torn · f4 svart bonde · g4 svart löpare · h4 vit bonde · a2 vit bonde · b2 vit bonde · d2 vit löpare · f2 vit bonde · g2 vit bonde · e1 vit torn · g1 vit kung | f8 svart torn · a7 svart bonde · d7 svart drottning · f7 svart torn · h7 svart bonde · h6 svart kung · d5 svart bonde · e5 vit drottning · g5 vit torn · f4 svart bonde · g4 svart löpare · h4 vit bonde · a2 vit bonde · b2 vit bonde · d2 vit löpare · f2 vit bonde · g2 vit bonde · e1 vit torn · g1 vit kung | f8 svart torn · a7 svart bonde · d7 svart drottning · f7 svart torn · h7 svart bonde · h6 svart kung · d5 svart bonde · e5 vit drottning · g5 vit torn · f4 svart bonde · g4 svart löpare · h4 vit bonde · a2 vit bonde · b2 vit bonde · d2 vit löpare · f2 vit bonde · g2 vit bonde · e1 vit torn · g1 vit kung | 7 |
| 6 | f8 svart torn · a7 svart bonde · d7 svart drottning · f7 svart torn · h7 svart bonde · h6 svart kung · d5 svart bonde · e5 vit drottning · g5 vit torn · f4 svart bonde · g4 svart löpare · h4 vit bonde · a2 vit bonde · b2 vit bonde · d2 vit löpare · f2 vit bonde · g2 vit bonde · e1 vit torn · g1 vit kung | f8 svart torn · a7 svart bonde · d7 svart drottning · f7 svart torn · h7 svart bonde · h6 svart kung · d5 svart bonde · e5 vit drottning · g5 vit torn · f4 svart bonde · g4 svart löpare · h4 vit bonde · a2 vit bonde · b2 vit bonde · d2 vit löpare · f2 vit bonde · g2 vit bonde · e1 vit torn · g1 vit kung | f8 svart torn · a7 svart bonde · d7 svart drottning · f7 svart torn · h7 svart bonde · h6 svart kung · d5 svart bonde · e5 vit drottning · g5 vit torn · f4 svart bonde · g4 svart löpare · h4 vit bonde · a2 vit bonde · b2 vit bonde · d2 vit löpare · f2 vit bonde · g2 vit bonde · e1 vit torn · g1 vit kung | f8 svart torn · a7 svart bonde · d7 svart drottning · f7 svart torn · h7 svart bonde · h6 svart kung · d5 svart bonde · e5 vit drottning · g5 vit torn · f4 svart bonde · g4 svart löpare · h4 vit bonde · a2 vit bonde · b2 vit bonde · d2 vit löpare · f2 vit bonde · g2 vit bonde · e1 vit torn · g1 vit kung | f8 svart torn · a7 svart bonde · d7 svart drottning · f7 svart torn · h7 svart bonde · h6 svart kung · d5 svart bonde · e5 vit drottning · g5 vit torn · f4 svart bonde · g4 svart löpare · h4 vit bonde · a2 vit bonde · b2 vit bonde · d2 vit löpare · f2 vit bonde · g2 vit bonde · e1 vit torn · g1 vit kung | f8 svart torn · a7 svart bonde · d7 svart drottning · f7 svart torn · h7 svart bonde · h6 svart kung · d5 svart bonde · e5 vit drottning · g5 vit torn · f4 svart bonde · g4 svart löpare · h4 vit bonde · a2 vit bonde · b2 vit bonde · d2 vit löpare · f2 vit bonde · g2 vit bonde · e1 vit torn · g1 vit kung | f8 svart torn · a7 svart bonde · d7 svart drottning · f7 svart torn · h7 svart bonde · h6 svart kung · d5 svart bonde · e5 vit drottning · g5 vit torn · f4 svart bonde · g4 svart löpare · h4 vit bonde · a2 vit bonde · b2 vit bonde · d2 vit löpare · f2 vit bonde · g2 vit bonde · e1 vit torn · g1 vit kung | f8 svart torn · a7 svart bonde · d7 svart drottning · f7 svart torn · h7 svart bonde · h6 svart kung · d5 svart bonde · e5 vit drottning · g5 vit torn · f4 svart bonde · g4 svart löpare · h4 vit bonde · a2 vit bonde · b2 vit bonde · d2 vit löpare · f2 vit bonde · g2 vit bonde · e1 vit torn · g1 vit kung | 6 |
| 5 | f8 svart torn · a7 svart bonde · d7 svart drottning · f7 svart torn · h7 svart bonde · h6 svart kung · d5 svart bonde · e5 vit drottning · g5 vit torn · f4 svart bonde · g4 svart löpare · h4 vit bonde · a2 vit bonde · b2 vit bonde · d2 vit löpare · f2 vit bonde · g2 vit bonde · e1 vit torn · g1 vit kung | f8 svart torn · a7 svart bonde · d7 svart drottning · f7 svart torn · h7 svart bonde · h6 svart kung · d5 svart bonde · e5 vit drottning · g5 vit torn · f4 svart bonde · g4 svart löpare · h4 vit bonde · a2 vit bonde · b2 vit bonde · d2 vit löpare · f2 vit bonde · g2 vit bonde · e1 vit torn · g1 vit kung | f8 svart torn · a7 svart bonde · d7 svart drottning · f7 svart torn · h7 svart bonde · h6 svart kung · d5 svart bonde · e5 vit drottning · g5 vit torn · f4 svart bonde · g4 svart löpare · h4 vit bonde · a2 vit bonde · b2 vit bonde · d2 vit löpare · f2 vit bonde · g2 vit bonde · e1 vit torn · g1 vit kung | f8 svart torn · a7 svart bonde · d7 svart drottning · f7 svart torn · h7 svart bonde · h6 svart kung · d5 svart bonde · e5 vit drottning · g5 vit torn · f4 svart bonde · g4 svart löpare · h4 vit bonde · a2 vit bonde · b2 vit bonde · d2 vit löpare · f2 vit bonde · g2 vit bonde · e1 vit torn · g1 vit kung | f8 svart torn · a7 svart bonde · d7 svart drottning · f7 svart torn · h7 svart bonde · h6 svart kung · d5 svart bonde · e5 vit drottning · g5 vit torn · f4 svart bonde · g4 svart löpare · h4 vit bonde · a2 vit bonde · b2 vit bonde · d2 vit löpare · f2 vit bonde · g2 vit bonde · e1 vit torn · g1 vit kung | f8 svart torn · a7 svart bonde · d7 svart drottning · f7 svart torn · h7 svart bonde · h6 svart kung · d5 svart bonde · e5 vit drottning · g5 vit torn · f4 svart bonde · g4 svart löpare · h4 vit bonde · a2 vit bonde · b2 vit bonde · d2 vit löpare · f2 vit bonde · g2 vit bonde · e1 vit torn · g1 vit kung | f8 svart torn · a7 svart bonde · d7 svart drottning · f7 svart torn · h7 svart bonde · h6 svart kung · d5 svart bonde · e5 vit drottning · g5 vit torn · f4 svart bonde · g4 svart löpare · h4 vit bonde · a2 vit bonde · b2 vit bonde · d2 vit löpare · f2 vit bonde · g2 vit bonde · e1 vit torn · g1 vit kung | f8 svart torn · a7 svart bonde · d7 svart drottning · f7 svart torn · h7 svart bonde · h6 svart kung · d5 svart bonde · e5 vit drottning · g5 vit torn · f4 svart bonde · g4 svart löpare · h4 vit bonde · a2 vit bonde · b2 vit bonde · d2 vit löpare · f2 vit bonde · g2 vit bonde · e1 vit torn · g1 vit kung | 5 |
| 4 | f8 svart torn · a7 svart bonde · d7 svart drottning · f7 svart torn · h7 svart bonde · h6 svart kung · d5 svart bonde · e5 vit drottning · g5 vit torn · f4 svart bonde · g4 svart löpare · h4 vit bonde · a2 vit bonde · b2 vit bonde · d2 vit löpare · f2 vit bonde · g2 vit bonde · e1 vit torn · g1 vit kung | f8 svart torn · a7 svart bonde · d7 svart drottning · f7 svart torn · h7 svart bonde · h6 svart kung · d5 svart bonde · e5 vit drottning · g5 vit torn · f4 svart bonde · g4 svart löpare · h4 vit bonde · a2 vit bonde · b2 vit bonde · d2 vit löpare · f2 vit bonde · g2 vit bonde · e1 vit torn · g1 vit kung | f8 svart torn · a7 svart bonde · d7 svart drottning · f7 svart torn · h7 svart bonde · h6 svart kung · d5 svart bonde · e5 vit drottning · g5 vit torn · f4 svart bonde · g4 svart löpare · h4 vit bonde · a2 vit bonde · b2 vit bonde · d2 vit löpare · f2 vit bonde · g2 vit bonde · e1 vit torn · g1 vit kung | f8 svart torn · a7 svart bonde · d7 svart drottning · f7 svart torn · h7 svart bonde · h6 svart kung · d5 svart bonde · e5 vit drottning · g5 vit torn · f4 svart bonde · g4 svart löpare · h4 vit bonde · a2 vit bonde · b2 vit bonde · d2 vit löpare · f2 vit bonde · g2 vit bonde · e1 vit torn · g1 vit kung | f8 svart torn · a7 svart bonde · d7 svart drottning · f7 svart torn · h7 svart bonde · h6 svart kung · d5 svart bonde · e5 vit drottning · g5 vit torn · f4 svart bonde · g4 svart löpare · h4 vit bonde · a2 vit bonde · b2 vit bonde · d2 vit löpare · f2 vit bonde · g2 vit bonde · e1 vit torn · g1 vit kung | f8 svart torn · a7 svart bonde · d7 svart drottning · f7 svart torn · h7 svart bonde · h6 svart kung · d5 svart bonde · e5 vit drottning · g5 vit torn · f4 svart bonde · g4 svart löpare · h4 vit bonde · a2 vit bonde · b2 vit bonde · d2 vit löpare · f2 vit bonde · g2 vit bonde · e1 vit torn · g1 vit kung | f8 svart torn · a7 svart bonde · d7 svart drottning · f7 svart torn · h7 svart bonde · h6 svart kung · d5 svart bonde · e5 vit drottning · g5 vit torn · f4 svart bonde · g4 svart löpare · h4 vit bonde · a2 vit bonde · b2 vit bonde · d2 vit löpare · f2 vit bonde · g2 vit bonde · e1 vit torn · g1 vit kung | f8 svart torn · a7 svart bonde · d7 svart drottning · f7 svart torn · h7 svart bonde · h6 svart kung · d5 svart bonde · e5 vit drottning · g5 vit torn · f4 svart bonde · g4 svart löpare · h4 vit bonde · a2 vit bonde · b2 vit bonde · d2 vit löpare · f2 vit bonde · g2 vit bonde · e1 vit torn · g1 vit kung | 4 |
| 3 | f8 svart torn · a7 svart bonde · d7 svart drottning · f7 svart torn · h7 svart bonde · h6 svart kung · d5 svart bonde · e5 vit drottning · g5 vit torn · f4 svart bonde · g4 svart löpare · h4 vit bonde · a2 vit bonde · b2 vit bonde · d2 vit löpare · f2 vit bonde · g2 vit bonde · e1 vit torn · g1 vit kung | f8 svart torn · a7 svart bonde · d7 svart drottning · f7 svart torn · h7 svart bonde · h6 svart kung · d5 svart bonde · e5 vit drottning · g5 vit torn · f4 svart bonde · g4 svart löpare · h4 vit bonde · a2 vit bonde · b2 vit bonde · d2 vit löpare · f2 vit bonde · g2 vit bonde · e1 vit torn · g1 vit kung | f8 svart torn · a7 svart bonde · d7 svart drottning · f7 svart torn · h7 svart bonde · h6 svart kung · d5 svart bonde · e5 vit drottning · g5 vit torn · f4 svart bonde · g4 svart löpare · h4 vit bonde · a2 vit bonde · b2 vit bonde · d2 vit löpare · f2 vit bonde · g2 vit bonde · e1 vit torn · g1 vit kung | f8 svart torn · a7 svart bonde · d7 svart drottning · f7 svart torn · h7 svart bonde · h6 svart kung · d5 svart bonde · e5 vit drottning · g5 vit torn · f4 svart bonde · g4 svart löpare · h4 vit bonde · a2 vit bonde · b2 vit bonde · d2 vit löpare · f2 vit bonde · g2 vit bonde · e1 vit torn · g1 vit kung | f8 svart torn · a7 svart bonde · d7 svart drottning · f7 svart torn · h7 svart bonde · h6 svart kung · d5 svart bonde · e5 vit drottning · g5 vit torn · f4 svart bonde · g4 svart löpare · h4 vit bonde · a2 vit bonde · b2 vit bonde · d2 vit löpare · f2 vit bonde · g2 vit bonde · e1 vit torn · g1 vit kung | f8 svart torn · a7 svart bonde · d7 svart drottning · f7 svart torn · h7 svart bonde · h6 svart kung · d5 svart bonde · e5 vit drottning · g5 vit torn · f4 svart bonde · g4 svart löpare · h4 vit bonde · a2 vit bonde · b2 vit bonde · d2 vit löpare · f2 vit bonde · g2 vit bonde · e1 vit torn · g1 vit kung | f8 svart torn · a7 svart bonde · d7 svart drottning · f7 svart torn · h7 svart bonde · h6 svart kung · d5 svart bonde · e5 vit drottning · g5 vit torn · f4 svart bonde · g4 svart löpare · h4 vit bonde · a2 vit bonde · b2 vit bonde · d2 vit löpare · f2 vit bonde · g2 vit bonde · e1 vit torn · g1 vit kung | f8 svart torn · a7 svart bonde · d7 svart drottning · f7 svart torn · h7 svart bonde · h6 svart kung · d5 svart bonde · e5 vit drottning · g5 vit torn · f4 svart bonde · g4 svart löpare · h4 vit bonde · a2 vit bonde · b2 vit bonde · d2 vit löpare · f2 vit bonde · g2 vit bonde · e1 vit torn · g1 vit kung | 3 |
| 2 | f8 svart torn · a7 svart bonde · d7 svart drottning · f7 svart torn · h7 svart bonde · h6 svart kung · d5 svart bonde · e5 vit drottning · g5 vit torn · f4 svart bonde · g4 svart löpare · h4 vit bonde · a2 vit bonde · b2 vit bonde · d2 vit löpare · f2 vit bonde · g2 vit bonde · e1 vit torn · g1 vit kung | f8 svart torn · a7 svart bonde · d7 svart drottning · f7 svart torn · h7 svart bonde · h6 svart kung · d5 svart bonde · e5 vit drottning · g5 vit torn · f4 svart bonde · g4 svart löpare · h4 vit bonde · a2 vit bonde · b2 vit bonde · d2 vit löpare · f2 vit bonde · g2 vit bonde · e1 vit torn · g1 vit kung | f8 svart torn · a7 svart bonde · d7 svart drottning · f7 svart torn · h7 svart bonde · h6 svart kung · d5 svart bonde · e5 vit drottning · g5 vit torn · f4 svart bonde · g4 svart löpare · h4 vit bonde · a2 vit bonde · b2 vit bonde · d2 vit löpare · f2 vit bonde · g2 vit bonde · e1 vit torn · g1 vit kung | f8 svart torn · a7 svart bonde · d7 svart drottning · f7 svart torn · h7 svart bonde · h6 svart kung · d5 svart bonde · e5 vit drottning · g5 vit torn · f4 svart bonde · g4 svart löpare · h4 vit bonde · a2 vit bonde · b2 vit bonde · d2 vit löpare · f2 vit bonde · g2 vit bonde · e1 vit torn · g1 vit kung | f8 svart torn · a7 svart bonde · d7 svart drottning · f7 svart torn · h7 svart bonde · h6 svart kung · d5 svart bonde · e5 vit drottning · g5 vit torn · f4 svart bonde · g4 svart löpare · h4 vit bonde · a2 vit bonde · b2 vit bonde · d2 vit löpare · f2 vit bonde · g2 vit bonde · e1 vit torn · g1 vit kung | f8 svart torn · a7 svart bonde · d7 svart drottning · f7 svart torn · h7 svart bonde · h6 svart kung · d5 svart bonde · e5 vit drottning · g5 vit torn · f4 svart bonde · g4 svart löpare · h4 vit bonde · a2 vit bonde · b2 vit bonde · d2 vit löpare · f2 vit bonde · g2 vit bonde · e1 vit torn · g1 vit kung | f8 svart torn · a7 svart bonde · d7 svart drottning · f7 svart torn · h7 svart bonde · h6 svart kung · d5 svart bonde · e5 vit drottning · g5 vit torn · f4 svart bonde · g4 svart löpare · h4 vit bonde · a2 vit bonde · b2 vit bonde · d2 vit löpare · f2 vit bonde · g2 vit bonde · e1 vit torn · g1 vit kung | f8 svart torn · a7 svart bonde · d7 svart drottning · f7 svart torn · h7 svart bonde · h6 svart kung · d5 svart bonde · e5 vit drottning · g5 vit torn · f4 svart bonde · g4 svart löpare · h4 vit bonde · a2 vit bonde · b2 vit bonde · d2 vit löpare · f2 vit bonde · g2 vit bonde · e1 vit torn · g1 vit kung | 2 |
| 1 | f8 svart torn · a7 svart bonde · d7 svart drottning · f7 svart torn · h7 svart bonde · h6 svart kung · d5 svart bonde · e5 vit drottning · g5 vit torn · f4 svart bonde · g4 svart löpare · h4 vit bonde · a2 vit bonde · b2 vit bonde · d2 vit löpare · f2 vit bonde · g2 vit bonde · e1 vit torn · g1 vit kung | f8 svart torn · a7 svart bonde · d7 svart drottning · f7 svart torn · h7 svart bonde · h6 svart kung · d5 svart bonde · e5 vit drottning · g5 vit torn · f4 svart bonde · g4 svart löpare · h4 vit bonde · a2 vit bonde · b2 vit bonde · d2 vit löpare · f2 vit bonde · g2 vit bonde · e1 vit torn · g1 vit kung | f8 svart torn · a7 svart bonde · d7 svart drottning · f7 svart torn · h7 svart bonde · h6 svart kung · d5 svart bonde · e5 vit drottning · g5 vit torn · f4 svart bonde · g4 svart löpare · h4 vit bonde · a2 vit bonde · b2 vit bonde · d2 vit löpare · f2 vit bonde · g2 vit bonde · e1 vit torn · g1 vit kung | f8 svart torn · a7 svart bonde · d7 svart drottning · f7 svart torn · h7 svart bonde · h6 svart kung · d5 svart bonde · e5 vit drottning · g5 vit torn · f4 svart bonde · g4 svart löpare · h4 vit bonde · a2 vit bonde · b2 vit bonde · d2 vit löpare · f2 vit bonde · g2 vit bonde · e1 vit torn · g1 vit kung | f8 svart torn · a7 svart bonde · d7 svart drottning · f7 svart torn · h7 svart bonde · h6 svart kung · d5 svart bonde · e5 vit drottning · g5 vit torn · f4 svart bonde · g4 svart löpare · h4 vit bonde · a2 vit bonde · b2 vit bonde · d2 vit löpare · f2 vit bonde · g2 vit bonde · e1 vit torn · g1 vit kung | f8 svart torn · a7 svart bonde · d7 svart drottning · f7 svart torn · h7 svart bonde · h6 svart kung · d5 svart bonde · e5 vit drottning · g5 vit torn · f4 svart bonde · g4 svart löpare · h4 vit bonde · a2 vit bonde · b2 vit bonde · d2 vit löpare · f2 vit bonde · g2 vit bonde · e1 vit torn · g1 vit kung | f8 svart torn · a7 svart bonde · d7 svart drottning · f7 svart torn · h7 svart bonde · h6 svart kung · d5 svart bonde · e5 vit drottning · g5 vit torn · f4 svart bonde · g4 svart löpare · h4 vit bonde · a2 vit bonde · b2 vit bonde · d2 vit löpare · f2 vit bonde · g2 vit bonde · e1 vit torn · g1 vit kung | f8 svart torn · a7 svart bonde · d7 svart drottning · f7 svart torn · h7 svart bonde · h6 svart kung · d5 svart bonde · e5 vit drottning · g5 vit torn · f4 svart bonde · g4 svart löpare · h4 vit bonde · a2 vit bonde · b2 vit bonde · d2 vit löpare · f2 vit bonde · g2 vit bonde · e1 vit torn · g1 vit kung | 1 |
|   | a | b | c | d | e | f | g | h |   |

Utrymning innebär att man med tempovinst får undan egna pjäser från ett fält, en diagonal eller en linje, för att ge plats för andra pjäser som behövs i angreppet. Ofta handlar det om att röja plats för damen.
I diagrammet skulle vits dam kunna sätta matt om inte tornet stod på g5. Vit spelade därför utrymningsoffret 28.Th5+. Det blir matt efter 28…Lxh5 29.Dg5#.

### Dragtvång
|   | a | b | c | d | e | f | g | h |   |
| 8 | g8 svart torn · b7 svart kung · c7 svart bonde · b6 svart bonde · c6 svart löpare · a5 svart bonde · d5 svart drottning · f5 vit bonde · g5 vit löpare · a4 vit bonde · c4 svart bonde · d4 vit bonde · h4 svart bonde · c3 vit bonde · h3 vit bonde · d2 vit drottning · h2 vit kung · f1 vit torn | g8 svart torn · b7 svart kung · c7 svart bonde · b6 svart bonde · c6 svart löpare · a5 svart bonde · d5 svart drottning · f5 vit bonde · g5 vit löpare · a4 vit bonde · c4 svart bonde · d4 vit bonde · h4 svart bonde · c3 vit bonde · h3 vit bonde · d2 vit drottning · h2 vit kung · f1 vit torn | g8 svart torn · b7 svart kung · c7 svart bonde · b6 svart bonde · c6 svart löpare · a5 svart bonde · d5 svart drottning · f5 vit bonde · g5 vit löpare · a4 vit bonde · c4 svart bonde · d4 vit bonde · h4 svart bonde · c3 vit bonde · h3 vit bonde · d2 vit drottning · h2 vit kung · f1 vit torn | g8 svart torn · b7 svart kung · c7 svart bonde · b6 svart bonde · c6 svart löpare · a5 svart bonde · d5 svart drottning · f5 vit bonde · g5 vit löpare · a4 vit bonde · c4 svart bonde · d4 vit bonde · h4 svart bonde · c3 vit bonde · h3 vit bonde · d2 vit drottning · h2 vit kung · f1 vit torn | g8 svart torn · b7 svart kung · c7 svart bonde · b6 svart bonde · c6 svart löpare · a5 svart bonde · d5 svart drottning · f5 vit bonde · g5 vit löpare · a4 vit bonde · c4 svart bonde · d4 vit bonde · h4 svart bonde · c3 vit bonde · h3 vit bonde · d2 vit drottning · h2 vit kung · f1 vit torn | g8 svart torn · b7 svart kung · c7 svart bonde · b6 svart bonde · c6 svart löpare · a5 svart bonde · d5 svart drottning · f5 vit bonde · g5 vit löpare · a4 vit bonde · c4 svart bonde · d4 vit bonde · h4 svart bonde · c3 vit bonde · h3 vit bonde · d2 vit drottning · h2 vit kung · f1 vit torn | g8 svart torn · b7 svart kung · c7 svart bonde · b6 svart bonde · c6 svart löpare · a5 svart bonde · d5 svart drottning · f5 vit bonde · g5 vit löpare · a4 vit bonde · c4 svart bonde · d4 vit bonde · h4 svart bonde · c3 vit bonde · h3 vit bonde · d2 vit drottning · h2 vit kung · f1 vit torn | g8 svart torn · b7 svart kung · c7 svart bonde · b6 svart bonde · c6 svart löpare · a5 svart bonde · d5 svart drottning · f5 vit bonde · g5 vit löpare · a4 vit bonde · c4 svart bonde · d4 vit bonde · h4 svart bonde · c3 vit bonde · h3 vit bonde · d2 vit drottning · h2 vit kung · f1 vit torn | 8 |
| 7 | g8 svart torn · b7 svart kung · c7 svart bonde · b6 svart bonde · c6 svart löpare · a5 svart bonde · d5 svart drottning · f5 vit bonde · g5 vit löpare · a4 vit bonde · c4 svart bonde · d4 vit bonde · h4 svart bonde · c3 vit bonde · h3 vit bonde · d2 vit drottning · h2 vit kung · f1 vit torn | g8 svart torn · b7 svart kung · c7 svart bonde · b6 svart bonde · c6 svart löpare · a5 svart bonde · d5 svart drottning · f5 vit bonde · g5 vit löpare · a4 vit bonde · c4 svart bonde · d4 vit bonde · h4 svart bonde · c3 vit bonde · h3 vit bonde · d2 vit drottning · h2 vit kung · f1 vit torn | g8 svart torn · b7 svart kung · c7 svart bonde · b6 svart bonde · c6 svart löpare · a5 svart bonde · d5 svart drottning · f5 vit bonde · g5 vit löpare · a4 vit bonde · c4 svart bonde · d4 vit bonde · h4 svart bonde · c3 vit bonde · h3 vit bonde · d2 vit drottning · h2 vit kung · f1 vit torn | g8 svart torn · b7 svart kung · c7 svart bonde · b6 svart bonde · c6 svart löpare · a5 svart bonde · d5 svart drottning · f5 vit bonde · g5 vit löpare · a4 vit bonde · c4 svart bonde · d4 vit bonde · h4 svart bonde · c3 vit bonde · h3 vit bonde · d2 vit drottning · h2 vit kung · f1 vit torn | g8 svart torn · b7 svart kung · c7 svart bonde · b6 svart bonde · c6 svart löpare · a5 svart bonde · d5 svart drottning · f5 vit bonde · g5 vit löpare · a4 vit bonde · c4 svart bonde · d4 vit bonde · h4 svart bonde · c3 vit bonde · h3 vit bonde · d2 vit drottning · h2 vit kung · f1 vit torn | g8 svart torn · b7 svart kung · c7 svart bonde · b6 svart bonde · c6 svart löpare · a5 svart bonde · d5 svart drottning · f5 vit bonde · g5 vit löpare · a4 vit bonde · c4 svart bonde · d4 vit bonde · h4 svart bonde · c3 vit bonde · h3 vit bonde · d2 vit drottning · h2 vit kung · f1 vit torn | g8 svart torn · b7 svart kung · c7 svart bonde · b6 svart bonde · c6 svart löpare · a5 svart bonde · d5 svart drottning · f5 vit bonde · g5 vit löpare · a4 vit bonde · c4 svart bonde · d4 vit bonde · h4 svart bonde · c3 vit bonde · h3 vit bonde · d2 vit drottning · h2 vit kung · f1 vit torn | g8 svart torn · b7 svart kung · c7 svart bonde · b6 svart bonde · c6 svart löpare · a5 svart bonde · d5 svart drottning · f5 vit bonde · g5 vit löpare · a4 vit bonde · c4 svart bonde · d4 vit bonde · h4 svart bonde · c3 vit bonde · h3 vit bonde · d2 vit drottning · h2 vit kung · f1 vit torn | 7 |
| 6 | g8 svart torn · b7 svart kung · c7 svart bonde · b6 svart bonde · c6 svart löpare · a5 svart bonde · d5 svart drottning · f5 vit bonde · g5 vit löpare · a4 vit bonde · c4 svart bonde · d4 vit bonde · h4 svart bonde · c3 vit bonde · h3 vit bonde · d2 vit drottning · h2 vit kung · f1 vit torn | g8 svart torn · b7 svart kung · c7 svart bonde · b6 svart bonde · c6 svart löpare · a5 svart bonde · d5 svart drottning · f5 vit bonde · g5 vit löpare · a4 vit bonde · c4 svart bonde · d4 vit bonde · h4 svart bonde · c3 vit bonde · h3 vit bonde · d2 vit drottning · h2 vit kung · f1 vit torn | g8 svart torn · b7 svart kung · c7 svart bonde · b6 svart bonde · c6 svart löpare · a5 svart bonde · d5 svart drottning · f5 vit bonde · g5 vit löpare · a4 vit bonde · c4 svart bonde · d4 vit bonde · h4 svart bonde · c3 vit bonde · h3 vit bonde · d2 vit drottning · h2 vit kung · f1 vit torn | g8 svart torn · b7 svart kung · c7 svart bonde · b6 svart bonde · c6 svart löpare · a5 svart bonde · d5 svart drottning · f5 vit bonde · g5 vit löpare · a4 vit bonde · c4 svart bonde · d4 vit bonde · h4 svart bonde · c3 vit bonde · h3 vit bonde · d2 vit drottning · h2 vit kung · f1 vit torn | g8 svart torn · b7 svart kung · c7 svart bonde · b6 svart bonde · c6 svart löpare · a5 svart bonde · d5 svart drottning · f5 vit bonde · g5 vit löpare · a4 vit bonde · c4 svart bonde · d4 vit bonde · h4 svart bonde · c3 vit bonde · h3 vit bonde · d2 vit drottning · h2 vit kung · f1 vit torn | g8 svart torn · b7 svart kung · c7 svart bonde · b6 svart bonde · c6 svart löpare · a5 svart bonde · d5 svart drottning · f5 vit bonde · g5 vit löpare · a4 vit bonde · c4 svart bonde · d4 vit bonde · h4 svart bonde · c3 vit bonde · h3 vit bonde · d2 vit drottning · h2 vit kung · f1 vit torn | g8 svart torn · b7 svart kung · c7 svart bonde · b6 svart bonde · c6 svart löpare · a5 svart bonde · d5 svart drottning · f5 vit bonde · g5 vit löpare · a4 vit bonde · c4 svart bonde · d4 vit bonde · h4 svart bonde · c3 vit bonde · h3 vit bonde · d2 vit drottning · h2 vit kung · f1 vit torn | g8 svart torn · b7 svart kung · c7 svart bonde · b6 svart bonde · c6 svart löpare · a5 svart bonde · d5 svart drottning · f5 vit bonde · g5 vit löpare · a4 vit bonde · c4 svart bonde · d4 vit bonde · h4 svart bonde · c3 vit bonde · h3 vit bonde · d2 vit drottning · h2 vit kung · f1 vit torn | 6 |
| 5 | g8 svart torn · b7 svart kung · c7 svart bonde · b6 svart bonde · c6 svart löpare · a5 svart bonde · d5 svart drottning · f5 vit bonde · g5 vit löpare · a4 vit bonde · c4 svart bonde · d4 vit bonde · h4 svart bonde · c3 vit bonde · h3 vit bonde · d2 vit drottning · h2 vit kung · f1 vit torn | g8 svart torn · b7 svart kung · c7 svart bonde · b6 svart bonde · c6 svart löpare · a5 svart bonde · d5 svart drottning · f5 vit bonde · g5 vit löpare · a4 vit bonde · c4 svart bonde · d4 vit bonde · h4 svart bonde · c3 vit bonde · h3 vit bonde · d2 vit drottning · h2 vit kung · f1 vit torn | g8 svart torn · b7 svart kung · c7 svart bonde · b6 svart bonde · c6 svart löpare · a5 svart bonde · d5 svart drottning · f5 vit bonde · g5 vit löpare · a4 vit bonde · c4 svart bonde · d4 vit bonde · h4 svart bonde · c3 vit bonde · h3 vit bonde · d2 vit drottning · h2 vit kung · f1 vit torn | g8 svart torn · b7 svart kung · c7 svart bonde · b6 svart bonde · c6 svart löpare · a5 svart bonde · d5 svart drottning · f5 vit bonde · g5 vit löpare · a4 vit bonde · c4 svart bonde · d4 vit bonde · h4 svart bonde · c3 vit bonde · h3 vit bonde · d2 vit drottning · h2 vit kung · f1 vit torn | g8 svart torn · b7 svart kung · c7 svart bonde · b6 svart bonde · c6 svart löpare · a5 svart bonde · d5 svart drottning · f5 vit bonde · g5 vit löpare · a4 vit bonde · c4 svart bonde · d4 vit bonde · h4 svart bonde · c3 vit bonde · h3 vit bonde · d2 vit drottning · h2 vit kung · f1 vit torn | g8 svart torn · b7 svart kung · c7 svart bonde · b6 svart bonde · c6 svart löpare · a5 svart bonde · d5 svart drottning · f5 vit bonde · g5 vit löpare · a4 vit bonde · c4 svart bonde · d4 vit bonde · h4 svart bonde · c3 vit bonde · h3 vit bonde · d2 vit drottning · h2 vit kung · f1 vit torn | g8 svart torn · b7 svart kung · c7 svart bonde · b6 svart bonde · c6 svart löpare · a5 svart bonde · d5 svart drottning · f5 vit bonde · g5 vit löpare · a4 vit bonde · c4 svart bonde · d4 vit bonde · h4 svart bonde · c3 vit bonde · h3 vit bonde · d2 vit drottning · h2 vit kung · f1 vit torn | g8 svart torn · b7 svart kung · c7 svart bonde · b6 svart bonde · c6 svart löpare · a5 svart bonde · d5 svart drottning · f5 vit bonde · g5 vit löpare · a4 vit bonde · c4 svart bonde · d4 vit bonde · h4 svart bonde · c3 vit bonde · h3 vit bonde · d2 vit drottning · h2 vit kung · f1 vit torn | 5 |
| 4 | g8 svart torn · b7 svart kung · c7 svart bonde · b6 svart bonde · c6 svart löpare · a5 svart bonde · d5 svart drottning · f5 vit bonde · g5 vit löpare · a4 vit bonde · c4 svart bonde · d4 vit bonde · h4 svart bonde · c3 vit bonde · h3 vit bonde · d2 vit drottning · h2 vit kung · f1 vit torn | g8 svart torn · b7 svart kung · c7 svart bonde · b6 svart bonde · c6 svart löpare · a5 svart bonde · d5 svart drottning · f5 vit bonde · g5 vit löpare · a4 vit bonde · c4 svart bonde · d4 vit bonde · h4 svart bonde · c3 vit bonde · h3 vit bonde · d2 vit drottning · h2 vit kung · f1 vit torn | g8 svart torn · b7 svart kung · c7 svart bonde · b6 svart bonde · c6 svart löpare · a5 svart bonde · d5 svart drottning · f5 vit bonde · g5 vit löpare · a4 vit bonde · c4 svart bonde · d4 vit bonde · h4 svart bonde · c3 vit bonde · h3 vit bonde · d2 vit drottning · h2 vit kung · f1 vit torn | g8 svart torn · b7 svart kung · c7 svart bonde · b6 svart bonde · c6 svart löpare · a5 svart bonde · d5 svart drottning · f5 vit bonde · g5 vit löpare · a4 vit bonde · c4 svart bonde · d4 vit bonde · h4 svart bonde · c3 vit bonde · h3 vit bonde · d2 vit drottning · h2 vit kung · f1 vit torn | g8 svart torn · b7 svart kung · c7 svart bonde · b6 svart bonde · c6 svart löpare · a5 svart bonde · d5 svart drottning · f5 vit bonde · g5 vit löpare · a4 vit bonde · c4 svart bonde · d4 vit bonde · h4 svart bonde · c3 vit bonde · h3 vit bonde · d2 vit drottning · h2 vit kung · f1 vit torn | g8 svart torn · b7 svart kung · c7 svart bonde · b6 svart bonde · c6 svart löpare · a5 svart bonde · d5 svart drottning · f5 vit bonde · g5 vit löpare · a4 vit bonde · c4 svart bonde · d4 vit bonde · h4 svart bonde · c3 vit bonde · h3 vit bonde · d2 vit drottning · h2 vit kung · f1 vit torn | g8 svart torn · b7 svart kung · c7 svart bonde · b6 svart bonde · c6 svart löpare · a5 svart bonde · d5 svart drottning · f5 vit bonde · g5 vit löpare · a4 vit bonde · c4 svart bonde · d4 vit bonde · h4 svart bonde · c3 vit bonde · h3 vit bonde · d2 vit drottning · h2 vit kung · f1 vit torn | g8 svart torn · b7 svart kung · c7 svart bonde · b6 svart bonde · c6 svart löpare · a5 svart bonde · d5 svart drottning · f5 vit bonde · g5 vit löpare · a4 vit bonde · c4 svart bonde · d4 vit bonde · h4 svart bonde · c3 vit bonde · h3 vit bonde · d2 vit drottning · h2 vit kung · f1 vit torn | 4 |
| 3 | g8 svart torn · b7 svart kung · c7 svart bonde · b6 svart bonde · c6 svart löpare · a5 svart bonde · d5 svart drottning · f5 vit bonde · g5 vit löpare · a4 vit bonde · c4 svart bonde · d4 vit bonde · h4 svart bonde · c3 vit bonde · h3 vit bonde · d2 vit drottning · h2 vit kung · f1 vit torn | g8 svart torn · b7 svart kung · c7 svart bonde · b6 svart bonde · c6 svart löpare · a5 svart bonde · d5 svart drottning · f5 vit bonde · g5 vit löpare · a4 vit bonde · c4 svart bonde · d4 vit bonde · h4 svart bonde · c3 vit bonde · h3 vit bonde · d2 vit drottning · h2 vit kung · f1 vit torn | g8 svart torn · b7 svart kung · c7 svart bonde · b6 svart bonde · c6 svart löpare · a5 svart bonde · d5 svart drottning · f5 vit bonde · g5 vit löpare · a4 vit bonde · c4 svart bonde · d4 vit bonde · h4 svart bonde · c3 vit bonde · h3 vit bonde · d2 vit drottning · h2 vit kung · f1 vit torn | g8 svart torn · b7 svart kung · c7 svart bonde · b6 svart bonde · c6 svart löpare · a5 svart bonde · d5 svart drottning · f5 vit bonde · g5 vit löpare · a4 vit bonde · c4 svart bonde · d4 vit bonde · h4 svart bonde · c3 vit bonde · h3 vit bonde · d2 vit drottning · h2 vit kung · f1 vit torn | g8 svart torn · b7 svart kung · c7 svart bonde · b6 svart bonde · c6 svart löpare · a5 svart bonde · d5 svart drottning · f5 vit bonde · g5 vit löpare · a4 vit bonde · c4 svart bonde · d4 vit bonde · h4 svart bonde · c3 vit bonde · h3 vit bonde · d2 vit drottning · h2 vit kung · f1 vit torn | g8 svart torn · b7 svart kung · c7 svart bonde · b6 svart bonde · c6 svart löpare · a5 svart bonde · d5 svart drottning · f5 vit bonde · g5 vit löpare · a4 vit bonde · c4 svart bonde · d4 vit bonde · h4 svart bonde · c3 vit bonde · h3 vit bonde · d2 vit drottning · h2 vit kung · f1 vit torn | g8 svart torn · b7 svart kung · c7 svart bonde · b6 svart bonde · c6 svart löpare · a5 svart bonde · d5 svart drottning · f5 vit bonde · g5 vit löpare · a4 vit bonde · c4 svart bonde · d4 vit bonde · h4 svart bonde · c3 vit bonde · h3 vit bonde · d2 vit drottning · h2 vit kung · f1 vit torn | g8 svart torn · b7 svart kung · c7 svart bonde · b6 svart bonde · c6 svart löpare · a5 svart bonde · d5 svart drottning · f5 vit bonde · g5 vit löpare · a4 vit bonde · c4 svart bonde · d4 vit bonde · h4 svart bonde · c3 vit bonde · h3 vit bonde · d2 vit drottning · h2 vit kung · f1 vit torn | 3 |
| 2 | g8 svart torn · b7 svart kung · c7 svart bonde · b6 svart bonde · c6 svart löpare · a5 svart bonde · d5 svart drottning · f5 vit bonde · g5 vit löpare · a4 vit bonde · c4 svart bonde · d4 vit bonde · h4 svart bonde · c3 vit bonde · h3 vit bonde · d2 vit drottning · h2 vit kung · f1 vit torn | g8 svart torn · b7 svart kung · c7 svart bonde · b6 svart bonde · c6 svart löpare · a5 svart bonde · d5 svart drottning · f5 vit bonde · g5 vit löpare · a4 vit bonde · c4 svart bonde · d4 vit bonde · h4 svart bonde · c3 vit bonde · h3 vit bonde · d2 vit drottning · h2 vit kung · f1 vit torn | g8 svart torn · b7 svart kung · c7 svart bonde · b6 svart bonde · c6 svart löpare · a5 svart bonde · d5 svart drottning · f5 vit bonde · g5 vit löpare · a4 vit bonde · c4 svart bonde · d4 vit bonde · h4 svart bonde · c3 vit bonde · h3 vit bonde · d2 vit drottning · h2 vit kung · f1 vit torn | g8 svart torn · b7 svart kung · c7 svart bonde · b6 svart bonde · c6 svart löpare · a5 svart bonde · d5 svart drottning · f5 vit bonde · g5 vit löpare · a4 vit bonde · c4 svart bonde · d4 vit bonde · h4 svart bonde · c3 vit bonde · h3 vit bonde · d2 vit drottning · h2 vit kung · f1 vit torn | g8 svart torn · b7 svart kung · c7 svart bonde · b6 svart bonde · c6 svart löpare · a5 svart bonde · d5 svart drottning · f5 vit bonde · g5 vit löpare · a4 vit bonde · c4 svart bonde · d4 vit bonde · h4 svart bonde · c3 vit bonde · h3 vit bonde · d2 vit drottning · h2 vit kung · f1 vit torn | g8 svart torn · b7 svart kung · c7 svart bonde · b6 svart bonde · c6 svart löpare · a5 svart bonde · d5 svart drottning · f5 vit bonde · g5 vit löpare · a4 vit bonde · c4 svart bonde · d4 vit bonde · h4 svart bonde · c3 vit bonde · h3 vit bonde · d2 vit drottning · h2 vit kung · f1 vit torn | g8 svart torn · b7 svart kung · c7 svart bonde · b6 svart bonde · c6 svart löpare · a5 svart bonde · d5 svart drottning · f5 vit bonde · g5 vit löpare · a4 vit bonde · c4 svart bonde · d4 vit bonde · h4 svart bonde · c3 vit bonde · h3 vit bonde · d2 vit drottning · h2 vit kung · f1 vit torn | g8 svart torn · b7 svart kung · c7 svart bonde · b6 svart bonde · c6 svart löpare · a5 svart bonde · d5 svart drottning · f5 vit bonde · g5 vit löpare · a4 vit bonde · c4 svart bonde · d4 vit bonde · h4 svart bonde · c3 vit bonde · h3 vit bonde · d2 vit drottning · h2 vit kung · f1 vit torn | 2 |
| 1 | g8 svart torn · b7 svart kung · c7 svart bonde · b6 svart bonde · c6 svart löpare · a5 svart bonde · d5 svart drottning · f5 vit bonde · g5 vit löpare · a4 vit bonde · c4 svart bonde · d4 vit bonde · h4 svart bonde · c3 vit bonde · h3 vit bonde · d2 vit drottning · h2 vit kung · f1 vit torn | g8 svart torn · b7 svart kung · c7 svart bonde · b6 svart bonde · c6 svart löpare · a5 svart bonde · d5 svart drottning · f5 vit bonde · g5 vit löpare · a4 vit bonde · c4 svart bonde · d4 vit bonde · h4 svart bonde · c3 vit bonde · h3 vit bonde · d2 vit drottning · h2 vit kung · f1 vit torn | g8 svart torn · b7 svart kung · c7 svart bonde · b6 svart bonde · c6 svart löpare · a5 svart bonde · d5 svart drottning · f5 vit bonde · g5 vit löpare · a4 vit bonde · c4 svart bonde · d4 vit bonde · h4 svart bonde · c3 vit bonde · h3 vit bonde · d2 vit drottning · h2 vit kung · f1 vit torn | g8 svart torn · b7 svart kung · c7 svart bonde · b6 svart bonde · c6 svart löpare · a5 svart bonde · d5 svart drottning · f5 vit bonde · g5 vit löpare · a4 vit bonde · c4 svart bonde · d4 vit bonde · h4 svart bonde · c3 vit bonde · h3 vit bonde · d2 vit drottning · h2 vit kung · f1 vit torn | g8 svart torn · b7 svart kung · c7 svart bonde · b6 svart bonde · c6 svart löpare · a5 svart bonde · d5 svart drottning · f5 vit bonde · g5 vit löpare · a4 vit bonde · c4 svart bonde · d4 vit bonde · h4 svart bonde · c3 vit bonde · h3 vit bonde · d2 vit drottning · h2 vit kung · f1 vit torn | g8 svart torn · b7 svart kung · c7 svart bonde · b6 svart bonde · c6 svart löpare · a5 svart bonde · d5 svart drottning · f5 vit bonde · g5 vit löpare · a4 vit bonde · c4 svart bonde · d4 vit bonde · h4 svart bonde · c3 vit bonde · h3 vit bonde · d2 vit drottning · h2 vit kung · f1 vit torn | g8 svart torn · b7 svart kung · c7 svart bonde · b6 svart bonde · c6 svart löpare · a5 svart bonde · d5 svart drottning · f5 vit bonde · g5 vit löpare · a4 vit bonde · c4 svart bonde · d4 vit bonde · h4 svart bonde · c3 vit bonde · h3 vit bonde · d2 vit drottning · h2 vit kung · f1 vit torn | g8 svart torn · b7 svart kung · c7 svart bonde · b6 svart bonde · c6 svart löpare · a5 svart bonde · d5 svart drottning · f5 vit bonde · g5 vit löpare · a4 vit bonde · c4 svart bonde · d4 vit bonde · h4 svart bonde · c3 vit bonde · h3 vit bonde · d2 vit drottning · h2 vit kung · f1 vit torn | 1 |
|   | a | b | c | d | e | f | g | h |   |

Med dragtvång (på många språk används den tyska termen Zugzwang) menas en situation där det inte finns några bra drag att göra och man är tvungen att göra ett drag som försämrar ens ställning.
Dragtvång förekommer ofta i slutspelet. 
Undantagsvis kan dragtvångsställningar också uppkomma i mittspelet. I diagrammet står svart klart bättre fast han har inget omedelbart hot. Men vit är i dragtvång och kan inte göra något utan att försämra sin ställning. Om löparen flyttar så vinner ...Tg2+ direkt. Damen kan inte röra sig utan att släppa försvaret av antingen löparen eller g2. På f5-f6 förlorar vit löparen. Och kungen kan bara gå till g1 men då följer 35...Dh1+ 36.Kf2 Dg2+ och löparen faller.
Så vits minst dåliga drag är att flytta tornet. Det kan inte lämna första raden på grund av ...Dh1# så det måste i stället släppa försvaret av f-bonden.
Partiet slutade 35.Te1 Dxf5 36.Te5 Df3 37.d5 Dg3+ 38.Kh1 Dxe5 39.dxc6+ Kxc6 uppgivet.

## Kungsangrepp
Taktiska manövrar är vanliga i angrepp på motståndarens kung. Eftersom ett lyckosamt kungsangrepp slutar med att kungen blir matt så är det möjligt att offra mycket material för att angreppet ska slå igenom.

### Offer mot kungsställningen
|   | a | b | c | d | e | f | g | h |   |
| 8 | a8 svart torn · c8 svart löpare · d8 svart drottning · f8 svart torn · g8 svart kung · a7 svart bonde · b7 svart bonde · d7 svart springare · f7 svart bonde · g7 svart bonde · h7 svart bonde · c6 svart springare · e6 svart bonde · c5 svart löpare · d5 svart bonde · e5 vit bonde · f4 vit bonde · c3 vit springare · d3 vit löpare · f3 vit springare · a2 vit bonde · b2 vit bonde · c2 vit bonde · g2 vit bonde · h2 vit bonde · a1 vit torn · c1 vit löpare · d1 vit drottning · e1 vit kung · h1 vit torn | a8 svart torn · c8 svart löpare · d8 svart drottning · f8 svart torn · g8 svart kung · a7 svart bonde · b7 svart bonde · d7 svart springare · f7 svart bonde · g7 svart bonde · h7 svart bonde · c6 svart springare · e6 svart bonde · c5 svart löpare · d5 svart bonde · e5 vit bonde · f4 vit bonde · c3 vit springare · d3 vit löpare · f3 vit springare · a2 vit bonde · b2 vit bonde · c2 vit bonde · g2 vit bonde · h2 vit bonde · a1 vit torn · c1 vit löpare · d1 vit drottning · e1 vit kung · h1 vit torn | a8 svart torn · c8 svart löpare · d8 svart drottning · f8 svart torn · g8 svart kung · a7 svart bonde · b7 svart bonde · d7 svart springare · f7 svart bonde · g7 svart bonde · h7 svart bonde · c6 svart springare · e6 svart bonde · c5 svart löpare · d5 svart bonde · e5 vit bonde · f4 vit bonde · c3 vit springare · d3 vit löpare · f3 vit springare · a2 vit bonde · b2 vit bonde · c2 vit bonde · g2 vit bonde · h2 vit bonde · a1 vit torn · c1 vit löpare · d1 vit drottning · e1 vit kung · h1 vit torn | a8 svart torn · c8 svart löpare · d8 svart drottning · f8 svart torn · g8 svart kung · a7 svart bonde · b7 svart bonde · d7 svart springare · f7 svart bonde · g7 svart bonde · h7 svart bonde · c6 svart springare · e6 svart bonde · c5 svart löpare · d5 svart bonde · e5 vit bonde · f4 vit bonde · c3 vit springare · d3 vit löpare · f3 vit springare · a2 vit bonde · b2 vit bonde · c2 vit bonde · g2 vit bonde · h2 vit bonde · a1 vit torn · c1 vit löpare · d1 vit drottning · e1 vit kung · h1 vit torn | a8 svart torn · c8 svart löpare · d8 svart drottning · f8 svart torn · g8 svart kung · a7 svart bonde · b7 svart bonde · d7 svart springare · f7 svart bonde · g7 svart bonde · h7 svart bonde · c6 svart springare · e6 svart bonde · c5 svart löpare · d5 svart bonde · e5 vit bonde · f4 vit bonde · c3 vit springare · d3 vit löpare · f3 vit springare · a2 vit bonde · b2 vit bonde · c2 vit bonde · g2 vit bonde · h2 vit bonde · a1 vit torn · c1 vit löpare · d1 vit drottning · e1 vit kung · h1 vit torn | a8 svart torn · c8 svart löpare · d8 svart drottning · f8 svart torn · g8 svart kung · a7 svart bonde · b7 svart bonde · d7 svart springare · f7 svart bonde · g7 svart bonde · h7 svart bonde · c6 svart springare · e6 svart bonde · c5 svart löpare · d5 svart bonde · e5 vit bonde · f4 vit bonde · c3 vit springare · d3 vit löpare · f3 vit springare · a2 vit bonde · b2 vit bonde · c2 vit bonde · g2 vit bonde · h2 vit bonde · a1 vit torn · c1 vit löpare · d1 vit drottning · e1 vit kung · h1 vit torn | a8 svart torn · c8 svart löpare · d8 svart drottning · f8 svart torn · g8 svart kung · a7 svart bonde · b7 svart bonde · d7 svart springare · f7 svart bonde · g7 svart bonde · h7 svart bonde · c6 svart springare · e6 svart bonde · c5 svart löpare · d5 svart bonde · e5 vit bonde · f4 vit bonde · c3 vit springare · d3 vit löpare · f3 vit springare · a2 vit bonde · b2 vit bonde · c2 vit bonde · g2 vit bonde · h2 vit bonde · a1 vit torn · c1 vit löpare · d1 vit drottning · e1 vit kung · h1 vit torn | a8 svart torn · c8 svart löpare · d8 svart drottning · f8 svart torn · g8 svart kung · a7 svart bonde · b7 svart bonde · d7 svart springare · f7 svart bonde · g7 svart bonde · h7 svart bonde · c6 svart springare · e6 svart bonde · c5 svart löpare · d5 svart bonde · e5 vit bonde · f4 vit bonde · c3 vit springare · d3 vit löpare · f3 vit springare · a2 vit bonde · b2 vit bonde · c2 vit bonde · g2 vit bonde · h2 vit bonde · a1 vit torn · c1 vit löpare · d1 vit drottning · e1 vit kung · h1 vit torn | 8 |
| 7 | a8 svart torn · c8 svart löpare · d8 svart drottning · f8 svart torn · g8 svart kung · a7 svart bonde · b7 svart bonde · d7 svart springare · f7 svart bonde · g7 svart bonde · h7 svart bonde · c6 svart springare · e6 svart bonde · c5 svart löpare · d5 svart bonde · e5 vit bonde · f4 vit bonde · c3 vit springare · d3 vit löpare · f3 vit springare · a2 vit bonde · b2 vit bonde · c2 vit bonde · g2 vit bonde · h2 vit bonde · a1 vit torn · c1 vit löpare · d1 vit drottning · e1 vit kung · h1 vit torn | a8 svart torn · c8 svart löpare · d8 svart drottning · f8 svart torn · g8 svart kung · a7 svart bonde · b7 svart bonde · d7 svart springare · f7 svart bonde · g7 svart bonde · h7 svart bonde · c6 svart springare · e6 svart bonde · c5 svart löpare · d5 svart bonde · e5 vit bonde · f4 vit bonde · c3 vit springare · d3 vit löpare · f3 vit springare · a2 vit bonde · b2 vit bonde · c2 vit bonde · g2 vit bonde · h2 vit bonde · a1 vit torn · c1 vit löpare · d1 vit drottning · e1 vit kung · h1 vit torn | a8 svart torn · c8 svart löpare · d8 svart drottning · f8 svart torn · g8 svart kung · a7 svart bonde · b7 svart bonde · d7 svart springare · f7 svart bonde · g7 svart bonde · h7 svart bonde · c6 svart springare · e6 svart bonde · c5 svart löpare · d5 svart bonde · e5 vit bonde · f4 vit bonde · c3 vit springare · d3 vit löpare · f3 vit springare · a2 vit bonde · b2 vit bonde · c2 vit bonde · g2 vit bonde · h2 vit bonde · a1 vit torn · c1 vit löpare · d1 vit drottning · e1 vit kung · h1 vit torn | a8 svart torn · c8 svart löpare · d8 svart drottning · f8 svart torn · g8 svart kung · a7 svart bonde · b7 svart bonde · d7 svart springare · f7 svart bonde · g7 svart bonde · h7 svart bonde · c6 svart springare · e6 svart bonde · c5 svart löpare · d5 svart bonde · e5 vit bonde · f4 vit bonde · c3 vit springare · d3 vit löpare · f3 vit springare · a2 vit bonde · b2 vit bonde · c2 vit bonde · g2 vit bonde · h2 vit bonde · a1 vit torn · c1 vit löpare · d1 vit drottning · e1 vit kung · h1 vit torn | a8 svart torn · c8 svart löpare · d8 svart drottning · f8 svart torn · g8 svart kung · a7 svart bonde · b7 svart bonde · d7 svart springare · f7 svart bonde · g7 svart bonde · h7 svart bonde · c6 svart springare · e6 svart bonde · c5 svart löpare · d5 svart bonde · e5 vit bonde · f4 vit bonde · c3 vit springare · d3 vit löpare · f3 vit springare · a2 vit bonde · b2 vit bonde · c2 vit bonde · g2 vit bonde · h2 vit bonde · a1 vit torn · c1 vit löpare · d1 vit drottning · e1 vit kung · h1 vit torn | a8 svart torn · c8 svart löpare · d8 svart drottning · f8 svart torn · g8 svart kung · a7 svart bonde · b7 svart bonde · d7 svart springare · f7 svart bonde · g7 svart bonde · h7 svart bonde · c6 svart springare · e6 svart bonde · c5 svart löpare · d5 svart bonde · e5 vit bonde · f4 vit bonde · c3 vit springare · d3 vit löpare · f3 vit springare · a2 vit bonde · b2 vit bonde · c2 vit bonde · g2 vit bonde · h2 vit bonde · a1 vit torn · c1 vit löpare · d1 vit drottning · e1 vit kung · h1 vit torn | a8 svart torn · c8 svart löpare · d8 svart drottning · f8 svart torn · g8 svart kung · a7 svart bonde · b7 svart bonde · d7 svart springare · f7 svart bonde · g7 svart bonde · h7 svart bonde · c6 svart springare · e6 svart bonde · c5 svart löpare · d5 svart bonde · e5 vit bonde · f4 vit bonde · c3 vit springare · d3 vit löpare · f3 vit springare · a2 vit bonde · b2 vit bonde · c2 vit bonde · g2 vit bonde · h2 vit bonde · a1 vit torn · c1 vit löpare · d1 vit drottning · e1 vit kung · h1 vit torn | a8 svart torn · c8 svart löpare · d8 svart drottning · f8 svart torn · g8 svart kung · a7 svart bonde · b7 svart bonde · d7 svart springare · f7 svart bonde · g7 svart bonde · h7 svart bonde · c6 svart springare · e6 svart bonde · c5 svart löpare · d5 svart bonde · e5 vit bonde · f4 vit bonde · c3 vit springare · d3 vit löpare · f3 vit springare · a2 vit bonde · b2 vit bonde · c2 vit bonde · g2 vit bonde · h2 vit bonde · a1 vit torn · c1 vit löpare · d1 vit drottning · e1 vit kung · h1 vit torn | 7 |
| 6 | a8 svart torn · c8 svart löpare · d8 svart drottning · f8 svart torn · g8 svart kung · a7 svart bonde · b7 svart bonde · d7 svart springare · f7 svart bonde · g7 svart bonde · h7 svart bonde · c6 svart springare · e6 svart bonde · c5 svart löpare · d5 svart bonde · e5 vit bonde · f4 vit bonde · c3 vit springare · d3 vit löpare · f3 vit springare · a2 vit bonde · b2 vit bonde · c2 vit bonde · g2 vit bonde · h2 vit bonde · a1 vit torn · c1 vit löpare · d1 vit drottning · e1 vit kung · h1 vit torn | a8 svart torn · c8 svart löpare · d8 svart drottning · f8 svart torn · g8 svart kung · a7 svart bonde · b7 svart bonde · d7 svart springare · f7 svart bonde · g7 svart bonde · h7 svart bonde · c6 svart springare · e6 svart bonde · c5 svart löpare · d5 svart bonde · e5 vit bonde · f4 vit bonde · c3 vit springare · d3 vit löpare · f3 vit springare · a2 vit bonde · b2 vit bonde · c2 vit bonde · g2 vit bonde · h2 vit bonde · a1 vit torn · c1 vit löpare · d1 vit drottning · e1 vit kung · h1 vit torn | a8 svart torn · c8 svart löpare · d8 svart drottning · f8 svart torn · g8 svart kung · a7 svart bonde · b7 svart bonde · d7 svart springare · f7 svart bonde · g7 svart bonde · h7 svart bonde · c6 svart springare · e6 svart bonde · c5 svart löpare · d5 svart bonde · e5 vit bonde · f4 vit bonde · c3 vit springare · d3 vit löpare · f3 vit springare · a2 vit bonde · b2 vit bonde · c2 vit bonde · g2 vit bonde · h2 vit bonde · a1 vit torn · c1 vit löpare · d1 vit drottning · e1 vit kung · h1 vit torn | a8 svart torn · c8 svart löpare · d8 svart drottning · f8 svart torn · g8 svart kung · a7 svart bonde · b7 svart bonde · d7 svart springare · f7 svart bonde · g7 svart bonde · h7 svart bonde · c6 svart springare · e6 svart bonde · c5 svart löpare · d5 svart bonde · e5 vit bonde · f4 vit bonde · c3 vit springare · d3 vit löpare · f3 vit springare · a2 vit bonde · b2 vit bonde · c2 vit bonde · g2 vit bonde · h2 vit bonde · a1 vit torn · c1 vit löpare · d1 vit drottning · e1 vit kung · h1 vit torn | a8 svart torn · c8 svart löpare · d8 svart drottning · f8 svart torn · g8 svart kung · a7 svart bonde · b7 svart bonde · d7 svart springare · f7 svart bonde · g7 svart bonde · h7 svart bonde · c6 svart springare · e6 svart bonde · c5 svart löpare · d5 svart bonde · e5 vit bonde · f4 vit bonde · c3 vit springare · d3 vit löpare · f3 vit springare · a2 vit bonde · b2 vit bonde · c2 vit bonde · g2 vit bonde · h2 vit bonde · a1 vit torn · c1 vit löpare · d1 vit drottning · e1 vit kung · h1 vit torn | a8 svart torn · c8 svart löpare · d8 svart drottning · f8 svart torn · g8 svart kung · a7 svart bonde · b7 svart bonde · d7 svart springare · f7 svart bonde · g7 svart bonde · h7 svart bonde · c6 svart springare · e6 svart bonde · c5 svart löpare · d5 svart bonde · e5 vit bonde · f4 vit bonde · c3 vit springare · d3 vit löpare · f3 vit springare · a2 vit bonde · b2 vit bonde · c2 vit bonde · g2 vit bonde · h2 vit bonde · a1 vit torn · c1 vit löpare · d1 vit drottning · e1 vit kung · h1 vit torn | a8 svart torn · c8 svart löpare · d8 svart drottning · f8 svart torn · g8 svart kung · a7 svart bonde · b7 svart bonde · d7 svart springare · f7 svart bonde · g7 svart bonde · h7 svart bonde · c6 svart springare · e6 svart bonde · c5 svart löpare · d5 svart bonde · e5 vit bonde · f4 vit bonde · c3 vit springare · d3 vit löpare · f3 vit springare · a2 vit bonde · b2 vit bonde · c2 vit bonde · g2 vit bonde · h2 vit bonde · a1 vit torn · c1 vit löpare · d1 vit drottning · e1 vit kung · h1 vit torn | a8 svart torn · c8 svart löpare · d8 svart drottning · f8 svart torn · g8 svart kung · a7 svart bonde · b7 svart bonde · d7 svart springare · f7 svart bonde · g7 svart bonde · h7 svart bonde · c6 svart springare · e6 svart bonde · c5 svart löpare · d5 svart bonde · e5 vit bonde · f4 vit bonde · c3 vit springare · d3 vit löpare · f3 vit springare · a2 vit bonde · b2 vit bonde · c2 vit bonde · g2 vit bonde · h2 vit bonde · a1 vit torn · c1 vit löpare · d1 vit drottning · e1 vit kung · h1 vit torn | 6 |
| 5 | a8 svart torn · c8 svart löpare · d8 svart drottning · f8 svart torn · g8 svart kung · a7 svart bonde · b7 svart bonde · d7 svart springare · f7 svart bonde · g7 svart bonde · h7 svart bonde · c6 svart springare · e6 svart bonde · c5 svart löpare · d5 svart bonde · e5 vit bonde · f4 vit bonde · c3 vit springare · d3 vit löpare · f3 vit springare · a2 vit bonde · b2 vit bonde · c2 vit bonde · g2 vit bonde · h2 vit bonde · a1 vit torn · c1 vit löpare · d1 vit drottning · e1 vit kung · h1 vit torn | a8 svart torn · c8 svart löpare · d8 svart drottning · f8 svart torn · g8 svart kung · a7 svart bonde · b7 svart bonde · d7 svart springare · f7 svart bonde · g7 svart bonde · h7 svart bonde · c6 svart springare · e6 svart bonde · c5 svart löpare · d5 svart bonde · e5 vit bonde · f4 vit bonde · c3 vit springare · d3 vit löpare · f3 vit springare · a2 vit bonde · b2 vit bonde · c2 vit bonde · g2 vit bonde · h2 vit bonde · a1 vit torn · c1 vit löpare · d1 vit drottning · e1 vit kung · h1 vit torn | a8 svart torn · c8 svart löpare · d8 svart drottning · f8 svart torn · g8 svart kung · a7 svart bonde · b7 svart bonde · d7 svart springare · f7 svart bonde · g7 svart bonde · h7 svart bonde · c6 svart springare · e6 svart bonde · c5 svart löpare · d5 svart bonde · e5 vit bonde · f4 vit bonde · c3 vit springare · d3 vit löpare · f3 vit springare · a2 vit bonde · b2 vit bonde · c2 vit bonde · g2 vit bonde · h2 vit bonde · a1 vit torn · c1 vit löpare · d1 vit drottning · e1 vit kung · h1 vit torn | a8 svart torn · c8 svart löpare · d8 svart drottning · f8 svart torn · g8 svart kung · a7 svart bonde · b7 svart bonde · d7 svart springare · f7 svart bonde · g7 svart bonde · h7 svart bonde · c6 svart springare · e6 svart bonde · c5 svart löpare · d5 svart bonde · e5 vit bonde · f4 vit bonde · c3 vit springare · d3 vit löpare · f3 vit springare · a2 vit bonde · b2 vit bonde · c2 vit bonde · g2 vit bonde · h2 vit bonde · a1 vit torn · c1 vit löpare · d1 vit drottning · e1 vit kung · h1 vit torn | a8 svart torn · c8 svart löpare · d8 svart drottning · f8 svart torn · g8 svart kung · a7 svart bonde · b7 svart bonde · d7 svart springare · f7 svart bonde · g7 svart bonde · h7 svart bonde · c6 svart springare · e6 svart bonde · c5 svart löpare · d5 svart bonde · e5 vit bonde · f4 vit bonde · c3 vit springare · d3 vit löpare · f3 vit springare · a2 vit bonde · b2 vit bonde · c2 vit bonde · g2 vit bonde · h2 vit bonde · a1 vit torn · c1 vit löpare · d1 vit drottning · e1 vit kung · h1 vit torn | a8 svart torn · c8 svart löpare · d8 svart drottning · f8 svart torn · g8 svart kung · a7 svart bonde · b7 svart bonde · d7 svart springare · f7 svart bonde · g7 svart bonde · h7 svart bonde · c6 svart springare · e6 svart bonde · c5 svart löpare · d5 svart bonde · e5 vit bonde · f4 vit bonde · c3 vit springare · d3 vit löpare · f3 vit springare · a2 vit bonde · b2 vit bonde · c2 vit bonde · g2 vit bonde · h2 vit bonde · a1 vit torn · c1 vit löpare · d1 vit drottning · e1 vit kung · h1 vit torn | a8 svart torn · c8 svart löpare · d8 svart drottning · f8 svart torn · g8 svart kung · a7 svart bonde · b7 svart bonde · d7 svart springare · f7 svart bonde · g7 svart bonde · h7 svart bonde · c6 svart springare · e6 svart bonde · c5 svart löpare · d5 svart bonde · e5 vit bonde · f4 vit bonde · c3 vit springare · d3 vit löpare · f3 vit springare · a2 vit bonde · b2 vit bonde · c2 vit bonde · g2 vit bonde · h2 vit bonde · a1 vit torn · c1 vit löpare · d1 vit drottning · e1 vit kung · h1 vit torn | a8 svart torn · c8 svart löpare · d8 svart drottning · f8 svart torn · g8 svart kung · a7 svart bonde · b7 svart bonde · d7 svart springare · f7 svart bonde · g7 svart bonde · h7 svart bonde · c6 svart springare · e6 svart bonde · c5 svart löpare · d5 svart bonde · e5 vit bonde · f4 vit bonde · c3 vit springare · d3 vit löpare · f3 vit springare · a2 vit bonde · b2 vit bonde · c2 vit bonde · g2 vit bonde · h2 vit bonde · a1 vit torn · c1 vit löpare · d1 vit drottning · e1 vit kung · h1 vit torn | 5 |
| 4 | a8 svart torn · c8 svart löpare · d8 svart drottning · f8 svart torn · g8 svart kung · a7 svart bonde · b7 svart bonde · d7 svart springare · f7 svart bonde · g7 svart bonde · h7 svart bonde · c6 svart springare · e6 svart bonde · c5 svart löpare · d5 svart bonde · e5 vit bonde · f4 vit bonde · c3 vit springare · d3 vit löpare · f3 vit springare · a2 vit bonde · b2 vit bonde · c2 vit bonde · g2 vit bonde · h2 vit bonde · a1 vit torn · c1 vit löpare · d1 vit drottning · e1 vit kung · h1 vit torn | a8 svart torn · c8 svart löpare · d8 svart drottning · f8 svart torn · g8 svart kung · a7 svart bonde · b7 svart bonde · d7 svart springare · f7 svart bonde · g7 svart bonde · h7 svart bonde · c6 svart springare · e6 svart bonde · c5 svart löpare · d5 svart bonde · e5 vit bonde · f4 vit bonde · c3 vit springare · d3 vit löpare · f3 vit springare · a2 vit bonde · b2 vit bonde · c2 vit bonde · g2 vit bonde · h2 vit bonde · a1 vit torn · c1 vit löpare · d1 vit drottning · e1 vit kung · h1 vit torn | a8 svart torn · c8 svart löpare · d8 svart drottning · f8 svart torn · g8 svart kung · a7 svart bonde · b7 svart bonde · d7 svart springare · f7 svart bonde · g7 svart bonde · h7 svart bonde · c6 svart springare · e6 svart bonde · c5 svart löpare · d5 svart bonde · e5 vit bonde · f4 vit bonde · c3 vit springare · d3 vit löpare · f3 vit springare · a2 vit bonde · b2 vit bonde · c2 vit bonde · g2 vit bonde · h2 vit bonde · a1 vit torn · c1 vit löpare · d1 vit drottning · e1 vit kung · h1 vit torn | a8 svart torn · c8 svart löpare · d8 svart drottning · f8 svart torn · g8 svart kung · a7 svart bonde · b7 svart bonde · d7 svart springare · f7 svart bonde · g7 svart bonde · h7 svart bonde · c6 svart springare · e6 svart bonde · c5 svart löpare · d5 svart bonde · e5 vit bonde · f4 vit bonde · c3 vit springare · d3 vit löpare · f3 vit springare · a2 vit bonde · b2 vit bonde · c2 vit bonde · g2 vit bonde · h2 vit bonde · a1 vit torn · c1 vit löpare · d1 vit drottning · e1 vit kung · h1 vit torn | a8 svart torn · c8 svart löpare · d8 svart drottning · f8 svart torn · g8 svart kung · a7 svart bonde · b7 svart bonde · d7 svart springare · f7 svart bonde · g7 svart bonde · h7 svart bonde · c6 svart springare · e6 svart bonde · c5 svart löpare · d5 svart bonde · e5 vit bonde · f4 vit bonde · c3 vit springare · d3 vit löpare · f3 vit springare · a2 vit bonde · b2 vit bonde · c2 vit bonde · g2 vit bonde · h2 vit bonde · a1 vit torn · c1 vit löpare · d1 vit drottning · e1 vit kung · h1 vit torn | a8 svart torn · c8 svart löpare · d8 svart drottning · f8 svart torn · g8 svart kung · a7 svart bonde · b7 svart bonde · d7 svart springare · f7 svart bonde · g7 svart bonde · h7 svart bonde · c6 svart springare · e6 svart bonde · c5 svart löpare · d5 svart bonde · e5 vit bonde · f4 vit bonde · c3 vit springare · d3 vit löpare · f3 vit springare · a2 vit bonde · b2 vit bonde · c2 vit bonde · g2 vit bonde · h2 vit bonde · a1 vit torn · c1 vit löpare · d1 vit drottning · e1 vit kung · h1 vit torn | a8 svart torn · c8 svart löpare · d8 svart drottning · f8 svart torn · g8 svart kung · a7 svart bonde · b7 svart bonde · d7 svart springare · f7 svart bonde · g7 svart bonde · h7 svart bonde · c6 svart springare · e6 svart bonde · c5 svart löpare · d5 svart bonde · e5 vit bonde · f4 vit bonde · c3 vit springare · d3 vit löpare · f3 vit springare · a2 vit bonde · b2 vit bonde · c2 vit bonde · g2 vit bonde · h2 vit bonde · a1 vit torn · c1 vit löpare · d1 vit drottning · e1 vit kung · h1 vit torn | a8 svart torn · c8 svart löpare · d8 svart drottning · f8 svart torn · g8 svart kung · a7 svart bonde · b7 svart bonde · d7 svart springare · f7 svart bonde · g7 svart bonde · h7 svart bonde · c6 svart springare · e6 svart bonde · c5 svart löpare · d5 svart bonde · e5 vit bonde · f4 vit bonde · c3 vit springare · d3 vit löpare · f3 vit springare · a2 vit bonde · b2 vit bonde · c2 vit bonde · g2 vit bonde · h2 vit bonde · a1 vit torn · c1 vit löpare · d1 vit drottning · e1 vit kung · h1 vit torn | 4 |
| 3 | a8 svart torn · c8 svart löpare · d8 svart drottning · f8 svart torn · g8 svart kung · a7 svart bonde · b7 svart bonde · d7 svart springare · f7 svart bonde · g7 svart bonde · h7 svart bonde · c6 svart springare · e6 svart bonde · c5 svart löpare · d5 svart bonde · e5 vit bonde · f4 vit bonde · c3 vit springare · d3 vit löpare · f3 vit springare · a2 vit bonde · b2 vit bonde · c2 vit bonde · g2 vit bonde · h2 vit bonde · a1 vit torn · c1 vit löpare · d1 vit drottning · e1 vit kung · h1 vit torn | a8 svart torn · c8 svart löpare · d8 svart drottning · f8 svart torn · g8 svart kung · a7 svart bonde · b7 svart bonde · d7 svart springare · f7 svart bonde · g7 svart bonde · h7 svart bonde · c6 svart springare · e6 svart bonde · c5 svart löpare · d5 svart bonde · e5 vit bonde · f4 vit bonde · c3 vit springare · d3 vit löpare · f3 vit springare · a2 vit bonde · b2 vit bonde · c2 vit bonde · g2 vit bonde · h2 vit bonde · a1 vit torn · c1 vit löpare · d1 vit drottning · e1 vit kung · h1 vit torn | a8 svart torn · c8 svart löpare · d8 svart drottning · f8 svart torn · g8 svart kung · a7 svart bonde · b7 svart bonde · d7 svart springare · f7 svart bonde · g7 svart bonde · h7 svart bonde · c6 svart springare · e6 svart bonde · c5 svart löpare · d5 svart bonde · e5 vit bonde · f4 vit bonde · c3 vit springare · d3 vit löpare · f3 vit springare · a2 vit bonde · b2 vit bonde · c2 vit bonde · g2 vit bonde · h2 vit bonde · a1 vit torn · c1 vit löpare · d1 vit drottning · e1 vit kung · h1 vit torn | a8 svart torn · c8 svart löpare · d8 svart drottning · f8 svart torn · g8 svart kung · a7 svart bonde · b7 svart bonde · d7 svart springare · f7 svart bonde · g7 svart bonde · h7 svart bonde · c6 svart springare · e6 svart bonde · c5 svart löpare · d5 svart bonde · e5 vit bonde · f4 vit bonde · c3 vit springare · d3 vit löpare · f3 vit springare · a2 vit bonde · b2 vit bonde · c2 vit bonde · g2 vit bonde · h2 vit bonde · a1 vit torn · c1 vit löpare · d1 vit drottning · e1 vit kung · h1 vit torn | a8 svart torn · c8 svart löpare · d8 svart drottning · f8 svart torn · g8 svart kung · a7 svart bonde · b7 svart bonde · d7 svart springare · f7 svart bonde · g7 svart bonde · h7 svart bonde · c6 svart springare · e6 svart bonde · c5 svart löpare · d5 svart bonde · e5 vit bonde · f4 vit bonde · c3 vit springare · d3 vit löpare · f3 vit springare · a2 vit bonde · b2 vit bonde · c2 vit bonde · g2 vit bonde · h2 vit bonde · a1 vit torn · c1 vit löpare · d1 vit drottning · e1 vit kung · h1 vit torn | a8 svart torn · c8 svart löpare · d8 svart drottning · f8 svart torn · g8 svart kung · a7 svart bonde · b7 svart bonde · d7 svart springare · f7 svart bonde · g7 svart bonde · h7 svart bonde · c6 svart springare · e6 svart bonde · c5 svart löpare · d5 svart bonde · e5 vit bonde · f4 vit bonde · c3 vit springare · d3 vit löpare · f3 vit springare · a2 vit bonde · b2 vit bonde · c2 vit bonde · g2 vit bonde · h2 vit bonde · a1 vit torn · c1 vit löpare · d1 vit drottning · e1 vit kung · h1 vit torn | a8 svart torn · c8 svart löpare · d8 svart drottning · f8 svart torn · g8 svart kung · a7 svart bonde · b7 svart bonde · d7 svart springare · f7 svart bonde · g7 svart bonde · h7 svart bonde · c6 svart springare · e6 svart bonde · c5 svart löpare · d5 svart bonde · e5 vit bonde · f4 vit bonde · c3 vit springare · d3 vit löpare · f3 vit springare · a2 vit bonde · b2 vit bonde · c2 vit bonde · g2 vit bonde · h2 vit bonde · a1 vit torn · c1 vit löpare · d1 vit drottning · e1 vit kung · h1 vit torn | a8 svart torn · c8 svart löpare · d8 svart drottning · f8 svart torn · g8 svart kung · a7 svart bonde · b7 svart bonde · d7 svart springare · f7 svart bonde · g7 svart bonde · h7 svart bonde · c6 svart springare · e6 svart bonde · c5 svart löpare · d5 svart bonde · e5 vit bonde · f4 vit bonde · c3 vit springare · d3 vit löpare · f3 vit springare · a2 vit bonde · b2 vit bonde · c2 vit bonde · g2 vit bonde · h2 vit bonde · a1 vit torn · c1 vit löpare · d1 vit drottning · e1 vit kung · h1 vit torn | 3 |
| 2 | a8 svart torn · c8 svart löpare · d8 svart drottning · f8 svart torn · g8 svart kung · a7 svart bonde · b7 svart bonde · d7 svart springare · f7 svart bonde · g7 svart bonde · h7 svart bonde · c6 svart springare · e6 svart bonde · c5 svart löpare · d5 svart bonde · e5 vit bonde · f4 vit bonde · c3 vit springare · d3 vit löpare · f3 vit springare · a2 vit bonde · b2 vit bonde · c2 vit bonde · g2 vit bonde · h2 vit bonde · a1 vit torn · c1 vit löpare · d1 vit drottning · e1 vit kung · h1 vit torn | a8 svart torn · c8 svart löpare · d8 svart drottning · f8 svart torn · g8 svart kung · a7 svart bonde · b7 svart bonde · d7 svart springare · f7 svart bonde · g7 svart bonde · h7 svart bonde · c6 svart springare · e6 svart bonde · c5 svart löpare · d5 svart bonde · e5 vit bonde · f4 vit bonde · c3 vit springare · d3 vit löpare · f3 vit springare · a2 vit bonde · b2 vit bonde · c2 vit bonde · g2 vit bonde · h2 vit bonde · a1 vit torn · c1 vit löpare · d1 vit drottning · e1 vit kung · h1 vit torn | a8 svart torn · c8 svart löpare · d8 svart drottning · f8 svart torn · g8 svart kung · a7 svart bonde · b7 svart bonde · d7 svart springare · f7 svart bonde · g7 svart bonde · h7 svart bonde · c6 svart springare · e6 svart bonde · c5 svart löpare · d5 svart bonde · e5 vit bonde · f4 vit bonde · c3 vit springare · d3 vit löpare · f3 vit springare · a2 vit bonde · b2 vit bonde · c2 vit bonde · g2 vit bonde · h2 vit bonde · a1 vit torn · c1 vit löpare · d1 vit drottning · e1 vit kung · h1 vit torn | a8 svart torn · c8 svart löpare · d8 svart drottning · f8 svart torn · g8 svart kung · a7 svart bonde · b7 svart bonde · d7 svart springare · f7 svart bonde · g7 svart bonde · h7 svart bonde · c6 svart springare · e6 svart bonde · c5 svart löpare · d5 svart bonde · e5 vit bonde · f4 vit bonde · c3 vit springare · d3 vit löpare · f3 vit springare · a2 vit bonde · b2 vit bonde · c2 vit bonde · g2 vit bonde · h2 vit bonde · a1 vit torn · c1 vit löpare · d1 vit drottning · e1 vit kung · h1 vit torn | a8 svart torn · c8 svart löpare · d8 svart drottning · f8 svart torn · g8 svart kung · a7 svart bonde · b7 svart bonde · d7 svart springare · f7 svart bonde · g7 svart bonde · h7 svart bonde · c6 svart springare · e6 svart bonde · c5 svart löpare · d5 svart bonde · e5 vit bonde · f4 vit bonde · c3 vit springare · d3 vit löpare · f3 vit springare · a2 vit bonde · b2 vit bonde · c2 vit bonde · g2 vit bonde · h2 vit bonde · a1 vit torn · c1 vit löpare · d1 vit drottning · e1 vit kung · h1 vit torn | a8 svart torn · c8 svart löpare · d8 svart drottning · f8 svart torn · g8 svart kung · a7 svart bonde · b7 svart bonde · d7 svart springare · f7 svart bonde · g7 svart bonde · h7 svart bonde · c6 svart springare · e6 svart bonde · c5 svart löpare · d5 svart bonde · e5 vit bonde · f4 vit bonde · c3 vit springare · d3 vit löpare · f3 vit springare · a2 vit bonde · b2 vit bonde · c2 vit bonde · g2 vit bonde · h2 vit bonde · a1 vit torn · c1 vit löpare · d1 vit drottning · e1 vit kung · h1 vit torn | a8 svart torn · c8 svart löpare · d8 svart drottning · f8 svart torn · g8 svart kung · a7 svart bonde · b7 svart bonde · d7 svart springare · f7 svart bonde · g7 svart bonde · h7 svart bonde · c6 svart springare · e6 svart bonde · c5 svart löpare · d5 svart bonde · e5 vit bonde · f4 vit bonde · c3 vit springare · d3 vit löpare · f3 vit springare · a2 vit bonde · b2 vit bonde · c2 vit bonde · g2 vit bonde · h2 vit bonde · a1 vit torn · c1 vit löpare · d1 vit drottning · e1 vit kung · h1 vit torn | a8 svart torn · c8 svart löpare · d8 svart drottning · f8 svart torn · g8 svart kung · a7 svart bonde · b7 svart bonde · d7 svart springare · f7 svart bonde · g7 svart bonde · h7 svart bonde · c6 svart springare · e6 svart bonde · c5 svart löpare · d5 svart bonde · e5 vit bonde · f4 vit bonde · c3 vit springare · d3 vit löpare · f3 vit springare · a2 vit bonde · b2 vit bonde · c2 vit bonde · g2 vit bonde · h2 vit bonde · a1 vit torn · c1 vit löpare · d1 vit drottning · e1 vit kung · h1 vit torn | 2 |
| 1 | a8 svart torn · c8 svart löpare · d8 svart drottning · f8 svart torn · g8 svart kung · a7 svart bonde · b7 svart bonde · d7 svart springare · f7 svart bonde · g7 svart bonde · h7 svart bonde · c6 svart springare · e6 svart bonde · c5 svart löpare · d5 svart bonde · e5 vit bonde · f4 vit bonde · c3 vit springare · d3 vit löpare · f3 vit springare · a2 vit bonde · b2 vit bonde · c2 vit bonde · g2 vit bonde · h2 vit bonde · a1 vit torn · c1 vit löpare · d1 vit drottning · e1 vit kung · h1 vit torn | a8 svart torn · c8 svart löpare · d8 svart drottning · f8 svart torn · g8 svart kung · a7 svart bonde · b7 svart bonde · d7 svart springare · f7 svart bonde · g7 svart bonde · h7 svart bonde · c6 svart springare · e6 svart bonde · c5 svart löpare · d5 svart bonde · e5 vit bonde · f4 vit bonde · c3 vit springare · d3 vit löpare · f3 vit springare · a2 vit bonde · b2 vit bonde · c2 vit bonde · g2 vit bonde · h2 vit bonde · a1 vit torn · c1 vit löpare · d1 vit drottning · e1 vit kung · h1 vit torn | a8 svart torn · c8 svart löpare · d8 svart drottning · f8 svart torn · g8 svart kung · a7 svart bonde · b7 svart bonde · d7 svart springare · f7 svart bonde · g7 svart bonde · h7 svart bonde · c6 svart springare · e6 svart bonde · c5 svart löpare · d5 svart bonde · e5 vit bonde · f4 vit bonde · c3 vit springare · d3 vit löpare · f3 vit springare · a2 vit bonde · b2 vit bonde · c2 vit bonde · g2 vit bonde · h2 vit bonde · a1 vit torn · c1 vit löpare · d1 vit drottning · e1 vit kung · h1 vit torn | a8 svart torn · c8 svart löpare · d8 svart drottning · f8 svart torn · g8 svart kung · a7 svart bonde · b7 svart bonde · d7 svart springare · f7 svart bonde · g7 svart bonde · h7 svart bonde · c6 svart springare · e6 svart bonde · c5 svart löpare · d5 svart bonde · e5 vit bonde · f4 vit bonde · c3 vit springare · d3 vit löpare · f3 vit springare · a2 vit bonde · b2 vit bonde · c2 vit bonde · g2 vit bonde · h2 vit bonde · a1 vit torn · c1 vit löpare · d1 vit drottning · e1 vit kung · h1 vit torn | a8 svart torn · c8 svart löpare · d8 svart drottning · f8 svart torn · g8 svart kung · a7 svart bonde · b7 svart bonde · d7 svart springare · f7 svart bonde · g7 svart bonde · h7 svart bonde · c6 svart springare · e6 svart bonde · c5 svart löpare · d5 svart bonde · e5 vit bonde · f4 vit bonde · c3 vit springare · d3 vit löpare · f3 vit springare · a2 vit bonde · b2 vit bonde · c2 vit bonde · g2 vit bonde · h2 vit bonde · a1 vit torn · c1 vit löpare · d1 vit drottning · e1 vit kung · h1 vit torn | a8 svart torn · c8 svart löpare · d8 svart drottning · f8 svart torn · g8 svart kung · a7 svart bonde · b7 svart bonde · d7 svart springare · f7 svart bonde · g7 svart bonde · h7 svart bonde · c6 svart springare · e6 svart bonde · c5 svart löpare · d5 svart bonde · e5 vit bonde · f4 vit bonde · c3 vit springare · d3 vit löpare · f3 vit springare · a2 vit bonde · b2 vit bonde · c2 vit bonde · g2 vit bonde · h2 vit bonde · a1 vit torn · c1 vit löpare · d1 vit drottning · e1 vit kung · h1 vit torn | a8 svart torn · c8 svart löpare · d8 svart drottning · f8 svart torn · g8 svart kung · a7 svart bonde · b7 svart bonde · d7 svart springare · f7 svart bonde · g7 svart bonde · h7 svart bonde · c6 svart springare · e6 svart bonde · c5 svart löpare · d5 svart bonde · e5 vit bonde · f4 vit bonde · c3 vit springare · d3 vit löpare · f3 vit springare · a2 vit bonde · b2 vit bonde · c2 vit bonde · g2 vit bonde · h2 vit bonde · a1 vit torn · c1 vit löpare · d1 vit drottning · e1 vit kung · h1 vit torn | a8 svart torn · c8 svart löpare · d8 svart drottning · f8 svart torn · g8 svart kung · a7 svart bonde · b7 svart bonde · d7 svart springare · f7 svart bonde · g7 svart bonde · h7 svart bonde · c6 svart springare · e6 svart bonde · c5 svart löpare · d5 svart bonde · e5 vit bonde · f4 vit bonde · c3 vit springare · d3 vit löpare · f3 vit springare · a2 vit bonde · b2 vit bonde · c2 vit bonde · g2 vit bonde · h2 vit bonde · a1 vit torn · c1 vit löpare · d1 vit drottning · e1 vit kung · h1 vit torn | 1 |
|   | a | b | c | d | e | f | g | h |   |

Kungsangrepp inleds ofta med pjäsoffer på bönderna framför kungen. 
Ett vanligt scenario är ett löparoffer på h7 (eller h2 för svart) som följs upp av ett angrepp med dam och springare. I diagramställningen, som kan uppkomma i franskt parti, har svart övergivit kungen. Bonden på e5 är en kil som hindrar svarts pjäser att komma till undsättning på kungsflygeln.
Vit kan därför spela 9.Lxh7+! Kxh7 10.Sg5+ Kg8 (10...Kh6 11.Dd3 leder till snar matt och 10...Kg6 11.Dd3+ f5 12.Dg3 med hotet 13.Sxe6+ ger också vit en klar fördel) 11.Dh5.
Om nu svart inte offrar damen så blir det matt på följande vis:
11...Te8 12.Dxf7+ Kh8 13.Dh5+ Kg8 14.Dh7+ Kf8 15.Dh8+ Ke7 16.Dxg7#
|   | a | b | c | d | e | f | g | h |   |
| 8 | d8 svart torn · f8 svart torn · g8 svart kung · a7 svart bonde · e7 svart drottning · f7 svart bonde · h7 svart bonde · c6 svart löpare · d6 svart löpare · g6 svart bonde · c5 svart bonde · d4 vit bonde · b3 vit bonde · e3 vit bonde · a2 vit bonde · b2 vit löpare · c2 vit drottning · d2 vit springare · f2 vit bonde · g2 vit bonde · h2 vit bonde · c1 vit torn · f1 vit torn · g1 vit kung | d8 svart torn · f8 svart torn · g8 svart kung · a7 svart bonde · e7 svart drottning · f7 svart bonde · h7 svart bonde · c6 svart löpare · d6 svart löpare · g6 svart bonde · c5 svart bonde · d4 vit bonde · b3 vit bonde · e3 vit bonde · a2 vit bonde · b2 vit löpare · c2 vit drottning · d2 vit springare · f2 vit bonde · g2 vit bonde · h2 vit bonde · c1 vit torn · f1 vit torn · g1 vit kung | d8 svart torn · f8 svart torn · g8 svart kung · a7 svart bonde · e7 svart drottning · f7 svart bonde · h7 svart bonde · c6 svart löpare · d6 svart löpare · g6 svart bonde · c5 svart bonde · d4 vit bonde · b3 vit bonde · e3 vit bonde · a2 vit bonde · b2 vit löpare · c2 vit drottning · d2 vit springare · f2 vit bonde · g2 vit bonde · h2 vit bonde · c1 vit torn · f1 vit torn · g1 vit kung | d8 svart torn · f8 svart torn · g8 svart kung · a7 svart bonde · e7 svart drottning · f7 svart bonde · h7 svart bonde · c6 svart löpare · d6 svart löpare · g6 svart bonde · c5 svart bonde · d4 vit bonde · b3 vit bonde · e3 vit bonde · a2 vit bonde · b2 vit löpare · c2 vit drottning · d2 vit springare · f2 vit bonde · g2 vit bonde · h2 vit bonde · c1 vit torn · f1 vit torn · g1 vit kung | d8 svart torn · f8 svart torn · g8 svart kung · a7 svart bonde · e7 svart drottning · f7 svart bonde · h7 svart bonde · c6 svart löpare · d6 svart löpare · g6 svart bonde · c5 svart bonde · d4 vit bonde · b3 vit bonde · e3 vit bonde · a2 vit bonde · b2 vit löpare · c2 vit drottning · d2 vit springare · f2 vit bonde · g2 vit bonde · h2 vit bonde · c1 vit torn · f1 vit torn · g1 vit kung | d8 svart torn · f8 svart torn · g8 svart kung · a7 svart bonde · e7 svart drottning · f7 svart bonde · h7 svart bonde · c6 svart löpare · d6 svart löpare · g6 svart bonde · c5 svart bonde · d4 vit bonde · b3 vit bonde · e3 vit bonde · a2 vit bonde · b2 vit löpare · c2 vit drottning · d2 vit springare · f2 vit bonde · g2 vit bonde · h2 vit bonde · c1 vit torn · f1 vit torn · g1 vit kung | d8 svart torn · f8 svart torn · g8 svart kung · a7 svart bonde · e7 svart drottning · f7 svart bonde · h7 svart bonde · c6 svart löpare · d6 svart löpare · g6 svart bonde · c5 svart bonde · d4 vit bonde · b3 vit bonde · e3 vit bonde · a2 vit bonde · b2 vit löpare · c2 vit drottning · d2 vit springare · f2 vit bonde · g2 vit bonde · h2 vit bonde · c1 vit torn · f1 vit torn · g1 vit kung | d8 svart torn · f8 svart torn · g8 svart kung · a7 svart bonde · e7 svart drottning · f7 svart bonde · h7 svart bonde · c6 svart löpare · d6 svart löpare · g6 svart bonde · c5 svart bonde · d4 vit bonde · b3 vit bonde · e3 vit bonde · a2 vit bonde · b2 vit löpare · c2 vit drottning · d2 vit springare · f2 vit bonde · g2 vit bonde · h2 vit bonde · c1 vit torn · f1 vit torn · g1 vit kung | 8 |
| 7 | d8 svart torn · f8 svart torn · g8 svart kung · a7 svart bonde · e7 svart drottning · f7 svart bonde · h7 svart bonde · c6 svart löpare · d6 svart löpare · g6 svart bonde · c5 svart bonde · d4 vit bonde · b3 vit bonde · e3 vit bonde · a2 vit bonde · b2 vit löpare · c2 vit drottning · d2 vit springare · f2 vit bonde · g2 vit bonde · h2 vit bonde · c1 vit torn · f1 vit torn · g1 vit kung | d8 svart torn · f8 svart torn · g8 svart kung · a7 svart bonde · e7 svart drottning · f7 svart bonde · h7 svart bonde · c6 svart löpare · d6 svart löpare · g6 svart bonde · c5 svart bonde · d4 vit bonde · b3 vit bonde · e3 vit bonde · a2 vit bonde · b2 vit löpare · c2 vit drottning · d2 vit springare · f2 vit bonde · g2 vit bonde · h2 vit bonde · c1 vit torn · f1 vit torn · g1 vit kung | d8 svart torn · f8 svart torn · g8 svart kung · a7 svart bonde · e7 svart drottning · f7 svart bonde · h7 svart bonde · c6 svart löpare · d6 svart löpare · g6 svart bonde · c5 svart bonde · d4 vit bonde · b3 vit bonde · e3 vit bonde · a2 vit bonde · b2 vit löpare · c2 vit drottning · d2 vit springare · f2 vit bonde · g2 vit bonde · h2 vit bonde · c1 vit torn · f1 vit torn · g1 vit kung | d8 svart torn · f8 svart torn · g8 svart kung · a7 svart bonde · e7 svart drottning · f7 svart bonde · h7 svart bonde · c6 svart löpare · d6 svart löpare · g6 svart bonde · c5 svart bonde · d4 vit bonde · b3 vit bonde · e3 vit bonde · a2 vit bonde · b2 vit löpare · c2 vit drottning · d2 vit springare · f2 vit bonde · g2 vit bonde · h2 vit bonde · c1 vit torn · f1 vit torn · g1 vit kung | d8 svart torn · f8 svart torn · g8 svart kung · a7 svart bonde · e7 svart drottning · f7 svart bonde · h7 svart bonde · c6 svart löpare · d6 svart löpare · g6 svart bonde · c5 svart bonde · d4 vit bonde · b3 vit bonde · e3 vit bonde · a2 vit bonde · b2 vit löpare · c2 vit drottning · d2 vit springare · f2 vit bonde · g2 vit bonde · h2 vit bonde · c1 vit torn · f1 vit torn · g1 vit kung | d8 svart torn · f8 svart torn · g8 svart kung · a7 svart bonde · e7 svart drottning · f7 svart bonde · h7 svart bonde · c6 svart löpare · d6 svart löpare · g6 svart bonde · c5 svart bonde · d4 vit bonde · b3 vit bonde · e3 vit bonde · a2 vit bonde · b2 vit löpare · c2 vit drottning · d2 vit springare · f2 vit bonde · g2 vit bonde · h2 vit bonde · c1 vit torn · f1 vit torn · g1 vit kung | d8 svart torn · f8 svart torn · g8 svart kung · a7 svart bonde · e7 svart drottning · f7 svart bonde · h7 svart bonde · c6 svart löpare · d6 svart löpare · g6 svart bonde · c5 svart bonde · d4 vit bonde · b3 vit bonde · e3 vit bonde · a2 vit bonde · b2 vit löpare · c2 vit drottning · d2 vit springare · f2 vit bonde · g2 vit bonde · h2 vit bonde · c1 vit torn · f1 vit torn · g1 vit kung | d8 svart torn · f8 svart torn · g8 svart kung · a7 svart bonde · e7 svart drottning · f7 svart bonde · h7 svart bonde · c6 svart löpare · d6 svart löpare · g6 svart bonde · c5 svart bonde · d4 vit bonde · b3 vit bonde · e3 vit bonde · a2 vit bonde · b2 vit löpare · c2 vit drottning · d2 vit springare · f2 vit bonde · g2 vit bonde · h2 vit bonde · c1 vit torn · f1 vit torn · g1 vit kung | 7 |
| 6 | d8 svart torn · f8 svart torn · g8 svart kung · a7 svart bonde · e7 svart drottning · f7 svart bonde · h7 svart bonde · c6 svart löpare · d6 svart löpare · g6 svart bonde · c5 svart bonde · d4 vit bonde · b3 vit bonde · e3 vit bonde · a2 vit bonde · b2 vit löpare · c2 vit drottning · d2 vit springare · f2 vit bonde · g2 vit bonde · h2 vit bonde · c1 vit torn · f1 vit torn · g1 vit kung | d8 svart torn · f8 svart torn · g8 svart kung · a7 svart bonde · e7 svart drottning · f7 svart bonde · h7 svart bonde · c6 svart löpare · d6 svart löpare · g6 svart bonde · c5 svart bonde · d4 vit bonde · b3 vit bonde · e3 vit bonde · a2 vit bonde · b2 vit löpare · c2 vit drottning · d2 vit springare · f2 vit bonde · g2 vit bonde · h2 vit bonde · c1 vit torn · f1 vit torn · g1 vit kung | d8 svart torn · f8 svart torn · g8 svart kung · a7 svart bonde · e7 svart drottning · f7 svart bonde · h7 svart bonde · c6 svart löpare · d6 svart löpare · g6 svart bonde · c5 svart bonde · d4 vit bonde · b3 vit bonde · e3 vit bonde · a2 vit bonde · b2 vit löpare · c2 vit drottning · d2 vit springare · f2 vit bonde · g2 vit bonde · h2 vit bonde · c1 vit torn · f1 vit torn · g1 vit kung | d8 svart torn · f8 svart torn · g8 svart kung · a7 svart bonde · e7 svart drottning · f7 svart bonde · h7 svart bonde · c6 svart löpare · d6 svart löpare · g6 svart bonde · c5 svart bonde · d4 vit bonde · b3 vit bonde · e3 vit bonde · a2 vit bonde · b2 vit löpare · c2 vit drottning · d2 vit springare · f2 vit bonde · g2 vit bonde · h2 vit bonde · c1 vit torn · f1 vit torn · g1 vit kung | d8 svart torn · f8 svart torn · g8 svart kung · a7 svart bonde · e7 svart drottning · f7 svart bonde · h7 svart bonde · c6 svart löpare · d6 svart löpare · g6 svart bonde · c5 svart bonde · d4 vit bonde · b3 vit bonde · e3 vit bonde · a2 vit bonde · b2 vit löpare · c2 vit drottning · d2 vit springare · f2 vit bonde · g2 vit bonde · h2 vit bonde · c1 vit torn · f1 vit torn · g1 vit kung | d8 svart torn · f8 svart torn · g8 svart kung · a7 svart bonde · e7 svart drottning · f7 svart bonde · h7 svart bonde · c6 svart löpare · d6 svart löpare · g6 svart bonde · c5 svart bonde · d4 vit bonde · b3 vit bonde · e3 vit bonde · a2 vit bonde · b2 vit löpare · c2 vit drottning · d2 vit springare · f2 vit bonde · g2 vit bonde · h2 vit bonde · c1 vit torn · f1 vit torn · g1 vit kung | d8 svart torn · f8 svart torn · g8 svart kung · a7 svart bonde · e7 svart drottning · f7 svart bonde · h7 svart bonde · c6 svart löpare · d6 svart löpare · g6 svart bonde · c5 svart bonde · d4 vit bonde · b3 vit bonde · e3 vit bonde · a2 vit bonde · b2 vit löpare · c2 vit drottning · d2 vit springare · f2 vit bonde · g2 vit bonde · h2 vit bonde · c1 vit torn · f1 vit torn · g1 vit kung | d8 svart torn · f8 svart torn · g8 svart kung · a7 svart bonde · e7 svart drottning · f7 svart bonde · h7 svart bonde · c6 svart löpare · d6 svart löpare · g6 svart bonde · c5 svart bonde · d4 vit bonde · b3 vit bonde · e3 vit bonde · a2 vit bonde · b2 vit löpare · c2 vit drottning · d2 vit springare · f2 vit bonde · g2 vit bonde · h2 vit bonde · c1 vit torn · f1 vit torn · g1 vit kung | 6 |
| 5 | d8 svart torn · f8 svart torn · g8 svart kung · a7 svart bonde · e7 svart drottning · f7 svart bonde · h7 svart bonde · c6 svart löpare · d6 svart löpare · g6 svart bonde · c5 svart bonde · d4 vit bonde · b3 vit bonde · e3 vit bonde · a2 vit bonde · b2 vit löpare · c2 vit drottning · d2 vit springare · f2 vit bonde · g2 vit bonde · h2 vit bonde · c1 vit torn · f1 vit torn · g1 vit kung | d8 svart torn · f8 svart torn · g8 svart kung · a7 svart bonde · e7 svart drottning · f7 svart bonde · h7 svart bonde · c6 svart löpare · d6 svart löpare · g6 svart bonde · c5 svart bonde · d4 vit bonde · b3 vit bonde · e3 vit bonde · a2 vit bonde · b2 vit löpare · c2 vit drottning · d2 vit springare · f2 vit bonde · g2 vit bonde · h2 vit bonde · c1 vit torn · f1 vit torn · g1 vit kung | d8 svart torn · f8 svart torn · g8 svart kung · a7 svart bonde · e7 svart drottning · f7 svart bonde · h7 svart bonde · c6 svart löpare · d6 svart löpare · g6 svart bonde · c5 svart bonde · d4 vit bonde · b3 vit bonde · e3 vit bonde · a2 vit bonde · b2 vit löpare · c2 vit drottning · d2 vit springare · f2 vit bonde · g2 vit bonde · h2 vit bonde · c1 vit torn · f1 vit torn · g1 vit kung | d8 svart torn · f8 svart torn · g8 svart kung · a7 svart bonde · e7 svart drottning · f7 svart bonde · h7 svart bonde · c6 svart löpare · d6 svart löpare · g6 svart bonde · c5 svart bonde · d4 vit bonde · b3 vit bonde · e3 vit bonde · a2 vit bonde · b2 vit löpare · c2 vit drottning · d2 vit springare · f2 vit bonde · g2 vit bonde · h2 vit bonde · c1 vit torn · f1 vit torn · g1 vit kung | d8 svart torn · f8 svart torn · g8 svart kung · a7 svart bonde · e7 svart drottning · f7 svart bonde · h7 svart bonde · c6 svart löpare · d6 svart löpare · g6 svart bonde · c5 svart bonde · d4 vit bonde · b3 vit bonde · e3 vit bonde · a2 vit bonde · b2 vit löpare · c2 vit drottning · d2 vit springare · f2 vit bonde · g2 vit bonde · h2 vit bonde · c1 vit torn · f1 vit torn · g1 vit kung | d8 svart torn · f8 svart torn · g8 svart kung · a7 svart bonde · e7 svart drottning · f7 svart bonde · h7 svart bonde · c6 svart löpare · d6 svart löpare · g6 svart bonde · c5 svart bonde · d4 vit bonde · b3 vit bonde · e3 vit bonde · a2 vit bonde · b2 vit löpare · c2 vit drottning · d2 vit springare · f2 vit bonde · g2 vit bonde · h2 vit bonde · c1 vit torn · f1 vit torn · g1 vit kung | d8 svart torn · f8 svart torn · g8 svart kung · a7 svart bonde · e7 svart drottning · f7 svart bonde · h7 svart bonde · c6 svart löpare · d6 svart löpare · g6 svart bonde · c5 svart bonde · d4 vit bonde · b3 vit bonde · e3 vit bonde · a2 vit bonde · b2 vit löpare · c2 vit drottning · d2 vit springare · f2 vit bonde · g2 vit bonde · h2 vit bonde · c1 vit torn · f1 vit torn · g1 vit kung | d8 svart torn · f8 svart torn · g8 svart kung · a7 svart bonde · e7 svart drottning · f7 svart bonde · h7 svart bonde · c6 svart löpare · d6 svart löpare · g6 svart bonde · c5 svart bonde · d4 vit bonde · b3 vit bonde · e3 vit bonde · a2 vit bonde · b2 vit löpare · c2 vit drottning · d2 vit springare · f2 vit bonde · g2 vit bonde · h2 vit bonde · c1 vit torn · f1 vit torn · g1 vit kung | 5 |
| 4 | d8 svart torn · f8 svart torn · g8 svart kung · a7 svart bonde · e7 svart drottning · f7 svart bonde · h7 svart bonde · c6 svart löpare · d6 svart löpare · g6 svart bonde · c5 svart bonde · d4 vit bonde · b3 vit bonde · e3 vit bonde · a2 vit bonde · b2 vit löpare · c2 vit drottning · d2 vit springare · f2 vit bonde · g2 vit bonde · h2 vit bonde · c1 vit torn · f1 vit torn · g1 vit kung | d8 svart torn · f8 svart torn · g8 svart kung · a7 svart bonde · e7 svart drottning · f7 svart bonde · h7 svart bonde · c6 svart löpare · d6 svart löpare · g6 svart bonde · c5 svart bonde · d4 vit bonde · b3 vit bonde · e3 vit bonde · a2 vit bonde · b2 vit löpare · c2 vit drottning · d2 vit springare · f2 vit bonde · g2 vit bonde · h2 vit bonde · c1 vit torn · f1 vit torn · g1 vit kung | d8 svart torn · f8 svart torn · g8 svart kung · a7 svart bonde · e7 svart drottning · f7 svart bonde · h7 svart bonde · c6 svart löpare · d6 svart löpare · g6 svart bonde · c5 svart bonde · d4 vit bonde · b3 vit bonde · e3 vit bonde · a2 vit bonde · b2 vit löpare · c2 vit drottning · d2 vit springare · f2 vit bonde · g2 vit bonde · h2 vit bonde · c1 vit torn · f1 vit torn · g1 vit kung | d8 svart torn · f8 svart torn · g8 svart kung · a7 svart bonde · e7 svart drottning · f7 svart bonde · h7 svart bonde · c6 svart löpare · d6 svart löpare · g6 svart bonde · c5 svart bonde · d4 vit bonde · b3 vit bonde · e3 vit bonde · a2 vit bonde · b2 vit löpare · c2 vit drottning · d2 vit springare · f2 vit bonde · g2 vit bonde · h2 vit bonde · c1 vit torn · f1 vit torn · g1 vit kung | d8 svart torn · f8 svart torn · g8 svart kung · a7 svart bonde · e7 svart drottning · f7 svart bonde · h7 svart bonde · c6 svart löpare · d6 svart löpare · g6 svart bonde · c5 svart bonde · d4 vit bonde · b3 vit bonde · e3 vit bonde · a2 vit bonde · b2 vit löpare · c2 vit drottning · d2 vit springare · f2 vit bonde · g2 vit bonde · h2 vit bonde · c1 vit torn · f1 vit torn · g1 vit kung | d8 svart torn · f8 svart torn · g8 svart kung · a7 svart bonde · e7 svart drottning · f7 svart bonde · h7 svart bonde · c6 svart löpare · d6 svart löpare · g6 svart bonde · c5 svart bonde · d4 vit bonde · b3 vit bonde · e3 vit bonde · a2 vit bonde · b2 vit löpare · c2 vit drottning · d2 vit springare · f2 vit bonde · g2 vit bonde · h2 vit bonde · c1 vit torn · f1 vit torn · g1 vit kung | d8 svart torn · f8 svart torn · g8 svart kung · a7 svart bonde · e7 svart drottning · f7 svart bonde · h7 svart bonde · c6 svart löpare · d6 svart löpare · g6 svart bonde · c5 svart bonde · d4 vit bonde · b3 vit bonde · e3 vit bonde · a2 vit bonde · b2 vit löpare · c2 vit drottning · d2 vit springare · f2 vit bonde · g2 vit bonde · h2 vit bonde · c1 vit torn · f1 vit torn · g1 vit kung | d8 svart torn · f8 svart torn · g8 svart kung · a7 svart bonde · e7 svart drottning · f7 svart bonde · h7 svart bonde · c6 svart löpare · d6 svart löpare · g6 svart bonde · c5 svart bonde · d4 vit bonde · b3 vit bonde · e3 vit bonde · a2 vit bonde · b2 vit löpare · c2 vit drottning · d2 vit springare · f2 vit bonde · g2 vit bonde · h2 vit bonde · c1 vit torn · f1 vit torn · g1 vit kung | 4 |
| 3 | d8 svart torn · f8 svart torn · g8 svart kung · a7 svart bonde · e7 svart drottning · f7 svart bonde · h7 svart bonde · c6 svart löpare · d6 svart löpare · g6 svart bonde · c5 svart bonde · d4 vit bonde · b3 vit bonde · e3 vit bonde · a2 vit bonde · b2 vit löpare · c2 vit drottning · d2 vit springare · f2 vit bonde · g2 vit bonde · h2 vit bonde · c1 vit torn · f1 vit torn · g1 vit kung | d8 svart torn · f8 svart torn · g8 svart kung · a7 svart bonde · e7 svart drottning · f7 svart bonde · h7 svart bonde · c6 svart löpare · d6 svart löpare · g6 svart bonde · c5 svart bonde · d4 vit bonde · b3 vit bonde · e3 vit bonde · a2 vit bonde · b2 vit löpare · c2 vit drottning · d2 vit springare · f2 vit bonde · g2 vit bonde · h2 vit bonde · c1 vit torn · f1 vit torn · g1 vit kung | d8 svart torn · f8 svart torn · g8 svart kung · a7 svart bonde · e7 svart drottning · f7 svart bonde · h7 svart bonde · c6 svart löpare · d6 svart löpare · g6 svart bonde · c5 svart bonde · d4 vit bonde · b3 vit bonde · e3 vit bonde · a2 vit bonde · b2 vit löpare · c2 vit drottning · d2 vit springare · f2 vit bonde · g2 vit bonde · h2 vit bonde · c1 vit torn · f1 vit torn · g1 vit kung | d8 svart torn · f8 svart torn · g8 svart kung · a7 svart bonde · e7 svart drottning · f7 svart bonde · h7 svart bonde · c6 svart löpare · d6 svart löpare · g6 svart bonde · c5 svart bonde · d4 vit bonde · b3 vit bonde · e3 vit bonde · a2 vit bonde · b2 vit löpare · c2 vit drottning · d2 vit springare · f2 vit bonde · g2 vit bonde · h2 vit bonde · c1 vit torn · f1 vit torn · g1 vit kung | d8 svart torn · f8 svart torn · g8 svart kung · a7 svart bonde · e7 svart drottning · f7 svart bonde · h7 svart bonde · c6 svart löpare · d6 svart löpare · g6 svart bonde · c5 svart bonde · d4 vit bonde · b3 vit bonde · e3 vit bonde · a2 vit bonde · b2 vit löpare · c2 vit drottning · d2 vit springare · f2 vit bonde · g2 vit bonde · h2 vit bonde · c1 vit torn · f1 vit torn · g1 vit kung | d8 svart torn · f8 svart torn · g8 svart kung · a7 svart bonde · e7 svart drottning · f7 svart bonde · h7 svart bonde · c6 svart löpare · d6 svart löpare · g6 svart bonde · c5 svart bonde · d4 vit bonde · b3 vit bonde · e3 vit bonde · a2 vit bonde · b2 vit löpare · c2 vit drottning · d2 vit springare · f2 vit bonde · g2 vit bonde · h2 vit bonde · c1 vit torn · f1 vit torn · g1 vit kung | d8 svart torn · f8 svart torn · g8 svart kung · a7 svart bonde · e7 svart drottning · f7 svart bonde · h7 svart bonde · c6 svart löpare · d6 svart löpare · g6 svart bonde · c5 svart bonde · d4 vit bonde · b3 vit bonde · e3 vit bonde · a2 vit bonde · b2 vit löpare · c2 vit drottning · d2 vit springare · f2 vit bonde · g2 vit bonde · h2 vit bonde · c1 vit torn · f1 vit torn · g1 vit kung | d8 svart torn · f8 svart torn · g8 svart kung · a7 svart bonde · e7 svart drottning · f7 svart bonde · h7 svart bonde · c6 svart löpare · d6 svart löpare · g6 svart bonde · c5 svart bonde · d4 vit bonde · b3 vit bonde · e3 vit bonde · a2 vit bonde · b2 vit löpare · c2 vit drottning · d2 vit springare · f2 vit bonde · g2 vit bonde · h2 vit bonde · c1 vit torn · f1 vit torn · g1 vit kung | 3 |
| 2 | d8 svart torn · f8 svart torn · g8 svart kung · a7 svart bonde · e7 svart drottning · f7 svart bonde · h7 svart bonde · c6 svart löpare · d6 svart löpare · g6 svart bonde · c5 svart bonde · d4 vit bonde · b3 vit bonde · e3 vit bonde · a2 vit bonde · b2 vit löpare · c2 vit drottning · d2 vit springare · f2 vit bonde · g2 vit bonde · h2 vit bonde · c1 vit torn · f1 vit torn · g1 vit kung | d8 svart torn · f8 svart torn · g8 svart kung · a7 svart bonde · e7 svart drottning · f7 svart bonde · h7 svart bonde · c6 svart löpare · d6 svart löpare · g6 svart bonde · c5 svart bonde · d4 vit bonde · b3 vit bonde · e3 vit bonde · a2 vit bonde · b2 vit löpare · c2 vit drottning · d2 vit springare · f2 vit bonde · g2 vit bonde · h2 vit bonde · c1 vit torn · f1 vit torn · g1 vit kung | d8 svart torn · f8 svart torn · g8 svart kung · a7 svart bonde · e7 svart drottning · f7 svart bonde · h7 svart bonde · c6 svart löpare · d6 svart löpare · g6 svart bonde · c5 svart bonde · d4 vit bonde · b3 vit bonde · e3 vit bonde · a2 vit bonde · b2 vit löpare · c2 vit drottning · d2 vit springare · f2 vit bonde · g2 vit bonde · h2 vit bonde · c1 vit torn · f1 vit torn · g1 vit kung | d8 svart torn · f8 svart torn · g8 svart kung · a7 svart bonde · e7 svart drottning · f7 svart bonde · h7 svart bonde · c6 svart löpare · d6 svart löpare · g6 svart bonde · c5 svart bonde · d4 vit bonde · b3 vit bonde · e3 vit bonde · a2 vit bonde · b2 vit löpare · c2 vit drottning · d2 vit springare · f2 vit bonde · g2 vit bonde · h2 vit bonde · c1 vit torn · f1 vit torn · g1 vit kung | d8 svart torn · f8 svart torn · g8 svart kung · a7 svart bonde · e7 svart drottning · f7 svart bonde · h7 svart bonde · c6 svart löpare · d6 svart löpare · g6 svart bonde · c5 svart bonde · d4 vit bonde · b3 vit bonde · e3 vit bonde · a2 vit bonde · b2 vit löpare · c2 vit drottning · d2 vit springare · f2 vit bonde · g2 vit bonde · h2 vit bonde · c1 vit torn · f1 vit torn · g1 vit kung | d8 svart torn · f8 svart torn · g8 svart kung · a7 svart bonde · e7 svart drottning · f7 svart bonde · h7 svart bonde · c6 svart löpare · d6 svart löpare · g6 svart bonde · c5 svart bonde · d4 vit bonde · b3 vit bonde · e3 vit bonde · a2 vit bonde · b2 vit löpare · c2 vit drottning · d2 vit springare · f2 vit bonde · g2 vit bonde · h2 vit bonde · c1 vit torn · f1 vit torn · g1 vit kung | d8 svart torn · f8 svart torn · g8 svart kung · a7 svart bonde · e7 svart drottning · f7 svart bonde · h7 svart bonde · c6 svart löpare · d6 svart löpare · g6 svart bonde · c5 svart bonde · d4 vit bonde · b3 vit bonde · e3 vit bonde · a2 vit bonde · b2 vit löpare · c2 vit drottning · d2 vit springare · f2 vit bonde · g2 vit bonde · h2 vit bonde · c1 vit torn · f1 vit torn · g1 vit kung | d8 svart torn · f8 svart torn · g8 svart kung · a7 svart bonde · e7 svart drottning · f7 svart bonde · h7 svart bonde · c6 svart löpare · d6 svart löpare · g6 svart bonde · c5 svart bonde · d4 vit bonde · b3 vit bonde · e3 vit bonde · a2 vit bonde · b2 vit löpare · c2 vit drottning · d2 vit springare · f2 vit bonde · g2 vit bonde · h2 vit bonde · c1 vit torn · f1 vit torn · g1 vit kung | 2 |
| 1 | d8 svart torn · f8 svart torn · g8 svart kung · a7 svart bonde · e7 svart drottning · f7 svart bonde · h7 svart bonde · c6 svart löpare · d6 svart löpare · g6 svart bonde · c5 svart bonde · d4 vit bonde · b3 vit bonde · e3 vit bonde · a2 vit bonde · b2 vit löpare · c2 vit drottning · d2 vit springare · f2 vit bonde · g2 vit bonde · h2 vit bonde · c1 vit torn · f1 vit torn · g1 vit kung | d8 svart torn · f8 svart torn · g8 svart kung · a7 svart bonde · e7 svart drottning · f7 svart bonde · h7 svart bonde · c6 svart löpare · d6 svart löpare · g6 svart bonde · c5 svart bonde · d4 vit bonde · b3 vit bonde · e3 vit bonde · a2 vit bonde · b2 vit löpare · c2 vit drottning · d2 vit springare · f2 vit bonde · g2 vit bonde · h2 vit bonde · c1 vit torn · f1 vit torn · g1 vit kung | d8 svart torn · f8 svart torn · g8 svart kung · a7 svart bonde · e7 svart drottning · f7 svart bonde · h7 svart bonde · c6 svart löpare · d6 svart löpare · g6 svart bonde · c5 svart bonde · d4 vit bonde · b3 vit bonde · e3 vit bonde · a2 vit bonde · b2 vit löpare · c2 vit drottning · d2 vit springare · f2 vit bonde · g2 vit bonde · h2 vit bonde · c1 vit torn · f1 vit torn · g1 vit kung | d8 svart torn · f8 svart torn · g8 svart kung · a7 svart bonde · e7 svart drottning · f7 svart bonde · h7 svart bonde · c6 svart löpare · d6 svart löpare · g6 svart bonde · c5 svart bonde · d4 vit bonde · b3 vit bonde · e3 vit bonde · a2 vit bonde · b2 vit löpare · c2 vit drottning · d2 vit springare · f2 vit bonde · g2 vit bonde · h2 vit bonde · c1 vit torn · f1 vit torn · g1 vit kung | d8 svart torn · f8 svart torn · g8 svart kung · a7 svart bonde · e7 svart drottning · f7 svart bonde · h7 svart bonde · c6 svart löpare · d6 svart löpare · g6 svart bonde · c5 svart bonde · d4 vit bonde · b3 vit bonde · e3 vit bonde · a2 vit bonde · b2 vit löpare · c2 vit drottning · d2 vit springare · f2 vit bonde · g2 vit bonde · h2 vit bonde · c1 vit torn · f1 vit torn · g1 vit kung | d8 svart torn · f8 svart torn · g8 svart kung · a7 svart bonde · e7 svart drottning · f7 svart bonde · h7 svart bonde · c6 svart löpare · d6 svart löpare · g6 svart bonde · c5 svart bonde · d4 vit bonde · b3 vit bonde · e3 vit bonde · a2 vit bonde · b2 vit löpare · c2 vit drottning · d2 vit springare · f2 vit bonde · g2 vit bonde · h2 vit bonde · c1 vit torn · f1 vit torn · g1 vit kung | d8 svart torn · f8 svart torn · g8 svart kung · a7 svart bonde · e7 svart drottning · f7 svart bonde · h7 svart bonde · c6 svart löpare · d6 svart löpare · g6 svart bonde · c5 svart bonde · d4 vit bonde · b3 vit bonde · e3 vit bonde · a2 vit bonde · b2 vit löpare · c2 vit drottning · d2 vit springare · f2 vit bonde · g2 vit bonde · h2 vit bonde · c1 vit torn · f1 vit torn · g1 vit kung | d8 svart torn · f8 svart torn · g8 svart kung · a7 svart bonde · e7 svart drottning · f7 svart bonde · h7 svart bonde · c6 svart löpare · d6 svart löpare · g6 svart bonde · c5 svart bonde · d4 vit bonde · b3 vit bonde · e3 vit bonde · a2 vit bonde · b2 vit löpare · c2 vit drottning · d2 vit springare · f2 vit bonde · g2 vit bonde · h2 vit bonde · c1 vit torn · f1 vit torn · g1 vit kung | 1 |
|   | a | b | c | d | e | f | g | h |   |

När båda löparna är riktade mot motståndarens kungsställning kan man få se dubbla löparoffer som helt blottlägger kungen. Ofta följs de upp med ett angrepp av damen och ett torn. 
I det andra diagrammet är det vit som har försummat försvaret av kungsflygeln. Svart fortsatte 19…Lxh2+ 20.Kxh2 Dh4+ 21.Kg1 Lxg2!. Om nu 22.Kxg2 så vinner 22...Dg4+ 23.Kh2 Td5 och vit har inget bra sätt att bemöta matthotet 23…Th5. Vit spelade i stället 22.f3 men svart vann ändå snabbt.

### Svagheter på första raden
|   | a | b | c | d | e | f | g | h |   |
| 8 | a8 svart torn · c8 svart löpare · f7 svart bonde · g7 svart kung · b6 svart bonde · d6 svart bonde · h6 svart bonde · d5 vit bonde · e5 svart drottning · g5 svart bonde · a4 vit bonde · b4 vit drottning · e4 vit bonde · f4 svart springare · f3 vit bonde · f2 vit torn · g2 vit bonde · h2 vit bonde · d1 vit torn · h1 vit kung | a8 svart torn · c8 svart löpare · f7 svart bonde · g7 svart kung · b6 svart bonde · d6 svart bonde · h6 svart bonde · d5 vit bonde · e5 svart drottning · g5 svart bonde · a4 vit bonde · b4 vit drottning · e4 vit bonde · f4 svart springare · f3 vit bonde · f2 vit torn · g2 vit bonde · h2 vit bonde · d1 vit torn · h1 vit kung | a8 svart torn · c8 svart löpare · f7 svart bonde · g7 svart kung · b6 svart bonde · d6 svart bonde · h6 svart bonde · d5 vit bonde · e5 svart drottning · g5 svart bonde · a4 vit bonde · b4 vit drottning · e4 vit bonde · f4 svart springare · f3 vit bonde · f2 vit torn · g2 vit bonde · h2 vit bonde · d1 vit torn · h1 vit kung | a8 svart torn · c8 svart löpare · f7 svart bonde · g7 svart kung · b6 svart bonde · d6 svart bonde · h6 svart bonde · d5 vit bonde · e5 svart drottning · g5 svart bonde · a4 vit bonde · b4 vit drottning · e4 vit bonde · f4 svart springare · f3 vit bonde · f2 vit torn · g2 vit bonde · h2 vit bonde · d1 vit torn · h1 vit kung | a8 svart torn · c8 svart löpare · f7 svart bonde · g7 svart kung · b6 svart bonde · d6 svart bonde · h6 svart bonde · d5 vit bonde · e5 svart drottning · g5 svart bonde · a4 vit bonde · b4 vit drottning · e4 vit bonde · f4 svart springare · f3 vit bonde · f2 vit torn · g2 vit bonde · h2 vit bonde · d1 vit torn · h1 vit kung | a8 svart torn · c8 svart löpare · f7 svart bonde · g7 svart kung · b6 svart bonde · d6 svart bonde · h6 svart bonde · d5 vit bonde · e5 svart drottning · g5 svart bonde · a4 vit bonde · b4 vit drottning · e4 vit bonde · f4 svart springare · f3 vit bonde · f2 vit torn · g2 vit bonde · h2 vit bonde · d1 vit torn · h1 vit kung | a8 svart torn · c8 svart löpare · f7 svart bonde · g7 svart kung · b6 svart bonde · d6 svart bonde · h6 svart bonde · d5 vit bonde · e5 svart drottning · g5 svart bonde · a4 vit bonde · b4 vit drottning · e4 vit bonde · f4 svart springare · f3 vit bonde · f2 vit torn · g2 vit bonde · h2 vit bonde · d1 vit torn · h1 vit kung | a8 svart torn · c8 svart löpare · f7 svart bonde · g7 svart kung · b6 svart bonde · d6 svart bonde · h6 svart bonde · d5 vit bonde · e5 svart drottning · g5 svart bonde · a4 vit bonde · b4 vit drottning · e4 vit bonde · f4 svart springare · f3 vit bonde · f2 vit torn · g2 vit bonde · h2 vit bonde · d1 vit torn · h1 vit kung | 8 |
| 7 | a8 svart torn · c8 svart löpare · f7 svart bonde · g7 svart kung · b6 svart bonde · d6 svart bonde · h6 svart bonde · d5 vit bonde · e5 svart drottning · g5 svart bonde · a4 vit bonde · b4 vit drottning · e4 vit bonde · f4 svart springare · f3 vit bonde · f2 vit torn · g2 vit bonde · h2 vit bonde · d1 vit torn · h1 vit kung | a8 svart torn · c8 svart löpare · f7 svart bonde · g7 svart kung · b6 svart bonde · d6 svart bonde · h6 svart bonde · d5 vit bonde · e5 svart drottning · g5 svart bonde · a4 vit bonde · b4 vit drottning · e4 vit bonde · f4 svart springare · f3 vit bonde · f2 vit torn · g2 vit bonde · h2 vit bonde · d1 vit torn · h1 vit kung | a8 svart torn · c8 svart löpare · f7 svart bonde · g7 svart kung · b6 svart bonde · d6 svart bonde · h6 svart bonde · d5 vit bonde · e5 svart drottning · g5 svart bonde · a4 vit bonde · b4 vit drottning · e4 vit bonde · f4 svart springare · f3 vit bonde · f2 vit torn · g2 vit bonde · h2 vit bonde · d1 vit torn · h1 vit kung | a8 svart torn · c8 svart löpare · f7 svart bonde · g7 svart kung · b6 svart bonde · d6 svart bonde · h6 svart bonde · d5 vit bonde · e5 svart drottning · g5 svart bonde · a4 vit bonde · b4 vit drottning · e4 vit bonde · f4 svart springare · f3 vit bonde · f2 vit torn · g2 vit bonde · h2 vit bonde · d1 vit torn · h1 vit kung | a8 svart torn · c8 svart löpare · f7 svart bonde · g7 svart kung · b6 svart bonde · d6 svart bonde · h6 svart bonde · d5 vit bonde · e5 svart drottning · g5 svart bonde · a4 vit bonde · b4 vit drottning · e4 vit bonde · f4 svart springare · f3 vit bonde · f2 vit torn · g2 vit bonde · h2 vit bonde · d1 vit torn · h1 vit kung | a8 svart torn · c8 svart löpare · f7 svart bonde · g7 svart kung · b6 svart bonde · d6 svart bonde · h6 svart bonde · d5 vit bonde · e5 svart drottning · g5 svart bonde · a4 vit bonde · b4 vit drottning · e4 vit bonde · f4 svart springare · f3 vit bonde · f2 vit torn · g2 vit bonde · h2 vit bonde · d1 vit torn · h1 vit kung | a8 svart torn · c8 svart löpare · f7 svart bonde · g7 svart kung · b6 svart bonde · d6 svart bonde · h6 svart bonde · d5 vit bonde · e5 svart drottning · g5 svart bonde · a4 vit bonde · b4 vit drottning · e4 vit bonde · f4 svart springare · f3 vit bonde · f2 vit torn · g2 vit bonde · h2 vit bonde · d1 vit torn · h1 vit kung | a8 svart torn · c8 svart löpare · f7 svart bonde · g7 svart kung · b6 svart bonde · d6 svart bonde · h6 svart bonde · d5 vit bonde · e5 svart drottning · g5 svart bonde · a4 vit bonde · b4 vit drottning · e4 vit bonde · f4 svart springare · f3 vit bonde · f2 vit torn · g2 vit bonde · h2 vit bonde · d1 vit torn · h1 vit kung | 7 |
| 6 | a8 svart torn · c8 svart löpare · f7 svart bonde · g7 svart kung · b6 svart bonde · d6 svart bonde · h6 svart bonde · d5 vit bonde · e5 svart drottning · g5 svart bonde · a4 vit bonde · b4 vit drottning · e4 vit bonde · f4 svart springare · f3 vit bonde · f2 vit torn · g2 vit bonde · h2 vit bonde · d1 vit torn · h1 vit kung | a8 svart torn · c8 svart löpare · f7 svart bonde · g7 svart kung · b6 svart bonde · d6 svart bonde · h6 svart bonde · d5 vit bonde · e5 svart drottning · g5 svart bonde · a4 vit bonde · b4 vit drottning · e4 vit bonde · f4 svart springare · f3 vit bonde · f2 vit torn · g2 vit bonde · h2 vit bonde · d1 vit torn · h1 vit kung | a8 svart torn · c8 svart löpare · f7 svart bonde · g7 svart kung · b6 svart bonde · d6 svart bonde · h6 svart bonde · d5 vit bonde · e5 svart drottning · g5 svart bonde · a4 vit bonde · b4 vit drottning · e4 vit bonde · f4 svart springare · f3 vit bonde · f2 vit torn · g2 vit bonde · h2 vit bonde · d1 vit torn · h1 vit kung | a8 svart torn · c8 svart löpare · f7 svart bonde · g7 svart kung · b6 svart bonde · d6 svart bonde · h6 svart bonde · d5 vit bonde · e5 svart drottning · g5 svart bonde · a4 vit bonde · b4 vit drottning · e4 vit bonde · f4 svart springare · f3 vit bonde · f2 vit torn · g2 vit bonde · h2 vit bonde · d1 vit torn · h1 vit kung | a8 svart torn · c8 svart löpare · f7 svart bonde · g7 svart kung · b6 svart bonde · d6 svart bonde · h6 svart bonde · d5 vit bonde · e5 svart drottning · g5 svart bonde · a4 vit bonde · b4 vit drottning · e4 vit bonde · f4 svart springare · f3 vit bonde · f2 vit torn · g2 vit bonde · h2 vit bonde · d1 vit torn · h1 vit kung | a8 svart torn · c8 svart löpare · f7 svart bonde · g7 svart kung · b6 svart bonde · d6 svart bonde · h6 svart bonde · d5 vit bonde · e5 svart drottning · g5 svart bonde · a4 vit bonde · b4 vit drottning · e4 vit bonde · f4 svart springare · f3 vit bonde · f2 vit torn · g2 vit bonde · h2 vit bonde · d1 vit torn · h1 vit kung | a8 svart torn · c8 svart löpare · f7 svart bonde · g7 svart kung · b6 svart bonde · d6 svart bonde · h6 svart bonde · d5 vit bonde · e5 svart drottning · g5 svart bonde · a4 vit bonde · b4 vit drottning · e4 vit bonde · f4 svart springare · f3 vit bonde · f2 vit torn · g2 vit bonde · h2 vit bonde · d1 vit torn · h1 vit kung | a8 svart torn · c8 svart löpare · f7 svart bonde · g7 svart kung · b6 svart bonde · d6 svart bonde · h6 svart bonde · d5 vit bonde · e5 svart drottning · g5 svart bonde · a4 vit bonde · b4 vit drottning · e4 vit bonde · f4 svart springare · f3 vit bonde · f2 vit torn · g2 vit bonde · h2 vit bonde · d1 vit torn · h1 vit kung | 6 |
| 5 | a8 svart torn · c8 svart löpare · f7 svart bonde · g7 svart kung · b6 svart bonde · d6 svart bonde · h6 svart bonde · d5 vit bonde · e5 svart drottning · g5 svart bonde · a4 vit bonde · b4 vit drottning · e4 vit bonde · f4 svart springare · f3 vit bonde · f2 vit torn · g2 vit bonde · h2 vit bonde · d1 vit torn · h1 vit kung | a8 svart torn · c8 svart löpare · f7 svart bonde · g7 svart kung · b6 svart bonde · d6 svart bonde · h6 svart bonde · d5 vit bonde · e5 svart drottning · g5 svart bonde · a4 vit bonde · b4 vit drottning · e4 vit bonde · f4 svart springare · f3 vit bonde · f2 vit torn · g2 vit bonde · h2 vit bonde · d1 vit torn · h1 vit kung | a8 svart torn · c8 svart löpare · f7 svart bonde · g7 svart kung · b6 svart bonde · d6 svart bonde · h6 svart bonde · d5 vit bonde · e5 svart drottning · g5 svart bonde · a4 vit bonde · b4 vit drottning · e4 vit bonde · f4 svart springare · f3 vit bonde · f2 vit torn · g2 vit bonde · h2 vit bonde · d1 vit torn · h1 vit kung | a8 svart torn · c8 svart löpare · f7 svart bonde · g7 svart kung · b6 svart bonde · d6 svart bonde · h6 svart bonde · d5 vit bonde · e5 svart drottning · g5 svart bonde · a4 vit bonde · b4 vit drottning · e4 vit bonde · f4 svart springare · f3 vit bonde · f2 vit torn · g2 vit bonde · h2 vit bonde · d1 vit torn · h1 vit kung | a8 svart torn · c8 svart löpare · f7 svart bonde · g7 svart kung · b6 svart bonde · d6 svart bonde · h6 svart bonde · d5 vit bonde · e5 svart drottning · g5 svart bonde · a4 vit bonde · b4 vit drottning · e4 vit bonde · f4 svart springare · f3 vit bonde · f2 vit torn · g2 vit bonde · h2 vit bonde · d1 vit torn · h1 vit kung | a8 svart torn · c8 svart löpare · f7 svart bonde · g7 svart kung · b6 svart bonde · d6 svart bonde · h6 svart bonde · d5 vit bonde · e5 svart drottning · g5 svart bonde · a4 vit bonde · b4 vit drottning · e4 vit bonde · f4 svart springare · f3 vit bonde · f2 vit torn · g2 vit bonde · h2 vit bonde · d1 vit torn · h1 vit kung | a8 svart torn · c8 svart löpare · f7 svart bonde · g7 svart kung · b6 svart bonde · d6 svart bonde · h6 svart bonde · d5 vit bonde · e5 svart drottning · g5 svart bonde · a4 vit bonde · b4 vit drottning · e4 vit bonde · f4 svart springare · f3 vit bonde · f2 vit torn · g2 vit bonde · h2 vit bonde · d1 vit torn · h1 vit kung | a8 svart torn · c8 svart löpare · f7 svart bonde · g7 svart kung · b6 svart bonde · d6 svart bonde · h6 svart bonde · d5 vit bonde · e5 svart drottning · g5 svart bonde · a4 vit bonde · b4 vit drottning · e4 vit bonde · f4 svart springare · f3 vit bonde · f2 vit torn · g2 vit bonde · h2 vit bonde · d1 vit torn · h1 vit kung | 5 |
| 4 | a8 svart torn · c8 svart löpare · f7 svart bonde · g7 svart kung · b6 svart bonde · d6 svart bonde · h6 svart bonde · d5 vit bonde · e5 svart drottning · g5 svart bonde · a4 vit bonde · b4 vit drottning · e4 vit bonde · f4 svart springare · f3 vit bonde · f2 vit torn · g2 vit bonde · h2 vit bonde · d1 vit torn · h1 vit kung | a8 svart torn · c8 svart löpare · f7 svart bonde · g7 svart kung · b6 svart bonde · d6 svart bonde · h6 svart bonde · d5 vit bonde · e5 svart drottning · g5 svart bonde · a4 vit bonde · b4 vit drottning · e4 vit bonde · f4 svart springare · f3 vit bonde · f2 vit torn · g2 vit bonde · h2 vit bonde · d1 vit torn · h1 vit kung | a8 svart torn · c8 svart löpare · f7 svart bonde · g7 svart kung · b6 svart bonde · d6 svart bonde · h6 svart bonde · d5 vit bonde · e5 svart drottning · g5 svart bonde · a4 vit bonde · b4 vit drottning · e4 vit bonde · f4 svart springare · f3 vit bonde · f2 vit torn · g2 vit bonde · h2 vit bonde · d1 vit torn · h1 vit kung | a8 svart torn · c8 svart löpare · f7 svart bonde · g7 svart kung · b6 svart bonde · d6 svart bonde · h6 svart bonde · d5 vit bonde · e5 svart drottning · g5 svart bonde · a4 vit bonde · b4 vit drottning · e4 vit bonde · f4 svart springare · f3 vit bonde · f2 vit torn · g2 vit bonde · h2 vit bonde · d1 vit torn · h1 vit kung | a8 svart torn · c8 svart löpare · f7 svart bonde · g7 svart kung · b6 svart bonde · d6 svart bonde · h6 svart bonde · d5 vit bonde · e5 svart drottning · g5 svart bonde · a4 vit bonde · b4 vit drottning · e4 vit bonde · f4 svart springare · f3 vit bonde · f2 vit torn · g2 vit bonde · h2 vit bonde · d1 vit torn · h1 vit kung | a8 svart torn · c8 svart löpare · f7 svart bonde · g7 svart kung · b6 svart bonde · d6 svart bonde · h6 svart bonde · d5 vit bonde · e5 svart drottning · g5 svart bonde · a4 vit bonde · b4 vit drottning · e4 vit bonde · f4 svart springare · f3 vit bonde · f2 vit torn · g2 vit bonde · h2 vit bonde · d1 vit torn · h1 vit kung | a8 svart torn · c8 svart löpare · f7 svart bonde · g7 svart kung · b6 svart bonde · d6 svart bonde · h6 svart bonde · d5 vit bonde · e5 svart drottning · g5 svart bonde · a4 vit bonde · b4 vit drottning · e4 vit bonde · f4 svart springare · f3 vit bonde · f2 vit torn · g2 vit bonde · h2 vit bonde · d1 vit torn · h1 vit kung | a8 svart torn · c8 svart löpare · f7 svart bonde · g7 svart kung · b6 svart bonde · d6 svart bonde · h6 svart bonde · d5 vit bonde · e5 svart drottning · g5 svart bonde · a4 vit bonde · b4 vit drottning · e4 vit bonde · f4 svart springare · f3 vit bonde · f2 vit torn · g2 vit bonde · h2 vit bonde · d1 vit torn · h1 vit kung | 4 |
| 3 | a8 svart torn · c8 svart löpare · f7 svart bonde · g7 svart kung · b6 svart bonde · d6 svart bonde · h6 svart bonde · d5 vit bonde · e5 svart drottning · g5 svart bonde · a4 vit bonde · b4 vit drottning · e4 vit bonde · f4 svart springare · f3 vit bonde · f2 vit torn · g2 vit bonde · h2 vit bonde · d1 vit torn · h1 vit kung | a8 svart torn · c8 svart löpare · f7 svart bonde · g7 svart kung · b6 svart bonde · d6 svart bonde · h6 svart bonde · d5 vit bonde · e5 svart drottning · g5 svart bonde · a4 vit bonde · b4 vit drottning · e4 vit bonde · f4 svart springare · f3 vit bonde · f2 vit torn · g2 vit bonde · h2 vit bonde · d1 vit torn · h1 vit kung | a8 svart torn · c8 svart löpare · f7 svart bonde · g7 svart kung · b6 svart bonde · d6 svart bonde · h6 svart bonde · d5 vit bonde · e5 svart drottning · g5 svart bonde · a4 vit bonde · b4 vit drottning · e4 vit bonde · f4 svart springare · f3 vit bonde · f2 vit torn · g2 vit bonde · h2 vit bonde · d1 vit torn · h1 vit kung | a8 svart torn · c8 svart löpare · f7 svart bonde · g7 svart kung · b6 svart bonde · d6 svart bonde · h6 svart bonde · d5 vit bonde · e5 svart drottning · g5 svart bonde · a4 vit bonde · b4 vit drottning · e4 vit bonde · f4 svart springare · f3 vit bonde · f2 vit torn · g2 vit bonde · h2 vit bonde · d1 vit torn · h1 vit kung | a8 svart torn · c8 svart löpare · f7 svart bonde · g7 svart kung · b6 svart bonde · d6 svart bonde · h6 svart bonde · d5 vit bonde · e5 svart drottning · g5 svart bonde · a4 vit bonde · b4 vit drottning · e4 vit bonde · f4 svart springare · f3 vit bonde · f2 vit torn · g2 vit bonde · h2 vit bonde · d1 vit torn · h1 vit kung | a8 svart torn · c8 svart löpare · f7 svart bonde · g7 svart kung · b6 svart bonde · d6 svart bonde · h6 svart bonde · d5 vit bonde · e5 svart drottning · g5 svart bonde · a4 vit bonde · b4 vit drottning · e4 vit bonde · f4 svart springare · f3 vit bonde · f2 vit torn · g2 vit bonde · h2 vit bonde · d1 vit torn · h1 vit kung | a8 svart torn · c8 svart löpare · f7 svart bonde · g7 svart kung · b6 svart bonde · d6 svart bonde · h6 svart bonde · d5 vit bonde · e5 svart drottning · g5 svart bonde · a4 vit bonde · b4 vit drottning · e4 vit bonde · f4 svart springare · f3 vit bonde · f2 vit torn · g2 vit bonde · h2 vit bonde · d1 vit torn · h1 vit kung | a8 svart torn · c8 svart löpare · f7 svart bonde · g7 svart kung · b6 svart bonde · d6 svart bonde · h6 svart bonde · d5 vit bonde · e5 svart drottning · g5 svart bonde · a4 vit bonde · b4 vit drottning · e4 vit bonde · f4 svart springare · f3 vit bonde · f2 vit torn · g2 vit bonde · h2 vit bonde · d1 vit torn · h1 vit kung | 3 |
| 2 | a8 svart torn · c8 svart löpare · f7 svart bonde · g7 svart kung · b6 svart bonde · d6 svart bonde · h6 svart bonde · d5 vit bonde · e5 svart drottning · g5 svart bonde · a4 vit bonde · b4 vit drottning · e4 vit bonde · f4 svart springare · f3 vit bonde · f2 vit torn · g2 vit bonde · h2 vit bonde · d1 vit torn · h1 vit kung | a8 svart torn · c8 svart löpare · f7 svart bonde · g7 svart kung · b6 svart bonde · d6 svart bonde · h6 svart bonde · d5 vit bonde · e5 svart drottning · g5 svart bonde · a4 vit bonde · b4 vit drottning · e4 vit bonde · f4 svart springare · f3 vit bonde · f2 vit torn · g2 vit bonde · h2 vit bonde · d1 vit torn · h1 vit kung | a8 svart torn · c8 svart löpare · f7 svart bonde · g7 svart kung · b6 svart bonde · d6 svart bonde · h6 svart bonde · d5 vit bonde · e5 svart drottning · g5 svart bonde · a4 vit bonde · b4 vit drottning · e4 vit bonde · f4 svart springare · f3 vit bonde · f2 vit torn · g2 vit bonde · h2 vit bonde · d1 vit torn · h1 vit kung | a8 svart torn · c8 svart löpare · f7 svart bonde · g7 svart kung · b6 svart bonde · d6 svart bonde · h6 svart bonde · d5 vit bonde · e5 svart drottning · g5 svart bonde · a4 vit bonde · b4 vit drottning · e4 vit bonde · f4 svart springare · f3 vit bonde · f2 vit torn · g2 vit bonde · h2 vit bonde · d1 vit torn · h1 vit kung | a8 svart torn · c8 svart löpare · f7 svart bonde · g7 svart kung · b6 svart bonde · d6 svart bonde · h6 svart bonde · d5 vit bonde · e5 svart drottning · g5 svart bonde · a4 vit bonde · b4 vit drottning · e4 vit bonde · f4 svart springare · f3 vit bonde · f2 vit torn · g2 vit bonde · h2 vit bonde · d1 vit torn · h1 vit kung | a8 svart torn · c8 svart löpare · f7 svart bonde · g7 svart kung · b6 svart bonde · d6 svart bonde · h6 svart bonde · d5 vit bonde · e5 svart drottning · g5 svart bonde · a4 vit bonde · b4 vit drottning · e4 vit bonde · f4 svart springare · f3 vit bonde · f2 vit torn · g2 vit bonde · h2 vit bonde · d1 vit torn · h1 vit kung | a8 svart torn · c8 svart löpare · f7 svart bonde · g7 svart kung · b6 svart bonde · d6 svart bonde · h6 svart bonde · d5 vit bonde · e5 svart drottning · g5 svart bonde · a4 vit bonde · b4 vit drottning · e4 vit bonde · f4 svart springare · f3 vit bonde · f2 vit torn · g2 vit bonde · h2 vit bonde · d1 vit torn · h1 vit kung | a8 svart torn · c8 svart löpare · f7 svart bonde · g7 svart kung · b6 svart bonde · d6 svart bonde · h6 svart bonde · d5 vit bonde · e5 svart drottning · g5 svart bonde · a4 vit bonde · b4 vit drottning · e4 vit bonde · f4 svart springare · f3 vit bonde · f2 vit torn · g2 vit bonde · h2 vit bonde · d1 vit torn · h1 vit kung | 2 |
| 1 | a8 svart torn · c8 svart löpare · f7 svart bonde · g7 svart kung · b6 svart bonde · d6 svart bonde · h6 svart bonde · d5 vit bonde · e5 svart drottning · g5 svart bonde · a4 vit bonde · b4 vit drottning · e4 vit bonde · f4 svart springare · f3 vit bonde · f2 vit torn · g2 vit bonde · h2 vit bonde · d1 vit torn · h1 vit kung | a8 svart torn · c8 svart löpare · f7 svart bonde · g7 svart kung · b6 svart bonde · d6 svart bonde · h6 svart bonde · d5 vit bonde · e5 svart drottning · g5 svart bonde · a4 vit bonde · b4 vit drottning · e4 vit bonde · f4 svart springare · f3 vit bonde · f2 vit torn · g2 vit bonde · h2 vit bonde · d1 vit torn · h1 vit kung | a8 svart torn · c8 svart löpare · f7 svart bonde · g7 svart kung · b6 svart bonde · d6 svart bonde · h6 svart bonde · d5 vit bonde · e5 svart drottning · g5 svart bonde · a4 vit bonde · b4 vit drottning · e4 vit bonde · f4 svart springare · f3 vit bonde · f2 vit torn · g2 vit bonde · h2 vit bonde · d1 vit torn · h1 vit kung | a8 svart torn · c8 svart löpare · f7 svart bonde · g7 svart kung · b6 svart bonde · d6 svart bonde · h6 svart bonde · d5 vit bonde · e5 svart drottning · g5 svart bonde · a4 vit bonde · b4 vit drottning · e4 vit bonde · f4 svart springare · f3 vit bonde · f2 vit torn · g2 vit bonde · h2 vit bonde · d1 vit torn · h1 vit kung | a8 svart torn · c8 svart löpare · f7 svart bonde · g7 svart kung · b6 svart bonde · d6 svart bonde · h6 svart bonde · d5 vit bonde · e5 svart drottning · g5 svart bonde · a4 vit bonde · b4 vit drottning · e4 vit bonde · f4 svart springare · f3 vit bonde · f2 vit torn · g2 vit bonde · h2 vit bonde · d1 vit torn · h1 vit kung | a8 svart torn · c8 svart löpare · f7 svart bonde · g7 svart kung · b6 svart bonde · d6 svart bonde · h6 svart bonde · d5 vit bonde · e5 svart drottning · g5 svart bonde · a4 vit bonde · b4 vit drottning · e4 vit bonde · f4 svart springare · f3 vit bonde · f2 vit torn · g2 vit bonde · h2 vit bonde · d1 vit torn · h1 vit kung | a8 svart torn · c8 svart löpare · f7 svart bonde · g7 svart kung · b6 svart bonde · d6 svart bonde · h6 svart bonde · d5 vit bonde · e5 svart drottning · g5 svart bonde · a4 vit bonde · b4 vit drottning · e4 vit bonde · f4 svart springare · f3 vit bonde · f2 vit torn · g2 vit bonde · h2 vit bonde · d1 vit torn · h1 vit kung | a8 svart torn · c8 svart löpare · f7 svart bonde · g7 svart kung · b6 svart bonde · d6 svart bonde · h6 svart bonde · d5 vit bonde · e5 svart drottning · g5 svart bonde · a4 vit bonde · b4 vit drottning · e4 vit bonde · f4 svart springare · f3 vit bonde · f2 vit torn · g2 vit bonde · h2 vit bonde · d1 vit torn · h1 vit kung | 1 |
|   | a | b | c | d | e | f | g | h |   |

När en kung står på första (eller åttonde) raden bakom sina egna bönder så riskerar den att bli mattsatt av motståndarens dam eller torn. En sådan matt kallas för plaskmatt.
Om inte den bakersta raden är tillräckligt välbevakad så finns det ofta möjlighet till taktiska manövrar som utnyttjar detta. I diagrammet har vit just spelat 29.Tf2?. Svart utnyttjade försvagningen av den första raden med 29…Sd3!, en springargaffel som vinner kvalitet. Om vit skulle spela 30.Txd3 så leder 30…Da1+ till snar matt.
För att undvika matt på första raden så flyttar man ofta fram någon av bönderna framför kungen, vilket kallas för att ge kungen luft.

### Magnet
|   | a | b | c | d | e | f | g | h |   |
| 8 | a8 svart torn · c8 svart löpare · d8 svart drottning · e8 svart torn · g8 svart kung · a7 svart bonde · b7 svart bonde · c7 svart bonde · d7 svart springare · e7 svart löpare · f7 svart bonde · g7 svart bonde · h7 svart bonde · c6 svart springare · d6 svart bonde · c4 vit löpare · d4 vit springare · e4 vit bonde · c3 vit springare · h3 vit bonde · a2 vit bonde · b2 vit bonde · c2 vit bonde · f2 vit bonde · g2 vit bonde · a1 vit torn · c1 vit löpare · d1 vit drottning · e1 vit torn · g1 vit kung | a8 svart torn · c8 svart löpare · d8 svart drottning · e8 svart torn · g8 svart kung · a7 svart bonde · b7 svart bonde · c7 svart bonde · d7 svart springare · e7 svart löpare · f7 svart bonde · g7 svart bonde · h7 svart bonde · c6 svart springare · d6 svart bonde · c4 vit löpare · d4 vit springare · e4 vit bonde · c3 vit springare · h3 vit bonde · a2 vit bonde · b2 vit bonde · c2 vit bonde · f2 vit bonde · g2 vit bonde · a1 vit torn · c1 vit löpare · d1 vit drottning · e1 vit torn · g1 vit kung | a8 svart torn · c8 svart löpare · d8 svart drottning · e8 svart torn · g8 svart kung · a7 svart bonde · b7 svart bonde · c7 svart bonde · d7 svart springare · e7 svart löpare · f7 svart bonde · g7 svart bonde · h7 svart bonde · c6 svart springare · d6 svart bonde · c4 vit löpare · d4 vit springare · e4 vit bonde · c3 vit springare · h3 vit bonde · a2 vit bonde · b2 vit bonde · c2 vit bonde · f2 vit bonde · g2 vit bonde · a1 vit torn · c1 vit löpare · d1 vit drottning · e1 vit torn · g1 vit kung | a8 svart torn · c8 svart löpare · d8 svart drottning · e8 svart torn · g8 svart kung · a7 svart bonde · b7 svart bonde · c7 svart bonde · d7 svart springare · e7 svart löpare · f7 svart bonde · g7 svart bonde · h7 svart bonde · c6 svart springare · d6 svart bonde · c4 vit löpare · d4 vit springare · e4 vit bonde · c3 vit springare · h3 vit bonde · a2 vit bonde · b2 vit bonde · c2 vit bonde · f2 vit bonde · g2 vit bonde · a1 vit torn · c1 vit löpare · d1 vit drottning · e1 vit torn · g1 vit kung | a8 svart torn · c8 svart löpare · d8 svart drottning · e8 svart torn · g8 svart kung · a7 svart bonde · b7 svart bonde · c7 svart bonde · d7 svart springare · e7 svart löpare · f7 svart bonde · g7 svart bonde · h7 svart bonde · c6 svart springare · d6 svart bonde · c4 vit löpare · d4 vit springare · e4 vit bonde · c3 vit springare · h3 vit bonde · a2 vit bonde · b2 vit bonde · c2 vit bonde · f2 vit bonde · g2 vit bonde · a1 vit torn · c1 vit löpare · d1 vit drottning · e1 vit torn · g1 vit kung | a8 svart torn · c8 svart löpare · d8 svart drottning · e8 svart torn · g8 svart kung · a7 svart bonde · b7 svart bonde · c7 svart bonde · d7 svart springare · e7 svart löpare · f7 svart bonde · g7 svart bonde · h7 svart bonde · c6 svart springare · d6 svart bonde · c4 vit löpare · d4 vit springare · e4 vit bonde · c3 vit springare · h3 vit bonde · a2 vit bonde · b2 vit bonde · c2 vit bonde · f2 vit bonde · g2 vit bonde · a1 vit torn · c1 vit löpare · d1 vit drottning · e1 vit torn · g1 vit kung | a8 svart torn · c8 svart löpare · d8 svart drottning · e8 svart torn · g8 svart kung · a7 svart bonde · b7 svart bonde · c7 svart bonde · d7 svart springare · e7 svart löpare · f7 svart bonde · g7 svart bonde · h7 svart bonde · c6 svart springare · d6 svart bonde · c4 vit löpare · d4 vit springare · e4 vit bonde · c3 vit springare · h3 vit bonde · a2 vit bonde · b2 vit bonde · c2 vit bonde · f2 vit bonde · g2 vit bonde · a1 vit torn · c1 vit löpare · d1 vit drottning · e1 vit torn · g1 vit kung | a8 svart torn · c8 svart löpare · d8 svart drottning · e8 svart torn · g8 svart kung · a7 svart bonde · b7 svart bonde · c7 svart bonde · d7 svart springare · e7 svart löpare · f7 svart bonde · g7 svart bonde · h7 svart bonde · c6 svart springare · d6 svart bonde · c4 vit löpare · d4 vit springare · e4 vit bonde · c3 vit springare · h3 vit bonde · a2 vit bonde · b2 vit bonde · c2 vit bonde · f2 vit bonde · g2 vit bonde · a1 vit torn · c1 vit löpare · d1 vit drottning · e1 vit torn · g1 vit kung | 8 |
| 7 | a8 svart torn · c8 svart löpare · d8 svart drottning · e8 svart torn · g8 svart kung · a7 svart bonde · b7 svart bonde · c7 svart bonde · d7 svart springare · e7 svart löpare · f7 svart bonde · g7 svart bonde · h7 svart bonde · c6 svart springare · d6 svart bonde · c4 vit löpare · d4 vit springare · e4 vit bonde · c3 vit springare · h3 vit bonde · a2 vit bonde · b2 vit bonde · c2 vit bonde · f2 vit bonde · g2 vit bonde · a1 vit torn · c1 vit löpare · d1 vit drottning · e1 vit torn · g1 vit kung | a8 svart torn · c8 svart löpare · d8 svart drottning · e8 svart torn · g8 svart kung · a7 svart bonde · b7 svart bonde · c7 svart bonde · d7 svart springare · e7 svart löpare · f7 svart bonde · g7 svart bonde · h7 svart bonde · c6 svart springare · d6 svart bonde · c4 vit löpare · d4 vit springare · e4 vit bonde · c3 vit springare · h3 vit bonde · a2 vit bonde · b2 vit bonde · c2 vit bonde · f2 vit bonde · g2 vit bonde · a1 vit torn · c1 vit löpare · d1 vit drottning · e1 vit torn · g1 vit kung | a8 svart torn · c8 svart löpare · d8 svart drottning · e8 svart torn · g8 svart kung · a7 svart bonde · b7 svart bonde · c7 svart bonde · d7 svart springare · e7 svart löpare · f7 svart bonde · g7 svart bonde · h7 svart bonde · c6 svart springare · d6 svart bonde · c4 vit löpare · d4 vit springare · e4 vit bonde · c3 vit springare · h3 vit bonde · a2 vit bonde · b2 vit bonde · c2 vit bonde · f2 vit bonde · g2 vit bonde · a1 vit torn · c1 vit löpare · d1 vit drottning · e1 vit torn · g1 vit kung | a8 svart torn · c8 svart löpare · d8 svart drottning · e8 svart torn · g8 svart kung · a7 svart bonde · b7 svart bonde · c7 svart bonde · d7 svart springare · e7 svart löpare · f7 svart bonde · g7 svart bonde · h7 svart bonde · c6 svart springare · d6 svart bonde · c4 vit löpare · d4 vit springare · e4 vit bonde · c3 vit springare · h3 vit bonde · a2 vit bonde · b2 vit bonde · c2 vit bonde · f2 vit bonde · g2 vit bonde · a1 vit torn · c1 vit löpare · d1 vit drottning · e1 vit torn · g1 vit kung | a8 svart torn · c8 svart löpare · d8 svart drottning · e8 svart torn · g8 svart kung · a7 svart bonde · b7 svart bonde · c7 svart bonde · d7 svart springare · e7 svart löpare · f7 svart bonde · g7 svart bonde · h7 svart bonde · c6 svart springare · d6 svart bonde · c4 vit löpare · d4 vit springare · e4 vit bonde · c3 vit springare · h3 vit bonde · a2 vit bonde · b2 vit bonde · c2 vit bonde · f2 vit bonde · g2 vit bonde · a1 vit torn · c1 vit löpare · d1 vit drottning · e1 vit torn · g1 vit kung | a8 svart torn · c8 svart löpare · d8 svart drottning · e8 svart torn · g8 svart kung · a7 svart bonde · b7 svart bonde · c7 svart bonde · d7 svart springare · e7 svart löpare · f7 svart bonde · g7 svart bonde · h7 svart bonde · c6 svart springare · d6 svart bonde · c4 vit löpare · d4 vit springare · e4 vit bonde · c3 vit springare · h3 vit bonde · a2 vit bonde · b2 vit bonde · c2 vit bonde · f2 vit bonde · g2 vit bonde · a1 vit torn · c1 vit löpare · d1 vit drottning · e1 vit torn · g1 vit kung | a8 svart torn · c8 svart löpare · d8 svart drottning · e8 svart torn · g8 svart kung · a7 svart bonde · b7 svart bonde · c7 svart bonde · d7 svart springare · e7 svart löpare · f7 svart bonde · g7 svart bonde · h7 svart bonde · c6 svart springare · d6 svart bonde · c4 vit löpare · d4 vit springare · e4 vit bonde · c3 vit springare · h3 vit bonde · a2 vit bonde · b2 vit bonde · c2 vit bonde · f2 vit bonde · g2 vit bonde · a1 vit torn · c1 vit löpare · d1 vit drottning · e1 vit torn · g1 vit kung | a8 svart torn · c8 svart löpare · d8 svart drottning · e8 svart torn · g8 svart kung · a7 svart bonde · b7 svart bonde · c7 svart bonde · d7 svart springare · e7 svart löpare · f7 svart bonde · g7 svart bonde · h7 svart bonde · c6 svart springare · d6 svart bonde · c4 vit löpare · d4 vit springare · e4 vit bonde · c3 vit springare · h3 vit bonde · a2 vit bonde · b2 vit bonde · c2 vit bonde · f2 vit bonde · g2 vit bonde · a1 vit torn · c1 vit löpare · d1 vit drottning · e1 vit torn · g1 vit kung | 7 |
| 6 | a8 svart torn · c8 svart löpare · d8 svart drottning · e8 svart torn · g8 svart kung · a7 svart bonde · b7 svart bonde · c7 svart bonde · d7 svart springare · e7 svart löpare · f7 svart bonde · g7 svart bonde · h7 svart bonde · c6 svart springare · d6 svart bonde · c4 vit löpare · d4 vit springare · e4 vit bonde · c3 vit springare · h3 vit bonde · a2 vit bonde · b2 vit bonde · c2 vit bonde · f2 vit bonde · g2 vit bonde · a1 vit torn · c1 vit löpare · d1 vit drottning · e1 vit torn · g1 vit kung | a8 svart torn · c8 svart löpare · d8 svart drottning · e8 svart torn · g8 svart kung · a7 svart bonde · b7 svart bonde · c7 svart bonde · d7 svart springare · e7 svart löpare · f7 svart bonde · g7 svart bonde · h7 svart bonde · c6 svart springare · d6 svart bonde · c4 vit löpare · d4 vit springare · e4 vit bonde · c3 vit springare · h3 vit bonde · a2 vit bonde · b2 vit bonde · c2 vit bonde · f2 vit bonde · g2 vit bonde · a1 vit torn · c1 vit löpare · d1 vit drottning · e1 vit torn · g1 vit kung | a8 svart torn · c8 svart löpare · d8 svart drottning · e8 svart torn · g8 svart kung · a7 svart bonde · b7 svart bonde · c7 svart bonde · d7 svart springare · e7 svart löpare · f7 svart bonde · g7 svart bonde · h7 svart bonde · c6 svart springare · d6 svart bonde · c4 vit löpare · d4 vit springare · e4 vit bonde · c3 vit springare · h3 vit bonde · a2 vit bonde · b2 vit bonde · c2 vit bonde · f2 vit bonde · g2 vit bonde · a1 vit torn · c1 vit löpare · d1 vit drottning · e1 vit torn · g1 vit kung | a8 svart torn · c8 svart löpare · d8 svart drottning · e8 svart torn · g8 svart kung · a7 svart bonde · b7 svart bonde · c7 svart bonde · d7 svart springare · e7 svart löpare · f7 svart bonde · g7 svart bonde · h7 svart bonde · c6 svart springare · d6 svart bonde · c4 vit löpare · d4 vit springare · e4 vit bonde · c3 vit springare · h3 vit bonde · a2 vit bonde · b2 vit bonde · c2 vit bonde · f2 vit bonde · g2 vit bonde · a1 vit torn · c1 vit löpare · d1 vit drottning · e1 vit torn · g1 vit kung | a8 svart torn · c8 svart löpare · d8 svart drottning · e8 svart torn · g8 svart kung · a7 svart bonde · b7 svart bonde · c7 svart bonde · d7 svart springare · e7 svart löpare · f7 svart bonde · g7 svart bonde · h7 svart bonde · c6 svart springare · d6 svart bonde · c4 vit löpare · d4 vit springare · e4 vit bonde · c3 vit springare · h3 vit bonde · a2 vit bonde · b2 vit bonde · c2 vit bonde · f2 vit bonde · g2 vit bonde · a1 vit torn · c1 vit löpare · d1 vit drottning · e1 vit torn · g1 vit kung | a8 svart torn · c8 svart löpare · d8 svart drottning · e8 svart torn · g8 svart kung · a7 svart bonde · b7 svart bonde · c7 svart bonde · d7 svart springare · e7 svart löpare · f7 svart bonde · g7 svart bonde · h7 svart bonde · c6 svart springare · d6 svart bonde · c4 vit löpare · d4 vit springare · e4 vit bonde · c3 vit springare · h3 vit bonde · a2 vit bonde · b2 vit bonde · c2 vit bonde · f2 vit bonde · g2 vit bonde · a1 vit torn · c1 vit löpare · d1 vit drottning · e1 vit torn · g1 vit kung | a8 svart torn · c8 svart löpare · d8 svart drottning · e8 svart torn · g8 svart kung · a7 svart bonde · b7 svart bonde · c7 svart bonde · d7 svart springare · e7 svart löpare · f7 svart bonde · g7 svart bonde · h7 svart bonde · c6 svart springare · d6 svart bonde · c4 vit löpare · d4 vit springare · e4 vit bonde · c3 vit springare · h3 vit bonde · a2 vit bonde · b2 vit bonde · c2 vit bonde · f2 vit bonde · g2 vit bonde · a1 vit torn · c1 vit löpare · d1 vit drottning · e1 vit torn · g1 vit kung | a8 svart torn · c8 svart löpare · d8 svart drottning · e8 svart torn · g8 svart kung · a7 svart bonde · b7 svart bonde · c7 svart bonde · d7 svart springare · e7 svart löpare · f7 svart bonde · g7 svart bonde · h7 svart bonde · c6 svart springare · d6 svart bonde · c4 vit löpare · d4 vit springare · e4 vit bonde · c3 vit springare · h3 vit bonde · a2 vit bonde · b2 vit bonde · c2 vit bonde · f2 vit bonde · g2 vit bonde · a1 vit torn · c1 vit löpare · d1 vit drottning · e1 vit torn · g1 vit kung | 6 |
| 5 | a8 svart torn · c8 svart löpare · d8 svart drottning · e8 svart torn · g8 svart kung · a7 svart bonde · b7 svart bonde · c7 svart bonde · d7 svart springare · e7 svart löpare · f7 svart bonde · g7 svart bonde · h7 svart bonde · c6 svart springare · d6 svart bonde · c4 vit löpare · d4 vit springare · e4 vit bonde · c3 vit springare · h3 vit bonde · a2 vit bonde · b2 vit bonde · c2 vit bonde · f2 vit bonde · g2 vit bonde · a1 vit torn · c1 vit löpare · d1 vit drottning · e1 vit torn · g1 vit kung | a8 svart torn · c8 svart löpare · d8 svart drottning · e8 svart torn · g8 svart kung · a7 svart bonde · b7 svart bonde · c7 svart bonde · d7 svart springare · e7 svart löpare · f7 svart bonde · g7 svart bonde · h7 svart bonde · c6 svart springare · d6 svart bonde · c4 vit löpare · d4 vit springare · e4 vit bonde · c3 vit springare · h3 vit bonde · a2 vit bonde · b2 vit bonde · c2 vit bonde · f2 vit bonde · g2 vit bonde · a1 vit torn · c1 vit löpare · d1 vit drottning · e1 vit torn · g1 vit kung | a8 svart torn · c8 svart löpare · d8 svart drottning · e8 svart torn · g8 svart kung · a7 svart bonde · b7 svart bonde · c7 svart bonde · d7 svart springare · e7 svart löpare · f7 svart bonde · g7 svart bonde · h7 svart bonde · c6 svart springare · d6 svart bonde · c4 vit löpare · d4 vit springare · e4 vit bonde · c3 vit springare · h3 vit bonde · a2 vit bonde · b2 vit bonde · c2 vit bonde · f2 vit bonde · g2 vit bonde · a1 vit torn · c1 vit löpare · d1 vit drottning · e1 vit torn · g1 vit kung | a8 svart torn · c8 svart löpare · d8 svart drottning · e8 svart torn · g8 svart kung · a7 svart bonde · b7 svart bonde · c7 svart bonde · d7 svart springare · e7 svart löpare · f7 svart bonde · g7 svart bonde · h7 svart bonde · c6 svart springare · d6 svart bonde · c4 vit löpare · d4 vit springare · e4 vit bonde · c3 vit springare · h3 vit bonde · a2 vit bonde · b2 vit bonde · c2 vit bonde · f2 vit bonde · g2 vit bonde · a1 vit torn · c1 vit löpare · d1 vit drottning · e1 vit torn · g1 vit kung | a8 svart torn · c8 svart löpare · d8 svart drottning · e8 svart torn · g8 svart kung · a7 svart bonde · b7 svart bonde · c7 svart bonde · d7 svart springare · e7 svart löpare · f7 svart bonde · g7 svart bonde · h7 svart bonde · c6 svart springare · d6 svart bonde · c4 vit löpare · d4 vit springare · e4 vit bonde · c3 vit springare · h3 vit bonde · a2 vit bonde · b2 vit bonde · c2 vit bonde · f2 vit bonde · g2 vit bonde · a1 vit torn · c1 vit löpare · d1 vit drottning · e1 vit torn · g1 vit kung | a8 svart torn · c8 svart löpare · d8 svart drottning · e8 svart torn · g8 svart kung · a7 svart bonde · b7 svart bonde · c7 svart bonde · d7 svart springare · e7 svart löpare · f7 svart bonde · g7 svart bonde · h7 svart bonde · c6 svart springare · d6 svart bonde · c4 vit löpare · d4 vit springare · e4 vit bonde · c3 vit springare · h3 vit bonde · a2 vit bonde · b2 vit bonde · c2 vit bonde · f2 vit bonde · g2 vit bonde · a1 vit torn · c1 vit löpare · d1 vit drottning · e1 vit torn · g1 vit kung | a8 svart torn · c8 svart löpare · d8 svart drottning · e8 svart torn · g8 svart kung · a7 svart bonde · b7 svart bonde · c7 svart bonde · d7 svart springare · e7 svart löpare · f7 svart bonde · g7 svart bonde · h7 svart bonde · c6 svart springare · d6 svart bonde · c4 vit löpare · d4 vit springare · e4 vit bonde · c3 vit springare · h3 vit bonde · a2 vit bonde · b2 vit bonde · c2 vit bonde · f2 vit bonde · g2 vit bonde · a1 vit torn · c1 vit löpare · d1 vit drottning · e1 vit torn · g1 vit kung | a8 svart torn · c8 svart löpare · d8 svart drottning · e8 svart torn · g8 svart kung · a7 svart bonde · b7 svart bonde · c7 svart bonde · d7 svart springare · e7 svart löpare · f7 svart bonde · g7 svart bonde · h7 svart bonde · c6 svart springare · d6 svart bonde · c4 vit löpare · d4 vit springare · e4 vit bonde · c3 vit springare · h3 vit bonde · a2 vit bonde · b2 vit bonde · c2 vit bonde · f2 vit bonde · g2 vit bonde · a1 vit torn · c1 vit löpare · d1 vit drottning · e1 vit torn · g1 vit kung | 5 |
| 4 | a8 svart torn · c8 svart löpare · d8 svart drottning · e8 svart torn · g8 svart kung · a7 svart bonde · b7 svart bonde · c7 svart bonde · d7 svart springare · e7 svart löpare · f7 svart bonde · g7 svart bonde · h7 svart bonde · c6 svart springare · d6 svart bonde · c4 vit löpare · d4 vit springare · e4 vit bonde · c3 vit springare · h3 vit bonde · a2 vit bonde · b2 vit bonde · c2 vit bonde · f2 vit bonde · g2 vit bonde · a1 vit torn · c1 vit löpare · d1 vit drottning · e1 vit torn · g1 vit kung | a8 svart torn · c8 svart löpare · d8 svart drottning · e8 svart torn · g8 svart kung · a7 svart bonde · b7 svart bonde · c7 svart bonde · d7 svart springare · e7 svart löpare · f7 svart bonde · g7 svart bonde · h7 svart bonde · c6 svart springare · d6 svart bonde · c4 vit löpare · d4 vit springare · e4 vit bonde · c3 vit springare · h3 vit bonde · a2 vit bonde · b2 vit bonde · c2 vit bonde · f2 vit bonde · g2 vit bonde · a1 vit torn · c1 vit löpare · d1 vit drottning · e1 vit torn · g1 vit kung | a8 svart torn · c8 svart löpare · d8 svart drottning · e8 svart torn · g8 svart kung · a7 svart bonde · b7 svart bonde · c7 svart bonde · d7 svart springare · e7 svart löpare · f7 svart bonde · g7 svart bonde · h7 svart bonde · c6 svart springare · d6 svart bonde · c4 vit löpare · d4 vit springare · e4 vit bonde · c3 vit springare · h3 vit bonde · a2 vit bonde · b2 vit bonde · c2 vit bonde · f2 vit bonde · g2 vit bonde · a1 vit torn · c1 vit löpare · d1 vit drottning · e1 vit torn · g1 vit kung | a8 svart torn · c8 svart löpare · d8 svart drottning · e8 svart torn · g8 svart kung · a7 svart bonde · b7 svart bonde · c7 svart bonde · d7 svart springare · e7 svart löpare · f7 svart bonde · g7 svart bonde · h7 svart bonde · c6 svart springare · d6 svart bonde · c4 vit löpare · d4 vit springare · e4 vit bonde · c3 vit springare · h3 vit bonde · a2 vit bonde · b2 vit bonde · c2 vit bonde · f2 vit bonde · g2 vit bonde · a1 vit torn · c1 vit löpare · d1 vit drottning · e1 vit torn · g1 vit kung | a8 svart torn · c8 svart löpare · d8 svart drottning · e8 svart torn · g8 svart kung · a7 svart bonde · b7 svart bonde · c7 svart bonde · d7 svart springare · e7 svart löpare · f7 svart bonde · g7 svart bonde · h7 svart bonde · c6 svart springare · d6 svart bonde · c4 vit löpare · d4 vit springare · e4 vit bonde · c3 vit springare · h3 vit bonde · a2 vit bonde · b2 vit bonde · c2 vit bonde · f2 vit bonde · g2 vit bonde · a1 vit torn · c1 vit löpare · d1 vit drottning · e1 vit torn · g1 vit kung | a8 svart torn · c8 svart löpare · d8 svart drottning · e8 svart torn · g8 svart kung · a7 svart bonde · b7 svart bonde · c7 svart bonde · d7 svart springare · e7 svart löpare · f7 svart bonde · g7 svart bonde · h7 svart bonde · c6 svart springare · d6 svart bonde · c4 vit löpare · d4 vit springare · e4 vit bonde · c3 vit springare · h3 vit bonde · a2 vit bonde · b2 vit bonde · c2 vit bonde · f2 vit bonde · g2 vit bonde · a1 vit torn · c1 vit löpare · d1 vit drottning · e1 vit torn · g1 vit kung | a8 svart torn · c8 svart löpare · d8 svart drottning · e8 svart torn · g8 svart kung · a7 svart bonde · b7 svart bonde · c7 svart bonde · d7 svart springare · e7 svart löpare · f7 svart bonde · g7 svart bonde · h7 svart bonde · c6 svart springare · d6 svart bonde · c4 vit löpare · d4 vit springare · e4 vit bonde · c3 vit springare · h3 vit bonde · a2 vit bonde · b2 vit bonde · c2 vit bonde · f2 vit bonde · g2 vit bonde · a1 vit torn · c1 vit löpare · d1 vit drottning · e1 vit torn · g1 vit kung | a8 svart torn · c8 svart löpare · d8 svart drottning · e8 svart torn · g8 svart kung · a7 svart bonde · b7 svart bonde · c7 svart bonde · d7 svart springare · e7 svart löpare · f7 svart bonde · g7 svart bonde · h7 svart bonde · c6 svart springare · d6 svart bonde · c4 vit löpare · d4 vit springare · e4 vit bonde · c3 vit springare · h3 vit bonde · a2 vit bonde · b2 vit bonde · c2 vit bonde · f2 vit bonde · g2 vit bonde · a1 vit torn · c1 vit löpare · d1 vit drottning · e1 vit torn · g1 vit kung | 4 |
| 3 | a8 svart torn · c8 svart löpare · d8 svart drottning · e8 svart torn · g8 svart kung · a7 svart bonde · b7 svart bonde · c7 svart bonde · d7 svart springare · e7 svart löpare · f7 svart bonde · g7 svart bonde · h7 svart bonde · c6 svart springare · d6 svart bonde · c4 vit löpare · d4 vit springare · e4 vit bonde · c3 vit springare · h3 vit bonde · a2 vit bonde · b2 vit bonde · c2 vit bonde · f2 vit bonde · g2 vit bonde · a1 vit torn · c1 vit löpare · d1 vit drottning · e1 vit torn · g1 vit kung | a8 svart torn · c8 svart löpare · d8 svart drottning · e8 svart torn · g8 svart kung · a7 svart bonde · b7 svart bonde · c7 svart bonde · d7 svart springare · e7 svart löpare · f7 svart bonde · g7 svart bonde · h7 svart bonde · c6 svart springare · d6 svart bonde · c4 vit löpare · d4 vit springare · e4 vit bonde · c3 vit springare · h3 vit bonde · a2 vit bonde · b2 vit bonde · c2 vit bonde · f2 vit bonde · g2 vit bonde · a1 vit torn · c1 vit löpare · d1 vit drottning · e1 vit torn · g1 vit kung | a8 svart torn · c8 svart löpare · d8 svart drottning · e8 svart torn · g8 svart kung · a7 svart bonde · b7 svart bonde · c7 svart bonde · d7 svart springare · e7 svart löpare · f7 svart bonde · g7 svart bonde · h7 svart bonde · c6 svart springare · d6 svart bonde · c4 vit löpare · d4 vit springare · e4 vit bonde · c3 vit springare · h3 vit bonde · a2 vit bonde · b2 vit bonde · c2 vit bonde · f2 vit bonde · g2 vit bonde · a1 vit torn · c1 vit löpare · d1 vit drottning · e1 vit torn · g1 vit kung | a8 svart torn · c8 svart löpare · d8 svart drottning · e8 svart torn · g8 svart kung · a7 svart bonde · b7 svart bonde · c7 svart bonde · d7 svart springare · e7 svart löpare · f7 svart bonde · g7 svart bonde · h7 svart bonde · c6 svart springare · d6 svart bonde · c4 vit löpare · d4 vit springare · e4 vit bonde · c3 vit springare · h3 vit bonde · a2 vit bonde · b2 vit bonde · c2 vit bonde · f2 vit bonde · g2 vit bonde · a1 vit torn · c1 vit löpare · d1 vit drottning · e1 vit torn · g1 vit kung | a8 svart torn · c8 svart löpare · d8 svart drottning · e8 svart torn · g8 svart kung · a7 svart bonde · b7 svart bonde · c7 svart bonde · d7 svart springare · e7 svart löpare · f7 svart bonde · g7 svart bonde · h7 svart bonde · c6 svart springare · d6 svart bonde · c4 vit löpare · d4 vit springare · e4 vit bonde · c3 vit springare · h3 vit bonde · a2 vit bonde · b2 vit bonde · c2 vit bonde · f2 vit bonde · g2 vit bonde · a1 vit torn · c1 vit löpare · d1 vit drottning · e1 vit torn · g1 vit kung | a8 svart torn · c8 svart löpare · d8 svart drottning · e8 svart torn · g8 svart kung · a7 svart bonde · b7 svart bonde · c7 svart bonde · d7 svart springare · e7 svart löpare · f7 svart bonde · g7 svart bonde · h7 svart bonde · c6 svart springare · d6 svart bonde · c4 vit löpare · d4 vit springare · e4 vit bonde · c3 vit springare · h3 vit bonde · a2 vit bonde · b2 vit bonde · c2 vit bonde · f2 vit bonde · g2 vit bonde · a1 vit torn · c1 vit löpare · d1 vit drottning · e1 vit torn · g1 vit kung | a8 svart torn · c8 svart löpare · d8 svart drottning · e8 svart torn · g8 svart kung · a7 svart bonde · b7 svart bonde · c7 svart bonde · d7 svart springare · e7 svart löpare · f7 svart bonde · g7 svart bonde · h7 svart bonde · c6 svart springare · d6 svart bonde · c4 vit löpare · d4 vit springare · e4 vit bonde · c3 vit springare · h3 vit bonde · a2 vit bonde · b2 vit bonde · c2 vit bonde · f2 vit bonde · g2 vit bonde · a1 vit torn · c1 vit löpare · d1 vit drottning · e1 vit torn · g1 vit kung | a8 svart torn · c8 svart löpare · d8 svart drottning · e8 svart torn · g8 svart kung · a7 svart bonde · b7 svart bonde · c7 svart bonde · d7 svart springare · e7 svart löpare · f7 svart bonde · g7 svart bonde · h7 svart bonde · c6 svart springare · d6 svart bonde · c4 vit löpare · d4 vit springare · e4 vit bonde · c3 vit springare · h3 vit bonde · a2 vit bonde · b2 vit bonde · c2 vit bonde · f2 vit bonde · g2 vit bonde · a1 vit torn · c1 vit löpare · d1 vit drottning · e1 vit torn · g1 vit kung | 3 |
| 2 | a8 svart torn · c8 svart löpare · d8 svart drottning · e8 svart torn · g8 svart kung · a7 svart bonde · b7 svart bonde · c7 svart bonde · d7 svart springare · e7 svart löpare · f7 svart bonde · g7 svart bonde · h7 svart bonde · c6 svart springare · d6 svart bonde · c4 vit löpare · d4 vit springare · e4 vit bonde · c3 vit springare · h3 vit bonde · a2 vit bonde · b2 vit bonde · c2 vit bonde · f2 vit bonde · g2 vit bonde · a1 vit torn · c1 vit löpare · d1 vit drottning · e1 vit torn · g1 vit kung | a8 svart torn · c8 svart löpare · d8 svart drottning · e8 svart torn · g8 svart kung · a7 svart bonde · b7 svart bonde · c7 svart bonde · d7 svart springare · e7 svart löpare · f7 svart bonde · g7 svart bonde · h7 svart bonde · c6 svart springare · d6 svart bonde · c4 vit löpare · d4 vit springare · e4 vit bonde · c3 vit springare · h3 vit bonde · a2 vit bonde · b2 vit bonde · c2 vit bonde · f2 vit bonde · g2 vit bonde · a1 vit torn · c1 vit löpare · d1 vit drottning · e1 vit torn · g1 vit kung | a8 svart torn · c8 svart löpare · d8 svart drottning · e8 svart torn · g8 svart kung · a7 svart bonde · b7 svart bonde · c7 svart bonde · d7 svart springare · e7 svart löpare · f7 svart bonde · g7 svart bonde · h7 svart bonde · c6 svart springare · d6 svart bonde · c4 vit löpare · d4 vit springare · e4 vit bonde · c3 vit springare · h3 vit bonde · a2 vit bonde · b2 vit bonde · c2 vit bonde · f2 vit bonde · g2 vit bonde · a1 vit torn · c1 vit löpare · d1 vit drottning · e1 vit torn · g1 vit kung | a8 svart torn · c8 svart löpare · d8 svart drottning · e8 svart torn · g8 svart kung · a7 svart bonde · b7 svart bonde · c7 svart bonde · d7 svart springare · e7 svart löpare · f7 svart bonde · g7 svart bonde · h7 svart bonde · c6 svart springare · d6 svart bonde · c4 vit löpare · d4 vit springare · e4 vit bonde · c3 vit springare · h3 vit bonde · a2 vit bonde · b2 vit bonde · c2 vit bonde · f2 vit bonde · g2 vit bonde · a1 vit torn · c1 vit löpare · d1 vit drottning · e1 vit torn · g1 vit kung | a8 svart torn · c8 svart löpare · d8 svart drottning · e8 svart torn · g8 svart kung · a7 svart bonde · b7 svart bonde · c7 svart bonde · d7 svart springare · e7 svart löpare · f7 svart bonde · g7 svart bonde · h7 svart bonde · c6 svart springare · d6 svart bonde · c4 vit löpare · d4 vit springare · e4 vit bonde · c3 vit springare · h3 vit bonde · a2 vit bonde · b2 vit bonde · c2 vit bonde · f2 vit bonde · g2 vit bonde · a1 vit torn · c1 vit löpare · d1 vit drottning · e1 vit torn · g1 vit kung | a8 svart torn · c8 svart löpare · d8 svart drottning · e8 svart torn · g8 svart kung · a7 svart bonde · b7 svart bonde · c7 svart bonde · d7 svart springare · e7 svart löpare · f7 svart bonde · g7 svart bonde · h7 svart bonde · c6 svart springare · d6 svart bonde · c4 vit löpare · d4 vit springare · e4 vit bonde · c3 vit springare · h3 vit bonde · a2 vit bonde · b2 vit bonde · c2 vit bonde · f2 vit bonde · g2 vit bonde · a1 vit torn · c1 vit löpare · d1 vit drottning · e1 vit torn · g1 vit kung | a8 svart torn · c8 svart löpare · d8 svart drottning · e8 svart torn · g8 svart kung · a7 svart bonde · b7 svart bonde · c7 svart bonde · d7 svart springare · e7 svart löpare · f7 svart bonde · g7 svart bonde · h7 svart bonde · c6 svart springare · d6 svart bonde · c4 vit löpare · d4 vit springare · e4 vit bonde · c3 vit springare · h3 vit bonde · a2 vit bonde · b2 vit bonde · c2 vit bonde · f2 vit bonde · g2 vit bonde · a1 vit torn · c1 vit löpare · d1 vit drottning · e1 vit torn · g1 vit kung | a8 svart torn · c8 svart löpare · d8 svart drottning · e8 svart torn · g8 svart kung · a7 svart bonde · b7 svart bonde · c7 svart bonde · d7 svart springare · e7 svart löpare · f7 svart bonde · g7 svart bonde · h7 svart bonde · c6 svart springare · d6 svart bonde · c4 vit löpare · d4 vit springare · e4 vit bonde · c3 vit springare · h3 vit bonde · a2 vit bonde · b2 vit bonde · c2 vit bonde · f2 vit bonde · g2 vit bonde · a1 vit torn · c1 vit löpare · d1 vit drottning · e1 vit torn · g1 vit kung | 2 |
| 1 | a8 svart torn · c8 svart löpare · d8 svart drottning · e8 svart torn · g8 svart kung · a7 svart bonde · b7 svart bonde · c7 svart bonde · d7 svart springare · e7 svart löpare · f7 svart bonde · g7 svart bonde · h7 svart bonde · c6 svart springare · d6 svart bonde · c4 vit löpare · d4 vit springare · e4 vit bonde · c3 vit springare · h3 vit bonde · a2 vit bonde · b2 vit bonde · c2 vit bonde · f2 vit bonde · g2 vit bonde · a1 vit torn · c1 vit löpare · d1 vit drottning · e1 vit torn · g1 vit kung | a8 svart torn · c8 svart löpare · d8 svart drottning · e8 svart torn · g8 svart kung · a7 svart bonde · b7 svart bonde · c7 svart bonde · d7 svart springare · e7 svart löpare · f7 svart bonde · g7 svart bonde · h7 svart bonde · c6 svart springare · d6 svart bonde · c4 vit löpare · d4 vit springare · e4 vit bonde · c3 vit springare · h3 vit bonde · a2 vit bonde · b2 vit bonde · c2 vit bonde · f2 vit bonde · g2 vit bonde · a1 vit torn · c1 vit löpare · d1 vit drottning · e1 vit torn · g1 vit kung | a8 svart torn · c8 svart löpare · d8 svart drottning · e8 svart torn · g8 svart kung · a7 svart bonde · b7 svart bonde · c7 svart bonde · d7 svart springare · e7 svart löpare · f7 svart bonde · g7 svart bonde · h7 svart bonde · c6 svart springare · d6 svart bonde · c4 vit löpare · d4 vit springare · e4 vit bonde · c3 vit springare · h3 vit bonde · a2 vit bonde · b2 vit bonde · c2 vit bonde · f2 vit bonde · g2 vit bonde · a1 vit torn · c1 vit löpare · d1 vit drottning · e1 vit torn · g1 vit kung | a8 svart torn · c8 svart löpare · d8 svart drottning · e8 svart torn · g8 svart kung · a7 svart bonde · b7 svart bonde · c7 svart bonde · d7 svart springare · e7 svart löpare · f7 svart bonde · g7 svart bonde · h7 svart bonde · c6 svart springare · d6 svart bonde · c4 vit löpare · d4 vit springare · e4 vit bonde · c3 vit springare · h3 vit bonde · a2 vit bonde · b2 vit bonde · c2 vit bonde · f2 vit bonde · g2 vit bonde · a1 vit torn · c1 vit löpare · d1 vit drottning · e1 vit torn · g1 vit kung | a8 svart torn · c8 svart löpare · d8 svart drottning · e8 svart torn · g8 svart kung · a7 svart bonde · b7 svart bonde · c7 svart bonde · d7 svart springare · e7 svart löpare · f7 svart bonde · g7 svart bonde · h7 svart bonde · c6 svart springare · d6 svart bonde · c4 vit löpare · d4 vit springare · e4 vit bonde · c3 vit springare · h3 vit bonde · a2 vit bonde · b2 vit bonde · c2 vit bonde · f2 vit bonde · g2 vit bonde · a1 vit torn · c1 vit löpare · d1 vit drottning · e1 vit torn · g1 vit kung | a8 svart torn · c8 svart löpare · d8 svart drottning · e8 svart torn · g8 svart kung · a7 svart bonde · b7 svart bonde · c7 svart bonde · d7 svart springare · e7 svart löpare · f7 svart bonde · g7 svart bonde · h7 svart bonde · c6 svart springare · d6 svart bonde · c4 vit löpare · d4 vit springare · e4 vit bonde · c3 vit springare · h3 vit bonde · a2 vit bonde · b2 vit bonde · c2 vit bonde · f2 vit bonde · g2 vit bonde · a1 vit torn · c1 vit löpare · d1 vit drottning · e1 vit torn · g1 vit kung | a8 svart torn · c8 svart löpare · d8 svart drottning · e8 svart torn · g8 svart kung · a7 svart bonde · b7 svart bonde · c7 svart bonde · d7 svart springare · e7 svart löpare · f7 svart bonde · g7 svart bonde · h7 svart bonde · c6 svart springare · d6 svart bonde · c4 vit löpare · d4 vit springare · e4 vit bonde · c3 vit springare · h3 vit bonde · a2 vit bonde · b2 vit bonde · c2 vit bonde · f2 vit bonde · g2 vit bonde · a1 vit torn · c1 vit löpare · d1 vit drottning · e1 vit torn · g1 vit kung | a8 svart torn · c8 svart löpare · d8 svart drottning · e8 svart torn · g8 svart kung · a7 svart bonde · b7 svart bonde · c7 svart bonde · d7 svart springare · e7 svart löpare · f7 svart bonde · g7 svart bonde · h7 svart bonde · c6 svart springare · d6 svart bonde · c4 vit löpare · d4 vit springare · e4 vit bonde · c3 vit springare · h3 vit bonde · a2 vit bonde · b2 vit bonde · c2 vit bonde · f2 vit bonde · g2 vit bonde · a1 vit torn · c1 vit löpare · d1 vit drottning · e1 vit torn · g1 vit kung | 1 |
|   | a | b | c | d | e | f | g | h |   |

Ett offer som drar ut en motvillig kung på brädet kallas ibland för en magnet. Diagrammet visar ett klassiskt exempel där svart just har spelat 9...Sd7? 
Vit fortsatte 10.Lxf7+! Kxf7 11.Se6! Sde5 (om 11...Kxe6 så 12.Dd5+ Kf6 13.Df5#) 12.Dh5+ Kg8 13.Sxd8 Txd8 14.Sd5 uppgivet.

### Kvävmatt
|   | a | b | c | d | e | f | g | h |   |
| 8 | d8 svart torn · h8 svart kung · b7 svart bonde · d7 svart löpare · f7 vit drottning · g7 svart löpare · h7 svart bonde · b6 svart springare · e6 vit löpare · g6 svart bonde · a5 svart bonde · g5 vit springare · a4 vit bonde · b4 svart drottning · b2 vit bonde · g2 vit bonde · h2 vit bonde · a1 vit torn · h1 vit kung | d8 svart torn · h8 svart kung · b7 svart bonde · d7 svart löpare · f7 vit drottning · g7 svart löpare · h7 svart bonde · b6 svart springare · e6 vit löpare · g6 svart bonde · a5 svart bonde · g5 vit springare · a4 vit bonde · b4 svart drottning · b2 vit bonde · g2 vit bonde · h2 vit bonde · a1 vit torn · h1 vit kung | d8 svart torn · h8 svart kung · b7 svart bonde · d7 svart löpare · f7 vit drottning · g7 svart löpare · h7 svart bonde · b6 svart springare · e6 vit löpare · g6 svart bonde · a5 svart bonde · g5 vit springare · a4 vit bonde · b4 svart drottning · b2 vit bonde · g2 vit bonde · h2 vit bonde · a1 vit torn · h1 vit kung | d8 svart torn · h8 svart kung · b7 svart bonde · d7 svart löpare · f7 vit drottning · g7 svart löpare · h7 svart bonde · b6 svart springare · e6 vit löpare · g6 svart bonde · a5 svart bonde · g5 vit springare · a4 vit bonde · b4 svart drottning · b2 vit bonde · g2 vit bonde · h2 vit bonde · a1 vit torn · h1 vit kung | d8 svart torn · h8 svart kung · b7 svart bonde · d7 svart löpare · f7 vit drottning · g7 svart löpare · h7 svart bonde · b6 svart springare · e6 vit löpare · g6 svart bonde · a5 svart bonde · g5 vit springare · a4 vit bonde · b4 svart drottning · b2 vit bonde · g2 vit bonde · h2 vit bonde · a1 vit torn · h1 vit kung | d8 svart torn · h8 svart kung · b7 svart bonde · d7 svart löpare · f7 vit drottning · g7 svart löpare · h7 svart bonde · b6 svart springare · e6 vit löpare · g6 svart bonde · a5 svart bonde · g5 vit springare · a4 vit bonde · b4 svart drottning · b2 vit bonde · g2 vit bonde · h2 vit bonde · a1 vit torn · h1 vit kung | d8 svart torn · h8 svart kung · b7 svart bonde · d7 svart löpare · f7 vit drottning · g7 svart löpare · h7 svart bonde · b6 svart springare · e6 vit löpare · g6 svart bonde · a5 svart bonde · g5 vit springare · a4 vit bonde · b4 svart drottning · b2 vit bonde · g2 vit bonde · h2 vit bonde · a1 vit torn · h1 vit kung | d8 svart torn · h8 svart kung · b7 svart bonde · d7 svart löpare · f7 vit drottning · g7 svart löpare · h7 svart bonde · b6 svart springare · e6 vit löpare · g6 svart bonde · a5 svart bonde · g5 vit springare · a4 vit bonde · b4 svart drottning · b2 vit bonde · g2 vit bonde · h2 vit bonde · a1 vit torn · h1 vit kung | 8 |
| 7 | d8 svart torn · h8 svart kung · b7 svart bonde · d7 svart löpare · f7 vit drottning · g7 svart löpare · h7 svart bonde · b6 svart springare · e6 vit löpare · g6 svart bonde · a5 svart bonde · g5 vit springare · a4 vit bonde · b4 svart drottning · b2 vit bonde · g2 vit bonde · h2 vit bonde · a1 vit torn · h1 vit kung | d8 svart torn · h8 svart kung · b7 svart bonde · d7 svart löpare · f7 vit drottning · g7 svart löpare · h7 svart bonde · b6 svart springare · e6 vit löpare · g6 svart bonde · a5 svart bonde · g5 vit springare · a4 vit bonde · b4 svart drottning · b2 vit bonde · g2 vit bonde · h2 vit bonde · a1 vit torn · h1 vit kung | d8 svart torn · h8 svart kung · b7 svart bonde · d7 svart löpare · f7 vit drottning · g7 svart löpare · h7 svart bonde · b6 svart springare · e6 vit löpare · g6 svart bonde · a5 svart bonde · g5 vit springare · a4 vit bonde · b4 svart drottning · b2 vit bonde · g2 vit bonde · h2 vit bonde · a1 vit torn · h1 vit kung | d8 svart torn · h8 svart kung · b7 svart bonde · d7 svart löpare · f7 vit drottning · g7 svart löpare · h7 svart bonde · b6 svart springare · e6 vit löpare · g6 svart bonde · a5 svart bonde · g5 vit springare · a4 vit bonde · b4 svart drottning · b2 vit bonde · g2 vit bonde · h2 vit bonde · a1 vit torn · h1 vit kung | d8 svart torn · h8 svart kung · b7 svart bonde · d7 svart löpare · f7 vit drottning · g7 svart löpare · h7 svart bonde · b6 svart springare · e6 vit löpare · g6 svart bonde · a5 svart bonde · g5 vit springare · a4 vit bonde · b4 svart drottning · b2 vit bonde · g2 vit bonde · h2 vit bonde · a1 vit torn · h1 vit kung | d8 svart torn · h8 svart kung · b7 svart bonde · d7 svart löpare · f7 vit drottning · g7 svart löpare · h7 svart bonde · b6 svart springare · e6 vit löpare · g6 svart bonde · a5 svart bonde · g5 vit springare · a4 vit bonde · b4 svart drottning · b2 vit bonde · g2 vit bonde · h2 vit bonde · a1 vit torn · h1 vit kung | d8 svart torn · h8 svart kung · b7 svart bonde · d7 svart löpare · f7 vit drottning · g7 svart löpare · h7 svart bonde · b6 svart springare · e6 vit löpare · g6 svart bonde · a5 svart bonde · g5 vit springare · a4 vit bonde · b4 svart drottning · b2 vit bonde · g2 vit bonde · h2 vit bonde · a1 vit torn · h1 vit kung | d8 svart torn · h8 svart kung · b7 svart bonde · d7 svart löpare · f7 vit drottning · g7 svart löpare · h7 svart bonde · b6 svart springare · e6 vit löpare · g6 svart bonde · a5 svart bonde · g5 vit springare · a4 vit bonde · b4 svart drottning · b2 vit bonde · g2 vit bonde · h2 vit bonde · a1 vit torn · h1 vit kung | 7 |
| 6 | d8 svart torn · h8 svart kung · b7 svart bonde · d7 svart löpare · f7 vit drottning · g7 svart löpare · h7 svart bonde · b6 svart springare · e6 vit löpare · g6 svart bonde · a5 svart bonde · g5 vit springare · a4 vit bonde · b4 svart drottning · b2 vit bonde · g2 vit bonde · h2 vit bonde · a1 vit torn · h1 vit kung | d8 svart torn · h8 svart kung · b7 svart bonde · d7 svart löpare · f7 vit drottning · g7 svart löpare · h7 svart bonde · b6 svart springare · e6 vit löpare · g6 svart bonde · a5 svart bonde · g5 vit springare · a4 vit bonde · b4 svart drottning · b2 vit bonde · g2 vit bonde · h2 vit bonde · a1 vit torn · h1 vit kung | d8 svart torn · h8 svart kung · b7 svart bonde · d7 svart löpare · f7 vit drottning · g7 svart löpare · h7 svart bonde · b6 svart springare · e6 vit löpare · g6 svart bonde · a5 svart bonde · g5 vit springare · a4 vit bonde · b4 svart drottning · b2 vit bonde · g2 vit bonde · h2 vit bonde · a1 vit torn · h1 vit kung | d8 svart torn · h8 svart kung · b7 svart bonde · d7 svart löpare · f7 vit drottning · g7 svart löpare · h7 svart bonde · b6 svart springare · e6 vit löpare · g6 svart bonde · a5 svart bonde · g5 vit springare · a4 vit bonde · b4 svart drottning · b2 vit bonde · g2 vit bonde · h2 vit bonde · a1 vit torn · h1 vit kung | d8 svart torn · h8 svart kung · b7 svart bonde · d7 svart löpare · f7 vit drottning · g7 svart löpare · h7 svart bonde · b6 svart springare · e6 vit löpare · g6 svart bonde · a5 svart bonde · g5 vit springare · a4 vit bonde · b4 svart drottning · b2 vit bonde · g2 vit bonde · h2 vit bonde · a1 vit torn · h1 vit kung | d8 svart torn · h8 svart kung · b7 svart bonde · d7 svart löpare · f7 vit drottning · g7 svart löpare · h7 svart bonde · b6 svart springare · e6 vit löpare · g6 svart bonde · a5 svart bonde · g5 vit springare · a4 vit bonde · b4 svart drottning · b2 vit bonde · g2 vit bonde · h2 vit bonde · a1 vit torn · h1 vit kung | d8 svart torn · h8 svart kung · b7 svart bonde · d7 svart löpare · f7 vit drottning · g7 svart löpare · h7 svart bonde · b6 svart springare · e6 vit löpare · g6 svart bonde · a5 svart bonde · g5 vit springare · a4 vit bonde · b4 svart drottning · b2 vit bonde · g2 vit bonde · h2 vit bonde · a1 vit torn · h1 vit kung | d8 svart torn · h8 svart kung · b7 svart bonde · d7 svart löpare · f7 vit drottning · g7 svart löpare · h7 svart bonde · b6 svart springare · e6 vit löpare · g6 svart bonde · a5 svart bonde · g5 vit springare · a4 vit bonde · b4 svart drottning · b2 vit bonde · g2 vit bonde · h2 vit bonde · a1 vit torn · h1 vit kung | 6 |
| 5 | d8 svart torn · h8 svart kung · b7 svart bonde · d7 svart löpare · f7 vit drottning · g7 svart löpare · h7 svart bonde · b6 svart springare · e6 vit löpare · g6 svart bonde · a5 svart bonde · g5 vit springare · a4 vit bonde · b4 svart drottning · b2 vit bonde · g2 vit bonde · h2 vit bonde · a1 vit torn · h1 vit kung | d8 svart torn · h8 svart kung · b7 svart bonde · d7 svart löpare · f7 vit drottning · g7 svart löpare · h7 svart bonde · b6 svart springare · e6 vit löpare · g6 svart bonde · a5 svart bonde · g5 vit springare · a4 vit bonde · b4 svart drottning · b2 vit bonde · g2 vit bonde · h2 vit bonde · a1 vit torn · h1 vit kung | d8 svart torn · h8 svart kung · b7 svart bonde · d7 svart löpare · f7 vit drottning · g7 svart löpare · h7 svart bonde · b6 svart springare · e6 vit löpare · g6 svart bonde · a5 svart bonde · g5 vit springare · a4 vit bonde · b4 svart drottning · b2 vit bonde · g2 vit bonde · h2 vit bonde · a1 vit torn · h1 vit kung | d8 svart torn · h8 svart kung · b7 svart bonde · d7 svart löpare · f7 vit drottning · g7 svart löpare · h7 svart bonde · b6 svart springare · e6 vit löpare · g6 svart bonde · a5 svart bonde · g5 vit springare · a4 vit bonde · b4 svart drottning · b2 vit bonde · g2 vit bonde · h2 vit bonde · a1 vit torn · h1 vit kung | d8 svart torn · h8 svart kung · b7 svart bonde · d7 svart löpare · f7 vit drottning · g7 svart löpare · h7 svart bonde · b6 svart springare · e6 vit löpare · g6 svart bonde · a5 svart bonde · g5 vit springare · a4 vit bonde · b4 svart drottning · b2 vit bonde · g2 vit bonde · h2 vit bonde · a1 vit torn · h1 vit kung | d8 svart torn · h8 svart kung · b7 svart bonde · d7 svart löpare · f7 vit drottning · g7 svart löpare · h7 svart bonde · b6 svart springare · e6 vit löpare · g6 svart bonde · a5 svart bonde · g5 vit springare · a4 vit bonde · b4 svart drottning · b2 vit bonde · g2 vit bonde · h2 vit bonde · a1 vit torn · h1 vit kung | d8 svart torn · h8 svart kung · b7 svart bonde · d7 svart löpare · f7 vit drottning · g7 svart löpare · h7 svart bonde · b6 svart springare · e6 vit löpare · g6 svart bonde · a5 svart bonde · g5 vit springare · a4 vit bonde · b4 svart drottning · b2 vit bonde · g2 vit bonde · h2 vit bonde · a1 vit torn · h1 vit kung | d8 svart torn · h8 svart kung · b7 svart bonde · d7 svart löpare · f7 vit drottning · g7 svart löpare · h7 svart bonde · b6 svart springare · e6 vit löpare · g6 svart bonde · a5 svart bonde · g5 vit springare · a4 vit bonde · b4 svart drottning · b2 vit bonde · g2 vit bonde · h2 vit bonde · a1 vit torn · h1 vit kung | 5 |
| 4 | d8 svart torn · h8 svart kung · b7 svart bonde · d7 svart löpare · f7 vit drottning · g7 svart löpare · h7 svart bonde · b6 svart springare · e6 vit löpare · g6 svart bonde · a5 svart bonde · g5 vit springare · a4 vit bonde · b4 svart drottning · b2 vit bonde · g2 vit bonde · h2 vit bonde · a1 vit torn · h1 vit kung | d8 svart torn · h8 svart kung · b7 svart bonde · d7 svart löpare · f7 vit drottning · g7 svart löpare · h7 svart bonde · b6 svart springare · e6 vit löpare · g6 svart bonde · a5 svart bonde · g5 vit springare · a4 vit bonde · b4 svart drottning · b2 vit bonde · g2 vit bonde · h2 vit bonde · a1 vit torn · h1 vit kung | d8 svart torn · h8 svart kung · b7 svart bonde · d7 svart löpare · f7 vit drottning · g7 svart löpare · h7 svart bonde · b6 svart springare · e6 vit löpare · g6 svart bonde · a5 svart bonde · g5 vit springare · a4 vit bonde · b4 svart drottning · b2 vit bonde · g2 vit bonde · h2 vit bonde · a1 vit torn · h1 vit kung | d8 svart torn · h8 svart kung · b7 svart bonde · d7 svart löpare · f7 vit drottning · g7 svart löpare · h7 svart bonde · b6 svart springare · e6 vit löpare · g6 svart bonde · a5 svart bonde · g5 vit springare · a4 vit bonde · b4 svart drottning · b2 vit bonde · g2 vit bonde · h2 vit bonde · a1 vit torn · h1 vit kung | d8 svart torn · h8 svart kung · b7 svart bonde · d7 svart löpare · f7 vit drottning · g7 svart löpare · h7 svart bonde · b6 svart springare · e6 vit löpare · g6 svart bonde · a5 svart bonde · g5 vit springare · a4 vit bonde · b4 svart drottning · b2 vit bonde · g2 vit bonde · h2 vit bonde · a1 vit torn · h1 vit kung | d8 svart torn · h8 svart kung · b7 svart bonde · d7 svart löpare · f7 vit drottning · g7 svart löpare · h7 svart bonde · b6 svart springare · e6 vit löpare · g6 svart bonde · a5 svart bonde · g5 vit springare · a4 vit bonde · b4 svart drottning · b2 vit bonde · g2 vit bonde · h2 vit bonde · a1 vit torn · h1 vit kung | d8 svart torn · h8 svart kung · b7 svart bonde · d7 svart löpare · f7 vit drottning · g7 svart löpare · h7 svart bonde · b6 svart springare · e6 vit löpare · g6 svart bonde · a5 svart bonde · g5 vit springare · a4 vit bonde · b4 svart drottning · b2 vit bonde · g2 vit bonde · h2 vit bonde · a1 vit torn · h1 vit kung | d8 svart torn · h8 svart kung · b7 svart bonde · d7 svart löpare · f7 vit drottning · g7 svart löpare · h7 svart bonde · b6 svart springare · e6 vit löpare · g6 svart bonde · a5 svart bonde · g5 vit springare · a4 vit bonde · b4 svart drottning · b2 vit bonde · g2 vit bonde · h2 vit bonde · a1 vit torn · h1 vit kung | 4 |
| 3 | d8 svart torn · h8 svart kung · b7 svart bonde · d7 svart löpare · f7 vit drottning · g7 svart löpare · h7 svart bonde · b6 svart springare · e6 vit löpare · g6 svart bonde · a5 svart bonde · g5 vit springare · a4 vit bonde · b4 svart drottning · b2 vit bonde · g2 vit bonde · h2 vit bonde · a1 vit torn · h1 vit kung | d8 svart torn · h8 svart kung · b7 svart bonde · d7 svart löpare · f7 vit drottning · g7 svart löpare · h7 svart bonde · b6 svart springare · e6 vit löpare · g6 svart bonde · a5 svart bonde · g5 vit springare · a4 vit bonde · b4 svart drottning · b2 vit bonde · g2 vit bonde · h2 vit bonde · a1 vit torn · h1 vit kung | d8 svart torn · h8 svart kung · b7 svart bonde · d7 svart löpare · f7 vit drottning · g7 svart löpare · h7 svart bonde · b6 svart springare · e6 vit löpare · g6 svart bonde · a5 svart bonde · g5 vit springare · a4 vit bonde · b4 svart drottning · b2 vit bonde · g2 vit bonde · h2 vit bonde · a1 vit torn · h1 vit kung | d8 svart torn · h8 svart kung · b7 svart bonde · d7 svart löpare · f7 vit drottning · g7 svart löpare · h7 svart bonde · b6 svart springare · e6 vit löpare · g6 svart bonde · a5 svart bonde · g5 vit springare · a4 vit bonde · b4 svart drottning · b2 vit bonde · g2 vit bonde · h2 vit bonde · a1 vit torn · h1 vit kung | d8 svart torn · h8 svart kung · b7 svart bonde · d7 svart löpare · f7 vit drottning · g7 svart löpare · h7 svart bonde · b6 svart springare · e6 vit löpare · g6 svart bonde · a5 svart bonde · g5 vit springare · a4 vit bonde · b4 svart drottning · b2 vit bonde · g2 vit bonde · h2 vit bonde · a1 vit torn · h1 vit kung | d8 svart torn · h8 svart kung · b7 svart bonde · d7 svart löpare · f7 vit drottning · g7 svart löpare · h7 svart bonde · b6 svart springare · e6 vit löpare · g6 svart bonde · a5 svart bonde · g5 vit springare · a4 vit bonde · b4 svart drottning · b2 vit bonde · g2 vit bonde · h2 vit bonde · a1 vit torn · h1 vit kung | d8 svart torn · h8 svart kung · b7 svart bonde · d7 svart löpare · f7 vit drottning · g7 svart löpare · h7 svart bonde · b6 svart springare · e6 vit löpare · g6 svart bonde · a5 svart bonde · g5 vit springare · a4 vit bonde · b4 svart drottning · b2 vit bonde · g2 vit bonde · h2 vit bonde · a1 vit torn · h1 vit kung | d8 svart torn · h8 svart kung · b7 svart bonde · d7 svart löpare · f7 vit drottning · g7 svart löpare · h7 svart bonde · b6 svart springare · e6 vit löpare · g6 svart bonde · a5 svart bonde · g5 vit springare · a4 vit bonde · b4 svart drottning · b2 vit bonde · g2 vit bonde · h2 vit bonde · a1 vit torn · h1 vit kung | 3 |
| 2 | d8 svart torn · h8 svart kung · b7 svart bonde · d7 svart löpare · f7 vit drottning · g7 svart löpare · h7 svart bonde · b6 svart springare · e6 vit löpare · g6 svart bonde · a5 svart bonde · g5 vit springare · a4 vit bonde · b4 svart drottning · b2 vit bonde · g2 vit bonde · h2 vit bonde · a1 vit torn · h1 vit kung | d8 svart torn · h8 svart kung · b7 svart bonde · d7 svart löpare · f7 vit drottning · g7 svart löpare · h7 svart bonde · b6 svart springare · e6 vit löpare · g6 svart bonde · a5 svart bonde · g5 vit springare · a4 vit bonde · b4 svart drottning · b2 vit bonde · g2 vit bonde · h2 vit bonde · a1 vit torn · h1 vit kung | d8 svart torn · h8 svart kung · b7 svart bonde · d7 svart löpare · f7 vit drottning · g7 svart löpare · h7 svart bonde · b6 svart springare · e6 vit löpare · g6 svart bonde · a5 svart bonde · g5 vit springare · a4 vit bonde · b4 svart drottning · b2 vit bonde · g2 vit bonde · h2 vit bonde · a1 vit torn · h1 vit kung | d8 svart torn · h8 svart kung · b7 svart bonde · d7 svart löpare · f7 vit drottning · g7 svart löpare · h7 svart bonde · b6 svart springare · e6 vit löpare · g6 svart bonde · a5 svart bonde · g5 vit springare · a4 vit bonde · b4 svart drottning · b2 vit bonde · g2 vit bonde · h2 vit bonde · a1 vit torn · h1 vit kung | d8 svart torn · h8 svart kung · b7 svart bonde · d7 svart löpare · f7 vit drottning · g7 svart löpare · h7 svart bonde · b6 svart springare · e6 vit löpare · g6 svart bonde · a5 svart bonde · g5 vit springare · a4 vit bonde · b4 svart drottning · b2 vit bonde · g2 vit bonde · h2 vit bonde · a1 vit torn · h1 vit kung | d8 svart torn · h8 svart kung · b7 svart bonde · d7 svart löpare · f7 vit drottning · g7 svart löpare · h7 svart bonde · b6 svart springare · e6 vit löpare · g6 svart bonde · a5 svart bonde · g5 vit springare · a4 vit bonde · b4 svart drottning · b2 vit bonde · g2 vit bonde · h2 vit bonde · a1 vit torn · h1 vit kung | d8 svart torn · h8 svart kung · b7 svart bonde · d7 svart löpare · f7 vit drottning · g7 svart löpare · h7 svart bonde · b6 svart springare · e6 vit löpare · g6 svart bonde · a5 svart bonde · g5 vit springare · a4 vit bonde · b4 svart drottning · b2 vit bonde · g2 vit bonde · h2 vit bonde · a1 vit torn · h1 vit kung | d8 svart torn · h8 svart kung · b7 svart bonde · d7 svart löpare · f7 vit drottning · g7 svart löpare · h7 svart bonde · b6 svart springare · e6 vit löpare · g6 svart bonde · a5 svart bonde · g5 vit springare · a4 vit bonde · b4 svart drottning · b2 vit bonde · g2 vit bonde · h2 vit bonde · a1 vit torn · h1 vit kung | 2 |
| 1 | d8 svart torn · h8 svart kung · b7 svart bonde · d7 svart löpare · f7 vit drottning · g7 svart löpare · h7 svart bonde · b6 svart springare · e6 vit löpare · g6 svart bonde · a5 svart bonde · g5 vit springare · a4 vit bonde · b4 svart drottning · b2 vit bonde · g2 vit bonde · h2 vit bonde · a1 vit torn · h1 vit kung | d8 svart torn · h8 svart kung · b7 svart bonde · d7 svart löpare · f7 vit drottning · g7 svart löpare · h7 svart bonde · b6 svart springare · e6 vit löpare · g6 svart bonde · a5 svart bonde · g5 vit springare · a4 vit bonde · b4 svart drottning · b2 vit bonde · g2 vit bonde · h2 vit bonde · a1 vit torn · h1 vit kung | d8 svart torn · h8 svart kung · b7 svart bonde · d7 svart löpare · f7 vit drottning · g7 svart löpare · h7 svart bonde · b6 svart springare · e6 vit löpare · g6 svart bonde · a5 svart bonde · g5 vit springare · a4 vit bonde · b4 svart drottning · b2 vit bonde · g2 vit bonde · h2 vit bonde · a1 vit torn · h1 vit kung | d8 svart torn · h8 svart kung · b7 svart bonde · d7 svart löpare · f7 vit drottning · g7 svart löpare · h7 svart bonde · b6 svart springare · e6 vit löpare · g6 svart bonde · a5 svart bonde · g5 vit springare · a4 vit bonde · b4 svart drottning · b2 vit bonde · g2 vit bonde · h2 vit bonde · a1 vit torn · h1 vit kung | d8 svart torn · h8 svart kung · b7 svart bonde · d7 svart löpare · f7 vit drottning · g7 svart löpare · h7 svart bonde · b6 svart springare · e6 vit löpare · g6 svart bonde · a5 svart bonde · g5 vit springare · a4 vit bonde · b4 svart drottning · b2 vit bonde · g2 vit bonde · h2 vit bonde · a1 vit torn · h1 vit kung | d8 svart torn · h8 svart kung · b7 svart bonde · d7 svart löpare · f7 vit drottning · g7 svart löpare · h7 svart bonde · b6 svart springare · e6 vit löpare · g6 svart bonde · a5 svart bonde · g5 vit springare · a4 vit bonde · b4 svart drottning · b2 vit bonde · g2 vit bonde · h2 vit bonde · a1 vit torn · h1 vit kung | d8 svart torn · h8 svart kung · b7 svart bonde · d7 svart löpare · f7 vit drottning · g7 svart löpare · h7 svart bonde · b6 svart springare · e6 vit löpare · g6 svart bonde · a5 svart bonde · g5 vit springare · a4 vit bonde · b4 svart drottning · b2 vit bonde · g2 vit bonde · h2 vit bonde · a1 vit torn · h1 vit kung | d8 svart torn · h8 svart kung · b7 svart bonde · d7 svart löpare · f7 vit drottning · g7 svart löpare · h7 svart bonde · b6 svart springare · e6 vit löpare · g6 svart bonde · a5 svart bonde · g5 vit springare · a4 vit bonde · b4 svart drottning · b2 vit bonde · g2 vit bonde · h2 vit bonde · a1 vit torn · h1 vit kung | 1 |
|   | a | b | c | d | e | f | g | h |   |

Med kvävmatt menas en matt utförd av en springare där kungen är instängd av sina egna pjäser.
Ett vanligt mönster är ett damoffer som tvingar motståndaren att stänga in sig själv. Partiet i diagrammet slutade 1.Dg8+ Txg8 2.Sf7#.

### Angrepp längs h-linjen
|   | a | b | c | d | e | f | g | h |   |
| 8 | d8 svart torn · e8 svart torn · h8 svart kung · b7 svart bonde · c7 svart drottning · d7 svart löpare · f7 vit drottning · g7 svart bonde · h7 svart bonde · a6 svart bonde · a5 svart springare · d5 vit torn · e5 vit springare · a2 vit löpare · b2 vit bonde · f2 vit bonde · g2 vit bonde · h2 vit bonde · e1 vit torn · g1 vit kung | d8 svart torn · e8 svart torn · h8 svart kung · b7 svart bonde · c7 svart drottning · d7 svart löpare · f7 vit drottning · g7 svart bonde · h7 svart bonde · a6 svart bonde · a5 svart springare · d5 vit torn · e5 vit springare · a2 vit löpare · b2 vit bonde · f2 vit bonde · g2 vit bonde · h2 vit bonde · e1 vit torn · g1 vit kung | d8 svart torn · e8 svart torn · h8 svart kung · b7 svart bonde · c7 svart drottning · d7 svart löpare · f7 vit drottning · g7 svart bonde · h7 svart bonde · a6 svart bonde · a5 svart springare · d5 vit torn · e5 vit springare · a2 vit löpare · b2 vit bonde · f2 vit bonde · g2 vit bonde · h2 vit bonde · e1 vit torn · g1 vit kung | d8 svart torn · e8 svart torn · h8 svart kung · b7 svart bonde · c7 svart drottning · d7 svart löpare · f7 vit drottning · g7 svart bonde · h7 svart bonde · a6 svart bonde · a5 svart springare · d5 vit torn · e5 vit springare · a2 vit löpare · b2 vit bonde · f2 vit bonde · g2 vit bonde · h2 vit bonde · e1 vit torn · g1 vit kung | d8 svart torn · e8 svart torn · h8 svart kung · b7 svart bonde · c7 svart drottning · d7 svart löpare · f7 vit drottning · g7 svart bonde · h7 svart bonde · a6 svart bonde · a5 svart springare · d5 vit torn · e5 vit springare · a2 vit löpare · b2 vit bonde · f2 vit bonde · g2 vit bonde · h2 vit bonde · e1 vit torn · g1 vit kung | d8 svart torn · e8 svart torn · h8 svart kung · b7 svart bonde · c7 svart drottning · d7 svart löpare · f7 vit drottning · g7 svart bonde · h7 svart bonde · a6 svart bonde · a5 svart springare · d5 vit torn · e5 vit springare · a2 vit löpare · b2 vit bonde · f2 vit bonde · g2 vit bonde · h2 vit bonde · e1 vit torn · g1 vit kung | d8 svart torn · e8 svart torn · h8 svart kung · b7 svart bonde · c7 svart drottning · d7 svart löpare · f7 vit drottning · g7 svart bonde · h7 svart bonde · a6 svart bonde · a5 svart springare · d5 vit torn · e5 vit springare · a2 vit löpare · b2 vit bonde · f2 vit bonde · g2 vit bonde · h2 vit bonde · e1 vit torn · g1 vit kung | d8 svart torn · e8 svart torn · h8 svart kung · b7 svart bonde · c7 svart drottning · d7 svart löpare · f7 vit drottning · g7 svart bonde · h7 svart bonde · a6 svart bonde · a5 svart springare · d5 vit torn · e5 vit springare · a2 vit löpare · b2 vit bonde · f2 vit bonde · g2 vit bonde · h2 vit bonde · e1 vit torn · g1 vit kung | 8 |
| 7 | d8 svart torn · e8 svart torn · h8 svart kung · b7 svart bonde · c7 svart drottning · d7 svart löpare · f7 vit drottning · g7 svart bonde · h7 svart bonde · a6 svart bonde · a5 svart springare · d5 vit torn · e5 vit springare · a2 vit löpare · b2 vit bonde · f2 vit bonde · g2 vit bonde · h2 vit bonde · e1 vit torn · g1 vit kung | d8 svart torn · e8 svart torn · h8 svart kung · b7 svart bonde · c7 svart drottning · d7 svart löpare · f7 vit drottning · g7 svart bonde · h7 svart bonde · a6 svart bonde · a5 svart springare · d5 vit torn · e5 vit springare · a2 vit löpare · b2 vit bonde · f2 vit bonde · g2 vit bonde · h2 vit bonde · e1 vit torn · g1 vit kung | d8 svart torn · e8 svart torn · h8 svart kung · b7 svart bonde · c7 svart drottning · d7 svart löpare · f7 vit drottning · g7 svart bonde · h7 svart bonde · a6 svart bonde · a5 svart springare · d5 vit torn · e5 vit springare · a2 vit löpare · b2 vit bonde · f2 vit bonde · g2 vit bonde · h2 vit bonde · e1 vit torn · g1 vit kung | d8 svart torn · e8 svart torn · h8 svart kung · b7 svart bonde · c7 svart drottning · d7 svart löpare · f7 vit drottning · g7 svart bonde · h7 svart bonde · a6 svart bonde · a5 svart springare · d5 vit torn · e5 vit springare · a2 vit löpare · b2 vit bonde · f2 vit bonde · g2 vit bonde · h2 vit bonde · e1 vit torn · g1 vit kung | d8 svart torn · e8 svart torn · h8 svart kung · b7 svart bonde · c7 svart drottning · d7 svart löpare · f7 vit drottning · g7 svart bonde · h7 svart bonde · a6 svart bonde · a5 svart springare · d5 vit torn · e5 vit springare · a2 vit löpare · b2 vit bonde · f2 vit bonde · g2 vit bonde · h2 vit bonde · e1 vit torn · g1 vit kung | d8 svart torn · e8 svart torn · h8 svart kung · b7 svart bonde · c7 svart drottning · d7 svart löpare · f7 vit drottning · g7 svart bonde · h7 svart bonde · a6 svart bonde · a5 svart springare · d5 vit torn · e5 vit springare · a2 vit löpare · b2 vit bonde · f2 vit bonde · g2 vit bonde · h2 vit bonde · e1 vit torn · g1 vit kung | d8 svart torn · e8 svart torn · h8 svart kung · b7 svart bonde · c7 svart drottning · d7 svart löpare · f7 vit drottning · g7 svart bonde · h7 svart bonde · a6 svart bonde · a5 svart springare · d5 vit torn · e5 vit springare · a2 vit löpare · b2 vit bonde · f2 vit bonde · g2 vit bonde · h2 vit bonde · e1 vit torn · g1 vit kung | d8 svart torn · e8 svart torn · h8 svart kung · b7 svart bonde · c7 svart drottning · d7 svart löpare · f7 vit drottning · g7 svart bonde · h7 svart bonde · a6 svart bonde · a5 svart springare · d5 vit torn · e5 vit springare · a2 vit löpare · b2 vit bonde · f2 vit bonde · g2 vit bonde · h2 vit bonde · e1 vit torn · g1 vit kung | 7 |
| 6 | d8 svart torn · e8 svart torn · h8 svart kung · b7 svart bonde · c7 svart drottning · d7 svart löpare · f7 vit drottning · g7 svart bonde · h7 svart bonde · a6 svart bonde · a5 svart springare · d5 vit torn · e5 vit springare · a2 vit löpare · b2 vit bonde · f2 vit bonde · g2 vit bonde · h2 vit bonde · e1 vit torn · g1 vit kung | d8 svart torn · e8 svart torn · h8 svart kung · b7 svart bonde · c7 svart drottning · d7 svart löpare · f7 vit drottning · g7 svart bonde · h7 svart bonde · a6 svart bonde · a5 svart springare · d5 vit torn · e5 vit springare · a2 vit löpare · b2 vit bonde · f2 vit bonde · g2 vit bonde · h2 vit bonde · e1 vit torn · g1 vit kung | d8 svart torn · e8 svart torn · h8 svart kung · b7 svart bonde · c7 svart drottning · d7 svart löpare · f7 vit drottning · g7 svart bonde · h7 svart bonde · a6 svart bonde · a5 svart springare · d5 vit torn · e5 vit springare · a2 vit löpare · b2 vit bonde · f2 vit bonde · g2 vit bonde · h2 vit bonde · e1 vit torn · g1 vit kung | d8 svart torn · e8 svart torn · h8 svart kung · b7 svart bonde · c7 svart drottning · d7 svart löpare · f7 vit drottning · g7 svart bonde · h7 svart bonde · a6 svart bonde · a5 svart springare · d5 vit torn · e5 vit springare · a2 vit löpare · b2 vit bonde · f2 vit bonde · g2 vit bonde · h2 vit bonde · e1 vit torn · g1 vit kung | d8 svart torn · e8 svart torn · h8 svart kung · b7 svart bonde · c7 svart drottning · d7 svart löpare · f7 vit drottning · g7 svart bonde · h7 svart bonde · a6 svart bonde · a5 svart springare · d5 vit torn · e5 vit springare · a2 vit löpare · b2 vit bonde · f2 vit bonde · g2 vit bonde · h2 vit bonde · e1 vit torn · g1 vit kung | d8 svart torn · e8 svart torn · h8 svart kung · b7 svart bonde · c7 svart drottning · d7 svart löpare · f7 vit drottning · g7 svart bonde · h7 svart bonde · a6 svart bonde · a5 svart springare · d5 vit torn · e5 vit springare · a2 vit löpare · b2 vit bonde · f2 vit bonde · g2 vit bonde · h2 vit bonde · e1 vit torn · g1 vit kung | d8 svart torn · e8 svart torn · h8 svart kung · b7 svart bonde · c7 svart drottning · d7 svart löpare · f7 vit drottning · g7 svart bonde · h7 svart bonde · a6 svart bonde · a5 svart springare · d5 vit torn · e5 vit springare · a2 vit löpare · b2 vit bonde · f2 vit bonde · g2 vit bonde · h2 vit bonde · e1 vit torn · g1 vit kung | d8 svart torn · e8 svart torn · h8 svart kung · b7 svart bonde · c7 svart drottning · d7 svart löpare · f7 vit drottning · g7 svart bonde · h7 svart bonde · a6 svart bonde · a5 svart springare · d5 vit torn · e5 vit springare · a2 vit löpare · b2 vit bonde · f2 vit bonde · g2 vit bonde · h2 vit bonde · e1 vit torn · g1 vit kung | 6 |
| 5 | d8 svart torn · e8 svart torn · h8 svart kung · b7 svart bonde · c7 svart drottning · d7 svart löpare · f7 vit drottning · g7 svart bonde · h7 svart bonde · a6 svart bonde · a5 svart springare · d5 vit torn · e5 vit springare · a2 vit löpare · b2 vit bonde · f2 vit bonde · g2 vit bonde · h2 vit bonde · e1 vit torn · g1 vit kung | d8 svart torn · e8 svart torn · h8 svart kung · b7 svart bonde · c7 svart drottning · d7 svart löpare · f7 vit drottning · g7 svart bonde · h7 svart bonde · a6 svart bonde · a5 svart springare · d5 vit torn · e5 vit springare · a2 vit löpare · b2 vit bonde · f2 vit bonde · g2 vit bonde · h2 vit bonde · e1 vit torn · g1 vit kung | d8 svart torn · e8 svart torn · h8 svart kung · b7 svart bonde · c7 svart drottning · d7 svart löpare · f7 vit drottning · g7 svart bonde · h7 svart bonde · a6 svart bonde · a5 svart springare · d5 vit torn · e5 vit springare · a2 vit löpare · b2 vit bonde · f2 vit bonde · g2 vit bonde · h2 vit bonde · e1 vit torn · g1 vit kung | d8 svart torn · e8 svart torn · h8 svart kung · b7 svart bonde · c7 svart drottning · d7 svart löpare · f7 vit drottning · g7 svart bonde · h7 svart bonde · a6 svart bonde · a5 svart springare · d5 vit torn · e5 vit springare · a2 vit löpare · b2 vit bonde · f2 vit bonde · g2 vit bonde · h2 vit bonde · e1 vit torn · g1 vit kung | d8 svart torn · e8 svart torn · h8 svart kung · b7 svart bonde · c7 svart drottning · d7 svart löpare · f7 vit drottning · g7 svart bonde · h7 svart bonde · a6 svart bonde · a5 svart springare · d5 vit torn · e5 vit springare · a2 vit löpare · b2 vit bonde · f2 vit bonde · g2 vit bonde · h2 vit bonde · e1 vit torn · g1 vit kung | d8 svart torn · e8 svart torn · h8 svart kung · b7 svart bonde · c7 svart drottning · d7 svart löpare · f7 vit drottning · g7 svart bonde · h7 svart bonde · a6 svart bonde · a5 svart springare · d5 vit torn · e5 vit springare · a2 vit löpare · b2 vit bonde · f2 vit bonde · g2 vit bonde · h2 vit bonde · e1 vit torn · g1 vit kung | d8 svart torn · e8 svart torn · h8 svart kung · b7 svart bonde · c7 svart drottning · d7 svart löpare · f7 vit drottning · g7 svart bonde · h7 svart bonde · a6 svart bonde · a5 svart springare · d5 vit torn · e5 vit springare · a2 vit löpare · b2 vit bonde · f2 vit bonde · g2 vit bonde · h2 vit bonde · e1 vit torn · g1 vit kung | d8 svart torn · e8 svart torn · h8 svart kung · b7 svart bonde · c7 svart drottning · d7 svart löpare · f7 vit drottning · g7 svart bonde · h7 svart bonde · a6 svart bonde · a5 svart springare · d5 vit torn · e5 vit springare · a2 vit löpare · b2 vit bonde · f2 vit bonde · g2 vit bonde · h2 vit bonde · e1 vit torn · g1 vit kung | 5 |
| 4 | d8 svart torn · e8 svart torn · h8 svart kung · b7 svart bonde · c7 svart drottning · d7 svart löpare · f7 vit drottning · g7 svart bonde · h7 svart bonde · a6 svart bonde · a5 svart springare · d5 vit torn · e5 vit springare · a2 vit löpare · b2 vit bonde · f2 vit bonde · g2 vit bonde · h2 vit bonde · e1 vit torn · g1 vit kung | d8 svart torn · e8 svart torn · h8 svart kung · b7 svart bonde · c7 svart drottning · d7 svart löpare · f7 vit drottning · g7 svart bonde · h7 svart bonde · a6 svart bonde · a5 svart springare · d5 vit torn · e5 vit springare · a2 vit löpare · b2 vit bonde · f2 vit bonde · g2 vit bonde · h2 vit bonde · e1 vit torn · g1 vit kung | d8 svart torn · e8 svart torn · h8 svart kung · b7 svart bonde · c7 svart drottning · d7 svart löpare · f7 vit drottning · g7 svart bonde · h7 svart bonde · a6 svart bonde · a5 svart springare · d5 vit torn · e5 vit springare · a2 vit löpare · b2 vit bonde · f2 vit bonde · g2 vit bonde · h2 vit bonde · e1 vit torn · g1 vit kung | d8 svart torn · e8 svart torn · h8 svart kung · b7 svart bonde · c7 svart drottning · d7 svart löpare · f7 vit drottning · g7 svart bonde · h7 svart bonde · a6 svart bonde · a5 svart springare · d5 vit torn · e5 vit springare · a2 vit löpare · b2 vit bonde · f2 vit bonde · g2 vit bonde · h2 vit bonde · e1 vit torn · g1 vit kung | d8 svart torn · e8 svart torn · h8 svart kung · b7 svart bonde · c7 svart drottning · d7 svart löpare · f7 vit drottning · g7 svart bonde · h7 svart bonde · a6 svart bonde · a5 svart springare · d5 vit torn · e5 vit springare · a2 vit löpare · b2 vit bonde · f2 vit bonde · g2 vit bonde · h2 vit bonde · e1 vit torn · g1 vit kung | d8 svart torn · e8 svart torn · h8 svart kung · b7 svart bonde · c7 svart drottning · d7 svart löpare · f7 vit drottning · g7 svart bonde · h7 svart bonde · a6 svart bonde · a5 svart springare · d5 vit torn · e5 vit springare · a2 vit löpare · b2 vit bonde · f2 vit bonde · g2 vit bonde · h2 vit bonde · e1 vit torn · g1 vit kung | d8 svart torn · e8 svart torn · h8 svart kung · b7 svart bonde · c7 svart drottning · d7 svart löpare · f7 vit drottning · g7 svart bonde · h7 svart bonde · a6 svart bonde · a5 svart springare · d5 vit torn · e5 vit springare · a2 vit löpare · b2 vit bonde · f2 vit bonde · g2 vit bonde · h2 vit bonde · e1 vit torn · g1 vit kung | d8 svart torn · e8 svart torn · h8 svart kung · b7 svart bonde · c7 svart drottning · d7 svart löpare · f7 vit drottning · g7 svart bonde · h7 svart bonde · a6 svart bonde · a5 svart springare · d5 vit torn · e5 vit springare · a2 vit löpare · b2 vit bonde · f2 vit bonde · g2 vit bonde · h2 vit bonde · e1 vit torn · g1 vit kung | 4 |
| 3 | d8 svart torn · e8 svart torn · h8 svart kung · b7 svart bonde · c7 svart drottning · d7 svart löpare · f7 vit drottning · g7 svart bonde · h7 svart bonde · a6 svart bonde · a5 svart springare · d5 vit torn · e5 vit springare · a2 vit löpare · b2 vit bonde · f2 vit bonde · g2 vit bonde · h2 vit bonde · e1 vit torn · g1 vit kung | d8 svart torn · e8 svart torn · h8 svart kung · b7 svart bonde · c7 svart drottning · d7 svart löpare · f7 vit drottning · g7 svart bonde · h7 svart bonde · a6 svart bonde · a5 svart springare · d5 vit torn · e5 vit springare · a2 vit löpare · b2 vit bonde · f2 vit bonde · g2 vit bonde · h2 vit bonde · e1 vit torn · g1 vit kung | d8 svart torn · e8 svart torn · h8 svart kung · b7 svart bonde · c7 svart drottning · d7 svart löpare · f7 vit drottning · g7 svart bonde · h7 svart bonde · a6 svart bonde · a5 svart springare · d5 vit torn · e5 vit springare · a2 vit löpare · b2 vit bonde · f2 vit bonde · g2 vit bonde · h2 vit bonde · e1 vit torn · g1 vit kung | d8 svart torn · e8 svart torn · h8 svart kung · b7 svart bonde · c7 svart drottning · d7 svart löpare · f7 vit drottning · g7 svart bonde · h7 svart bonde · a6 svart bonde · a5 svart springare · d5 vit torn · e5 vit springare · a2 vit löpare · b2 vit bonde · f2 vit bonde · g2 vit bonde · h2 vit bonde · e1 vit torn · g1 vit kung | d8 svart torn · e8 svart torn · h8 svart kung · b7 svart bonde · c7 svart drottning · d7 svart löpare · f7 vit drottning · g7 svart bonde · h7 svart bonde · a6 svart bonde · a5 svart springare · d5 vit torn · e5 vit springare · a2 vit löpare · b2 vit bonde · f2 vit bonde · g2 vit bonde · h2 vit bonde · e1 vit torn · g1 vit kung | d8 svart torn · e8 svart torn · h8 svart kung · b7 svart bonde · c7 svart drottning · d7 svart löpare · f7 vit drottning · g7 svart bonde · h7 svart bonde · a6 svart bonde · a5 svart springare · d5 vit torn · e5 vit springare · a2 vit löpare · b2 vit bonde · f2 vit bonde · g2 vit bonde · h2 vit bonde · e1 vit torn · g1 vit kung | d8 svart torn · e8 svart torn · h8 svart kung · b7 svart bonde · c7 svart drottning · d7 svart löpare · f7 vit drottning · g7 svart bonde · h7 svart bonde · a6 svart bonde · a5 svart springare · d5 vit torn · e5 vit springare · a2 vit löpare · b2 vit bonde · f2 vit bonde · g2 vit bonde · h2 vit bonde · e1 vit torn · g1 vit kung | d8 svart torn · e8 svart torn · h8 svart kung · b7 svart bonde · c7 svart drottning · d7 svart löpare · f7 vit drottning · g7 svart bonde · h7 svart bonde · a6 svart bonde · a5 svart springare · d5 vit torn · e5 vit springare · a2 vit löpare · b2 vit bonde · f2 vit bonde · g2 vit bonde · h2 vit bonde · e1 vit torn · g1 vit kung | 3 |
| 2 | d8 svart torn · e8 svart torn · h8 svart kung · b7 svart bonde · c7 svart drottning · d7 svart löpare · f7 vit drottning · g7 svart bonde · h7 svart bonde · a6 svart bonde · a5 svart springare · d5 vit torn · e5 vit springare · a2 vit löpare · b2 vit bonde · f2 vit bonde · g2 vit bonde · h2 vit bonde · e1 vit torn · g1 vit kung | d8 svart torn · e8 svart torn · h8 svart kung · b7 svart bonde · c7 svart drottning · d7 svart löpare · f7 vit drottning · g7 svart bonde · h7 svart bonde · a6 svart bonde · a5 svart springare · d5 vit torn · e5 vit springare · a2 vit löpare · b2 vit bonde · f2 vit bonde · g2 vit bonde · h2 vit bonde · e1 vit torn · g1 vit kung | d8 svart torn · e8 svart torn · h8 svart kung · b7 svart bonde · c7 svart drottning · d7 svart löpare · f7 vit drottning · g7 svart bonde · h7 svart bonde · a6 svart bonde · a5 svart springare · d5 vit torn · e5 vit springare · a2 vit löpare · b2 vit bonde · f2 vit bonde · g2 vit bonde · h2 vit bonde · e1 vit torn · g1 vit kung | d8 svart torn · e8 svart torn · h8 svart kung · b7 svart bonde · c7 svart drottning · d7 svart löpare · f7 vit drottning · g7 svart bonde · h7 svart bonde · a6 svart bonde · a5 svart springare · d5 vit torn · e5 vit springare · a2 vit löpare · b2 vit bonde · f2 vit bonde · g2 vit bonde · h2 vit bonde · e1 vit torn · g1 vit kung | d8 svart torn · e8 svart torn · h8 svart kung · b7 svart bonde · c7 svart drottning · d7 svart löpare · f7 vit drottning · g7 svart bonde · h7 svart bonde · a6 svart bonde · a5 svart springare · d5 vit torn · e5 vit springare · a2 vit löpare · b2 vit bonde · f2 vit bonde · g2 vit bonde · h2 vit bonde · e1 vit torn · g1 vit kung | d8 svart torn · e8 svart torn · h8 svart kung · b7 svart bonde · c7 svart drottning · d7 svart löpare · f7 vit drottning · g7 svart bonde · h7 svart bonde · a6 svart bonde · a5 svart springare · d5 vit torn · e5 vit springare · a2 vit löpare · b2 vit bonde · f2 vit bonde · g2 vit bonde · h2 vit bonde · e1 vit torn · g1 vit kung | d8 svart torn · e8 svart torn · h8 svart kung · b7 svart bonde · c7 svart drottning · d7 svart löpare · f7 vit drottning · g7 svart bonde · h7 svart bonde · a6 svart bonde · a5 svart springare · d5 vit torn · e5 vit springare · a2 vit löpare · b2 vit bonde · f2 vit bonde · g2 vit bonde · h2 vit bonde · e1 vit torn · g1 vit kung | d8 svart torn · e8 svart torn · h8 svart kung · b7 svart bonde · c7 svart drottning · d7 svart löpare · f7 vit drottning · g7 svart bonde · h7 svart bonde · a6 svart bonde · a5 svart springare · d5 vit torn · e5 vit springare · a2 vit löpare · b2 vit bonde · f2 vit bonde · g2 vit bonde · h2 vit bonde · e1 vit torn · g1 vit kung | 2 |
| 1 | d8 svart torn · e8 svart torn · h8 svart kung · b7 svart bonde · c7 svart drottning · d7 svart löpare · f7 vit drottning · g7 svart bonde · h7 svart bonde · a6 svart bonde · a5 svart springare · d5 vit torn · e5 vit springare · a2 vit löpare · b2 vit bonde · f2 vit bonde · g2 vit bonde · h2 vit bonde · e1 vit torn · g1 vit kung | d8 svart torn · e8 svart torn · h8 svart kung · b7 svart bonde · c7 svart drottning · d7 svart löpare · f7 vit drottning · g7 svart bonde · h7 svart bonde · a6 svart bonde · a5 svart springare · d5 vit torn · e5 vit springare · a2 vit löpare · b2 vit bonde · f2 vit bonde · g2 vit bonde · h2 vit bonde · e1 vit torn · g1 vit kung | d8 svart torn · e8 svart torn · h8 svart kung · b7 svart bonde · c7 svart drottning · d7 svart löpare · f7 vit drottning · g7 svart bonde · h7 svart bonde · a6 svart bonde · a5 svart springare · d5 vit torn · e5 vit springare · a2 vit löpare · b2 vit bonde · f2 vit bonde · g2 vit bonde · h2 vit bonde · e1 vit torn · g1 vit kung | d8 svart torn · e8 svart torn · h8 svart kung · b7 svart bonde · c7 svart drottning · d7 svart löpare · f7 vit drottning · g7 svart bonde · h7 svart bonde · a6 svart bonde · a5 svart springare · d5 vit torn · e5 vit springare · a2 vit löpare · b2 vit bonde · f2 vit bonde · g2 vit bonde · h2 vit bonde · e1 vit torn · g1 vit kung | d8 svart torn · e8 svart torn · h8 svart kung · b7 svart bonde · c7 svart drottning · d7 svart löpare · f7 vit drottning · g7 svart bonde · h7 svart bonde · a6 svart bonde · a5 svart springare · d5 vit torn · e5 vit springare · a2 vit löpare · b2 vit bonde · f2 vit bonde · g2 vit bonde · h2 vit bonde · e1 vit torn · g1 vit kung | d8 svart torn · e8 svart torn · h8 svart kung · b7 svart bonde · c7 svart drottning · d7 svart löpare · f7 vit drottning · g7 svart bonde · h7 svart bonde · a6 svart bonde · a5 svart springare · d5 vit torn · e5 vit springare · a2 vit löpare · b2 vit bonde · f2 vit bonde · g2 vit bonde · h2 vit bonde · e1 vit torn · g1 vit kung | d8 svart torn · e8 svart torn · h8 svart kung · b7 svart bonde · c7 svart drottning · d7 svart löpare · f7 vit drottning · g7 svart bonde · h7 svart bonde · a6 svart bonde · a5 svart springare · d5 vit torn · e5 vit springare · a2 vit löpare · b2 vit bonde · f2 vit bonde · g2 vit bonde · h2 vit bonde · e1 vit torn · g1 vit kung | d8 svart torn · e8 svart torn · h8 svart kung · b7 svart bonde · c7 svart drottning · d7 svart löpare · f7 vit drottning · g7 svart bonde · h7 svart bonde · a6 svart bonde · a5 svart springare · d5 vit torn · e5 vit springare · a2 vit löpare · b2 vit bonde · f2 vit bonde · g2 vit bonde · h2 vit bonde · e1 vit torn · g1 vit kung | 1 |
|   | a | b | c | d | e | f | g | h |   |

När svarts kung står på h-linjen och fältet g8 inte är tillgängligt, antingen för att det täcks av till exempel en vit löpare eller för att det står en svart pjäs där, är kungen mycket utsatt för ett angrepp längs h-linjen. Det påminner om svagheter på första raden.
I diagrammet vinner vit med 1.Sg6+ hxg6 2.Th5+ gxh5 3.Dxh5#.